# Waise

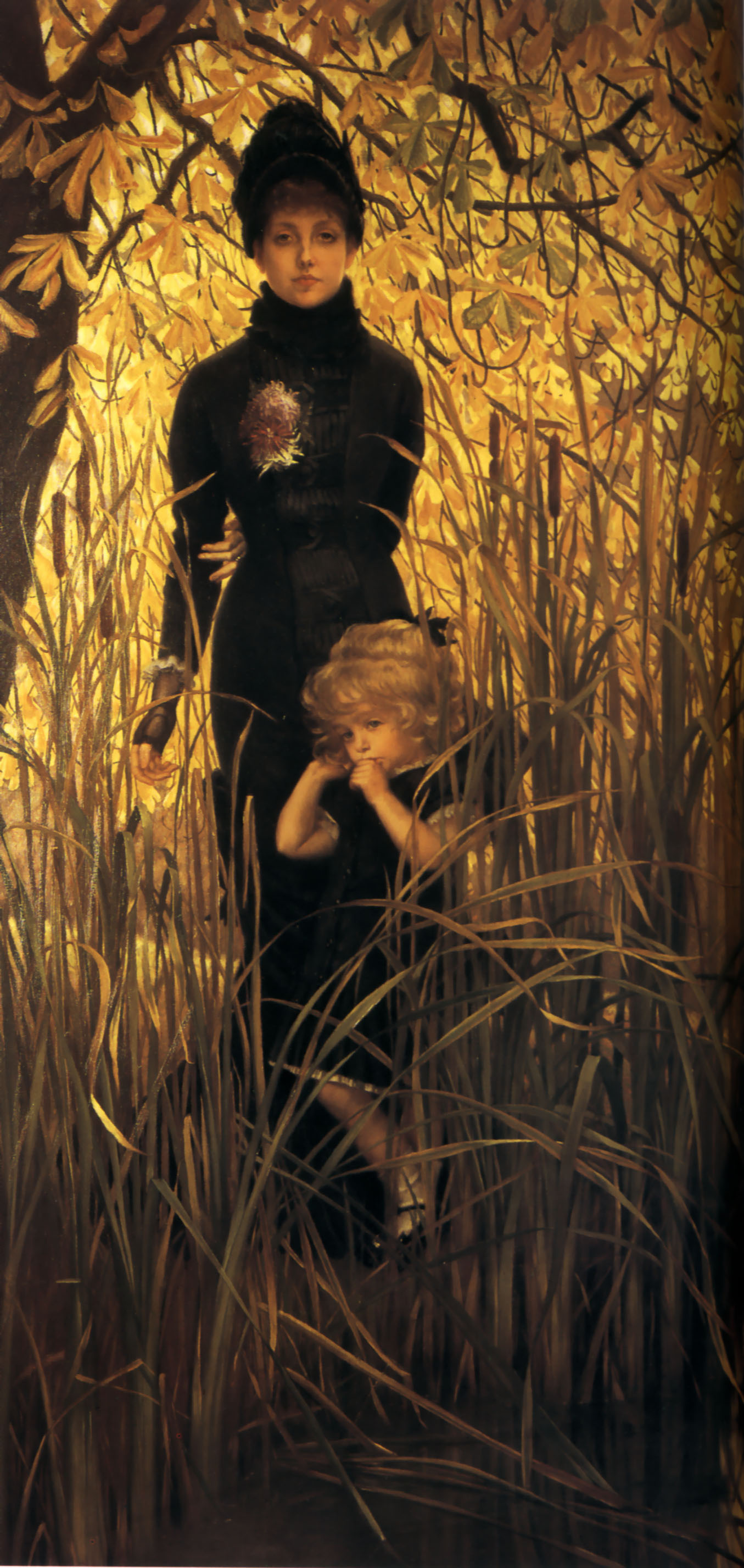
Orphan, James Tissot 1879

Als Waise (auf das deutsche und niederländische Sprachgebiet beschränkte Wort mhd. weise, ahd. weiso, zu wīsan, meiden, verlassen, immer im Femininum) oder Waisenkind wird ein Kind bezeichnet, das einen oder beide Elternteile verloren hat. Hierbei wird zwischen Vollwaisen (bei denen beide Eltern gestorben sind) und Halbwaisen (bei denen ein Elternteil gestorben ist) unterschieden. Dieses Kind wird nur Waise genannt, wenn der Verlust der Eltern während der Kindheit oder im Jugendalter stattfand.
Verliert ein Mensch im Erwachsenenalter seine Eltern, spricht man nicht mehr von einem Waisen. Im umgekehrten Fall bezeichnet man Eltern, die ein Kind verloren haben, als verwaiste Eltern. Gründe, die zum Verwaisen von Kindern führen können, sind unter anderem Kriege, Katastrophen, Unfälle, Terrorismus oder Epidemien.
Wenn sich bei Vollwaisen keine Verwandten um die Erziehung der Kinder kümmern (können), gibt es in Deutschland verschiedene andere Betreuungsmöglichkeiten. In Absprache mit dem Jugendamt werden die Kinder entweder bei Pflegeeltern, in einem Kinderheim (früher: Waisenhaus oder Säuglingsheim) oder bei Jugendlichen im betreuten Jugendwohnen (manchmal Jugendheim genannt) untergebracht. Die Eltern können im Testament bestimmen, zu wem im Falle ihres frühen Todes ein Kind kommen soll. Dafür benennen sie einen Vormund, der die Aufgaben der elterlichen Sorge übernehmen soll. Das Vormundschaftsgericht ist an die Entscheidung der Eltern gebunden, solange sie dem Wohl des Kindes dient.
Eine weltweit verbindliche und einheitliche Regelung oder Definition zu dem Thema Waise gibt es nicht. In den einzelnen Nationalstaaten können rechtliche oder konfessionsgebundene Regelungen voneinander abweichen.
So definiert beispielsweise bei der Einwanderung in den Vereinigten Staaten das Einwanderungs- und Staatsangehörigkeitsgesetz eine Waise nach mehreren Kriterien. Demnach kann ein Kind durch Tod, Verschwinden, Nichtwahrnehmung der elterlichen Sorge, Trennung oder Verlust beider Elternteile zur Waise werden. Im Weiteren wird ein Kind als Waise angesehen, solange die Mutter unverheiratet ist und der leibliche Vater es nicht legitimiert hat. Das Kind eines überlebenden Elternteils kann ebenso eine Waise sein, wenn der überlebende Elternteil, seit dem Tod des anderen Elternteils, unverheiratet geblieben ist.
In der Ukraine bezieht sich der Begriff Waise unter anderem „auf Kinder, deren Eltern gestorben sind oder deren Eltern die Elternsorge entzogen wurde oder deren Eltern eine Freiheitsstrafe in Justizanstalten verbüßen oder verschollen sind oder von zuständigen Gremien für physisch bzw. psychisch wahrnehmungsunfähig erklärt wurden“.
Im islamischen Recht, der Scharia, werden Minderjährige, die ihren Vater verloren haben, als Waise, yatîm, angesehen. Der Verlust der Mutter begründet den Status einer Waise nicht. Hintergrund sind die patriarchalischen Familienvorstellungen im Islam. Einen Waisenstatus erhalten auch Findelkinder, allaqît, oder unehelich geborene Kinder.
UNICEF und zahlreiche internationale Organisationen (zum Beispiel UNAIDS) haben Mitte der 1990er-Jahre die Definition von Waisenkindern überarbeitet, als die AIDS-Pandemie weltweit zum Tod von Millionen Eltern führte und immer mehr Kinder ohne einen oder mehrere Elternteile aufwuchsen. Die Termini Single-Waise – Verlust eines Elternteils – und Doppel-Waise – Verlust beider Elternteile – wurden eingeführt. Seitdem definieren UNICEF und globale Partner ein Waisenkind als Kind unter 18 Jahren, das einen oder beide Elternteile durch Tod verloren hat. Nach dieser Definition gab es 2015 (lt. UNICEF) weltweit fast 140 Millionen Waisenkinder, darunter 61 Millionen in Asien, 52 Millionen in Afrika, 10 Millionen in Lateinamerika und der Karibik sowie 7,3 Millionen in Osteuropa und Zentralasien. Erfasst wurden sowohl Kinder, die beide Elternteile verloren haben, als auch Kinder mit einem noch lebenden Elternteil. Von den fast 140 Millionen als Waisenkinder klassifizierten Kindern haben rund 15,1 Millionen beide Elternteile verloren. 95 % aller Waisenkinder sind über fünf Jahre alt. Diese Definition steht im Gegensatz zu Waisenkonzepten einiger Industrieländer, in denen ein Kind beide Elternteile verloren haben muss, um als Waisenkind anerkannt zu werden.
Eine verlässliche Gesamtzahl aller Waisenkinder weltweit gibt es nicht. UNICEF nennt als ungefähren Richtwert 163 Millionen Kinder, die als Waisen gelten. Die NGO Humanium beziffert die Zahl der Waisenkinder weltweit auf 153 Millionen, davon 71 Millionen in Asien, 59 Millionen in Afrika sowie rund 9 Millionen in Lateinamerika und der Karibik. Rund 1.000 Kinder und Jugendliche werden jedes Jahr in Deutschland von der Deutschen Rentenversicherung erstmals als Vollwaisen erfasst. Laut Statistik der Deutschen Rentenversicherung haben im Jahr 2018 303.920 Menschen Halb- oder Vollwaisenrente bezogen. Das Durchschnittsalter der Bezieher lag bei 17,39 Jahren. In der gesetzlichen Unfallversicherung war die Anzahl der Bezieher von Waisenrenten in Deutschland von knapp 35.000 im Jahr 1985 auf rund 9.000 im Jahr 2017 zurückgegangen. In der Schweiz war die Zahl der Bezieher einer einfachen Waisenrente (Halbwaisenrente) in den Jahren von 1980 bis 2000 von 61.406 auf 41.856 rückläufig. In Russland ist die Zahl der vom Bildungsministerium erfassten Waisenkinder von 115.600 im Jahr 2008 auf 47.800 im Jahr 2018 gesunken. Das war zu diesem Zeitpunkt der niedrigste Wert seit dem Zerfall der Sowjetunion. Einige der bekanntesten Träger von Kinderheimen im deutschsprachigen Raum sind die Organisation SOS-Kinderdorf, das Deutsche Rote Kreuz, die Diakonie, Pro Juventute und viele weitere freie Träger der öffentlichen Jugendhilfe.
Im Alltag erfährt der Begriff Waise zahlreiche sprachliche Adaptionen: Euro-Waisen, EU-Waisen, Waisenkinder der Medizin (siehe Orphan-Arzneimittel, seltene Krankheit oder Orphanet), Waisen-Planet, Therapeutische Waisen, Waisenkinder der Forschung, verwaistes Werk oder Scheidungswaise.

## Geschichte

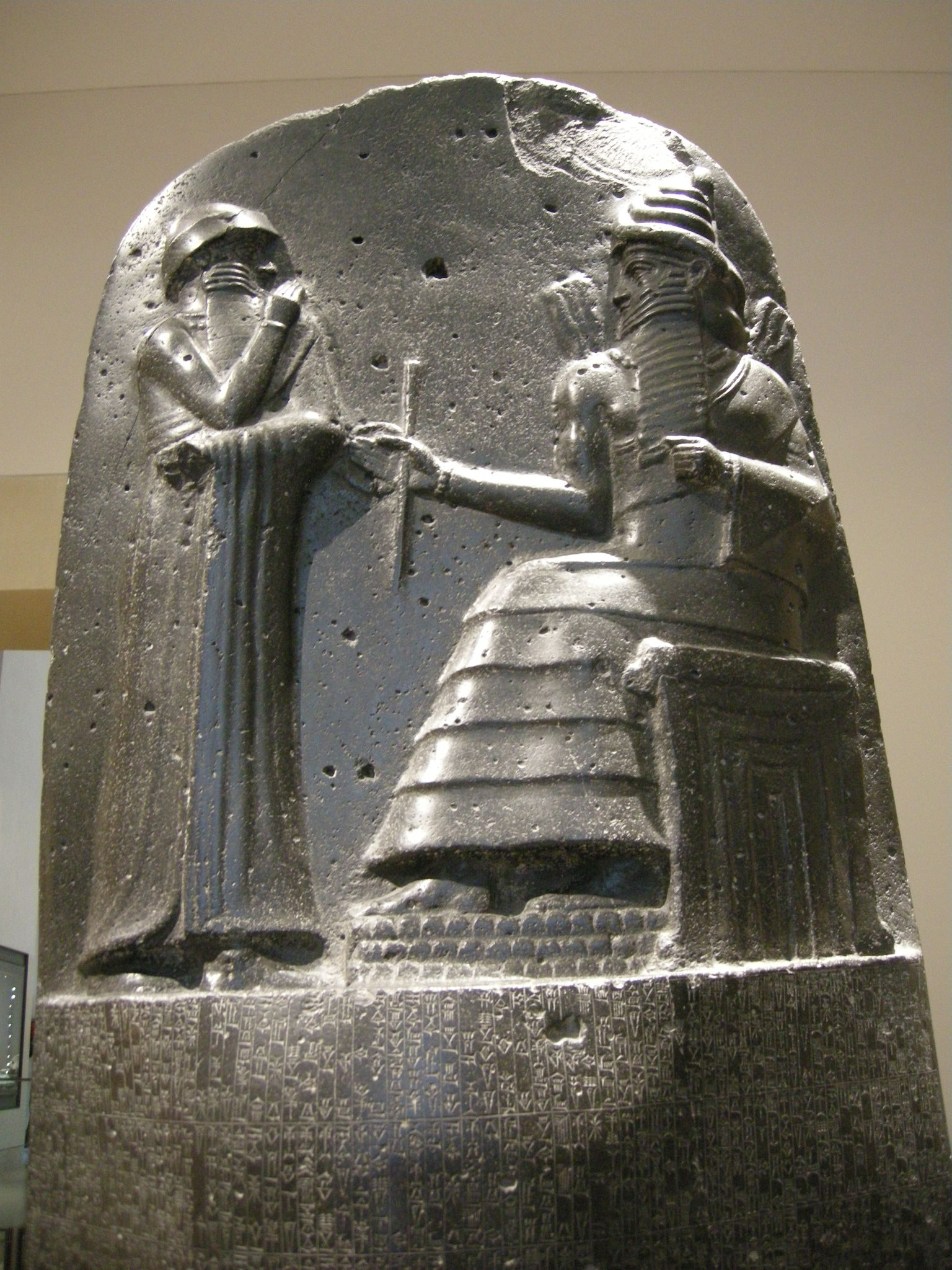
Oberer Teil der Stele mit dem Codex Hammurapi – Ḫammurapi vor Šamaš

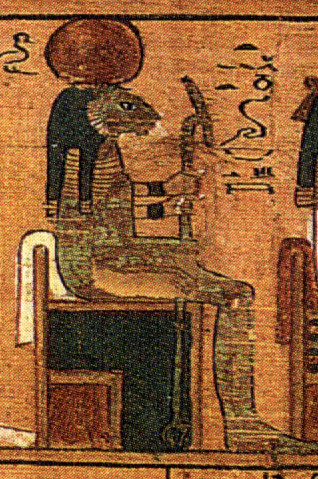
BD Weighing of the Heart – Tefnut

### Altertum
Frühe Zeugnisse zum Thema Waise finden sich unter anderem im Alten Orient sowie im Alten Ägypten. In der Werteordnung der Sumerer und Akkader war ihr König für den Kult in den Tempeln sowie für die Aufrechterhaltung der sittlichen Ordnung unter den Menschen verantwortlich. Ein weiteres Zeugnis bildet die Rechtssammlung Codex des Ur-Nammu (2111–2094 v. Chr.) aus der Ur-III-Zeit. Im Schlussteil des Prologs heißt es unter anderem:

„Die Waisen überantworte ich keineswegs den Reichen, […]“

Im Codex Hammurapi aus dem frühen 18. Jahrhundert v. Chr. erkannte Hammurapi eine besondere Schutzbedürftigkeit der Waisen gegen die Stärkeren an. Er sah sich als ihr Beschützer und versuchte, eine Gleichheit vor dem Gesetz auszuformulieren.
Im Alten Orient ist der Schutz von Waisen bereits in vorbiblischen Zeiten ein theologisch begründetes, sozialrechtliches Anliegen. Eine Vielzahl ägyptischer und mesopotamischer Texte aus dem dritten und zweiten Jahrtausend v. Chr. machen deutlich, dass Waisen als besonders hilflos und bedürftig betrachtet wurden. In einer 1951 entdeckten sumerischen Hymne erfolgt die Anrufung der Göttin Nasche von Lagasch mit den folgenden Worten:

„Sie, welche die Waise kennt, welche die Witwe kennt, die Unterdrückung des Menschen durch den Menschen kennt, Mutter der Waise ist. Nansche, welche für die Witwe sorgt (…) Die Königin nimmt den Flüchtling in ihren Schoß, gibt dem Schwachen Schutz.“

Im patriarchalisch bestimmten Alten Orient gehörte eine Waise, die den Vater verloren hatte, zu den sozial, wirtschaftlich, rechtlich und religiös Benachteiligten. Sie waren am stärksten von Ausbeutung bedroht, weil sie keinen Rechtsschutz und keine wirtschaftliche Absicherung genossen.
Die altägyptische Göttin Tefnut (auch Tefnet; weitere Beinamen: „Nubische Katze“, „Wahrheit“) gehörte im Alten Ägypten zu den neun Schöpfergottheiten der heliopolitanischen Kosmogonie (Enneade von Heliopolis). Sie symbolisierte das Feuer. In den Pyramidentexten ist für Tefnut im Zusammenhang des Himmelsaufstiegs vom König (Pharao) neben ihrem Namen Die Waise das Epitheton Die Wahrheit belegt.
In der jüdischen Bibel (Tanach) bedeutet der Begriff „Waise“ (hebr. יָתוֹם jātôm) das vaterlose Kind (Ex 22,23 ; Hi 24,9 ) oder das Kind ohne Eltern. Die Septuaginta übersetzt das hebräische Wort mit ὀρφανός orphanos. Die schwierige soziale Lage von Waisenkindern wird angemahnt (Hi 29,12 ), allerdings nirgendwo im Alten Testament eine konkrete Einzelperson als Waise genannt. 2008 fanden israelische Archäologen die älteste bekannte hebräische Inschrift auf einer aus der Zeit um König David stammenden, rund 3000 Jahre alten Tonscherbe. Die in der Inschrift enthaltenen Wörter sind spezifisch hebräisch und erinnern an Passagen aus dem Alten Testament. Enthalten sind Hinweise zum respektvollen Umgang mit Armen, Sklaven, Fremden, Witwen und Waisen.

### Antike
Da viele Frauen in der Antike wegen des sehr frühen Heiratsalters deutlich jünger waren als ihre Ehemänner, jedoch aufgrund des Fehlens systematisch betriebener Empfängnisverhütung häufig bis weit über das 30. Lebensjahr hinaus Kinder zur Welt brachten, hatten Witwen in sehr vielen Fällen noch minderjährige Kinder zu versorgen. Es wird angenommen, dass 35–45 Prozent der Kinder ihren Vater verloren hatten, bevor sie das 14. Lebensjahr erreichten. Mit der Fürsorge für Waisenkinder beschäftigte sich bereits im 3. Jahrhundert v. Chr. der Philosoph Platon, der durch den frühen Tod seines Vaters selbst zur Halbwaise wurde. In seinen Athener Gesetzen (Nomoi, Elftes Buch, 926ff.) formulierte er, dass Waisenkindern Schutz und Obhut zu gewähren sei. Ähnliche Ansätze finden sich auch in der Halacha, der jüdischen Gesetzgebung.

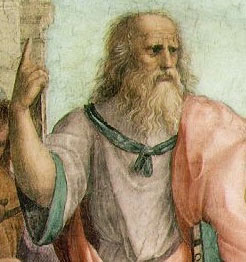
Die Schule von Athen (Ausschnitt mit Platon) von Raffael 1510/1511

In der patriarchalischen Gesellschaft Roms waren Frauen nicht geschäftsfähig. Nach römischem Recht waren vaterlose Kinder Pupillen (Knaben unter 14 und Mädchen unter 12 Jahren), die zur rechtsgültigen Vollziehung von Rechtsgeschäften der Mitwirkung eines männlichen Vormundes (Tutor) bedurften. Witwen, die minderjährige Kinder zu versorgen hatten, waren häufig von der Verarmung bedroht und oft verschuldet. Manche Witwen sahen sich genötigt, ihre Kinder in die Sklaverei zu verkaufen oder Töchter der Prostitution zuzuführen. Zahlreiche Waisen mussten in jungen Jahren einer Berufstätigkeit nachgehen, Waisenmädchen fanden aufgrund der fehlenden Mitgift überhaupt keinen Mann oder heirateten unterhalb ihres sozialen Standes. Ein großer Teil der Bettler in den antiken Städten rekrutierte sich aus Waisen.
Der Schutz und die Pflege von Waisen gefallener Krieger in Griechenland und im Römischen Reich oblag bereits zum Teil staatlicher Fürsorge. Die Kaiser Trajan oder Severus Alexander nahmen sich durch die Gründung eigener Stiftungen der Waisen an. Im 2. Jahrhundert n. Chr. gründete der Kaiser Antoninus Pius zu Ehren seiner verstorbenen Frau Faustina eine Einrichtung sowie Stiftung zur Alimentierung und Aufnahme ausgesetzter Mädchen, die puellae Faustinianae.
In der Spätantike führte die Verbreitung des Christentums zu einer Sensibilisierung für die sozialen Probleme der Waisen, denen der besondere Schutz der Kirche galt. Trotz vielfältiger karitativer Bemühungen verlor das Versorgungsproblem der Waisen nichts von seiner Brisanz. In der Zeit des Frühchristentums gelang es der Kirche noch nicht, ein Netz von karitativen Einrichtungen zu schaffen, mit dem sie dieser Armut Herr werden können hätte. Individuelle Almosen mochten im Einzelfall die Not lindern, waren aber nicht in der Lage, die Ursachen zu beseitigen. Das Konzil von Nicaea (325 n. Chr.) ordnete die Einrichtung von Armenspitälern in den christlichen Gemeinden an, die sich teilweise zu Kinderasylen entwickelten. Erste Einrichtungen finden sich um 330 n. Chr. in Konstantinopel oder die in Basilias, unweit von Caesarea, die von Bischof Basilius 369 n. Chr. gegründet wurde. Durch ein Edikt ordneten im 5. Jahrhundert die Kaiser Flavius Honorius und Theodosius II. an, dass ausgesetzte Kinder der Kirche zu melden und gegen ein Entgelt in Pflegefamilien aufzuziehen seien.
Im Alten China entwickelte die Halbwaise Konfuzius, der in der frühen Kindheit seinen Vater verlor, in der Zeit der Östlichen Zhou-Dynastie seine Lehren über die menschliche Ordnung, die seiner Meinung nach durch Achtung vor anderen Menschen und Ahnenverehrung erreichbar sei. Als Ideal galt Konfuzius der „Edle“, ein moralisch guter Mensch, wenn er sich in Harmonie mit dem Weltganzen befindet. Er war Namensgeber für die als Konfuzianismus bekannten Lehren.

### Mittelalter
Eine Notwendigkeit, den Waisen besondere Fürsorge angedeihen zu lassen, ergibt sich für Muslime aus dem Koran und aus der Geschichte. Mohammed, Religionsstifter des Islam, Prophet und Gesandter Gottes, wurde früh als Kind Vollwaise. In der Schlacht von Uhud im Jahre 625 starben viele Anhänger von Mohammed, die alle ihre Familien zurückließen.
In den christlichen Ländern Europas waren die Waisen auf die Barmherzigkeit von Einzelpersonen oder die öffentliche Fürsorge angewiesen. Schon durch die karolingischen Kapitularien wurden sie unter den besonderen Schutz der Königsboten gestellt. Waisen wurden entweder von Verwandten aufgenommen, in ein Spital oder in ein Findelhaus, meist in kirchlicher Trägerschaft, gegeben und in diesen versorgt. Gern wurden sie auch von ihren Verwandten durch Oblation in ein Kloster gegeben, um den Erbanteil nicht zu sehr zu schmälern. Ab dem 8. Jahrhundert ist eine öffentliche Fürsorge zunächst in Italien und später auch in West- und Mitteleuropa belegt. Das erste Findelhaus wurde auf Veranlassung des mailändischen Erzbischofs Datheus 787 eingerichtet. Als soziale Einrichtungen fanden Findelhäuser in Mittel-, Nord- und Westeuropa weitere Verbreitung, wenngleich nicht in dem Umfang wie in den romanischen Ländern und häufig erst ab dem 16. Jahrhundert.

Hongwu

Karl der Große, der sich als Beschützer und Verteidiger von Waisen sah, verpflichtete dafür die Grundherren in seinem Reich. Für verwaiste Säuglinge nahmen die Pflegeeltern Ammen in den Dienst. Halbwaisen wuchsen nach der Wiederverheiratung des verbliebenen Elternteils beim Stiefvater oder bei der Stiefmutter auf. Stiefeltern wurden in den späteren Volksmärchen und in Heiligenviten häufig als böse und kaltherzig geschildert. Dem Sachsenspiegel zufolge standen Waisen bis zur Volljährigkeit, mit 21 Jahren, unter der Vormundschaft des ältesten Verwandten väterlicherseits, des ältesten Schwertmagen. Im Weiteren wurde in dieser Zeit erwartet, dass der Ritter nicht nur Kämpfer und Krieger sein sollte, sondern gleichzeitig Beschützer von Witwen und Waisen. Während der Kreuzzüge kam es zur Gründung von Ritterorden (zum Beispiel Johanniter und Deutscher Orden) und nichtrichterlichen Ordensgemeinschaften (zum Beispiel Antoniter-Orden), die sich der Fürsorge von Waisen in den Spitälern annahmen. Im Jahre 1194 verfügte Papst Innozenz III., dass im Ospedale di Santo Spirito in Rom eine Drehlade (Babyklappe) für die Abgabe von Babys einzurichten ist.
Ab dem Frühmittelalter bis in die Neuzeit konnten Kinder und Jugendliche, unter anderem im Heiligen Römischen Reich, verwaisen, wenn Eltern (häufig der Vater) durch ein weltliches Gericht geächtet wurden.
Seit der zweiten Hälfte des 12. Jahrhunderts unterstützten in Deutschland auch die Zünfte erstmals ihre Mitglieder in Notfällen wie Invalidität oder im Todesfall deren Witwen und Waisen. Handwerksmeister bildeten mittellose Waisenkinder zu einem ermäßigten Tarif oder unentgeltlich aus. Manche Zünfte bildeten Rücklagen, aus denen Kinder verstorbener Mitglieder während der Lehrzeit Unterstützung erhielten. In den folgenden Jahrhunderten führten immer mehr Berufsgruppen (zum Beispiel im Bergbau die Büchsenkasse und später die Knappschaftskasse) Vorsorgekassen, unter anderem zur Unterstützung hinterbliebener Kinder ihrer Berufskollegen, ein. Seit dem 15. Jahrhundert entwickelten sich besonders am Niederrhein und in den Niederlanden die Lukasgilden, die eine gewisse soziale Absicherung gaben und die Vormundschaft über Waisen verstorbener Mitglieder übernahmen.
In China wurde die Fürsorge von Waisen, ähnlich wie in Europa, oft von religiös geführten Einrichtungen wahrgenommen. Der Rebellenanführer der Roten Turbane und spätere Begründer der Ming-Dynastie Hongwu war, um als Waise nicht zu verhungern, 1344 gezwungen, in ein buddhistisches Kloster einzutreten. Hier lernte er lesen sowie schreiben und kam zum ersten Mal mit höherer Bildung in Berührung. In Korea wurden Waisen durch Adoptionsfamilien als Sklaven gehalten. Andererseits gab es Unterstützung und Fürsorge für Waisen unter anderem durch königlichen Schutz mit der Schaffung einer Einrichtung für Säuglinge und Kleinkinder, Haeadogam, oder durch die Aufnahme in buddhistischen Klöstern.
In den norditalienischen Städten Bologna und Florenz wurden um 1500 spezielle Konservatorien für verwaiste junge Mädchen eingerichtet. Sie wurden im Alter von zwölf Jahren aufgenommen und versorgt. Die Initiatoren der Waisenhäuser sammelten bei den wohlhabenden Bürgern Geld, um die Mädchen mit einer Mitgift auszustatten, die ihnen eine angemessene Heirat ermöglichen sollte. Aufgenommen wurden nur Waisenmädchen aus der Mittelschicht.

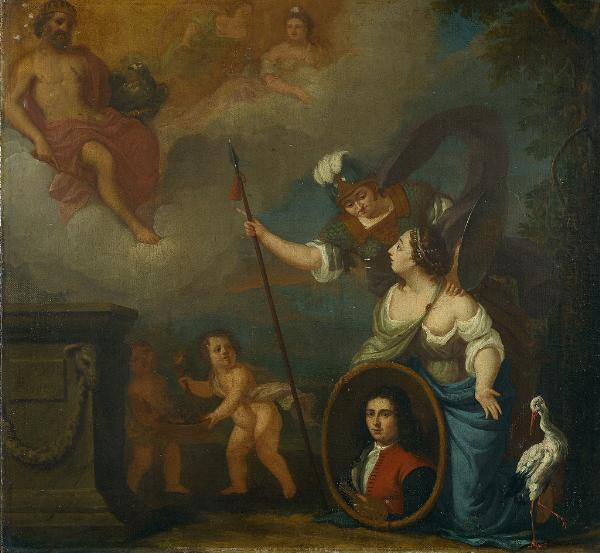
Juriaen Pool: Selbstporträt 1688, traditionelle Waisenkleidung – rote Jacke, blaue Ärmel

### Neuzeit bis 18. Jahrhundert
In Mitteleuropa sind seit der Neuzeit Fälle von Folterungen und Hinrichtungen von Waisen im Rahmen von Hexenverfolgungen dokumentiert. Sie wurden unter anderem beschuldigt, mit dem Teufel im Bunde zu stehen.
Zu ersten Gründungen von Waisenhäusern kam es an der Schwelle vom Spätmittelalter zur Neuzeit im 16. Jahrhundert in den reichen niederländischen und deutschen Handelsstädten (Amsterdam 1520, Augsburg 1572, Hamburg 1604). In den Niederlanden und in einigen deutschen Staaten war es durchaus üblich, dass die Waisenkinder, ähnlich wie Bettler, Dirnen und Juden, bestimmte Farben sowie Abzeichen auf ihrer Kleidung trugen. Oft verwiesen die Abzeichen auf die Stifter der Waisen- und Armenhäuser, so zum Beispiel das CL für die Kurfürstin Luise Henriette.
Für die Regelung der Belange von Waisenkindern sind im süddeutschen Raum und in der Schweiz seit dem 16. Jahrhundert Vorsteher eines Amtes für Waisen, Waisenvogt, belegt. Bis in die frühe Neuzeit galten Waisen in der Schweiz als würdige Bedürftige und erhielten Hilfe, während unwürdige Arme dem Schicksal überlassen blieben. Durch die hohe Sterblichkeit verloren viele Kinder im unmündigen Alter einen oder beide Elternteile. Vollwaisen und vaterlose Halbwaisen wurden unter die Obhut eines Vogts gestellt, meist war dies der nächste Verwandte väterlicherseits. Zu seinen Aufgaben zählte es, primär die vermögensrechtlichen Interessen des verwaisten Kindes, des sog. „Vogtkindes“, zu wahren. Der Vogt musste im „Vogtkinderrechnungsbuch“ oder „Vogteibuch“ schriftlich Rechenschaft über sein Handeln ablegen.
In Italien gab es vom 16. bis 18. Jahrhundert verschiedene Institutionen, wo Waisenkinder unter anderem Musikunterricht erhielten; die berühmtesten waren die ospedali von Venedig und die sogenannten conservatori von Neapel. Antonio Vivaldi schrieb viele seiner Werke für die weiblichen Waisen und Findelkinder des Ospedale della Pietà.

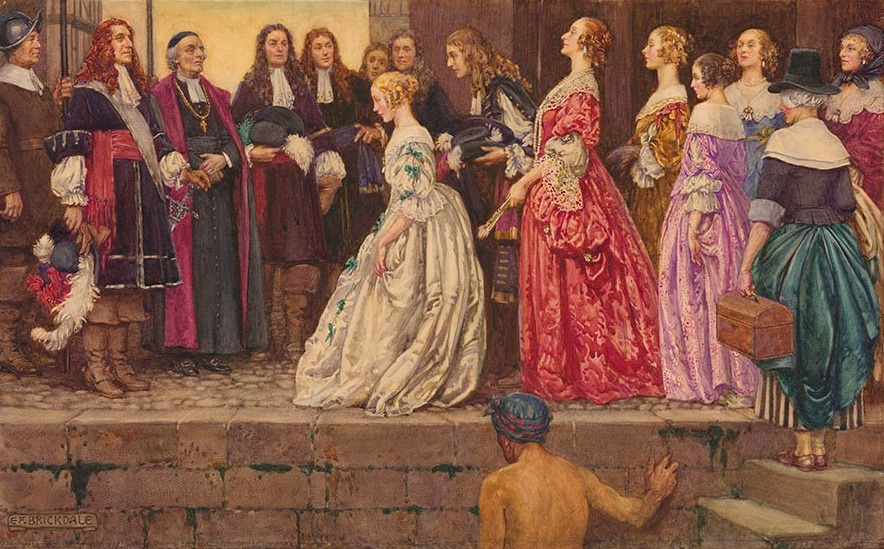
Eleanor Fortescue-Brickdale vor 1927 – Frauen, die 1667 nach Québec kamen, um mit den französisch-kanadischen Bauern verheiratet zu werden.

Der französische Sonnenkönig Ludwig XIV., selbst Waise, förderte durch gezielte Patronage in seinen nordamerikanischen Kolonien Neufrankreich in der zweiten Hälfte des 17. Jahrhunderts im Gebiet um den Sankt-Lorenz-Strom und in der ersten Hälfte des 18. Jahrhunderts in Louisiana durch die Ansiedlung von jungen Frauen die Kolonialisierung dieser Gebiete. Viele dieser Frauen waren Waisen. Ziel war es, durch die Töchter des Königs und die Mädchen mit einer Kassette, wie sie auch genannt wurden, dass Bevölkerungswachstum anzukurbeln.
Nach dem Dreißigjährigen Krieg kam es in Europa vermehrt zu Gründungen von Waisenhäusern. Diese sollten für eine ganze Reihe sozialer Problemfelder gleichzeitig zuständig sein. So macht das 1677 in Braunschweig gegründete „Armen-, Waysen-, Zucht- und Werkhaus“ die Absichten schon in seinem Namen deutlich. Ähnliche Anstalten wurden 1679 in Frankfurt, 1702 in Bamberg, 1716 in Waldheim oder 1736 in Ludwigsburg gegründet. Das 1702 in Berlin gegründete Große Friedrichshospital war vorrangig ein Unterbringungsort für Waisen, Bettler, Invaliden, geistig Gestörte, Aussätzige und erst nachrangig Krankenanstalt.
Andererseits änderten sich in der Zeit des Absolutismus die finanziellen Bedürfnisse der Herrscher in Europa. Es expandierte der Ausbau von Manufakturen, Handel und Gewerbe. Es wurden billige Arbeitskräfte in größerer Zahl gesucht. Dabei griff man in vielen Ländern unter anderem gern auf Waisenkinder zurück. Die neue Form der Kinderarbeit ist ein wesentlicher Bestandteil der merkantilistischen Arbeitspolitik der Zeit. Den Manufakturbesitzern bot sich eine Gelegenheit und die Legitimation, durch Kinderarbeit billig zu produzieren. Für den Staat und seinen Gemeinden bot diese Entwicklung eine wünschenswerte Möglichkeit zur Entlastung ihrer Fürsorgeverpflichtungen. Diese frühkapitalistische Entwicklung wurde von den Herrschern, der Kirche und den Pädagogen tatkräftig unterstützt. Maria Theresia verband die Erwartung der frühzeitigen Arbeitsgewöhnung der Kinder, insbesondere der in staatlicher Obhut befindlichen Soldaten- und Waisenkinder. Die Förderung der Wirtschaft stand stets im Vordergrund der „Industriepädagogik“. Neue Waisenhäuser wurden in der Nähe von Manufakturen errichtet und von deren Besitzern betrieben.
In den katholischen Ländern Europas entwickelten sich im 18. Jahrhundert Arbeitshäuser und -heime. Neben familiengebundenen Kindern aus armen Verhältnissen sollten explizit verwahrloste Kinder, Findelkinder und Waisen die Erziehung zur Arbeit vermittelt werden. In Wahrheit wurden die Kinder pausenlos beschäftigt und die Vermittlung von Wissen sowie Fertigkeiten war in der Regel auf die unmittelbar bezogene Tätigkeit beschränkt. Sie arbeiteten oft von 05:00 Uhr morgens bis 19:00 oder 21:00 Uhr am Abend. Die Aufseher ahndeten durch harte Prügelstrafen jedes „Fehlverhalten“.
In den lutherischen Landesteilen von Deutschland entstanden Industrieschulen und Rettungsanstalten. Die Landesherren, wie zum Beispiel Friedrich der Große, stellten den Fabrikanten Waisen zur Verfügung sowie zusätzlich Fördermittel. Die „Vaterpflicht“ und die „Vatermacht“ für die Waisen übernahm oft der Fabrikant. Bis zur Volljährigkeit waren die Kinder oft der Ausbeutung wehrlos ausgeliefert. Nur wenige Pädagogen kritisierten die starke Ausrichtung auf industrielle Fertigung und wirtschaftlichen Gewinn. In diesen Anstalten sollten Kinder und junge Menschen aus Armutslagen eigentlich Unterstützung finden, verbunden mit einer Ausbildung. Eine der ersten deutschen Anstalten dieser Art war die Rettungsanstalt Düsseltal für Waisenkinder. Diese Anstalt für Waisenkinder wurde durch echt kölnisches Wasser finanziert, das jedoch an der Düssel in Düsseldorf produziert wurde. Rosenknospen und der Spruch Für Gott und die Waisen zierten die Etiketten der Duftwasserfläschchen aus Düsseltal.

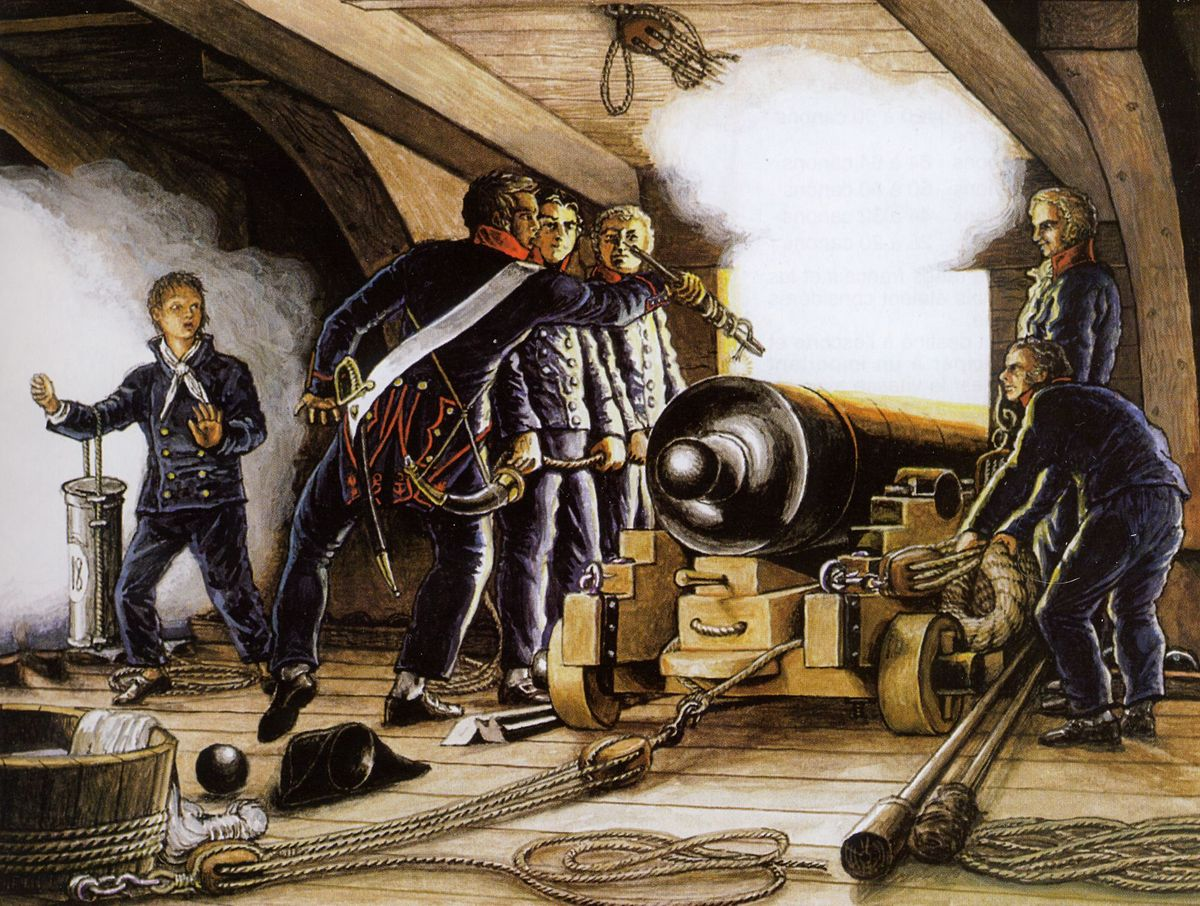
Pulveraffe (links) auf einem Linienschiff

In manchen Waisenhäusern wurde auf die Ausbildung der Knaben noch Wert gelegt, damit sie als Handwerker später ein Auskommen hatten. Die Mädchen waren grundsätzlich schlechter dran – eine klassische Waisenbiografie mündete in einer Existenz als Dienstmädchen. In der Schweiz wurden Waisen ab dem 18. Jahrhundert als Verdingkinder Interessierten öffentlich auf einem Verdingmarkt feilgeboten und versteigert. Den Zuspruch bekam jene Familie, welche am wenigsten Kostgeld verlangte. Betroffene beschreiben, dass sie auf solchen Märkten „wie Vieh abgetastet wurden“. In anderen Gemeinden wurden sie wohlhabenderen Familien durch Losentscheid zugeteilt. Zugeloste Familien wurden gezwungen, solche Kinder aufzunehmen, auch wenn sie eigentlich gar keine wollten. Sie wurden meistens auf Bauernhöfen wie Leibeigene zur Zwangsarbeit eingesetzt, meist ohne Lohn und Taschengeld. Nach Augenzeugenberichten von Verdingkindern wurden sie häufig erniedrigt oder gar vergewaltigt. Einige fanden dabei den Tod.
In der Segelschifffahrt wurden während dieser Zeit, vornehmlich auf Kriegs- und Kaperschiffen, Waisenjungen gern als Pulveraffen in den Geschützdecks eingesetzt.
Mit der aufkommenden Aufklärung entwickelte sich die Freimaurerei in Europa weiter. Die überwiegend in den Städten in Logen organisierten Freimaurer sammelten für Witwen und Waisen verstorbener Brüder, gründeten Witwen- und Waisen-Pensionsvereine oder unterstützten unter anderem Waisenhäuser. Staatlicherseits sind seit dem 18. Jahrhundert im deutschsprachigen Raum Waisenämter (mancherorts auch Pupillenamt genannt) belegt, die die Aufsicht über die Waisen und deren Vermögen führten.
Im Gegensatz zum Geist der Aufklärung wurde in Preußen in der ersten Hälfte des 18. Jahrhunderts antiziganistische Verordnungen erlassen, dass alle erwachsenen Zigeuner im Land durch Erhängen getötet und ihre Kinder in Waisenhäuser geschickt werden sollten.
Seit der zweiten Hälfte des 18. Jahrhunderts sind im protestantischen Deutschland in den Städten Armen- und Waisenschulen belegt. Waisen sowie Kinder aus mittellosen Familien erhielten kostenlosen Unterricht im Lesen, Schreiben, Rechnen und in Religion.
Die Bekämpfung der Pocken, auch Blattern genannt, zählte ab der zweiten Hälfte des 18. Jahrhunderts weltweit zu einer der drängendsten Aufgabe in der Gesundheitsfürsorge. Dabei gelang Edward Jenner, selbst eine frühe Waise, durch die Impfung 1796 ein Durchbruch. 1803 wurde Francisco Javier de Balmis vom spanischen König mit der Mission einer Impfkampagne zur Bekämpfung der Pocken in Südamerika betraut. Das Hauptproblem bestand darin, den Impfstoff lebend über den Atlantik zu schiffen. In 22 Waisenkindern aus Spanien fand die Expedition ihre Kandidaten für den Transport des lebenden Impfstoffes, der viral von jeweils zwei Kindern an die anderen weitergegeben wurde. Es war der Beginn der ersten großen, Kontinente übergreifenden Impfaktion. Weitere Stationen von Balmis waren unter anderem Kuba, Mexiko und China, ehe er 1806 wieder in Spanien anlandete.

### 19. Jahrhundert
Gegen Ende des 18., Anfang des 19. Jahrhunderts führten in Mitteleuropa die Philanthropen den berühmten Waisenhausstreit. Sie prangerten die herrschenden Missstände in den Anstalten an und setzten sich für Familienpflege der Waisen ein. Die Kritik an den Anstalten wurde so laut, dass sie vielerorts geschlossen wurden. Die Waisen wurden bei Familien untergebracht, die meistens nur den „Arbeitswert des Kindes“ sahen. Wenn das Kind nicht die gewünschte Leistung lieferte, wurde es zurückgebracht und in einigen Fällen musste es aus der Familie wieder zurückgeholt werden. Da die Unterbringung in den Familien nicht ideal war, ging der „Waisenhausstreit“ weiter. Das strikte Familienprinzip führte zu neuen Missständen, sodass eine Reform der Anstalten angestrebt wurde, um die sich besonders Johann Heinrich Pestalozzi verdient machte. Der Ruf nach besseren Waisenhäusern wurde lauter und viele Veränderungen besprochen. Zum Beispiel wurde von ausreichender Ernährung gesprochen, jede Waise sollte ihr eigenes Bett bekommen. Die Arbeitsstunden sollten auf drei oder vier Stunden heruntergesetzt werden. Weiterhin sollte es zur Förderung der Gesundheit jeden Tag Gymnastik für die Kinder geben. Im weiteren Verlauf kam es in Deutschland sowohl in den lutherisch als auch in den katholisch geprägten Gebieten zu weiteren Gründungen von Rettungshäusern mit sozialpädagogischen Ansätzen, zum Beispiel Das Rauhe Haus in Hamburg. Waisen, kriminellen und verwahrlosten Kindern wurde eine Unterkunft sowie eine Schulbildung und eine handwerkliche Ausbildung geboten. Übergreifendes Credo der Rettungshäuser sind differenziert strukturierende „gezielte Erziehungsmaßnahmen“, um damit Folgen von Armut zu korrigieren.

Abraham Lincoln

In einigen Ländern Europas kam es zu Gründungen von Waisenkolonien auf dem Lande. Waisenkindern, auch aus den Städten, wurden unter anderem in Pflegefamilien untergebracht. In den Niederlanden herrschte nach dem Ende der napoleonischen Kriege große Armut. Um den Bedürftigen (ganze Familien, Bettler, Landläufer und Waisen) zu helfen, wurden sieben Armenkolonien als soziales Experiment gegründet. Das Ziel war es, den Lebensstandard dieser Menschen durch Arbeit, medizinische Versorgung und Bildung zu verbessern. Von den Kolonien waren drei (zum Beispiel Willemsoord) frei und vier (zum Beispiel Ommerschans) unfrei. In den unfreien lebten die Menschen in Anstalten und unter Zwang. Arbeitete man hart, konnte man sich die Freiheit zurückverdienen. Nur wenige fanden ihren Weg in die Freiheit und viele blieben bis zu ihrem Tod in der Kolonie.
Unter Historikern gilt der Amerikanische Bürgerkrieg (1861–1865) als erster Krieg in der Geschichte der Menschheit, der mit Maschinen geführt wurde. So kamen zum Beispiel die Eisenbahn für Truppenverlegungen, Vorläufer von U-Booten oder die ersten Maschinengewehre wie die Union Repeating Gun zum Einsatz. An der Spitze der kämpfenden Lager standen sich die beiden ehemaligen Halbwaisen Abraham Lincoln, Präsident der Vereinigten Staaten, und Jefferson Davis, Präsident der Konföderierten Staaten, gegenüber. Während am Anfang des Krieges noch Mann gegen Mann gekämpft wurde, entwickelte sich der Konflikt im weiteren Verlauf zu einem Vernichtungskrieg, in dem auch immer mehr Zivilisten getötet, Farmen in Brand gesteckt oder Städte wie Atlanta und Charleston zerstört wurden. Im Krieg kamen mindestens 620.000 Menschen ums Leben. Wie viele Kriegswaisen es gab, ist bis heute nicht hinreichend erforscht. Wenige Tage nach Kriegsende wurde Abraham Lincoln durch die ehemalige Halbwaise John Wilkes Booth ermordet.
Kolonialmächte, wie Frankreich und Großbritannien, versuchten mit der Überführung der den Waisenhäusern entwachsenen Mädchen die „Frauenfrage“ in ihren Kolonien, zum Beispiel Südafrika oder Kanada, zu lösen. Jene einfach und religiös erzogenen, hauswirtschaftlich ausgebildeten Mädchen gaben „ein vortreffliches Ehefrauenmaterial“ ab. Deutschland versuchte in seinen Kolonien, Waisen als Hilfskräfte mit Niedriglohn für Geschäftsleute und Gewerbetreibende zu gewinnen. Die für Deutsch-Südwestafrika bestimmten Jugendlichen sollten nur bei solchen Kolonisten untergebracht werden, die vertrauenswürdig erschienen und es „bei der sittlichen und beruflichen Ausbildung“ ihrer Schutzbefohlenen an nichts fehlen ließen. Vorrang erhielten die aus Waisenhäusern zu entlassenden Jünglinge und Mädchen, keinesfalls solche aus den Besserungsanstalten und sogenannten Rettungshäusern.

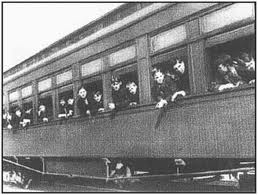
Waisenzug in den USA (Orphan train)

In den USA wurde die Post Anfang der 1860er-Jahre mit dem Pony-Express und seinen Postreitern von Missouri nach Sacramento in Kalifornien befördert. Die Arbeit wurde vornehmlich von jungen, ungebundenen Männern, vorzugsweise Waisen, die nicht älter als 18 Jahre waren, verrichtet. Einer der bekanntesten unter ihnen war Buffalo Bill.
Ab der zweiten Hälfte des 19. Jahrhunderts bis in die 1920er-Jahre hinein wurden in den USA über 250.000 Waisen mit den sogenannten Waisenzügen aus den Großstädten des Ostens zu Farmerfamilien in den Mittleren Westen entsendet. Die Idee dazu hatte der in New York lebende Theologe Charles Loring Brace (1826–1890). Auf dem Lande sollten die Kinder eine neue Heimat finden. Statt auf Liebe und Zuwendung trafen sie oft auf kühle Berechnung und Eigennutz. Viele von ihnen wurden als billige Arbeitskräfte ausgebeutet, misshandelt oder vernachlässigt. Die Waisenzüge wurden so auch zu einem Symbol des Elends und nicht der Befreiung in ein besseres Leben. Einigen von ihnen, wie John Green Brady oder Andrew H. Burke, gelang als Gouverneur von Alaska oder von North Dakota ein gesellschaftlicher Aufstieg.

### 20. Jahrhundert bis Gegenwart

#### 1900–1945
Aufgrund der schlechten hygienischen Verhältnisse und mangelnden Gesundheitsfürsorge kam es in fast allen Waisenhäusern zu einer überdurchschnittlich hohen Kindersterblichkeit. Langsam setzte sich die Erkenntnis durch, dass bessere Hygiene und eine gesunde Ernährung zu weniger Todesfällen führten. Es fiel auf, dass die physisch überlebenden Kinder kognitiv und emotional weit hinter den in Familien aufwachsenden Kindern zurückblieben. Diese Symptomatik wurde ab 1915 als „Hospitalismus“ bezeichnet. Bei der Heimerziehung war zu Beginn des 20. Jahrhunderts immer noch nicht pädagogisches Handeln das Ziel, sondern die „Verhütung weiterer sittlicher Verwahrlosung“ und Fleiß für die Erwerbstätigkeit. Dazu gehörten neben Schlägen, Essensentzug, Arrest und Demütigungen auch Kinderarbeit.

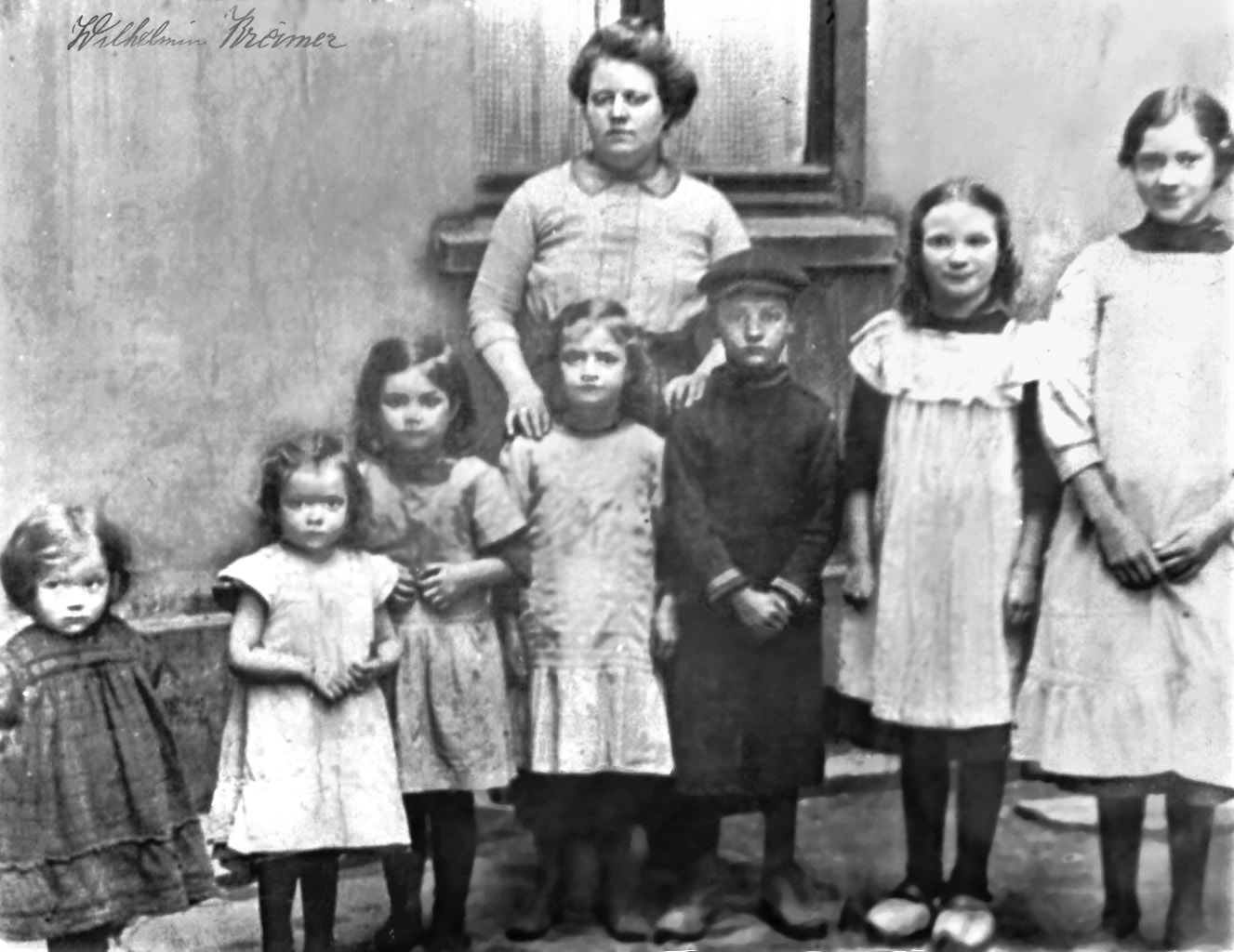
Sieben Halbwaisen und deren Mutter Wilhelmine Krämer, die eine kostenlose Werkswohnung erkämpfte und ihnen so die Kinderarbeit ersparte.

Die Kinderarbeit war nicht nur Los der Vollwaisen in Heimen, auch meist bei der Mutter lebende Halbwaisen mussten in der Regel schon im frühen Kindesalter zum Lebensunterhalt beitragen. Viele arbeitsfähige verwitwete Frauen lebten oft mit mehreren Kindern in großer Armut. Fanden sie in Fabriken oder als Heimarbeiterin Arbeit, war ihr Lohn deutlich geringer als der für Männer. Nur in Einzelfällen konnten Witwen Unterstützung von den Arbeitgebern ihrer verstorbenen Männer erkämpfen. Beispielsweise erreichte die Witwe Wilhelmine Krämer nach dem Werksunfalltod ihres Mannes durch hartnäckiges Vorsprechen bei der Werksleitung der Phönix Hüttenwerke in Duisburg, dass sie für sich und ihre sieben Kinder eine kostenlose Werkswohnung gestellt bekam und ihren Kindern so die Kinderarbeit ersparen konnte. Zwar wurde 1903 Kindern unter 12 Jahren die industrielle Heimarbeit verboten, für Kinder über 12 gab es jedoch noch keinen Schutz. Mit der Reichsversicherungsordnung von 1911 wurde für den Fall, dass der die Familie ernährende Vater starb, erstmals eine Hinterbliebenenversorgung zumindest für nicht arbeitsfähige invalide Witwen und für Waisen eingeführt.
Das im Juni 1922 verabschiedete „Reichsgesetz für Jugendwohlfahrt“ schrieb erstmals in § 1 das Recht jedes deutschen Kindes auf Erziehung fest. Trotzdem änderte sich an der Praxis zunächst fast nichts.
Der Erste Weltkrieg führte, insbesondere in den kriegsbeteiligten Ländern, durch den Tod von rund 9.500.000 Soldaten zu vielen Kriegswaisen. In der weiteren Folge kam es in einer Reihe von Ländern kriegsbedingt zum Beispiel durch Verwahrlosung, Krankheiten oder Willkür zum Anstieg von verwaisten Kindern. 1915–1917 war Jakob Künzler Augenzeuge des Völkermordes an den Armeniern, worüber er 1921 sein Buch mit dem Titel Im Lande des Blutes und der Tränen schrieb. Unter Lebensgefahr half er Tausenden von armenischen Waisen und führte den Spitalbetrieb in Urfa weiter. 1922 organisierte er mit seiner Frau die Ausreise von rund 8000 armenischen Waisen in das französische Mandatsgebiet Syrien, zu dem der Libanon zählte. In den Folgejahren organisierten und engagierten sich Nichtregierungsorganisationen wie Save the Children oder Privatpersonen wie die schwedische Philanthropin Elsa Brändström, um verwaisten Kindern zu helfen.
Ende des Ersten Weltkrieges führte die Spanische Grippe weltweit zum Verwaisen vieler Kinder wie zum Beispiel von Anthony Burgess. Die Pandemie, die durch einen ungewöhnlich virulenten Abkömmling der Influenzaviren (Subtyp A/H1N1) verursacht wurde und zwischen 1918 und 1920 mindestens 25 Millionen, nach einer Bilanz der Fachzeitschrift Bulletin of the History of Medicine vom Frühjahr 2002 sogar knapp 50 Millionen Todesopfer forderte. Eine Besonderheit der Spanischen Grippe war, dass ihr vor allem Menschen im Alter zwischen 20 und 40 Jahren erlagen. Kinder und ältere Menschen gehörten nicht zur Risikogruppe.
In Deutschland gab es nach dem Ersten Weltkrieg rund 2,7 Millionen ehemaligen Soldaten mit dauerhaften Schäden, 600.000 Witwen, rund 1,2 Millionen Halbwaisen und 56 000 Vollwaisen. Um deren Existenz zu sichern wurde das Reichsheimstättengesetz vom 10. Mai 1920 eingeführt. Das Gesetz griff unter anderem auf die Gesetzgebungen des Homestead Act in den USA zurück und wurde 1993 aufgehoben.
Für die Menschen in Osteuropa ging der Krieg mit der Niederlage der antibolschewistischen Gegenrevolutionäre und dem Vertrag von Riga, der den Polnisch-Sowjetischen Krieg abschloss, erst 1921 zu Ende. Vor allem die jüdische Bevölkerung hatte in dieser Region eine bis dato ungekannte Welle antisemitischer Gewalt mit Plünderungen und Massenmord erlebt. Die Nationalbewegungen in Polen und der Ukraine wollten einen ethnisch homogenen Staat, in dem für die Juden kein Platz mehr sein sollte. Auf dem Gebiet der heutigen Ukraine kam es in dieser Zeit zu fast 1200 Pogromen. Schätzungsweise 100.000 Juden wurden in den Jahren nach 1917 ermordet und über eine halbe Million Opfer von Raub oder Zerstörung ihres Eigentums. Dazu kamen weitere 200.000 jüdische Hunger- und Seuchentote, die über 50.000 Waisen zurückließen.
In Russland entwickelte sich, insbesondere nach der Oktoberrevolution und dem anschließenden Bürgerkrieg, eine Welle von verwahrlosten Kindern. 7.000.000 Waisen irrten 1922 auf der Flucht vor Bürgerkrieg und Hungersnot durch Russland. Bei westlichen Intellektuellen riefen diese „Besprisornyje“ („Verwahrlosten“) Mitgefühl hervor. Nadeschda Krupskaja, Lebensgefährtin von Lenin, der selbst als 15-Jähriger eine Halbwaise wurde, wagte Systemkritik. Die Wurzeln der Obdachlosigkeit seien sehr wohl auch in der Gegenwart zu suchen. Feliks Dzierżyński, Gründer der sowjetischen Geheimpolizei, ließ obdachlose Kinder in den Wäldern wie Partisanen jagen, andere in Kinderhäuser oder Arbeitskolonien sperren. Der neuen politischen Führung erschienen sie für den Aufbau der Sowjetunion sehr gut geeignet zu sein. 1927 wurde das Thema der Kinderkolonien durch die Autoren Grigori Belych (Halbwaise) und Leonid Pantelejew in dem teilbiografischen Erziehungsroman Republik der Strolche literarisch verarbeitet und 1966 verfilmt.
Als sich im Spanischen Bürgerkrieg 1936–1939 ein Sieg General Francisco Francos abzeichnete, brachten viele republikanische Familien aus Furcht vor der Rache der Faschisten ihre Kinder ins Ausland. Die Ausreise der Kinder organisierte das Internationale Rote Kreuz. Die meisten wurden per Schiff über Genua in Sicherheit gebracht. Etwa 3.500 Kinder gelangten in die Sowjetunion, mehr als 30.000 nach Frankreich, Großbritannien, Schweden sowie in die spanischsprachigen Länder Mittel- und Südamerikas. Nach dem Ende des Bürgerkrieges 1939 wurden mehrere zehntausende Menschen hingerichtet. Nicht alle der in Sicherheit gebrachten spanischen Kinder kehrten aus dem Ausland zurück. Viele haben in Russland oder in Mittel- und Südamerika eine neue Heimat gefunden. Darüber hinaus wurden in Spanien nach dem Ende des Bürgerkrieges bis in die 90er Jahre hinein etwa 300.000 Babys ihren Müttern nach der Geburt gestohlen. Diese später als Niños robados bezeichneten Kinder, z. B. aus verdächtigen prorepublikanischen Familien, wurden von regimetreuen Eltern aufgezogen. Was als politische Säuberung begann, entwickelte sich in den Folgejahren zu einem Geschäftsmodell für den Staat und die katholische Kirche.
Fast zeitgleich, von 1937 bis 1938, herrschte in der Sowjetunion der Große Terror. Durch den Befehl Nr. 00477 des Innenministeriums der UdSSR wurden mindestens 1,5 Millionen Menschen verhaftet, etwa 700.000 von ihnen kamen, zum Beispiel durch Erschießungen, ums Leben. Durch diesen Befehl wurden tausende Kinder zu Waisen. Auf den Befehl Nr. 00447 folgte der Befehl Nr. 00486 Über die sozial gefährlichen Kinder. Das waren Waisenkinder, deren Eltern als „Schädlinge“ des Sowjetvolkes ins Lager kamen oder erschossen worden waren. Die Kinder die älter als 15 Jahre waren, kamen in Arbeitslager. Vor ihnen lagen acht bis zehn Jahre Zwangsarbeit. Die Jüngeren, wie zum Beispiel der spätere Schriftsteller Wassili Aksjonow, wurden in spezielle Waisenhäuser untergebracht. Unter ihnen waren auch deutsche Kinder, oft von Kommunisten, die während der NS-Zeit ins sowjetische Exil gegangen waren.

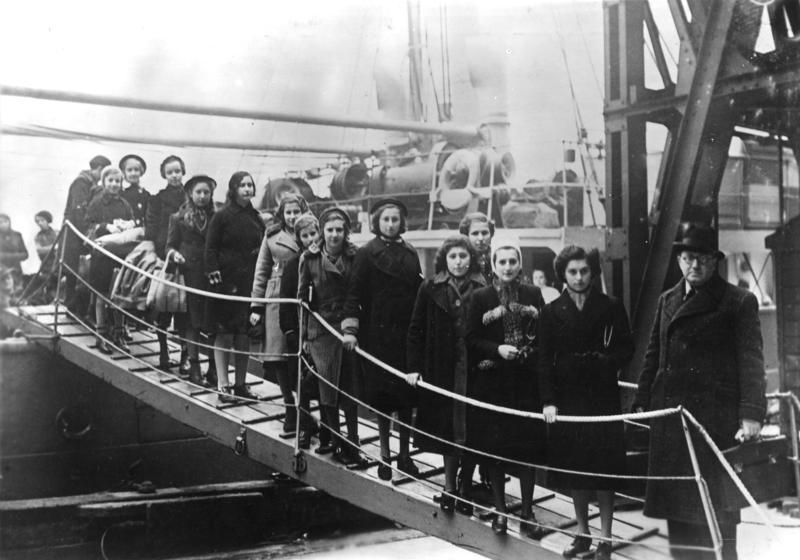
Ankunft eines Transports polnischer Kinder im Hafen von London 1939

Die Errichtung der Naziherrschaft in Deutschland hatte in den Folgejahren erst im eigenen Land, dann in Europa sowie weltweit thematische Auswirkungen. So zum Beispiel als Berichte über die Novemberpogrome 1938 in Deutschland das Ausland erreichten, beschlossen unter anderem die britische und belgische Regierung, verfolgte jüdische Kinder einreisen zu lassen. Am 30. November 1938 fuhr der erste Zug mit 196 Kindern aus Berlin Richtung London. Zwischen Dezember 1938 und September 1939 wurden ca. 10.000 jüdische Kinder, wie zum Beispiel Frank Meisler, bis zu einem Alter von 17 Jahren aus Deutschland, Österreich, Polen und der Tschechoslowakei nach Großbritannien gerettet. Sie mussten ihre Eltern zurücklassen. Höhepunkt der Aktion waren zwei bis drei Kindertransport-Züge pro Woche. Besonders leicht an Pflegeeltern zu vermitteln waren blonde, zutrauliche und intelligente Mädchen zwischen 7 und 10 Jahren, sie galten als unproblematische Pflegekinder. Knaben ab 12 Jahren, die in Deutschland besonders gefährdet waren, hatten kaum eine Chance auf Vermittlung in eine Pflegefamilie und kamen in englische Heime. Die Auswahl durch die Pflegeeltern in England wurde von den Kindern häufig wie ein „Viehmarkt“ empfunden. Gleich nach der Ankunft oder im Speisesaal des Ankunftslagers suchten sich mögliche Pflegeeltern „geeignete“ Kinder aus. Die „übriggebliebenen Kinder“ wurden in verschiedenen Heimen in ganz Großbritannien untergebracht. Einige Kinder wurden in der neuen Familie als billige Dienstboten und Kindermädchen ausgenutzt. Manche Pflegeeltern gaben den Kindern neue, englische Vornamen und zwangen sie, nach christlichen Traditionen zu leben. Andere Pflegeeltern ermunterten die Kinder, in die Synagoge zu gehen und jüdische Feste zu feiern, sie förderten die Pflegekinder, versorgten sie und schenkten ihnen Zuwendung.

Fahne der Integralisten

Mit Ausbruch des Zweiten Weltkrieges verschärfte sich die Situation der Flüchtlingskinder in Großbritannien. Viele wurden von den Pflegefamilien in Flüchtlingslager abgegeben oder als deutsche Spione verdächtigt. Dennoch fanden knapp 10.000 Kinder in Großbritannien Schutz. Rund 8.000 weitere Kinder waren in Pflegefamilien oder Heimen in den Niederlanden, in Belgien, in Frankreich, der Schweiz oder in Schweden untergekommen. Das offizielle Ende der Kindertransporte war der 1. September 1939, als mit dem deutschen Überfall auf Polen der Zweite Weltkrieg ausbrach. Der letzte bekannte Kindertransport in Richtung England erfolgte durch den niederländischen Frachter SS Bodegraven, der mit 80 Kindern an Bord am 14. Mai 1940 unter deutschem Maschinengewehrfeuer von IJmuiden aus den Kanal überquerte und schließlich in Liverpool landete.
Eine weitere Rettungsaktion für Kinder- und Jugendliche galt den etwa 870 Teheran-Kindern, meist polnisch-jüdischen Waisen, die nach der Besetzung Polens durch die deutsche Wehrmacht auf ihrer Flucht über die Sowjetunion in den Iran gelangt waren. Hans Beyth und Henrietta Szold setzten sich bei der Jewish Agency for Israel dafür ein, dass die Weiterreise der Kinder und Jugendlichen nach Palästina unter der Obhut der Kinder- und Jugend-Alija erfolgte. Auf ihr Betreiben hin wurden nach dem Eintreffen der Kinder am 18. Februar 1943 im Flüchtlingslager Atlit im Norden Palästinas 11 Camps eingerichtet, in denen sich die Kinder und Jugendlichen erholen konnten und betreut wurden. Die Teheran Kinder waren die größte Gruppe von Holocaust-Überlebenden, die während des Zweiten Weltkriegs in Palästina ankamen.
Nach Kriegsende kam für viele Kinder die traurige Gewissheit. Nur eines von zehn Kindern fand seine Eltern wieder, die Spuren der Eltern von über 9.000 Kindertransport-Kindern verloren sich im KZ Auschwitz, dem KZ Theresienstadt und anderen Vernichtungslagern. Bittere „Ironie“ der Geschichte: Adolf Hitler wurde mit 12 Jahren durch den Tod seines Vaters Alois Hitler selbst eine Halbwaise.
Der Machtantritt Hitlers hatte auch im fernen Brasilien seine politischen Auswirkungen. 1933, 45 Jahre nach dem dortigen Ende der Sklaverei, wurden 50 Waisenkindern aus Rio de Janeiro auf Farmen gelockt und anschließend versklavt. Die Brüder Rocha Miranda, Anhänger des Brasilianischen Integralismus und Mitglieder einer der angesehensten Familien im Land, zwangen die Waisenkinder im Alter von 10 bis 12 Jahren, unter dem Hakenkreuz und der Fahne der Integralisten auf ihren Farmen als nummerierte Sklaven ohne Namen zu arbeiten. Geplant war, weitere hundert Jungen aus dem Waisenheim in Rio de Janeiro zu holen. Die Genehmigung dafür wurde letztendlich verweigert. Die Kindersklaven wurden noch bis Anfang der vierziger Jahre auf den Farmen festgehalten und dann in die Freiheit entlassen.

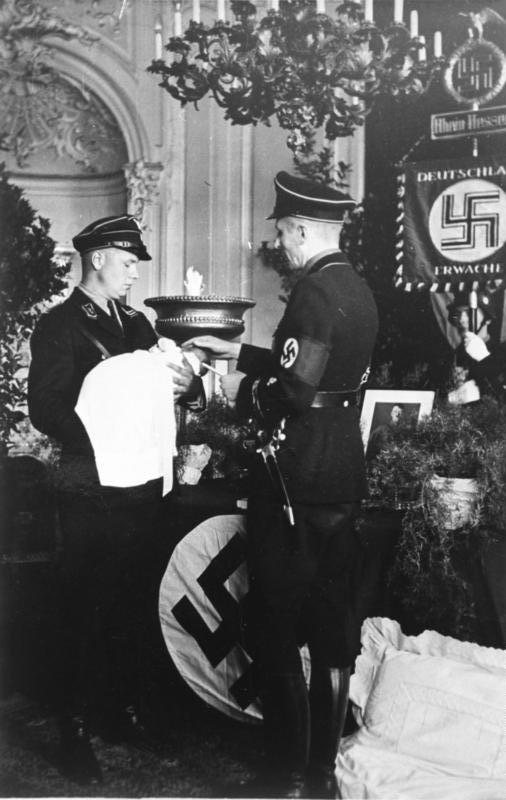
Lebensborn Taufe

In den 1930er- und 1940er-Jahren stellten die Lebensbornheime während der Zeit des Dritten Reiches eine besondere Form von Betreuung für Waisen dar. Das Ziel war es, auf der Grundlage der nationalsozialistischen Rassenhygiene und Gesundheitsideologie die Erhöhung der Geburtenziffer „arischer“ Kinder herbeizuführen. Dies sollte durch anonyme Entbindungen und Vermittlung der Kinder zur Adoption – bevorzugt an Familien von SS-Angehörigen – erreicht werden. In den Nürnberger Prozessen sah man in den Lebensbornheimen der Nationalsozialisten ein rein soziales Netzwerk für Waisen und uneheliche Kinder. Am 5. November 1943 erteilte Hitler die Weisung, das Kriegswaisen nicht mehr in Waisenhäusern, sondern in Heimschulen, Kinderheimen der NSV und Heimen des Lebensborns zu erziehen sind. Es sollte sichergestellt werden, dass die Waisen ausschließlich in Obhut des Staates (unter anderem in Adolf-Hitler-Schulen, Napola) und nicht von Verwandten erzogen werden.

„‚Was an gutem Blut überhaupt auf der Welt vorhanden ist, an germanischem Blut, das haben wir zusammen zu holen‘. …“

Das hatte SS-Führer Heinrich Himmler 1942 auf einer Tagung erklärt. Von der SS-Organisation Lebensborn wurden unter anderem in Polen, Slowenien, Tschechien, Norwegen und der Sowjetunion „rassisch wertvolle“ Kinder mit dem Ziel, sie „einzudeutschen“, aus ihren Herkunftsfamilien geraubt. Viele Opfer wissen bis heute nicht, woher sie kommen und wer ihre wahren Eltern sind. Als Kinder wurden sie mit einer neuen Identität versehen. Wie viele Kinder von der SS verschleppt wurden, lässt sich nur schwer ermitteln, weil die meisten Unterlagen gegen Kriegsende vernichtet wurden und fundierte wissenschaftliche Untersuchungen bislang fehlen. So geht man unter anderem in Polen davon aus, dass es zwischen 50.000 und 200.000 Kinder waren.
1942 teilte das Reichssicherheitshauptamt die Eröffnung eines so genannten Jugendverwahrlagers im besetzten Łódź in Polen mit. Die Einrichtung sei als reines Arbeitslager gedacht, so der Leiter des Amtes Reinhard Heydrich. In das Jugendverwahrlager, was de facto ein Kinder- und Jugendkonzentrationslager war, kamen polnische Kinder bereits ab dem zweiten Lebensjahr, die sich unter anderem auf der Straße herumtrieben, weil man ihre Eltern erschossen hatte oder den Vater zur Zwangsarbeit nach Deutschland geholt hat. Es wird angenommen, dass mehr als 10.000 Kinder und Jugendliche im Lager waren und davon etwa ein Drittel darin umkamen. Genaue Zahlen sind nicht bekannt.
Nach dem gescheiterten Attentat vom 20. Juli 1944 auf Adolf Hitler wurden 46 Kinder und Jugendliche der Widerstandskämpfer von der Gestapo verschleppt und in das Kinderheim im Borntal in Bad Sachsa gebracht. Geplant war, bis zu 200 Kinder und Jugendliche in Bad Sachsa zu internieren. Sie wurden ihrer Identität beraubt und bekamen neue Namen. Später sollten die jüngeren Kinder zur Adoption in SS-Familien freigegeben werden und die älteren Kinder in Nationalpolitischen Erziehungsanstalten untergebracht werden. Ziel war eine komplette Umerziehung der Kinder für „Führer, Volk und Vaterland“.
Eine Reihe von jüdischen Holocaust-Waisen überlebten die Shoah, weil ihre Eltern sie während des Krieges in Institutionen der katholischen Kirche brachten, um sie zu retten. Die katholische Kirche nahm in Polen und Frankreich, tausende Kinder in Klöstern, Konventen oder in privaten Familien auf. Das Leben der Waisen wurde auf diese Weise gerettet. Nach dem Ende des Krieges blieb für viele Waisen ihre wahre Identität unklar. Mit dem Einverständnis von Papst Pius XII., sollten die Kinder insbesondere, wenn sie zwischenzeitlich getauft wurden, nicht an etwaige Familienmitglieder oder an jüdische Einrichtungen zurückgegeben werden. Die Kinder verblieben in Klöstern, Institutionen oder in Adoptivfamilien und wurden katholisch aufgezogen. Sie erhielten einen neuen Namen und eine christliche Identität. Etliche von ihnen wurden später katholische Priester wie zum Beispiel der spätere Pariser Erzbischof und Kardinal Jean-Marie Lustiger, Mönche oder Nonnen. Die genaue Anzahl der Betroffenen wurde nicht bekannt. Beim Besuch von Papst Benedikt XVI. in Israel im Jahr 2009 versuchten jüdische Organisationen, den Vatikan zur Aufklärung der Schicksale von verschollenen Holocaust-Waisen zu bewegen. Die wissenschaftlich Aufarbeitung dazu war auch 70 Jahre später noch nicht abgeschlossen und wenig bekannt.
Bei den beiden Atombombenabwürfen auf Hiroshima und Nagasaki in Japan verloren am 6. und 9. August 1945 und in der Folgezeit tausende Kinder ihre Eltern und wurden Waise. Diese Kinder nannte man später Atom-Waisen. Am Ende des Zweiten Weltkrieges zählte man kriegsbedingt weltweit ca. 20 Millionen Halbwaisen und Waisen.

#### 1945–1970
Nach dem Ende des Zweiten Weltkrieges stellte sich in den kriegsbeteiligten Ländern die Frage nach der Unterbringung und Versorgung der verwaisten und verlassenen Kinder. Dabei gingen die einzelnen Länder ganz unterschiedliche Wege. In der ungarischen Hauptstadt Budapest wurde 1945 vom lutherischen Pastor Gábor Sztehlo die selbst verwaltete Kinder- und Jugendrepublik Gaudiopolis gegründet. Die Kinder sollten durch Beteiligungen wie zum Beispiel eine eigene Verfassung, Währung, der Einführung einer Zeitung sowie die Ernennung von eigenen Richtern und Polizisten ihr Leben selbständig meistern und selbstkritisch soziale Grenzen überwinden. 1951 wurde die Verstaatlichung der Republik vom kommunistischen Diktator Mátyás Rákosi angeordnet.
Hauptanliegen des österreichischen Pädagogen Hermann Gmeiners war es, diesen Kindern ein neues Zuhause zu geben. 1949 folgte die Gründung des Vereins SOS-Kinderdorf mit der Errichtung des ersten SOS-Kinderdorfes in Imst in Tirol 1951. Als Vorbild diente das hauptsächlich für Kriegswaisen 1944 bis 1946 entstandene Schweizer Kinderdorf in Trogen AR, das nach dem Schweizer Philanthropen und Pädagogen Pestalozzi „Kinderdorf Pestalozzi“ benannt wurde. Bei der Umsetzung kam ein Konzept der Diakonisse Eva von Tiele-Winckler aus dem 19. Jahrhundert zum Tragen. Es wurden nach Alter und Geschlecht gemischte Gruppen gebildet und von Hausmüttern geleitet. In der UdSSR wiederum wurde versucht, das Anliegen der Unterbringung, Versorgung und Erziehung der Waisen generell staatlich gelenkt zu lösen.

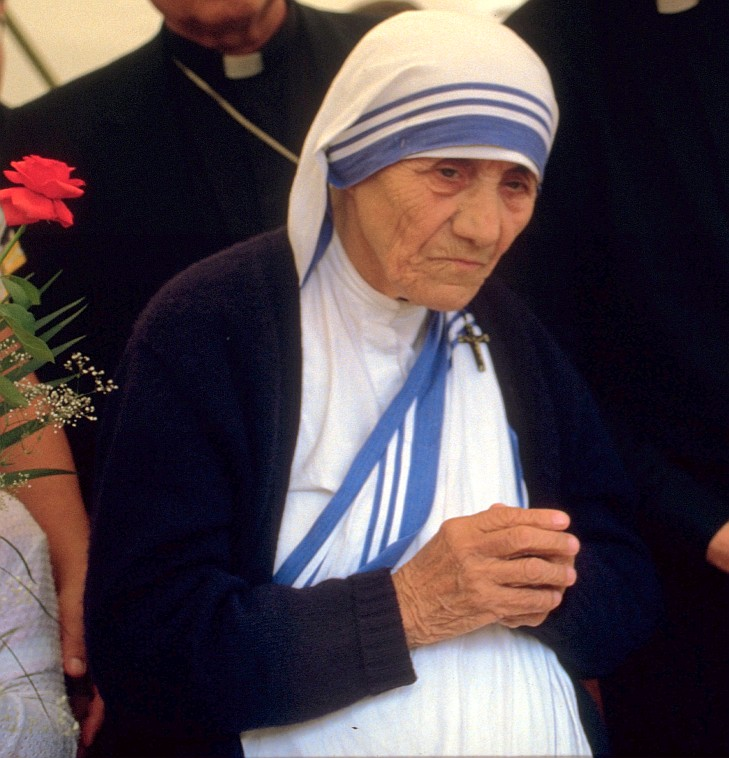
Mutter Teresa

In den Jahren zwischen 1944 und 1959 wurden in Kanada durch die Regierung von Maurice Duplessis in der Provinz Québec Tausende, oft unehelich geborene, Kinder von ihren Eltern getrennt und in die Obhut kirchlicher und staatlicher Waisenheime gegeben. Es galt, diese Kinder als „gesellschaftliche Fehltritte“ zu verstecken. Die Heime wurden größtenteils von der Provinzregierung finanziert. Dort wurden sie über viele Jahre als billige Arbeitskräfte benutzt, sexuell missbraucht oder körperlich misshandelt. Einige von ihnen wurden für geisteskrank erklärt und in psychiatrische Anstalten abgeschoben oder die Heime selbst, wurden in psychiatrische Anstalten umgewandelt und die darin untergebrachten Waisen für geisteskrank erklärt. Der Grund dafür war der höhere Pflegesatz, der für geistig behinderte Kinder von der Regierung gezahlt wurde. Man benutzte sie als Versuchskaninchen für Medikamente – manchmal mit tödlichem Ausgang.
Über ein südafrikanisches Adoptionsunternehmen sollten ab 1948 tausende deutsche Waisenkinder, darunter viele Kriegswaisen, nach Südafrika vermittelt werden. Eine Kinderpsychologin brach im gleichen Jahr nach Deutschland auf und wählte die ersten 83, andere Quellen berichten von 87, Kinder aus Waisenhäusern aus. Hunderte von Burenfamilien, ebenso wie der Premierminister Daniel François Malan bewarben sich um die Kinder. Hinter dieser Initiative stand ein privates Adoptionsunternehmen, gegründet von rechtsgerichteten Buren. Ihr Auswahlkriterium war die sogenannte „Rasse“. Das „arische Blut“ sollte der burischen Minderheit in Südafrika helfen, „weiß zu bleiben in einem schwarzen Land“. „Isoliert die Kinder, trennt die Geschwister voneinander und schneidet sie von ihrer Vergangenheit ab“, das war das Motto des Dietse-Kinderfonds, der die Sammeladoption unter kirchlicher Bürgschaft durchführte. Die Kinder wurden von ausgewählten burischen Familien adoptiert. Das eigentliche Ziel des Programms kannten die Minderjährigen nicht.
1950 gründete Mutter Teresa, die mit 8 Jahren durch den Tod ihres Vaters selbst eine Halbwaise wurde, auf dem indischen Subkontinent in Kalkutta die Gemeinschaft der Missionarinnen der Nächstenliebe. Die Ordensgemeinschaft kümmert sich um Sterbende, Waisen, Obdachlose und Kranke. Für ihre Verdienste erhielt sie dafür 1979 den Friedensnobelpreis und wurde unter Papst Johannes Paul II. seliggesprochen. In der katholischen Kirche wird sie als Heilige verehrt. Heute ist die von ihr gegründete Ordensgemeinschaft in 133 Ländern aktiv.
Für mindestens 150.000 britische Kinder, die zwischen den 1920er- und 1960er-Jahren in Ex-Kolonien wie Australien oder Kanada verfrachtet wurden, entpuppte sich die Fahrt als Alptraum. Die britischen Behörden wollten sich eine teure Last vom Hals schaffen. Die Kinder kamen teils aus Waisenhäusern und Jugendheimen, noch öfter aus mittellosen oder zerrütteten Familien. Den Eltern wurde weisgemacht, ihre Kinder würden anderswo im Lande adoptiert, dürften sich auf ein „besseres Leben“ freuen. Den Kindern erzählte man, sie gingen auf eine tolle Reise oder ihre Eltern seien gestorben. In Wirklichkeit führte Großbritannien die ahnungslosen Drei- bis Vierzehnjährigen einem grausamen Schicksal zu. Zahllose Kinder mussten auf Bauernhöfen als unbezahlte Arbeiter schuften, von ihren neuen „Besitzern“ drakonisch behandelt. Andere wurden in Heimen missbraucht. Erst 1967 wurde das Kinder-Auswanderungs-Programm beendet, das London mit den Commonwealth-Staaten ausgehandelt hatte. Besonders Australien wollte sich mit „weißem Menschenschlag“, Erbgut aus dem Mutterland, versorgen. Ein ehemaliger Erzbischof von Perth begrüßte die Kinder mit den Worten: „Willkommen in Australien – wir brauchen euch zum Erhalt der weißen Rasse.“
Im Koreakrieg (1950–1953) kam es durch Kampfhandlungen, Massakern, Verschleppung von erwachsenen Männern und Frauen oder Flucht zum Verwaisen von hunderttausenden Kindern und Jugendlichen. Nach dem Krieg gab es darüber hinaus vergleichsweise viele Waisen aus Verbindungen amerikanischer Soldaten mit Koreanerinnen auf der koreanischen Halbinsel. Seit dem Ende des Kriegs wurden offiziell mehr als 150.000 Kinder aus Korea ins Ausland adoptiert; die Zahl der inoffiziell adoptierten Kinder ist nicht dokumentiert, wird unterschiedlichen Quellen nach mit mehr als 50.000 angenommen. Noch lange nach dem Krieg, wurden jedes Jahr tausende Kinder aus Südkorea ins Ausland nach Westeuropa und die USA vermittelt. Unverheiratete und partnerlose Mütter entgingen durch die Freigabe ihrer Kinder zur Adoption der gesellschaftlichen Ausgrenzung, andere sahen sich aus finanziellen Gründen gezwungen, sich von ihren Kindern zu trennen. Agenturen übernahmen die Vermittlung der Kinder. Adoptionen aus Korea wurden so auch zu einem Geschäftsmodell. Über 5.000 nordkoreanische Waisenkinder wurden durch die Methode Auftragserziehung im Auftrag des Staatschef Kim Il-sung (selbst Halbwaise) in den 50er Jahren für einige Jahre in osteuropäische Länder wie Polen, Ungarn oder die DDR verschickt. Sie lernten in örtlichen Schulen und wurden meist in Waisenhäusern untergebracht, einige wenige in Familien. Während einer Osteuropareise besuchte Kim Il-sung 1956 einige der Waisenkinder. Mit der beginnenden Chuch’e-Ideologie wurden die Kinder 1959 abrupt nach Nordkorea zurückgeholt. Über ihr weiteres Schicksal ist sehr wenig bekannt geworden.
In den Jahren von 1958 bis 1961 wurde in China versucht, initiiert von Mao Zedong, in der Kampagne Großer Sprung nach vorn den wirtschaftlichen Rückstand des Landes zu den westlichen Industrieländern aufzuholen und die Übergangsperiode zum Kommunismus deutlich zu verkürzen. 1961 wurde die Kampagne nach ihrem offensichtlichen Scheitern abgebrochen. Millionen Menschen fielen dieser Kampagne zum Opfer. Landesweit verwaisten Kinder, ihre Arbeitskraft wurde während der Kampagne ausgebeutet oder sie wurden in den Waisenhäusern schwer misshandelt. Allein in der Provinz Sichuan gab es unter der ländlichen Bevölkerung 180.000 bis 200.000 Waisen.
Das Schicksal zurückgelassener Kinder durch Republikflüchtlinge der DDR, wurde ab den 1950er Jahren bis zum Bau der Berliner Mauer 1961 zum Gegenstand öffentlicher Zeitgeschichte. Neben kompletten Familien flüchteten auch Eltern ohne ihre Kinder aus der DDR in die BRD. Die zurückgelassenen und nun verwaisten Kinder, einer von Ihnen zum Beispiel der spätere Buchautor Peter Wawerzinek, wurden in Heimen der Jugendhilfe der DDR untergebracht. In einem Schreiben des damaligen Minister des Innern und Chef der Deutschen Volkspolizei Friedrich Dickel an den Vorsitzenden des Staatsrates Erich Honecker sprach er 1964 von 5.400 zurückgelassenen Kindern unter 14 Jahren.

#### 1971–2000
Ab den 1970er-Jahren wurden die Säuglingsheime für Waisen unter 3 Jahren vielerorts nach und nach geschlossen, in der Schweiz Ende der 1960er-Jahre, in Deutschland-West Mitte der 1970er-Jahre und in Deutschland-Ost Anfang der 1990er-Jahre. Gründe dafür waren unter anderem Erkenntnisse aus der Säuglings- und Kleinkindforschung, Veröffentlichungen von Filmaufnahmen aus den Heimen sowie öffentliche Proteste. Heute findet man diese Form der Einrichtung als Kleinsteinrichtung (auch als „Säuglingsnest“ bezeichnet, 10–15 Plätze) in Industrieländern. In osteuropäischen Ländern oder in Ländern der Dritten Welt ist das klassische Säuglingsheim oder Waisenhaus für Waisen im Kleinstkindalter noch anzutreffen.

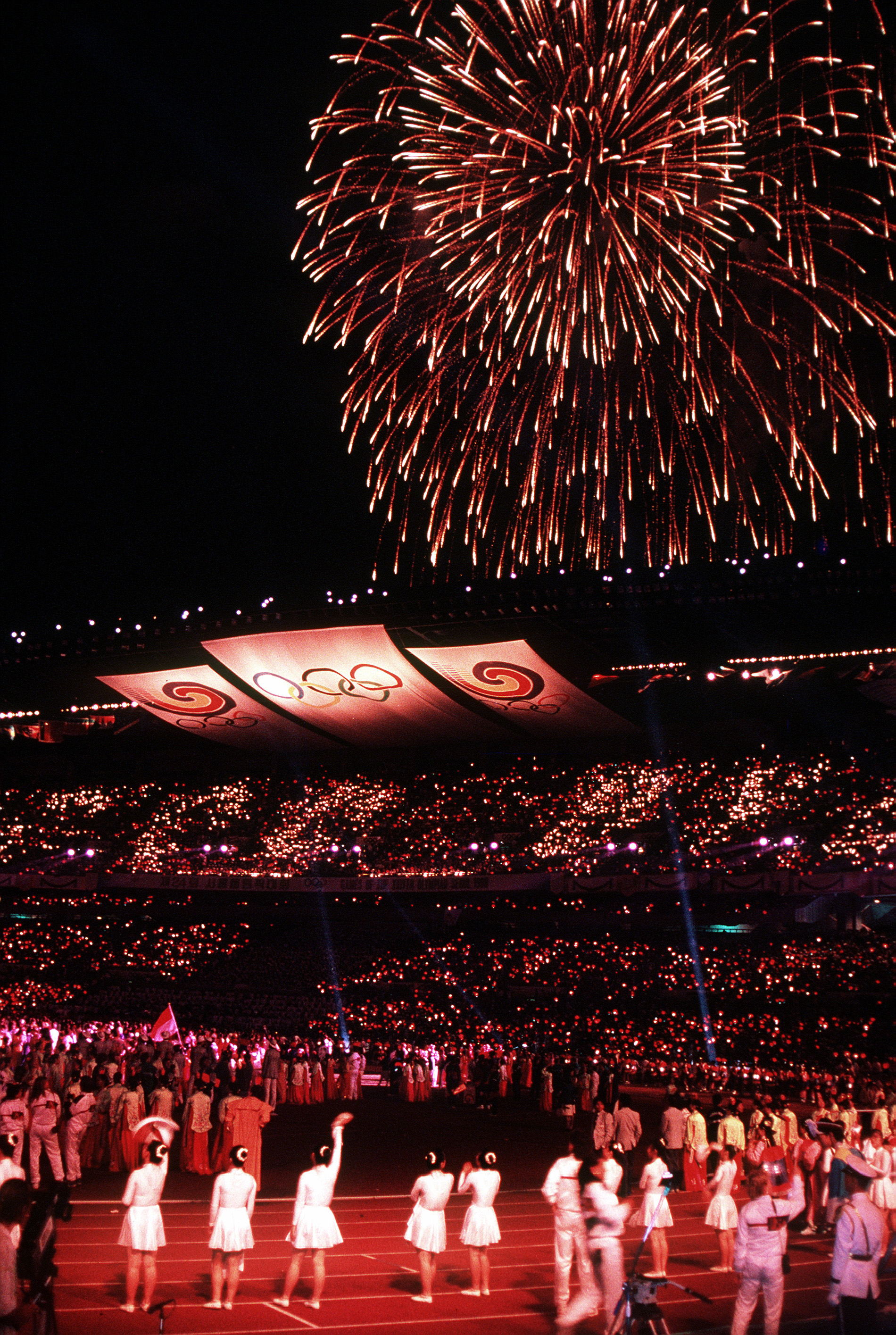
Abschlussfeuerwerk Seoul 1988

Im Vietnamkrieg (1955 bis 1975) versprach der amerikanische Luftwaffengeneral Curtis E. LeMay, Vietnam in die Steinzeit zurückzubomben. Bilanz des Krieges unter anderem: 800.000 Waisen, 1.000.000 Krüppel und 3.000.000 Tode. Große Teile der Umwelt wurden zerstört und verseucht. 14.000.000 Tonnen Bomben und Granaten fielen auf Vietnam – dreimal so viel wie auf alle Länder im Zweiten Weltkrieg. Am 3. April 1975 gab der US-Präsidenten Gerald Ford in der Operation Babylift seine Zustimmung, über 3.000 vietnamesische Waisenkinder aus dem belagerten Saigon auszufliegen. 2.000 Kinder wurden in die USA geflogen, weitere 1.300 nach Kanada, Europa und Australien. Dort wurden sie von Familien in den jeweiligen Ländern adoptiert. Ab 1972 begannen die USA, auch das Nachbarland Kambodscha an der Grenze zu Vietnam zu bombardieren. Es war der Versuch, den Nachschub der nordvietnamesischen Kämpfer im Süden Vietnams zu unterbinden. Die rund 2,4 Millionen Bomben trafen, neben Truppenansammlungen, insbesondere Zivilisten. Das führte dazu, dass die bis dahin unbedeutenden kommunistischen Roten Khmer, massenhaft jugendliche Waisen rekrutieren konnten. Diese „Waisensoldaten“ wurden die gläubigsten und rücksichtslosesten Anhänger ihres Anführers Pol Pot. Der nachfolgende Völkermord im Land führte zur Ermordung von 1,6 Millionen oppositionellen Kambodschanern.
In der DDR kam es durch politisch motivierte Zwangsadoptionen zum Verwaisen von Kindern. Spätestens ab Mitte der 1970er-Jahre wurden Kinder, deren Eltern als „politisch unzuverlässig“ eingestuft worden waren, zur Zwangsadoption freigegeben. Den Eltern, die bei der Republikflucht verhaftet worden waren oder die Ausreiseanträge gestellt hatten, wurden die Kinder entzogen. Viele sahen ihre Söhne und Töchter erst nach der Wiedervereinigung von Deutschland wieder. Wie viele Fälle von Zwangsadoptionen es gegeben hat, ist bis heute nicht völlig geklärt.
In Argentinien gehört der Raub von Babys und Kindern zu den größten Verbrechen, die sich während der argentinischen Militärdiktatur von 1976 bis 1983 ereigneten. Nachdem man ihre Eltern getötet hatte, wurden die Waisen als Kriegsbeute von Menschen aufgezogen, die der Diktatur nahestanden. Nur etwa 100 dieser Kinder haben bis heute von ihrer wahren Identität erfahren. Von 400 weiteren fehlt trotz aller Bemühungen von Verwandten und den suchenden Großmüttern der Plaza de Mayo bislang jede Spur.
Der südkoreanische Machthaber Park Chung-hee rief 1975 zur Reinigung des Landes von „Herumtreibern“ auf. Obdachlose, Dissidenten und Kinder wurden weggesperrt, missbraucht und getötet – besonders viele in den Jahren vor den Olympischen Spielen in Seoul 1988. Landesweit gab es 36 Einrichtungen in ganz Südkorea, in denen Unerwünschte untergebracht wurden. Einige Heime, unter anderem das ehemalige Waisenhaus namens Brüderheim unweit von Busan, glichen eher einem Zwangslager als einem Heim. Allein in diesem Heim waren 4.000 Insassen untergebracht, die Zwangsarbeit in 20 Fabriken verrichteten und daneben Missbrauch, Vergewaltigungen oder den Tod fürchten mussten. 90 % von ihnen hätten nicht einmal dort sein dürfen, weil sie nicht unter die von der Regierung vorgegebene Definition von „Herumtreibern“ fielen. Aus den Dokumenten lässt sich entnehmen, dass die Zahl der Insassen 1986 auf mehr als 16 000 anstieg. Die Nachrichtenagentur AP erfuhr in Interviews mit Opfern, Zeugen, Ermittlern und aus zugänglichen Regierungsdokumenten von Hunderten Todesfällen und Vergewaltigungen, für die auch zwei Jahre vor den Olympischen Spielen in Südkorea 2018 in Pyeongchang niemand zur Verantwortung gezogen worden ist.
In Angola kam es am 27. Mai 1977, unter der neuen regierenden Movimento Popular de Libertação de Angola mit dem Präsidenten Agostinho Neto und kubanischer Unterstützung, zu einem Massaker an Zivilisten. Tausende, darunter viele junge Intellektuelle und Parteiaktivisten des Landes, wurden inhaftiert, gefoltert und getötet. Die Regierung sprach von 300 Toten. Amnesty International zufolge starben 30.000 Menschen bei der Säuberung. Im Januar 2018 gründeten die Waisen der Ermordeten die Waisenvereinigung M27. Sie fordern, dass die Überreste ihrer Eltern geborgen und Sterbeurkunden ausgestellt werden. Sie wollen eine Liste aller Ermordeten, ein Denkmal zu ihren Ehren und die Veröffentlichung der Wahrheit. Im April 2019 setzte der neue Präsidenten João Lourenço eine Kommission ein, die sich mit allen politischen Gewalttaten seit der Unabhängigkeit im Jahr 1975 befasst.
In China wurde die Ein-Kind-Politik 1979 eingeführt, um zu verhindern, dass die Bevölkerung im Land zu schnell wächst. Ungewollter Nachwuchs wurde in „Häusern der Wohlfahrt“ (rund 1.200 Waisenhäuser und 74 Kinderdörfer) weggesperrt. Die Opfer dieser Politik wurden von ihren Eltern ausgesetzt, weil sie behindert, entstellt, krank waren oder auch nur, weil sie als Mädchen auf die Welt kamen. Viele dieser Findelkinder und Waisen starben vor Hunger oder aus Mangel an ärztlicher Betreuung. In sogenannten Sterbezimmern ließ man sie in überfüllten, abgedunkelten Räumen verdrecken, verkommen und verhungern. 2015 erklärte die Regierung das offizielle Ende von dieser Politik.

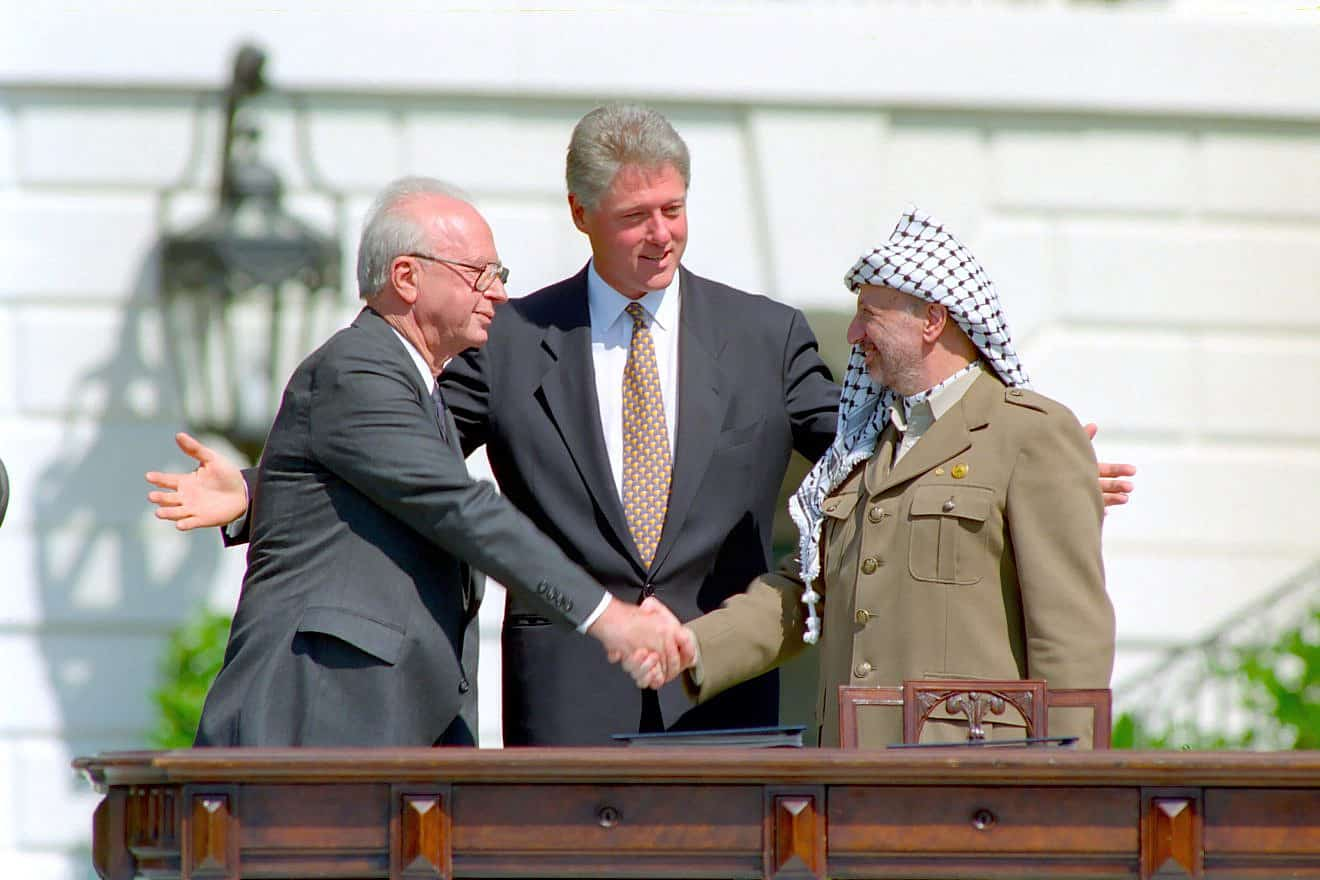
Bill Clinton, Jitzchak Rabin, Jassir Arafat, Weißes Haus in Washington, D.C. 1993

Mitte der 1980er-Jahre führten zwei Industriekatastrophen in Indien (Katastrophe von Bhopal) und der Ukraine (Nuklearkatastrophe von Tschernobyl) zu Tausenden Opfern und im größeren Umfang zum Verwaisen von Kindern, ein Umstand, der durch die Spätfolgen der Katastrophen Jahre später noch anhält.
Von politischer Brisanz war in der Wendezeit der DDR und bei der deutschen Wiedervereinigung 1989/ 1990 der Umstand, dass das Ministerium für Staatssicherheit (MfS) entwurzelte Menschen, Waisen und Heimkinder, gern als inoffizielle Mitarbeiter (IM) anwarb und diese als Spitzel für sich arbeiten ließ. Enttarnt wurden unter anderem der Vorsitzende der Partei Demokratischer Aufbruch Wolfgang Schnur und der Vorsitzende der Sozialdemokratischen Partei in der DDR (SDP) Ibrahim Böhme. Die Öffnung der Berliner Mauer, verbunden mit dem Weggang vieler Bürger in den „Westen“, führte anderseits dazu, dass einige ihre Kinder in der DDR zurückließen. Deren genaue Anzahl ist nicht erhoben worden.
Im Jahr 1993 kam es zu einem historischen Handschlag zwischen den 3 Halbwaisen US-Präsident Bill Clinton, dem israelischen Ministerpräsidenten Jitzchak Rabin und PLO-Chef Jassir Arafat vor dem Weißen Haus in Washington, D.C. Er markierte für die Öffentlichkeit den Beginn des „Osloer Friedensprozesses“. Im Nahen Osten sollte eine „Zweistaatenlösung“ ein friedliches Nebeneinander Israels und Palästinas ermöglichen. Arafat, Rabin und Schimon Peres wurden dafür 1994 mit dem Friedensnobelpreis ausgezeichnet. Die Umsetzung des Abkommens ist bis heute, eine Idee geblieben.

#### 2001 – Gegenwart
Bei den in den USA vom islamistischen Terrornetzwerk al-Qaida geplanten und mit Flugzeugentführungen und -abstürzen ausgeführten Terroranschlägen am 11. September 2001, verloren rund zehntausend Kinder ihre Mutter, ihren Vater oder beide Eltern. Später nannte man sie die 9/11 Waisen. Ironie der Geschichte: der Gründer des Netzwerkes Osama bin Laden wurde durch den Flugzeugabsturz seines Vaters selbst eine Halbwaise.
Adoptionsverfahren für Waisen werden in der Gegenwart in den einzelnen Ländern sehr unterschiedlich geregelt oder unterliegen mitunter einer willkürlichen Anwendung, wie zum Beispiel in Russland. Immer wieder sorgen Adoptionen von Waisenkindern durch Prominente wie Sandra Bullock, Steven Spielberg, Hugh Jackman oder Angelina Jolie und Brad Pitt für Aufsehen. Die Sängerin Madonna, die durch den Tod ihrer Mutter als 5-Jährige selbst eine Halbwaise wurde, adoptierte vier Waisen aus Malawi.
2001 erhob Präsident Wladimir Putin Patriotismus und Wehrhaftigkeit zu Pflichtkursen an Schulen in Russland, um das Selbstwertgefühl der jungen Generation zu stärken. Seit dieser Zeit kam es zu Neugründungen von Kadettenanstalten. Ein Großteil der Kadetten wird von Alleinerziehende oder kinderreiche Familien in die Obhut der Anstalten gegeben. Viele von ihnen wurden durch den Ersten und Zweiten Tschetschenienkrieg oder die Sowjetische Intervention in Afghanistan zu Waisen oder Halbwaisen. Pirjo Honkasalo griff das Thema in ihrem 2004 auf den Filmfestspielen in Venedig gezeigten Dokumentarfilm The 3 Rooms of Melancholia (Melancholian 3 huonetta) von verwaisten Marinekadetten in Kronstadt auf. In dem Film werden sie unter anderem den Kriegswaisen aus Tschetschenien gegenübergestellt.
Immer wieder werden Kinder aus Waisenhäusern Opfer sexueller Gewalt, so unter anderem auf der Kanalinsel Jersey. Für Aufsehen sorgte der 2002 bekanntgewordene Casa-Pia-Missbrauchsskandal in Portugal. Der bis dato größte Justizprozess in der Geschichte Portugals erregt auch wegen der Prominenz der Verurteilten besondere Aufmerksamkeit. Die Opfer waren Minderjährige des staatlichen Waisenhauses Casa Pia in Lissabon.
Seit dem Beginn des Drogenkrieges in Mexiko 2006 wurden tausende Kinder und Jugendliche zu Waisen. Schätzungen gehen davon aus, dass allein im Bundesstaat Chihuahua 10.000 bis 20.000 und in Mexiko bis zu 50.000 Kinder und Jugendliche verwaisten, viele davon in der Stadt Ciudad Juárez. Ein Ende des Krieges zeichnet sich auch im Jahr 2020 nicht ab und damit auch nicht die Zahl der Drogenwaisen.
Auf den Philippinen wurden durch den verheerenden Taifun Haiyan 2013, allein in der Provinz Leyte, tausende von Kindern zu Waisen, weil ihre Familienangehörigen ums Leben kamen. Weltweit wurde zur schnellen und dringenden Hilfe für die betroffenen Kinder aufgerufen, damit sie nicht in die Hände von Menschenhändlern fielen.
2014 werden in den westafrikanischen Staaten Liberia, Guinea oder Sierra Leone Tausende Kinder durch das Ebolavirus zu Waisen. Aus Sorge vor Ansteckung werden sie häufig gemieden und sich selbst überlassen.

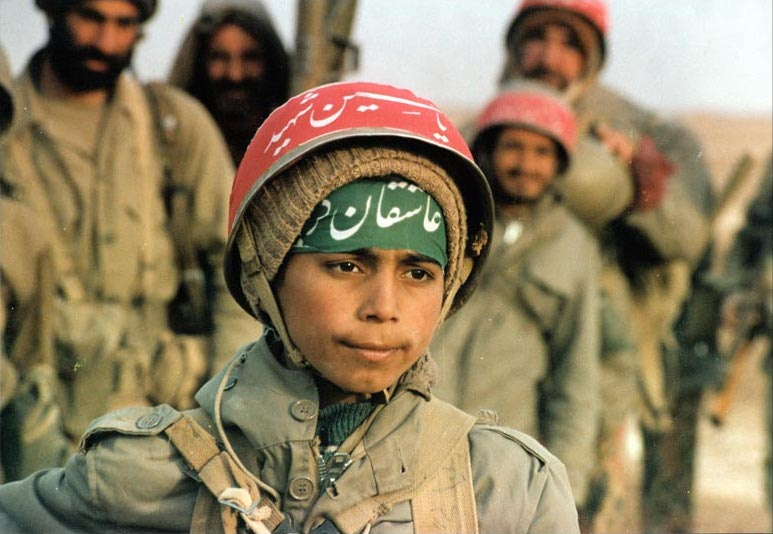
Iranischer Kindersoldat im Ersten Golfkrieg

In China werden Waisenkinder von Hingerichteten verstoßen. Das bedeutet, dass ein Kind für das Verbrechen seiner Eltern stigmatisiert und für den Rest seines Lebens ausgestoßen bleibt. Die Anzahl an Hinrichtungen in China ist ein Staatsgeheimnis.
Schätzungen gehen von mehreren Tausend pro Jahr aus.
Damit werden in China mehr Todesurteile als in allen anderen Ländern der Welt zusammen vollstreckt. Sobald ihre Väter oder Mütter hingerichtet wurden, haben die Waisen meistens niemanden mehr, der sich um sie kümmert. Nach einer Verurteilung verschließen sich auch die Türen der Verwandtschaft. Zu groß ist die empfundene Schande. Die Gesellschaft ignoriert die Kinder von Verbrechern, sie haben ihr Leben lang unter den Fehlern der Erwachsenen zu leiden. Nicht selten streunen sie herum, werden selbst kriminell, enden auf der Straße als Bettler, Diebe oder Tagelöhner.
Die Löwenjungen des Kalifats wurden die jüngsten Kämpfer des IS genannt. Ihre Herkunft ein Mix, einerseits von Kindern und Jugendlichen ausländischer Dschihadisten sowie einheimischen Kämpfern und andererseits aus Verschleppungen sowie Waisen. Der IS versprach ihnen ein sicheres Auskommen. Schätzungen gingen im Jahr 2016 von rund 1.500 Jungen aus, die dem IS im Irak und in Syrien dienten. Ihr Auftrag: Selbstmordanschläge, erschießen oder enthaupten von Gefangenen. Im Jahr 2019 kam es in einigen europäischen Ländern, unter anderem in Deutschland, Schweden und Frankreich, zu öffentlichen Diskussionen über die Aufnahme von IS Waisenkindern aus Syrien. Einige Großeltern, deren Kinder als Dschihad-Kämpfer für den IS gefallenen sind, reichten Klage vor den zuständigen Gerichten ein und wollen die Aufnahme ihrer Enkelkinder erreichen.
Auch in anderen Krisengebieten der Erde, unter anderem in Südamerika, Asien oder Afrika, werden verwaiste Jungen und Mädchen immer wieder als Kindersoldaten rekrutiert, wie zum Beispiel der spätere Musiker Emmanuel Jal. Künstlerisch wurde das Thema unter anderem in dem frankokanadischen Spielfilm Die Rebellin verarbeitet.

## Sozialwaise

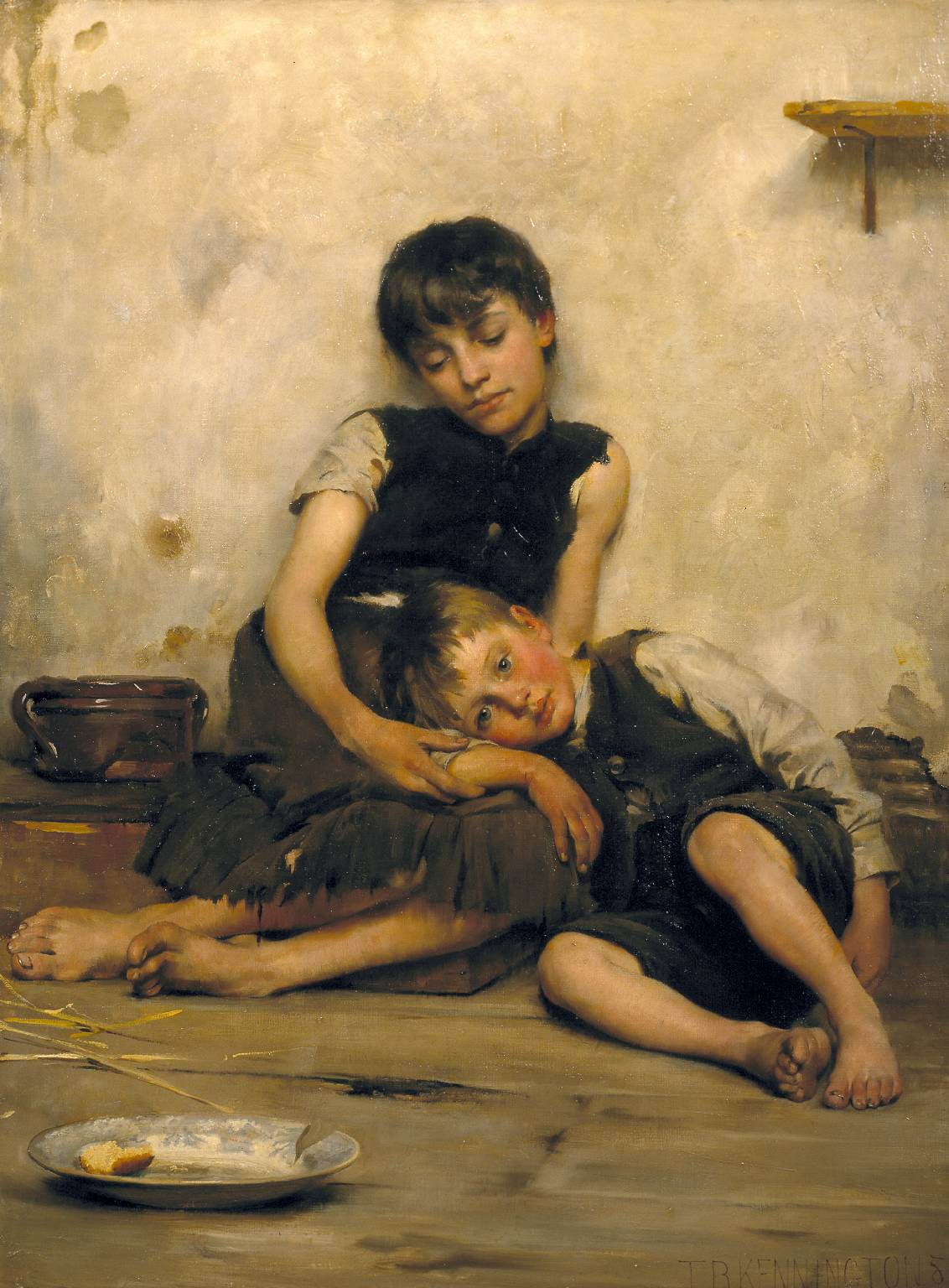
Waisen, Thomas Kennington 1885

Eine Sozialwaise ist ein Kind, um das sich weder Eltern noch Verwandte kümmern. Soziale Verwaistheit ist ein Zustand, der durch Nichtwahrnehmung elterlicher Pflichten gegenüber dem minderjährigen Kind verursacht wird. Sozialwaisen verlieren infolge diverser sozialer, wirtschaftlicher, moralischer und psychischer Ursachen ihre Eltern und werden zu Waisen bei leiblichen Eltern, die noch am Leben sind.

### Begriffliche Einordnung
Heutzutage gibt es keine festgelegten Definitionen und Beurteilungen dieser Kategorie der Kinder. Massenmedien, psychologische und pädagogische Arbeiten sowie Sozialbefragungen verwenden folgende Termini: obdachlose Kinder, Nichtbetreute, Straßenkinder, Sozialwaisen, minderjährige Risikogruppen und andere.
UNICEF zählt folgende Gruppen zu den Sozialwaisen:
- Kinder, die keinen Kontakt zu ihren Familien halten und in Zufluchtsorten leben;
- Kinder, die Kontakt zu ihren Familien halten und wegen Armut, Ausnutzung und Missbrauch in der Familie untertags und nachts auf der Straße leben;
- Kinder, die in Heimen aufgewachsen sind, diese aus vielen Gründen verlassen haben und auf der Straße leben.

Durch die Sensibilisierung über die Folgen einer Heimbetreuung von Sozialwaisen in den ersten Lebensjahren (wie psychischer Hospitalismus oder Deprivation) versuchte man vermehrt ab den 1970er-Jahren (in den westlichen Ländern) die Entwicklungschancen von Sozialwaisen durch die Aufnahme in Pflegefamilien oder SOS-Kinderdörfer zu verbessern.
In den Fachdiskursen der Pädiatrie, Sozialmedizin, Psychologie, Sozialarbeit und Pädagogik finden die Auswirkungen der sozialen Verwaistheit seit den 1990er-Jahren kaum oder keine Beachtung mehr.

### Gegenwart
Eine dramatische Zunahme der Sozialwaisen ist insbesondere nach der politischen Wende in vielen Ländern des ehemaligen Ostblocks zu beobachten. Insgesamt schätzt UNICEF im Jahr 2012 allein in der Ukraine die Zahl der Straßenkinder auf rund 100.000. Sie sind Gewalt, sexueller Ausbeutung und HIV-Infektionen schutzlos ausgesetzt. Bei Befragungen berichteten viele dieser Heranwachsenden, dass sie sich prostituieren müssen.
Rund 100.000 Mädchen und Jungen leben in Heimen. Die meisten dieser Kinder sind Sozialwaisen. Das bedeutet, dass Eltern ihre Kinder aus Not oder Ausweglosigkeit einem Heim überlassen.

## AIDS-Waise

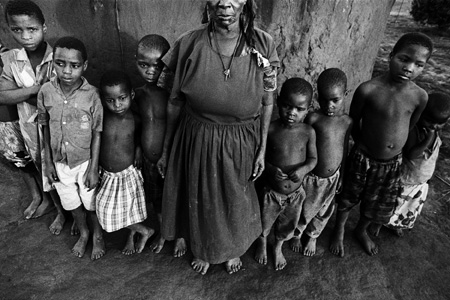
AIDS-Waisen in Südafrika, Foto von Paul Weinberg 2004

Als AIDS-Waisen werden solche Kinder bezeichnet, die ihre Eltern aufgrund des HI-Virus verloren haben und vorrangig in afrikanischen Ländern wie Südafrika oder Simbabwe (siehe HIV/AIDS in Afrika) vorkommen. Pro Jahr werden ca. 70.000 Kinder durch AIDS zu Waisen. Gemessen an der Gesamtbevölkerung hatte das Königreich Swasiland (heute Eswatini) 2014 mit 27,7 % den weltweit höchsten Anteil an Aids-Infizierten. 2008 waren in dem Königreich 120.000 Kinder AIDS-Waisen, ca. 10 % der Gesamtbevölkerung.
2004 stieg die Zahl der AIDS-Waisen weltweit auf 15 Millionen. Viele weitere Kinder und Jugendliche leben mit kranken oder sterbenden Eltern, werden ausgegrenzt und seien damit wiederum anfälliger für Infektionen mit dem Aidsvirus, heißt es in dem auf der Weltaidskonferenz in Bangkok vorgestellten Bericht der Vereinten Nationen: „Kinder am Rande des Abgrunds“.
Die Zahl der AIDS-Waisen in Afrika steigt weiter – selbst in Ländern, in denen die Immunschwäche inzwischen erfolgreich bekämpft wird. Bis 2010 werden auf dem Kontinent voraussichtlich 15,7 Millionen ihre Mutter, ihren Vater oder beide Eltern verloren haben. Häufig müssen die Kinder ihre erkrankten Eltern allein bis zum Tode pflegen. Weltweit leben in Asien die meisten AIDS-Waisen, wenngleich die Zahl der bekannten Fälle seit 1990 rückläufig ist, gefolgt von Afrika und Lateinamerika.

## Kriegswaise

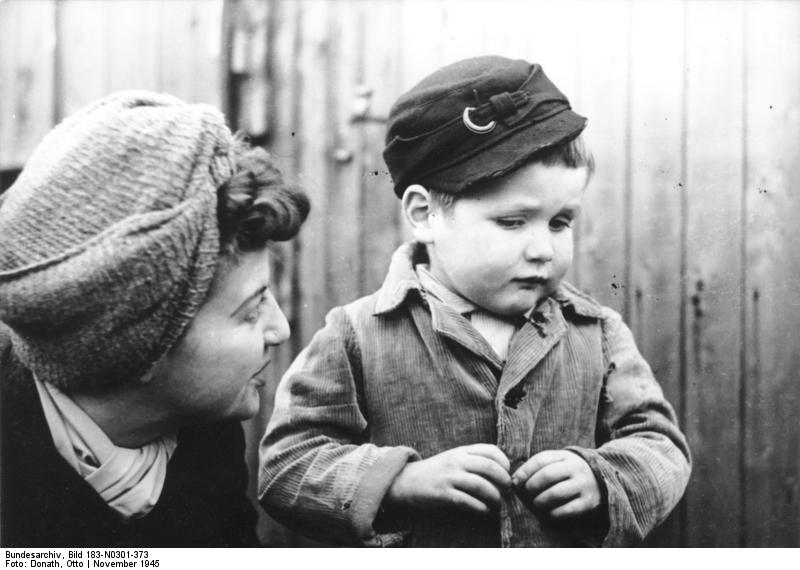
Frau mit Waisenjunge, Berlin 1945

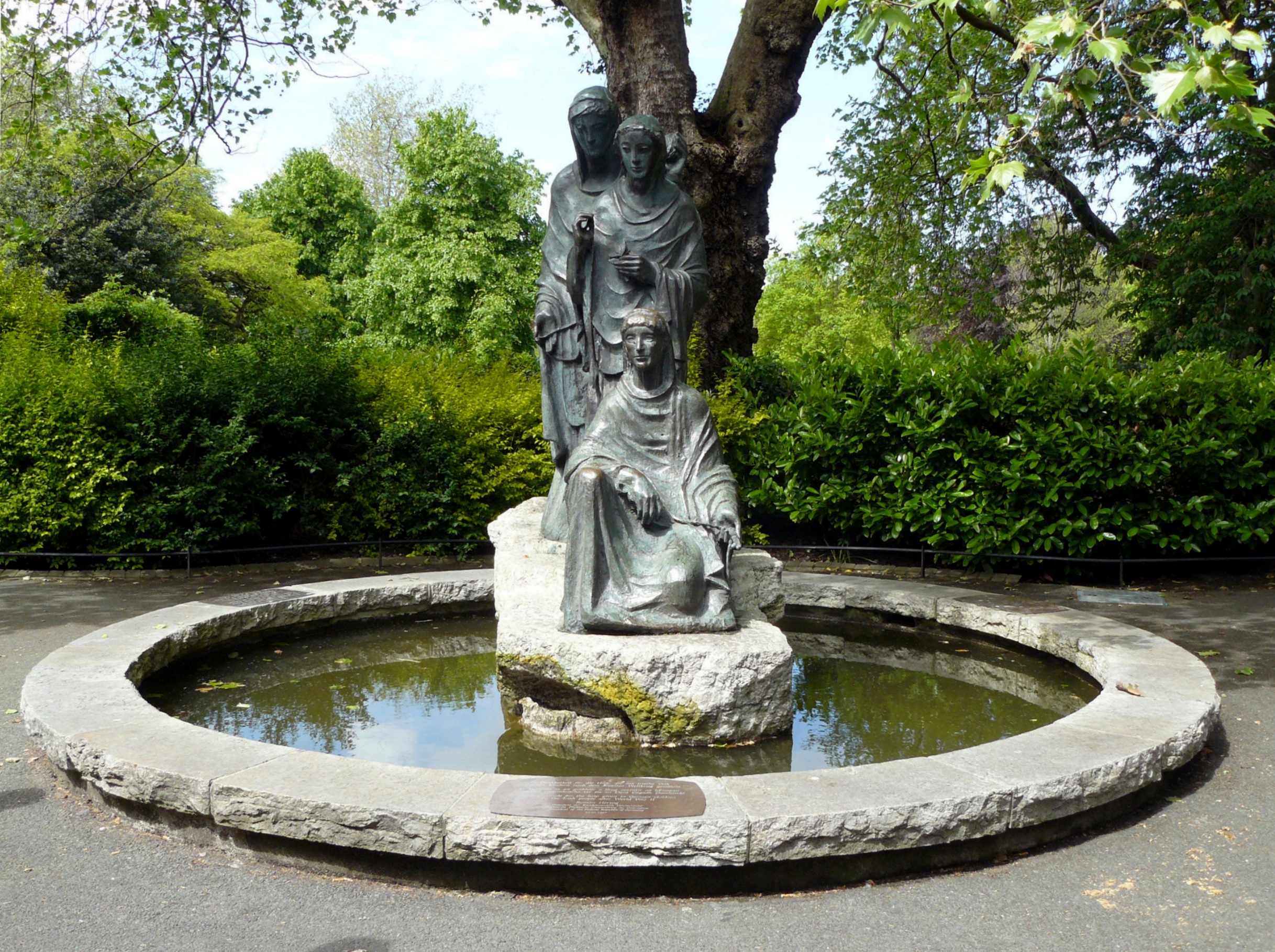
Nornenbrunnen in St. Stephen’s Green, Dublin, Brunnenstiftung durch die BRD als Dankeschön

Als Kriegswaise wird ein Kind eines im Krieg gefallenen Soldaten bezeichnet. Im weiteren Sinne gelten auch Kinder, die einen oder beide Elternteile durch Kriegshandlungen verloren haben, als Kriegswaisen.

### Deutschland
Nach dem Zweiten Weltkrieg waren zehntausende Kinder allein unterwegs – sie waren traumatisiert, ausgehungert und häufig schwer krank. Viele dieser Kriegswaisen kamen in Mecklenburg-Vorpommern an, einem wichtigen Durchgangsort für die Flüchtlinge aus den Ostgebieten. Allein 1945 waren dort 30.000 elternlose Flüchtlings- und Vertriebenenkinder registriert. Der Strom der Kriegswaisen endete in den Jahren nach dem Krieg nicht: An einem einzigen Tag im Mai 1947 kamen in Pasewalk in Vorpommern 3.000 Kinder aus Ostpreußen an.
Tausende von deutschen Kriegswaisen waren nach dem Zweiten Weltkrieg zwischen Ostpreußen und dem Baltikum unterwegs. Viele, die später als Erwachsene in Polen, Litauen, Lettland oder Estland lebten, nahmen eine falsche Identität an – man gab ihnen den Namen Wolfskinder.
Überlebende jüdische Waisenkinder aus Konzentrationslagern wurden unter anderem von zionistischen Organisationen in Kibbuzim zusammengefasst und auf ihre Zukunft in Israel vorbereitet. Viele von ihnen versuchten, in klassischen Immigrationsländern wie USA, Australien oder Kanada Fuß zu fassen. So nahm etwa Kanada über 1.000 jüdische Waisen auf. Die Operation Shamrock zur Rettung von Kriegswaisen beruhte unter anderem auf einer Idee der Gesellschaft zur Rettung deutscher Kinder. Über tausend Kinder, die meisten von ihnen aus Deutschland, Österreich und Frankreich, fanden aus ihren vom Zweiten Weltkrieg verwüsteten Ländern in Irland Zuflucht. Die Kinder im Alter zwischen 5 und 15 Jahren sollten „aufgepäppelt“ werden und höchstens einige Jahre bleiben. Einige von ihnen blieben für immer.
Am Ende des Zweiten Weltkrieges gab es allein in Deutschland rund 500.000 Kriegswaisen und ca. 20 Millionen Halbwaisen. Die meisten von ihnen mussten ohne Vater leben.

### England
Anna Freud und Dorothy Tiffany Burlingham gründeten zusammen mit der Kinderärztin Josefine Stross die Hampstead Nurseries, ein Heim, in dem sie Kriegskinder und Kriegswaisen betreuten. 1945 holte Anna Freud eine kleine Gruppe von Kindern aus dem befreiten KZ Theresienstadt nach London. Sie wurden unter ihrer Aufsicht (Supervision) versorgt und betreut. Die Erinnerungen einiger Kinder wurden mit deren Erlaubnis veröffentlicht. Anna Freud selbst schrieb einen Artikel über sie und veröffentlichte ihn 1951 in der von ihr gegründeten Zeitschrift veröffentlicht.

### Syrien

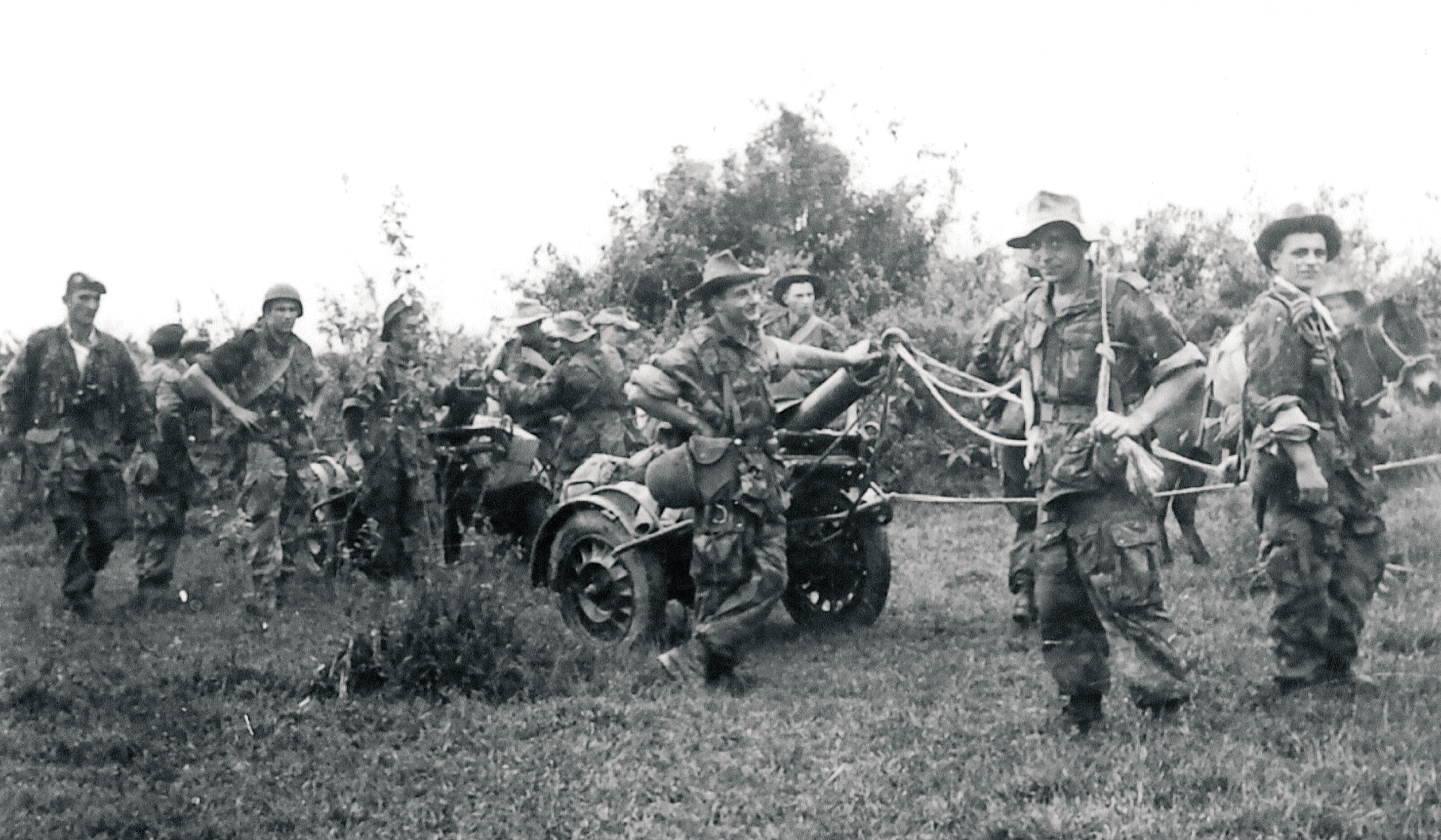
Fremdenlegionäre im Indochinakrieg 1953/1954

Seit Ausbruch des Bürgerkrieges in Syrien seit 2011 gibt es, nach Angaben des UN-Kinderhilfswerks UNICEF, mehr als eine Million Flüchtlingskinder. Viele der Flüchtlingskinder sind zu Waisen geworden und traumatisiert, da sie mit ansehen mussten, wie Familienmitglieder getötet wurden. Sie waren oder sind – nach diesen Angaben – außerdem Opfer von sexueller Gewalt, Folter und willkürlicher Haft und wurden häufig als Kindersoldaten rekrutiert.

### Indochina
Im Indochinakrieg kämpften ungefähr 35.000 Deutsche, zumeist (Halb-)Waisen des Weltkrieges oder ehemalige Angehörige der Wehrmacht oder SS, als Fremdenlegionäre auf der Seite der Franzosen. Dies entspricht etwa einem Anteil von zwei Dritteln aller eingesetzten Fremdenlegionäre. Für manche ehemaligen Verdingkinder und Waisen aus der Schweiz war der Dienst in der französischen Fremdenlegion eine Option, um der unterdrückenden Gesellschaft und den in der Kindheit zugefügten Wunden und Narben zu entfliehen.

## Waise bei indigenen Stämmen oder Völkern

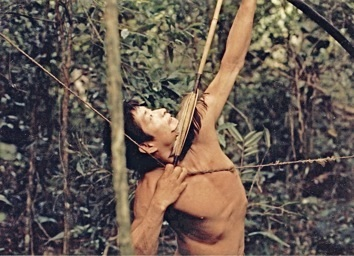
Ein Aché bei der Jagd

Bei den Aché, einer indigenen Gruppe, die im Osten Paraguays lebt und aufgrund ihrer Lebensweise zu den Jägern und Sammlern gehört, sind Tötungsdelikte zwischen den unterschiedlichen Gruppen innerhalb des Volkes und auch innerhalb ihrer Familien nicht ungewöhnlich. Fällt ein Mitglied der jeweiligen Gruppe zur Last, wird dieses getötet. Dabei werden auch Kinder und Babys erschlagen. So ist es Brauch, Kinder, deren Eltern gestorben sind, zu töten, damit es keine Waisen gibt.
Die Zuruahã leben als Volk im Amazonasbecken in Brasilien. Sie erlangten Bekanntheit durch den verbreiteten Hang zum Suizid durch die Einnahme der Drogen Kumady oder Cunahá. Dadurch werden die Indianer früh zu Witwen, Witwern oder Waisenkindern. Die Selbsttötung ist ein selbstverständlicher Teil ihrer Kultur, wenngleich sie in ihrer Sprache kein Wort dafür haben.
Die Veränderungen durch die Kolonisation und den Klimawandel führten in Grönland zum Kulturwandel der Inuit. Das hat unter anderem Auswirkungen auf das gegenwärtige soziale Leben in den Familien sowie Gemeinschaften und führt teilweise zur Entwurzelung von Kindern. Im nördlichsten Kinderheim der Welt, auf der Insel Uummannaq, sollen verwaiste und misshandelte Inuit-Kinder mithilfe pädagogischer Ansätze, unberührter Natur und durch die Rückkehr zu alten Traditionen lernen, traumatische Erlebnisse aus der Kindheit zu vergessen und Lebensmut zu schöpfen, um sich ein neues Leben aufzubauen.
In Australien wurde in allen Bundesstaaten, mit Ausnahme von Victoria, Aborigines bis 1972 oft ihre Kinder weggenommen, um sie fern ihrer Kultur in Erziehungsheimen oder in Privathaushalten von Weißen als Waise aufwachsen zu lassen. Erst nach der Wahl von Gough Whitlams zum Premierminister wurde diese Praxis, heute unter der Bezeichnung stolen generations bekannt, beendet.

## Experimente mit Waisen

### Sprachexperimente

#### Antike

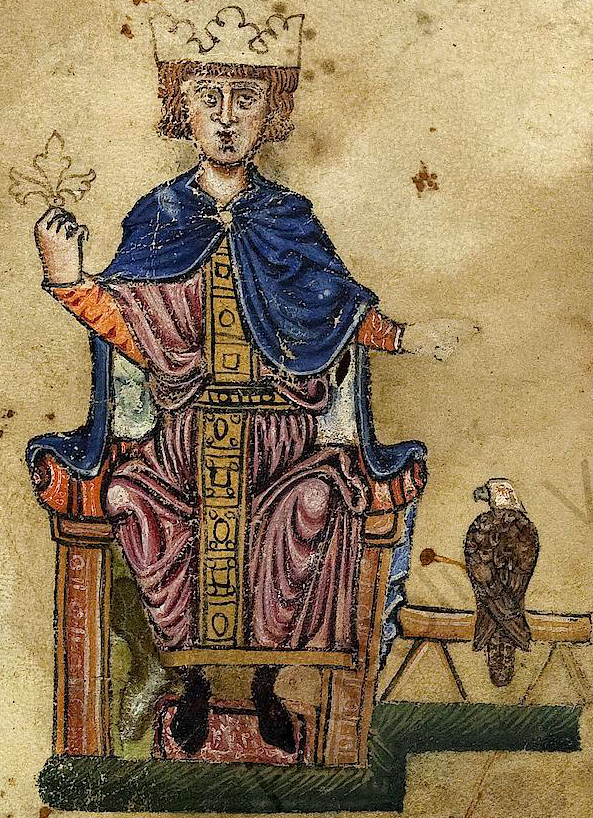
Kaiser Friedrich II.

Herodot berichtet in einer Anekdote, dass bis zur Regierungszeit des Pharao Psammetichos die Ägypter sich für die ersten aller Menschen hielten. Als Psammetichos Pharao geworden war und erfahren wollte, welches die ersten seien, glaubten sie, die Phryger seien noch älter als sie, sie selbst älter als alle anderen. Als der Pharao trotz allen Forschens die Frage nicht lösen konnte, wer die ersten Menschen gewesen seien, ließ er einem Hirten zwei neugeborene Kinder geben. Der Hirte sollte die Kinder mit seiner Herde so aufziehen, dass niemand in der Gegenwart der Kinder sprechen dürfe. Die Kinder sollten ganz allein für sich in einer einsamen Hütte leben. Zu bestimmten Zeiten sollte der Hirte seine Ziegen dorthin führen und den Kindern genug Milch geben, danach seinen anderen Geschäften nachgehen. Psammetichos versuchte so herauszubekommen, was für ein Wort die Kinder zuerst aussprechen würden, wenn die Zeit des Lallens vorbei wäre. Seine Anordnungen wurden strikt ausgeführt. Als der Hirte die Kinder zwei Jahre auf diese Weise versorgt hatte, stürzten sie beide, als er die Tür eines Tages öffnete und hereintrat, auf ihn zu und lallten das Wort Bekos, wobei sie ihm die Hände emporstreckten. Als die Kinder dies öfter wiederholten, wenn er zu ihnen kam, teilte er es dem Pharao mit und führte ihm auf Befehl die Kinder vor. Psammetichos vernahm das Wort gleichfalls und forschte nach, in welcher Sprache die Bezeichnung Bekos vorkäme. Da fand er, dass die Phryger so das Brot bezeichneten; aus dieser Geschichte schlossen die Ägypter und gaben zu, dass die Phryger älter seien als sie selbst. Herodot ergänzte, dass er diese Begebenheit von den Priestern des Hephaistos in Memphis (Ägypten) hörte und die Griechen diese Geschichte mit vielen törichten Zusätzen ausschmückten.

#### Mittelalter
Im 13. Jahrhundert führt der Chronist Salimbene von Parma in seiner Chronica über die Frage des früh verwaisten Kaisers Friedrich II. aus: In welcher Sprache würden Kinder sich auszudrücken beginnen, die niemals vorher irgendein Wort sprechen gehört haben? Sein lebhaftes Interesse soll Friedrich II. angeblich zu einem seltsamen Experiment veranlasst haben. Er hätte Wärterinnen und Ammen eine Anzahl verwaister Neugeborener zur Aufzucht mit dem Auftrag übergeben, ihnen die Brust zu reichen, sie zu reinigen, zu baden etc. – mit dem strengsten Verbote, sie jemals zu liebkosen und mit ihnen oder vor ihnen ein Wort zu sprechen. Es geschah nach des Kaisers Willen; dessen brennende Neugierde fand keine Befriedigung, denn alle Kinder starben im frühesten Alter. Belege oder andere Quellen für diese Anekdote gibt es in der Geschichtsschreibung nicht. Für die Darstellung dürften persönliche Animositäten des Salimbene sowie der klerikale Machtkampf gegen den Kaiser eine Rolle gespielt haben.

#### 20. Jahrhundert
Die Monster-Studie war ein Experiment, das 1939 in Davenport, Iowa, an 22 Waisenkindern durchgeführt wurde. Sie wurde unter der Leitung des amerikanischen Psychologen Wendell Johnson an der dortigen Universität durchgeführt. Die Hälfte der Kinder erhielt eine positive Sprachtherapie, in der die Sprachkompetenz gelobt wurde, die andere Hälfte erhielt eine negative Sprachtherapie, in der die Kinder wegen Sprachmängeln herabgesetzt wurden. Viele der normalsprachigen Waisenkinder, die im Rahmen des Experiments eine negative Therapie erhalten hatten, litten unter negativen psychologischen Auswirkungen, einige behielten für den Rest ihres Lebens die Sprachprobleme bei.

### Pharmazeutische Experimente

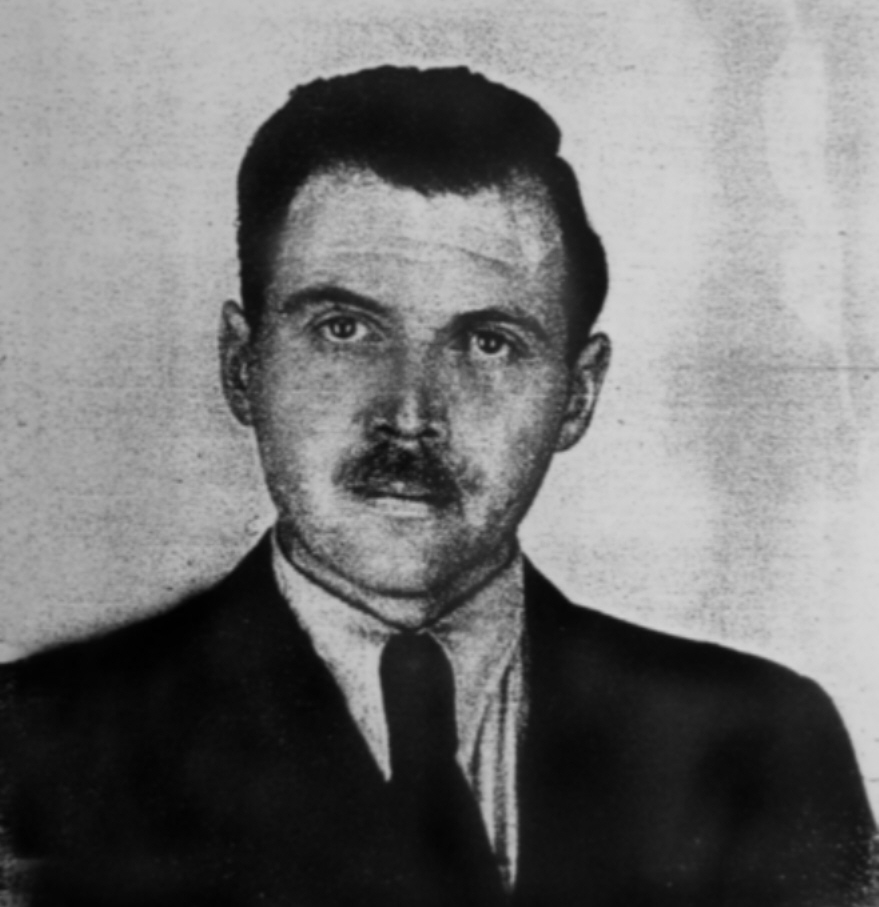
Josef Mengele in Buenos Aires 1956

Im März 2013 haben ukrainische Parlamentarier illegale Praktiken pharmazeutischer Unternehmen in ihrem Land kritisiert. So wurden zwischen 2011 und 2012 drei klinische Versuchsreihen mit Kindern durchgeführt, darunter Waisen. Damit Kinder an einem klinischen Versuch teilnehmen dürfen, bedarf es der Einwilligung beider Elternteile. Falls ein Kind Waise ist, so ist die Zustimmung einer Regierungsvertretung notwendig. Ukrainische Abgeordnete bestätigten, dass diese Auflage in mehreren Fällen missachtet wurde. Zudem wurden klinische Versuche an Einrichtungen durchgeführt, die nicht über die notwendigen Genehmigungen verfügten.

### Medizinische Experimente
Waisen waren und sind, neben Gefängnisinsassen oder Menschen aus Armenhäusern und Irrenanstalten, bevorzugte Probanden für medizinische Forschungen bis hin zur heutigen Transplantationsmedizin. Der Aufstieg der Pädiatrie als anerkanntes Teilgebiet der klinischen Medizin wäre ohne die Forschungen in den Säuglingsheimen mit den Waisenkindern kaum möglich gewesen. Einerseits gelang es, die sehr hohe Sterblichkeit in den Säuglingsheimen zu verringern. Andererseits wurden die Folgen (wie Hospitalismus und Deprivation) für die Kinder in diesen Heimen jahrzehntelang von vielen führenden Pädiatern, wie zum Beispiel Arthur Schloßmann, ignoriert.

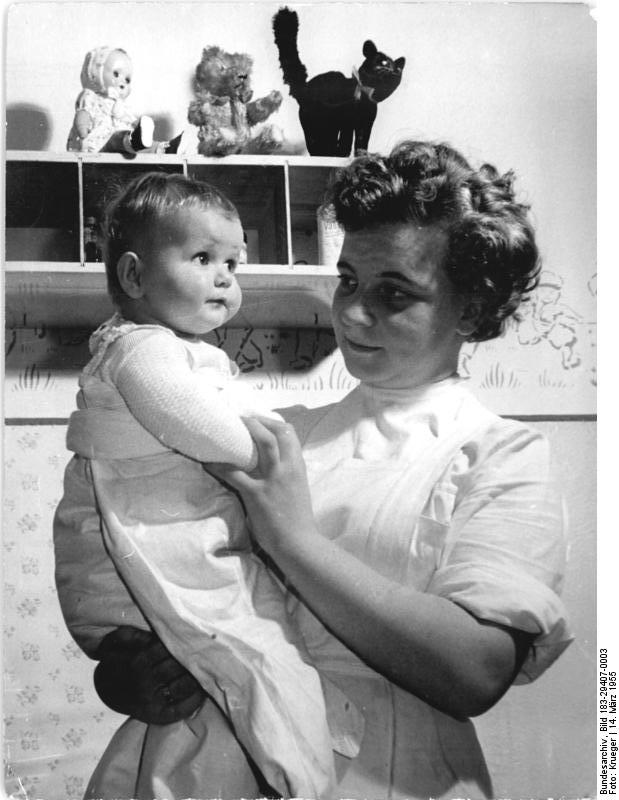
Säuglingspflegerin – Berlin 1955

1946–1948 infizierte der US-Mediziner John Charles Cutler in Guatemala im Auftrag seiner Regierung mindestens 1.308 Menschen, unter ihnen Waisenkinder, gezielt mit Syphilis. Viele starben qualvoll, noch heute leiden Opfer an ihren Verletzungen. Auf der anderen Seite des Atlantiks wurde Deutschland entnazifiziert. In Nürnberg standen zwanzig Ärzte und drei Helfer vor Gericht. Sieben von ihnen wurden zum Tode verurteilt, weil sie an Menschen experimentiert hatten. Der KZ-Arzt Josef Mengele entzog sich dieser Gerichtsbarkeit; durch seine medizinischen Experimente war er verantwortlich für den Tod von Waisenkindern im KZ Auschwitz-Birkenau
In den 1940er- und 1950er-Jahren wurden Versuche mit radioaktivem Strahlenmaterial von der US-Atomenergie-Behörde koordiniert. Über die Auftraggeber herrscht weitgehend Unklarheit. Etliche Experimente wurden offensichtlich vom Verteidigungsministerium und von US-Geheimdiensten geordert und bezahlt. So gaben Wissenschaftler einer weltberühmten US-Universität strahlenverseuchte Cornflakes 125 geistig behinderten Kindern in einem Waisenhaus zu essen.
Die Universität von Melbourne hat ehemalige Heimkinder um Verzeihung dafür gebeten, dass Wissenschaftler der Hochschule sie für medizinische Versuche benutzt haben. Vizekanzler Davies äußerte „tiefes Bedauern“ über die Rolle der Forscher, die nach dem Zweiten Weltkrieg Impfstoffversuche an Kindern in Waisenhäusern durchführten.

### Untersuchungen zur Bindungstheorie
Seit den 1950er-Jahren lagen eine Reihe von bindungstheoretischen Erkenntnissen und Forschungsergebnissen in Nordamerika sowie West- und Mitteleuropa vor, die auf die Gefahren für die menschliche Entwicklung durch die Isolation im frühen Alter verweisen. In der DDR wurden vergleichende Untersuchungen zur kognitiven und körperlichen Entwicklung von Heim-, Wochenkrippen-, Tageskrippen- und Familienkindern unternommen. Die familiengebundenen Kinder zeigten den günstigsten Entwicklungsverlauf. Mit zunehmendem Verlust der familiären Bindung nahmen die Entwicklungsrückstände zu. Die Waisen in den Heimen offenbarten die größten Entwicklungsverzögerungen. Dennoch konnten oder wollten sich die Politiker in der DDR nicht von der institutionellen Heimbetreuung der Säuglingsheime lösen. In der BRD wurden die Säuglingsheime erst Mitte der 1970er-Jahre geschlossen.

### Biologische und Neurochirurgische Experimente
Nach dem Zweiten Weltkrieg experimentierten United States Army und CIA die Einsatzmöglichkeiten biologischer Stoffe am Menschen. In den Jahren von 1951 bis 1953 wurde in der Operation Artischocke versucht, die menschliche Psyche mit bewusstseinssteuernden Drogen, wie zum Beispiel LSD, zu beeinflussen und zu lenken. Im Weiteren kam es auch zu hirnchirurgischen Eingriffen an den Probanden, bei denen bestimmte Teile des Gehirns mit dem Skalpell manipuliert oder mit Stromkabeln durchzogen wurden. Wie viele Menschen dabei zu Tode kamen oder als psychische Krüppel endeten, lässt sich heute nicht mehr feststellen. Deutsche KZ-Ärzte setzten die Versuche mit Wissen der CIA fort. Bis in die 70er Jahre experimentierten sie an Gefangenen, psychisch Kranken und Waisenkindern unter anderem in den Militärbasen der US Army in Deutschland, oftmals ohne Wissen und Einverständnis der Betroffenen.

## Auswirkungen durch das Verwaisen

### Traumata
Mithilfe der Studie Sequentielle Traumatisierung bei Kindern, zunächst anhand von rund 2.000 und später davon noch einmal 204 interviewten jüdischen Waisenkindern in den Niederlanden nach dem Zweiten Weltkrieg, entwickelte der Psychoanalytiker Hans Keilson seine Erkenntnisse und Überlegungen zur Langzeitauswirkungen von Trauma. Die Studie trug wesentlich dazu bei, Trauma nicht mehr als einzigartiges, zeitlich begrenztes Ereignis, sondern vielmehr als einen lebenslangen und über Generationen reichenden Prozess, aufzufassen. Dieser Prozess entwickelt sich in Abhängigkeit von externen Ereignissen (zum Beispiel kulturellen, sozialen oder politischen) und führt oft zu einer bleibenden oder fortschreitenden Verletzbarkeit.

### Soziologische Folgen

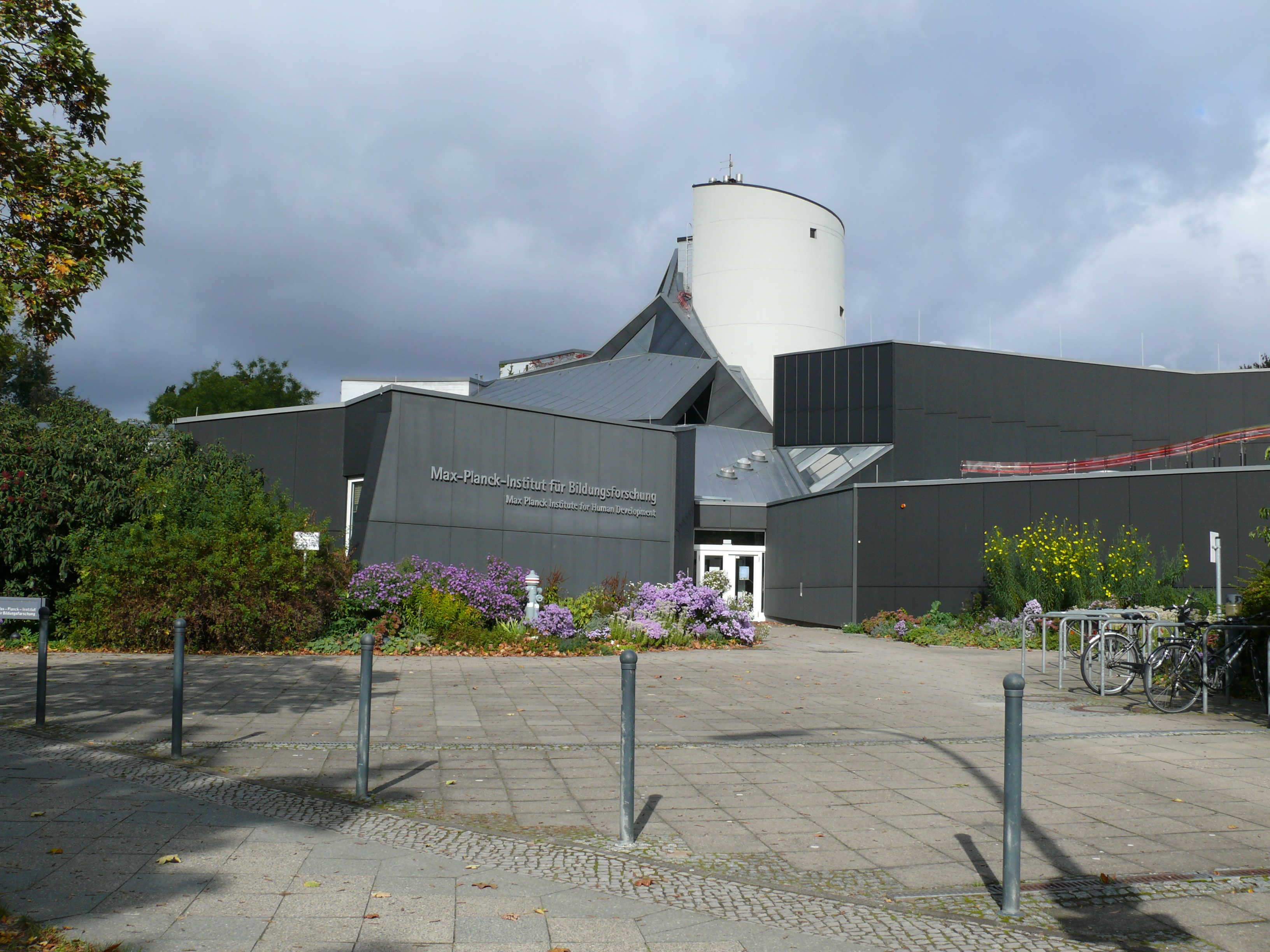
Max-Planck-Institut für Bildungsforschung in Berlin-Wilmersdorf

Wer Mutter oder Vater verliert, hat – statistisch gesehen – weniger Chancen auf eine höhere Schulbildung oder qualifizierte Ausbildung. Dies zeigt eine Studie aus dem Max-Planck-Institut für Bildungsforschung in Berlin. Auch wenn nur ein Elternteil stirbt, hat dies einschneidende Folgen für die Kinder. Zusätzlich zu der Trauer um den Verlust müssen die Kinder damit zurechtkommen, dass sie im Lauf ihrer Ausbildung weniger Unterstützung für ihre Bildungslaufbahn erwarten können – und zwar in emotionaler und kognitiver sowie sozialer und finanzieller Hinsicht.
Steffen Hillmert vom Max-Planck-Institut für Bildungsforschung hat die Bildungsverläufe von Halbwaisen der Geburtsjahrgänge zwischen 1950 und 1978 untersucht und mit denen von Menschen verglichen, welche bis zur Volljährigkeit in vollständigen Familien aufwachsen konnten. Kinder, die vor dem zehnten Lebensjahr einen Elternteil verloren, hatten schlechtere Chancen, das Abitur zu erreichen, als Kinder, die einige Jahre später verwaisten. Bei beiden Gruppen (Waise vor/nach dem 10. Lebensjahr) waren die Abiturquoten im Vergleich zu Kindern aus vollständigen Familien deutlich reduziert.
Starb der Elternteil erst nach dem zehnten Lebensjahr, dann blieben die meisten Kinder im Gymnasium – trotz der besonderen Belastungen. Der frühe Tod eines Elternteils verringert die Chance des Kindes, das Abitur zu machen, um fast zwei Drittel. Das bedeutet: Wenn in einer vergleichbaren sozialen Gruppe von Kindern aus vollständigen Familien zehn Kinder das Abitur machen, sind es in einer gleich großen Gruppe von Waisenkindern nur drei bis vier Kinder.
An Waisenkindern haftet der Nimbus des Unglücks, so dass viele Menschen für verwaiste und verlassene Kinder tiefes Mitgefühl empfinden und den Wunsch, etwas für sie tun. Die gesellschaftliche Wahrnehmung und Stereotype, dass Waisenkinder es zu nichts bringen und ihr Leben nicht bewältigen werden, wirken sich dennoch fatal auf die gesamtgesellschaftliche Verantwortung für sie aus. Das kann extreme Formen annehmen wie in Nepal, wo Kindern manchmal die Schuld am Tod der Eltern gegeben wird, oder weniger auffällige wie in der grundsätzlichen Haltung, der Staat müsse sich kümmern.
Mangelnde Hinwendung, inadäquate Fürsorge, Ignoranz und Diskriminierung können auf dramatische Weise das Trauma von Waisenkindern intensivieren und letztlich dafür sorgen, dass sie es wirklich nicht schaffen.

### Psychosoziale Folgen
Welche psychosozialen Folgen ein Kind durch das Aufwachsen ohne einen der Elternteile davonträgt, wird unterschiedlich bewertet und ist zudem stark von anderen Faktoren abhängig. Die konkrete Auswirkung der Vater- bzw. Mutterlosigkeit zeigt sich abhängig von der allgemeinen psychischen Stabilität eines Kindes und dem weiteren Umfeld an festen Bezugspersonen. Die Persönlichkeit des erziehenden Elternteils spielt ebenfalls eine zentrale Rolle. Vater- bzw. Mutterlosigkeit wird als ein Problem für die Entwicklung der Geschlechtsidentität betrachtet.
Waisen in Anstalten (Findel- und Waisenhäusern, Säuglingsheimen) leiden unter den Folgen von Hospitalismus und psychischer Deprivation.
Eine 2011 in Frankreich erhobene Studie hat die schulische, soziale, berufliche und emotionale Situation von 500.000 Waisenkindern unter 21 Jahren untersucht. Die Studie machte deutlich, wie viele Waisenkinder tatsächlich unter Traumata und soziopsychologischen Störungen leiden. So konnten Jahre später nur 50 % von ihnen problemlos über das Vorgefallene sprechen; 18 % fanden gar keine Worte. 76 % meinten, der Verlust eines oder beider Elternteile habe die familiären Beziehungen beeinträchtigt, 63 % sprachen von negativen Folgen für ihr Gefühlsleben, 52 % sahen ihre Schullaufbahn und 45 % ihr soziales Netz in Mitleidenschaft gezogen. Waisen gehen seltener auf ihre Mitmenschen zu, ziehen sich zurück oder schalten auf Abwehr.

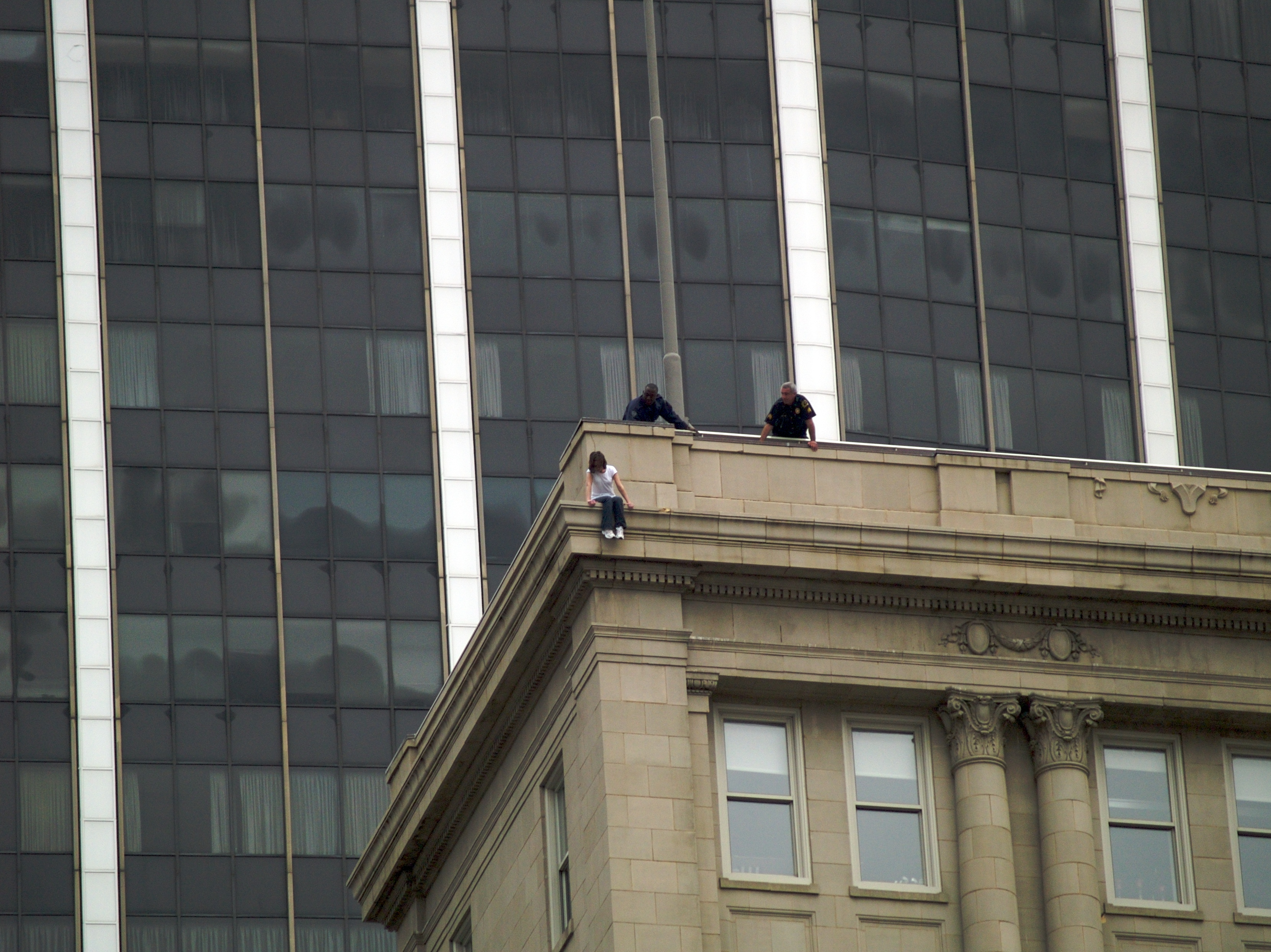
Selbstmordspringer – Dallas

Stirbt ein Elternteil, so erhöht sich das Suizidrisiko des Kindes signifikant. Das belegt eine Studie der dänischen Forscherin Mai-Britt Guldin. Insgesamt wurden von 7,3 Millionen Menschen aus Dänemark, Schweden und Finnland Daten berücksichtigt. Es wurden Kinder und Jugendliche berücksichtigt, die vor dem Erreichen des 18. Lebensjahres ein Elternteil verloren. Zum Vergleich zog man eine Kontrollgruppe mit Kindern, deren Eltern noch nicht gestorben waren, heran. Die Forscher stellten fest, dass der Verlust eines Elternteils während der Kindheit das Risiko des Kindes, Selbstmord zu begehen, erhöht. Dieser Effekt dauerte bis zu 25 Jahre nach dem Tod des Elternteils an. Eine weitere Beobachtung war, dass Jungen doppelt so häufig Suizide begingen wie Mädchen. Am häufigsten waren Jungen betroffen, deren Mütter Suizid begangen hatten, sowie Erstgeborene, bei denen ein Elternteil vor dem Erreichen des sechsten Lebensjahres gestorben war.
Als prominente Beispiele können unter anderem Heinrich von Kleist, deutscher Dramatiker, Erzähler, Lyriker und Publizist, oder die deutsche Dichterin und Romantikerin Karoline von Günderrode angesehen werden. Kleist wurde mit 15 Jahren Vollwaise, nachdem er als Zehnjähriger zuvor seinen Vater verlor. Am 21. November 1811 wählte Kleist am Stolper Loch, heute Kleiner Wannsee, den Freitod. Günderrode wurde durch den Tod ihres Vaters mit 6 Jahren Halbwaise und später von dem deutschen Schriftsteller Wolfgang Koeppen als „Waisenkind der Romantik“ bezeichnet.

### Psychosomatische Folgen
Spät adoptierte Waisenkinder, die acht Monate oder länger im Waisenhaus blieben, weisen als Vierjährige ein desorganisiertes Bindungsverhalten auf. In der Fremden Situation ist bei diesen Kindern ein signifikant höherer Cortisolanteil im Speichel nachzuweisen.
Waisenkinder blieben trotz Nähe vergleichsweise cool, ihr Oxytocin-Gehalt ist niedrig. Seth Pollack von der University of Wisconsin untersuchte Vierjährige, die sofort nach der Geburt von ihren Müttern getrennt und in einem russischen oder rumänischen Waisenhaus gelebt hatten, mit denen, die bei ihren Eltern aufwuchsen. Es zeigte sich, dass bei den leiblichen Kindern das als Bindungshormon bezeichnete Oxytocin stark angestiegen war, ein Garant für angenehme Gefühle.

### Somatische Folgen
Wissenschaftler um Stacy Drury von der Tulane University in New Orleans haben in einer Studie das Erbgut von 109 vernachlässigten rumänischen Waisenhauskindern untersucht. Die Analysen ergaben, dass die Kinder, die seit mindestens fünf Jahren sich in den Heimen befanden, deutlich kürzere Telomere besaßen, als es für ihr Alter angemessen gewesen wäre. Ein Zeichen für die vorzeitige Alterung des Erbgutes. Dieser Effekt war bei den Mädchen stärker ausgeprägt als bei den Jungen.

## Waise in den Religionen

### Judentum
Nach biblischer Überlieferung führte der Prophet und die Waise Mose das Volk der Israeliten auf einer vierzig Jahre währenden Wanderung aus der ägyptischen Sklaverei in das kanaanäische Land.
Im Judentum wird die Fürsorge für die Waisen als soziales und sittliches Gebot gesehen, Gerechtigkeit und Liebe zu üben, also ein mit Sinn erfülltes Leben zu gehen (Psalm 146,9). Vor der Unterdrückung von Waisen warnt die Tora mehrfach (Ex 22,20–23; 23,6.9; Sacharja 7:9-10). Sie zu kleiden, zu speisen und zu lieben wird gesondert geboten (Dtn 10,19). Ihnen freiwillige Gaben zum Wochenfest zu geben wird geboten (Dtn 14,29, 16,10-12). Das Recht der Waisen soll nicht gebeugt werden (Dtn 24,17, 27,19), ihnen vielmehr Gutes und Gerechtigkeit getan, Recht geschaffen werden (Jesaja 1,17). Die Ernteabgabe des Zehnten soll alle drei Jahre an die Fremden, die Witwen und Waisen im Land fließen (Dtn 14,28 f). Das sittliche Gottesgebot der Nächstenliebe, welches alle Menschen, auch den Feind einschließt, wird auf Hilfsbedürftige und Waisen hin konkretisiert (Jesaja 1,16-17; Hiob 31,13-25.29-30.32-33.38-39; Amos 5,14-15; Jeremia 7,5-7; Maleachi 3,5; Maimonides, Mischne Torah Hilchot Jom Tov 7,18-21).
Das aramäische Kaddisch der Waisen (Kaddisch jatom) ist ein Gebet im Judentum. Es ist ein Heiligungsgebet und bildet seine heutige feste Form in den Jahrhunderten nach der Erfindung des Buchdrucks aus. Hierbei erweiterte sich sein traditioneller Kernbestand und sein liturgischer Gebrauch veränderte sich im Laufe der Jahrhunderte in der Diaspora. Das Kaddisch der Waisen wird auch „Kaddisch der Leidtragenden“ genannt (Awelim-Kaddisch). Wer das Kaddisch spricht – und zwar zuerst bei der Beerdigung eines der „sieben nahen Angehörigen“ (Vater, Mutter, Bruder, Schwester, Sohn, Tochter oder Ehefrau) –, wiederholt es in den elf Monaten nach dem Tod des Betreffenden.
Im Talmud heißt es: „Gott spricht zum Menschen: Du hast vier Hausgenossen, den Sohn, die Tochter, die Magd; ich habe auch vier Hausgenossen, den Leviten, den Fremdling, die Witwe und die Waise.“

### Christentum
Ein Gebot sieht das Christentum für Waisen nicht vor. Die Nächstenliebe gebietet die Unterstützung der Waisen. So heißt es bei Jakobus 1,27: „Ein reiner und makelloser Dienst vor Gott, dem Vater, besteht darin: für Waisen und Witwen zu sorgen, wenn sie in Not sind, und sich vor jeder Befleckung durch die Welt zu bewahren.“

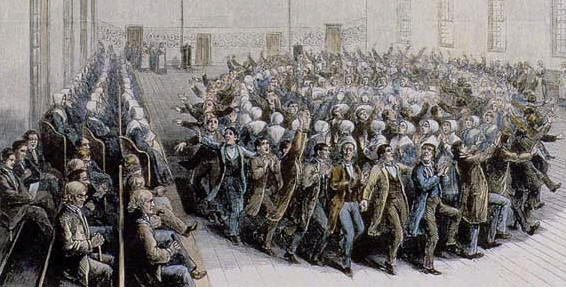
Shaker-Tanz

Am 27. September jedes Jahres wird in der katholischen Kirche das Fest Maria, Schutzfrau der Waisen gefeiert. Papst Pius XI. erklärte 1928 den Ordensgründer der Somasker Hieronymus Ämiliani zum Schutzpatron der Waisen und der verlassenen Jugend. Darüber hinaus werden unter anderem der heilige Ivo Hélory von Kermartin und Vinzenz von Paul als Patrone der Waisen geführt.
Die wichtigsten Gedanken des jüdischen Gebets Kaddisch der Waisen wurden ins Vaterunser, das am weitesten verbreitete Gebet des Christentums und das einzige, das nach dem Neuen Testament Jesus Christus selbst seine Jünger gelehrt hat, übernommen.
Zu den in der christlichen Theologie zählenden vier (seit 1997 im Katechismus der Katholischen Kirche fünf) himmelschreienden Sünden gehört unter anderem die Unterdrückung der Armen, Witwen und Waisen.
Die Shaker sind eine christliche Freikirche in den USA, die aus dem Quäkertum hervorgegangen ist. Die Gemeindemitglieder zeichneten sich einerseits durch eine hohe Arbeitsethik sowie andererseits durch ein nahezu klösterliches, zölibatäres Leben aus. Ihre größte Verbreitung fanden die Shaker-Gemeinden Mitte des 19. Jahrhunderts mit ca. 20 Siedlungen und 6.000 Mitgliedern. Neue Mitglieder kamen durch eintretende Erwachsene sowie aufgenommene Waisenkinder oder abgegebene Findelkinder in die Gemeinschaft. Mit der Verbreitung der staatlichen Waisenfürsorge verloren die Gemeinden einen Großteil ihres potentiellen Nachwuchses. 2017 gab es noch zwei aktive Mitglieder.

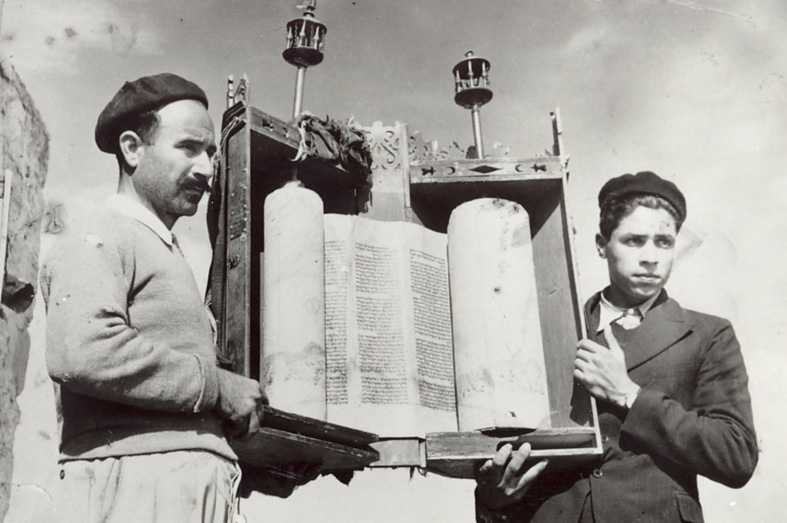
„Der Ewige schützt die Fremdlinge [Gerim], Waisen und Witwen kräftigt er“ (Psalm 146:9)[235] Sefardische Tora bei der Lesung im Gebet, Porat, Israel (ca. 1949–1951)
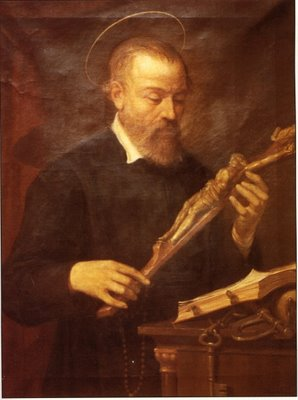
Hieronymus Ämiliani mit Kruzifix und Heiligenschein, katholischer Schutzpatron der Waisen
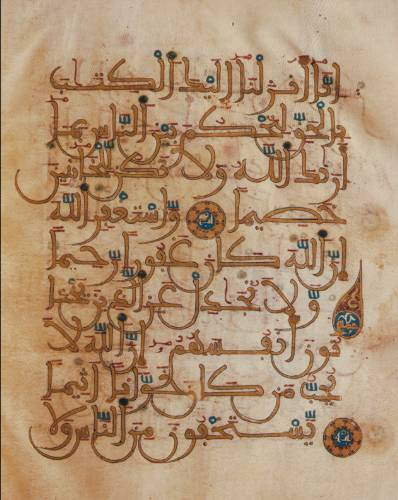
Sure 4 an-Nisāʾ; Mohammed selbst war Waise
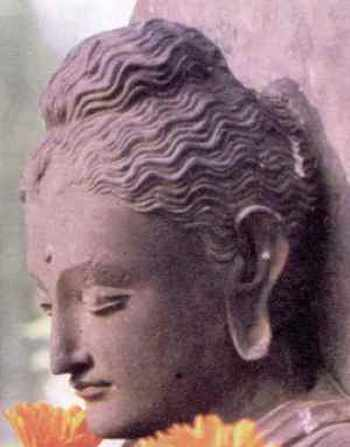
Siddhartha Gautama (Buddha)

### Islam
Als Waise wird im Islam ein Kind bezeichnet, das noch nicht die religiöse Reife erreicht und schon einen oder beide Elternteile verloren hat. Um die Lage der Waisenkinder in der altarabischen Gesellschaft zu verbessern, sollten die Verwandten oder die Gemeinschaft sich um das Wohl der Waisen kümmern. Im Koran wird in zahlreichen Versen direkt oder indirekt darauf Bezug genommen. Die Aufnahme und Fürsorge für Waisenkinder wird unter der Bezeichnung „Kafala“ rechtlich geregelt. Es begründet nach einem Urteil des Europäischen Gerichtshofes für Menschenrechte keine rechtliche Verwandtschaft und entspricht eher einem Pflegschaftsverhältnis.
Der Koran enthält am Anfang von Sure 4 mehrere Anweisungen hinsichtlich von Waisen. So wird den Gläubigen aufgetragen, das Vermögen der Waisen nicht anzutasten (Sure 4:2), und ihnen nahegelegt, Waisen zu heiraten, um deren Versorgung sicherzustellen (Sure 4:3). Gleichzeitig ist sie die Grundlage für die Beschränkung der Mehrehe auf vier Frauen. Darin heißt es: Und wenn ihr befürchtet, nicht gerecht hinsichtlich der Waisen zu handeln, dann heiratet, was euch an Frauen gut scheint, zwei, drei oder vier. Wenn ihr aber befürchtet, nicht gerecht zu handeln, dann (nur) eine oder was eure rechte Hand besitzt. Das ist eher geeignet, dass ihr nicht ungerecht seid. Wer das Vermögen von Waisen unrechtmäßig aufzehrt, soll dereinst nichts als Feuer zu essen bekommen und in einem Höllenbrand schmoren (Sure 4:10). Insgesamt wird das Wort Waise 23 Mal im Koran erwähnt. Die Waisen werden als Spendenempfänger von Kriegsbeute genannt. Die Biografie des Religionsstifters Mohammed, Sîra, erwähnt, dass er mit fünf Jahren Vollwaise wurde. Verwaist ist auch Ahmad at-Tidschānī, Gründungsvater des Tidschānīya-Ordens, einer gemäßigt-orthodoxen Sufi-Bruderschaft (Tarīqa) innerhalb des sunnitischen Islam.
Je nach Auslegung und Interpretation der Sure 93:6–8 sind wir, die Gläubigen, in unserer Beziehung zu Gott alle Waisen und bedürfen der Rechtleitung.

### Buddhismus
Die weltweit viertgrößte Religion der Erde, der Buddhismus, wurde von Siddhartha Gautama (Buddha), der kurz nach seiner Geburt seine Mutter verlor, in Nordindien gegründet. Mit 29 Jahren wurde ihm bewusst, dass Leiden wie Altern, Krankheit, Tod oder Schmerz untrennbar mit dem Leben verbunden sind. Er brach auf, um verschiedene Religionslehren und Philosophien zu erkunden, um die wahre Natur menschlichen Glücks zu finden. Sechs Jahre Askese und Meditation führten ihn schließlich auf den Weg der Mitte. Unter einer Pappel-Feige in Bodhgaya hatte er das Erlebnis des Erwachens (Bodhi). Wenig später hielt er in Isipatana, dem heutigen Sarnath, seine erste Lehrrede und setzte damit das „Rad der Lehre“ (Dharmachakra) in Bewegung.
Der Begründer des Buddhismus in Tibet, Padmasambhava, kam in der Zeit des Königs Thrisong Detsen (756 bis 796) auf die Welt. Er wuchs als Pflegesohn des Königs Indrabhuti im heutigen Pakistan auf. Der Legende nach soll er nicht von einer Frau geboren worden sein, sondern auf wunderbare Weise auf einem Lotos in einem See in Oddiyana zur Welt gekommen sein.
Findel- und Waisenkinder wurden, wie in China der Gelehrte und Schriftsteller Lu Yu, in Tempeln aufgenommen oder wie in Korea während der Goryeo-Dynastie zu buddhistischen Mönchen erzogen und ausgebildet.

## Waise in der Mythologie

### Griechische Mythologie
Charila (altgriechisch Χάριλα) ist in der griechischen Mythologie der Name eines Waisenmädchens sowie der Name eines alle acht Jahre in Delphi gefeierten Festes, das nach ihr benannt wurde. Über den Ursprung des Festes erzählt Plutarch, dass zu einer Zeit, da Hunger herrschte, die Bevölkerung zum König kam, ihn um Nahrung zu bitten. Der König verteilte Mehl und Hülsenfrüchte – an die besseren Bürger. Als ein armes Waisenmädchen namens Charila den König beharrlich um Essen bat, schlug der verärgerte König das Mädchen mit seiner Sandale ins Gesicht, worauf Charila in den Wald ging und sich mit ihrem Gürtel erhängte. Daraufhin wurde die Hungersnot unerträglich und man befragte das Orakel um Rat. Der Spruch des Orakels lautete, man müsse Charila versöhnen. Nach einigem Forschen fand man heraus, wer Charila war, schließlich wurde ihr Leichnam gefunden. Um den Geist Charilas zu versöhnen, wurde der Vorgang wiederholt.

### Römische Mythologie

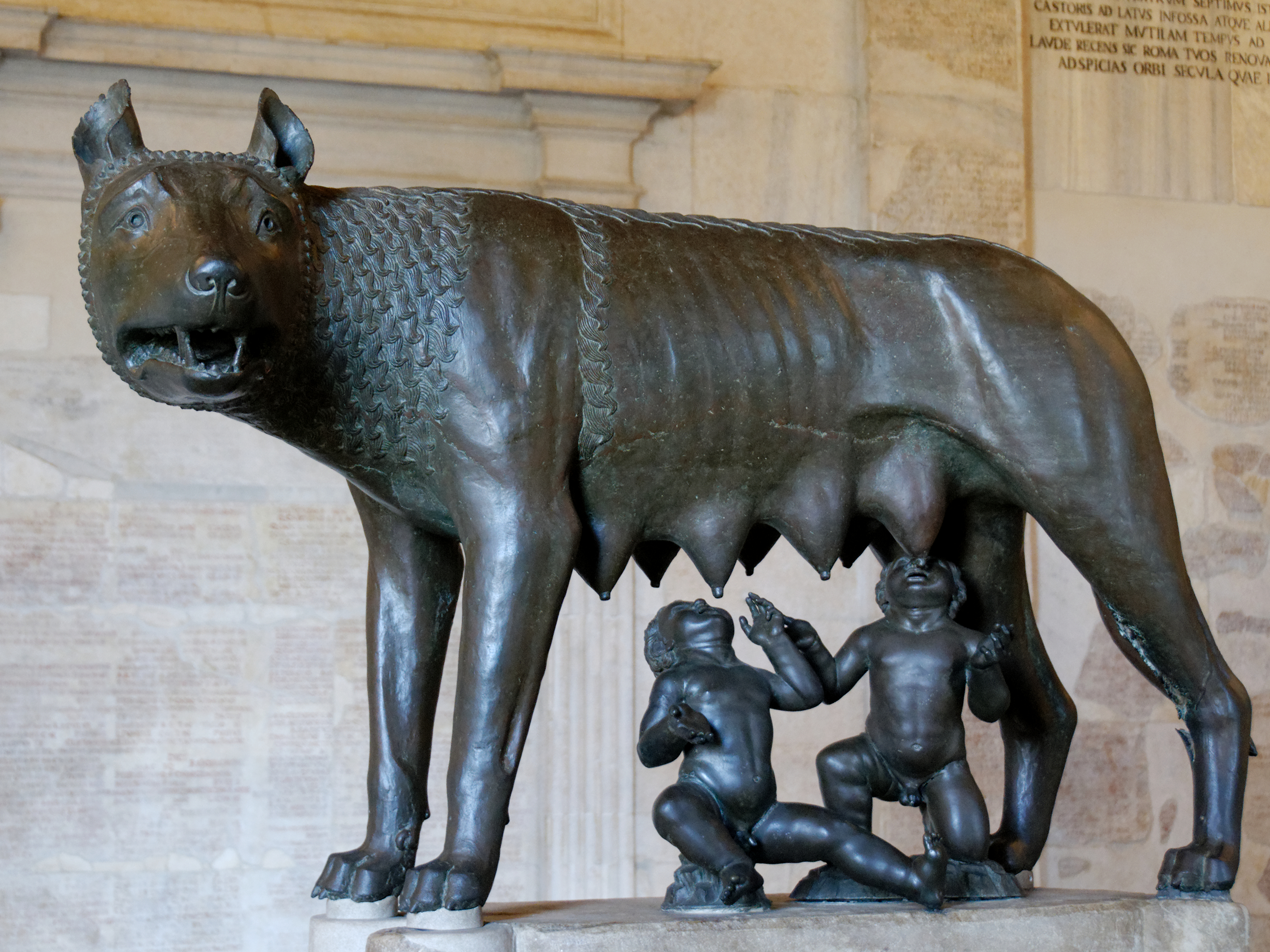
Die kapitolinische Wölfin säugt die Kinder Romulus und Remus

Romulus und Remus waren nach der römischen Mythologie die Gründer von Rom. Der Sage nach waren sie Kinder des Kriegsgottes Mars und der Priesterin Rhea Silvia. Zur Aussetzung und Rettung der Kinder liegen dabei unterschiedliche Versionen der Sage vor. Nach der Ermordung seines Bruders herrschte Romulus über die Stadt. Sein toter Bruder Remus wurde mit seinem Schwert an seinem Thron verewigt. Laut Titus Livius wurde die Stadt Rom am 21. April 753 v. Chr. gegründet.

### Asmatische Mythologie

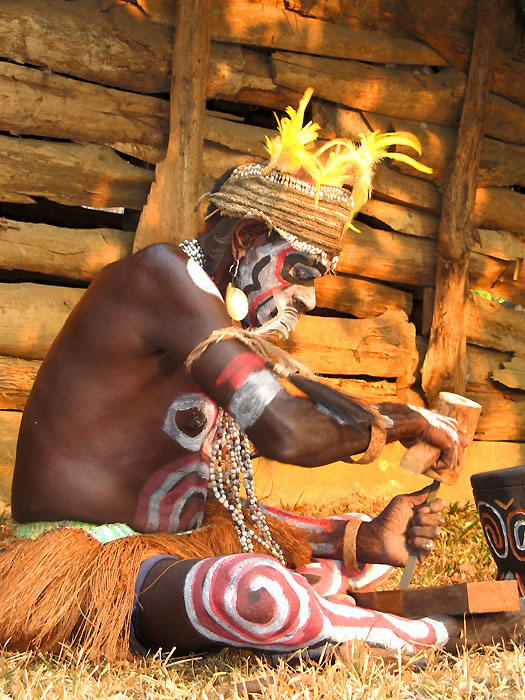
Orang Asmat

Das Maskenfest der Asmat, auch Bi Pokomban, Yipai, ist ein animistisches, zyklisch gefeiertes Ritual der Asmat, eines Volkes, das im Süden der indonesischen Insel Neuguinea in der Provinz Irian Jaya lebt. Das Ritual verfolgt das Ziel, den Geistern der Verstorbenen zu beweisen, dass Harmonie im Dorf herrscht und die Ahnen (safan) dies wohlwollend zur Kenntnis nehmen mögen, damit deren Gunst bewahrt werden kann.
Das Maskenfest ereignet sich nach einem festen Ablaufplan. Dabei beruht das Erscheinen der Manimar-Maske auf einer mythologischen Grundlage. Der Mythos erzählt, dass ein regelmäßig verstoßener Waisenknabe, der nur selten bei seiner Bettelei um Nahrung erhört wurde, auf den Trick verfiel, sich eine Maske zu erstellen, mittels deren er die sagoerntenden Frauen des Dorfes erschrecken würde, um ihnen die Ernte abzunehmen. Dies gelang ihm häufig. Gezielt dabei ertappt und zur Rede gestellt, klagte der Junge sein Leid und wurde aus Mitleid adoptiert und versorgt.
Manimar ist seitdem Teil des rituellen Mythos des Maskenfestes. Er wird als Vorläufer und Überbringer der Nachricht von der Ankunft der Geister verehrt. Seine Ankunft erregt das zusammengelaufene Volk. Taumelnd tanzend gesellt er sich unter das Volk. Dabei verschreckt er im rituellen Akt Personen (insbesondere Kinder), die er jagt. Die Kinder wehren sich und fordern ihn auf, das Dorf zu verlassen, da er ein Eindringling und zudem Waise sei. Sie bewerfen ihn mit Samenkapseln und schimpfen. Immer wieder verfolgt der Manimar im Gegenzug einzelne Personen, die er sich für eine Verfolgung auserkoren hat. Im Laufe des Nachmittags verschwindet er wieder.

### Inuitische Mythologie
Im Inuit-Mythos Kaassassuk wird vom entbehrungsreichen Leben des verhöhnten und geschundenen Waisen Kaassassuk berichtet: die Überwindung seiner Angst und die Verleihung übermenschlicher Kräfte durch das Geistwesen Pissaap Inua; Kaassassuks eindrucksvolle Taten, die der Gemeinschaft Respekt und Furcht einflößen; seine Rache an den Einwohnern der Siedlung; sein Weg mit dem Kajak die Küste entlang, auf dem er die Tochter des Jägers Qaassuk mit Gewalt zur Frau nimmt; seine siegreichen Wettkämpfe mit allen Männern, auf die er trifft, und schließlich seine Niederlage durch den unscheinbaren Usugsaermiarssúnguaq hoch im Norden. Heute steht die Figur des Kaassassuk in Grönland symbolisch für physische und psychische Stärke und für den Willen zur Selbstbestimmung.

### Mythologie der Blackfoots
In einer mythischen Sage mit sieben Waisenkindern spiegelt sich die Erfahrung von dem gemeinsamen Auftauchen sowie dem Verschwinden des Sternbildes der Plejaden und der Bisons für die Blackfoot-Indianer Nordamerikas wider. Der Stand der Plejaden zu Beginn der Trockenzeit war das Startsignal für eine aufwendige Treibjagd der riesigen Bisonherden. Sind die Plejaden am Sternenhimmel verschwunden, sind zugleich die Bisons verschwunden. Der Sage nach nahmen sieben Waisenkinder, denen man einst wärmende Bisonfelle verwehrt hatte, zur Strafe der Menschen die Bisons mit sich. Der Sonnengott rettete die Kinder und gab ihnen einen Platz am Sternenhimmel. Hunde baten durch das Anheulen des Nachthimmels für die Dorfbewohner. Schließlich kehrten die Kinder mit den Bisons zurück.

## Rezeption in der Kunst

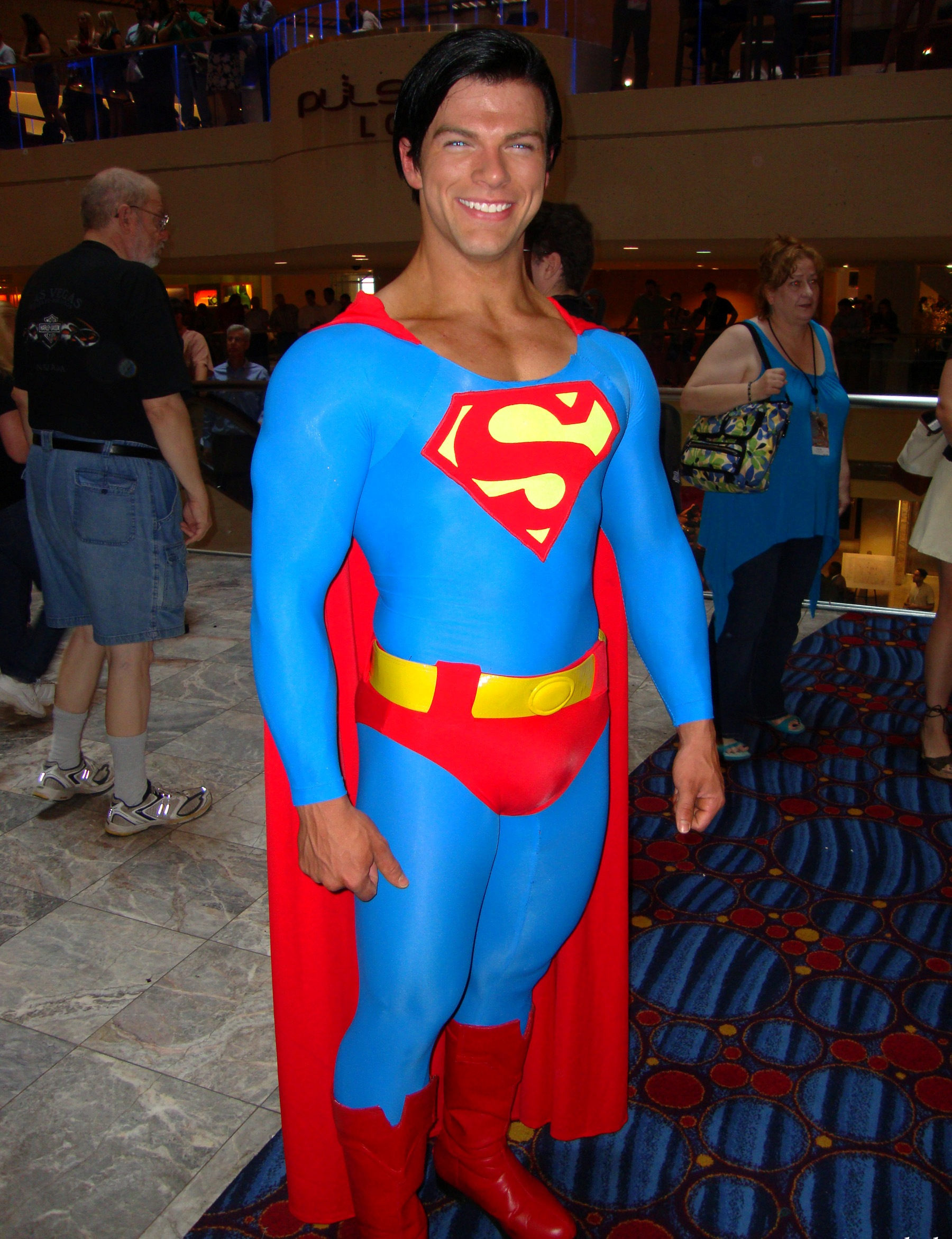
Superman

Das Leben und das Schicksal von Waisen inspirierte Künstler auf vielfältige Weise und fand seinen Zuspruch bei den Kunstliebhabern. Die künstlerischen Arbeiten spiegeln das Geschehen ihrer Zeit wider. In der sequenziellen Kunst sind Waisen in der Regel klassische Superhelden wie Superman, Batman, Robin, Spider-Man, Wolverine, Iron Man, Captain Marvel, Captain America, Green Arrow, Daredevil oder Einzelkämpfer in der Natur wie Tarzan oder Rahan, der sowohl seine Eltern als auch seine Zieheltern verlor.

#### Drama

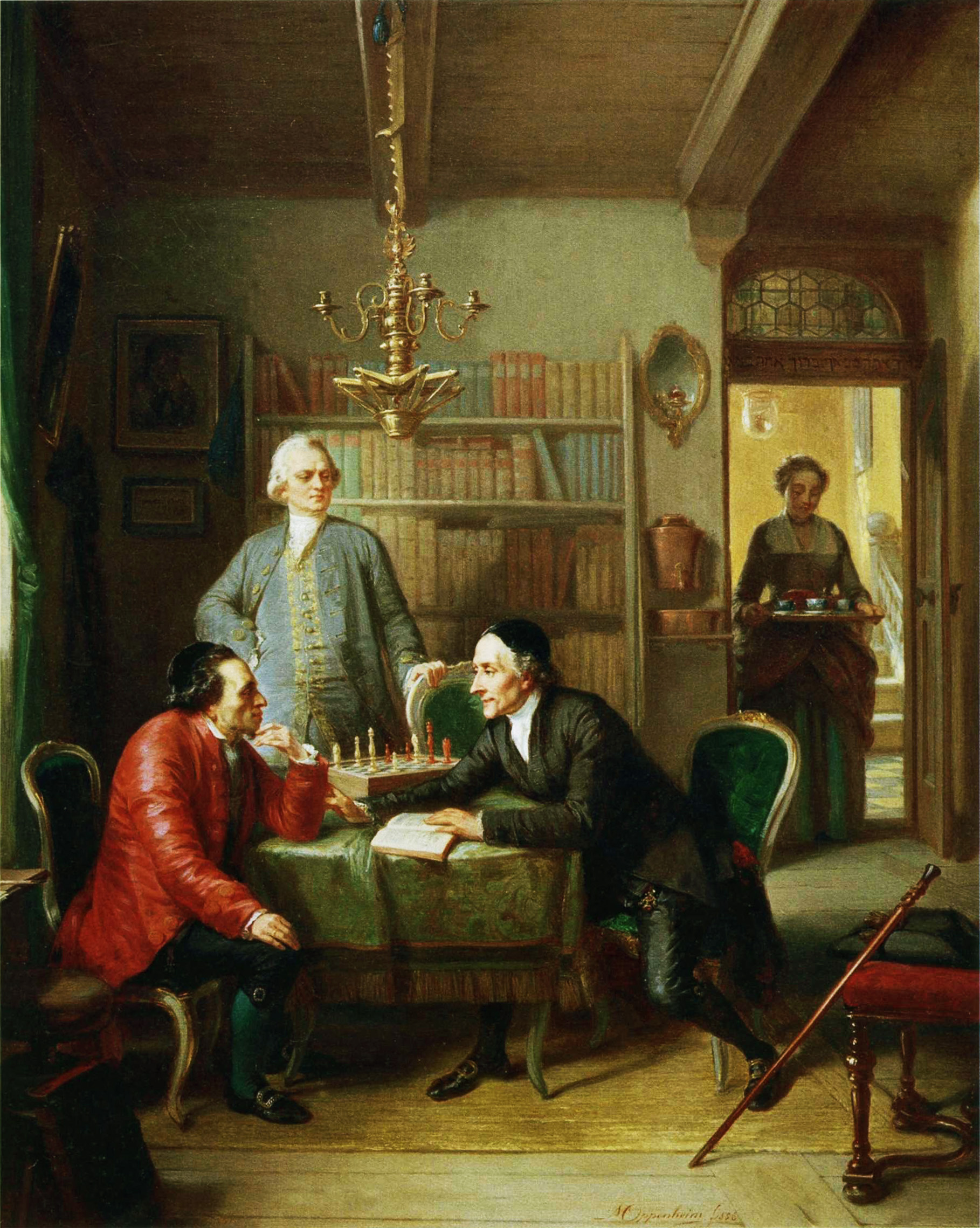
Lessing und Johann Caspar Lavater zu Gast bei Moses Mendelssohn, Gemälde von Moritz Daniel Oppenheim (1856)

In dem Ideendrama Nathan der Weise von Gotthold Ephraim Lessing sind die Protagonisten Tempelherr (Curd von Stauffen, alias Leu von Filnek) und Recha (Blanda von Filnek) Waisen. Ihr gemeinsamer muslimischer Vater Assad (Bruder Saladins, alias Wolf von Filnek) und ihre christliche Mutter (geborene Stauffen) sind früh verstorben. Beide Kinder wachsen bei Pflegeeltern auf. In der Figur Nathans setzte Lessing seinem Freund Moses Mendelssohn, dem Begründer der jüdischen Aufklärung, ein literarisches Denkmal.
Nach ihm wurde die am 1. Juli 1836 eröffnete Moses Mendelssohn’sche Waisen-Erziehungs-Anstalt der jüdischen Gemeinde zu Berlin benannt.
Literarisch wurden unter anderem das Schicksal der Waisen Johann Christian Woyzeck von dem deutschen Dramatiker und Dichter Georg Büchner in seinem Dramenfragment Woyzeck und das von der Frankfurter Magd Susanna Margaretha Brandt für die Gretchentragödie in Goethes Faust verarbeitet. Das Fräulein Brandt wurde aufgrund der Kindstötung ihres neugeborenen Babys zum Tode verurteilt und 1772 hingerichtet.
Eines der bekanntesten Melodramen des 19. Jahrhunderts war Die Waise und der Mörder von Frédéric Dupetit-Méré. In der Übersetzung von Ignaz Franz Castelli und mit der Musik von Ignaz von Seyfried wurde das Stück am 12. Februar 1817 im Theater an der Wien aufgeführt und daraufhin während Jahrzehnten zum Kassenschlager im deutschen Sprachgebiet.
Yelva, die russische Waise ist ein Theaterstück von Eugène Scribe, das am 18. März 1828 im Théâtre du Gymnase-Dramatique Paris uraufgeführt wurde. Es handelt sich um eines der populärsten Dramen des 19. Jahrhunderts. Das Stück gehört zugleich den Gattungen Vaudeville und Melodram an. Die Hauptrolle ist eine stumme Rolle. Yelva kann nicht singen und zur Musik nur eine Pantomime vollführen. Die bekannte Melodie deutet an, was Yelva sagen will. So erklingt die (von den Orchesterinstrumenten ohne Gesang gespielte) Melodie zu Je t’aimerai toute la vie („Ich werde dich das ganze Leben lieben“), während sie Alfred ihrer Treue versichert (I/6), oder die Melodien Balançons-nous („Schaukeln wir“) und Un bandeau couvre les yeux („Eine Binde deckt die Augen“) ertönen zu ihren Versuchen, Tchérikof zu erklären, dass sie an diesem Ort einst als Kinder gespielt hätten (II/13). Wer die Melodien erkennt, die aus den Repertoirestücken des Theaters stammten, also den regelmäßigen Zuschauern nicht unbekannt waren, versteht Yelvas Gesten besser als ihr Bruder.
Der portugiesische Schriftsteller, Romancier und Poet Camilo Castelo Branco, selbst eine Waise, veröffentlicht sein Drama Die Geheimnisse von Lissabon. Inhaltlich erzählt die Geschichte diverse Verstrickungen des Lissaboner Adels zu Beginn des 19. Jahrhunderts und der Zeit der Napoleonischen Kriege auf der Iberischen Halbinsel. Hauptfigur ist ein junger Adliger auf der Suche nach seiner Herkunft und Identität. Die ihn kreuzenden Figuren haben eigene düstere Geschichten zu erzählen. Die Serie zeigt viel von dem psychologischen Werk Castelo Brancos und gibt einen Einblick in die Welt der Intrigen und Niederträchtigkeiten. Das Drama wurde 2010 als Die Geheimnisse von Lissabon verfilmt und 2011 auf Arte in deutscher Synchronisation ausgestrahlt.

#### Erzählung
Victor Ducanges Vorliebe für das Schreckliche und Schaudervolle findet in der Erzählung Therese oder Die Waise aus Genf (1822) als Theaterstück in drei Aufzügen seinen Weg zum Publikum. Später vertont der Schweizer Komponist und Kirchenmusiker Carl Greith diese Erzählung.
Sein Landsmann Jakob Frey erlangte unter anderem mit seiner Erzählung Die Waise von Holligen. Erzählung aus den Tagen des Untergangs der alten Eidgenossenschaft (1863) Bekanntheit.
Fabian und Sebastian ist eine Erzählung von Wilhelm Raabe, die 1882 bei Westermann in Braunschweig erschien. Ende 1881 war der Text bereits in Westermanns Monatsheften vorabgedruckt worden. Die 15-jährige Waise Konstanze Pelzmann, aus der Kolonie Niederländisch-Indien in das verschneite industrialisierte Deutschland verpflanzt, macht sich in der Geburtsstadt ihres Vaters gegen den Willen des Onkels Fabian dreimal auf und bringt zwei älteren einsamen Männern Trost.
Weitere Erzählungen sind unter anderem Ignaz Denner von E. T. A. Hoffmann oder Der Dom von Gertrud von le Fort.

#### Novelle
Isabella von Ägypten, Kaiser Karl des Fünften erste Jugendliebe ist eine Erzählung von Achim von Arnim, die innerhalb der so genannten Novellensammlung von 1812 in der Realschulbuchhandlung Berlin erschien.

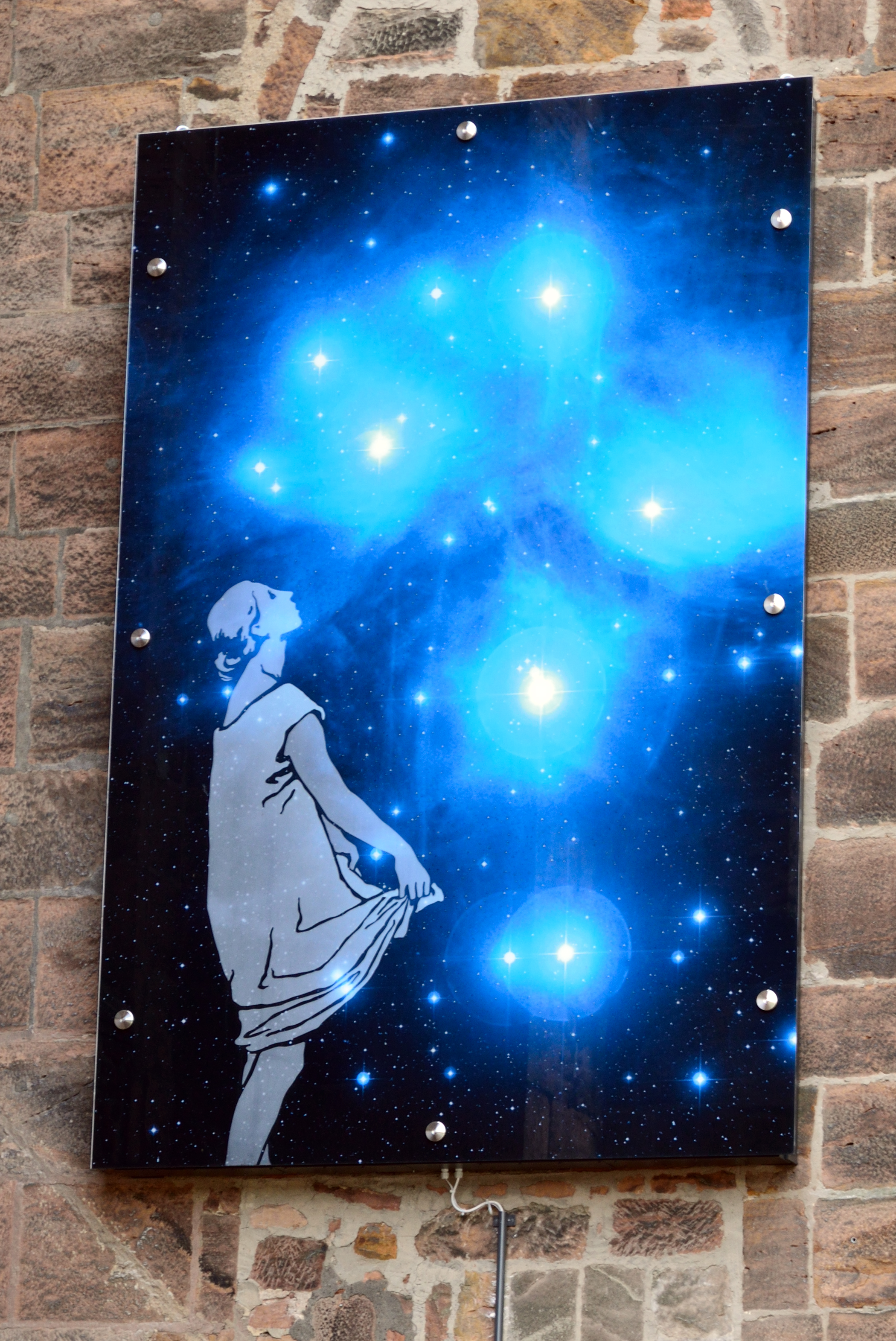
Die Sterntaler an der Universitätskirche Marburg

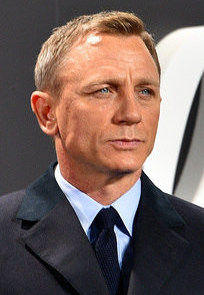
Daniel Craig James-Bond-Darsteller seit 2006

#### Märchen, Sagen und moderne Literatur
In literarischen Werken sind Protagonisten in der Gestalt von Waisen besonders in der Fantasy-, Jugend- und Volksliteratur sehr beliebt. Dies erlaubt den Autoren eine Ausgestaltung ihrer Werke, beispielsweise ohne langwierig komplizierte familiäre Strukturen erklären zu müssen und ihre Helden von familiären Obliegenheiten und Kontrollen freizustellen. Nebenbei erregt eine Waise beim Leser Gefühle von Mitleid und führt zu leichterer Identifikation mit dem Protagonisten, wobei eine schnellere und prosaische Charakterentwicklung möglich ist.
Tatsächlich verloren Kinder früher eher ihre Mütter. Sie verstarben bei der Geburt, im Wochenbett oder später aus Krankheit und Entkräftung. Die Väter, so wollen es Märchen und volksgeschichtliche Überlieferungen, heirateten eine andere Frau, die ihre Stiefkinder ablehnte und als Mägde und Knechte missbrauchte. Diese Erzählungen waren ein Spiegel der Gesellschaft. Eine bekannte Halbwaise aus dem Märchen ist das Aschenputtel oder Schneewittchen der Brüder Grimm, die selbst Halbwaisen waren. Bekannte Märchen mit Vollwaisen sind unter anderem: Die Sterntaler, Das kleine Mädchen mit den Schwefelhölzern, Spindel, Weberschiffchen und Nadel, Der arme Junge im Grab oder Kay aus dem Märchen Die Schneekönigin.
James Bond, Agent 007, ist ein von Ian Fleming erfundener Geheimagent, der als Waise in einem Internat aufgewachsen ist und als Mann für den MI6 arbeitet. 1953 erschien mit Casino Royale der erste Roman. Fleming, der durch den frühen Tod seines Vaters eine Halbwaise war, schrieb bis zu seinem Tod im Jahr 1964 zwölf Romane und neun Kurzgeschichten um James Bond. Der erste Fernsehfilm mit dem Agenten erschien unter dem Titel Casino Royale 1954. Durch den frühen Verlust des Vaters sieht der Psychoanalytiker Wolfgang Schmidbauer das Fehlen eines realen, und alltagstauglichen Vorbildes für die männliche Rolle. Daher müssen sie sich ihr Männerbild selbst entwerfen und orientieren sich häufig an Heldengestalten als Männer. James Bond ist seiner Meinung nach der vaterlose Held für vaterlose Söhne. Er steht auch für die mangelnde Stabilität des Selbstwertgefühls dieser Söhne.
Bekannte Autoren, in deren Büchern Voll- oder Halbwaisen Handlungsträger sind, sind unter anderem:
- Romane (Auswahl):

Victor Hugo (Die Elenden, Der Glöckner von Notre-Dame), Charles Dickens (Oliver Twist, David Copperfield, Das Geheimnis des Edwin Drood, Martin Chuzzlewit), John Irving (Gottes Werk und Teufels Beitrag), Charlotte Brontë (Jane Eyre), Patrick Süskind (Das Parfum), Noah Gordon (Der Medicus, Der Medicus von Saragossa), Henry James (Die Drehung der Schraube), Peter Wawerzinek (Rabenliebe), Jean M. Auel (Kinder der Erde), Ludwig Tieck (Der junge Tischlermeister), John Irving (Letzte Nacht in Twisted River), Jakob Wassermann (Melusine), Georges Simenon (Die Marie vom Hafen), Wilhelm Raabe (Der heilige Born), Agatha Christie (Das Haus an der Düne), Stefan Zweig (Schachnovelle), Lucy Maud Montgomery (Anne auf Green Gables), Werner Helwig (Die Waldschlacht), Roberto Bolaño (Lumpenroman), Boris Leonidowitsch Pasternak (Doktor Schiwago), William Shakespeare (Was ihr wollt), Kazuo Ishiguro (Als wir Waisen waren), Leon Uris (Exodus)
- Kinder- und Jugendliteratur (Auswahl):

Mark Twain (Tom Sawyer), Johanna Spyri (Heidi), Edgar Rice Burroughs (Tarzan bei den Affen), Felix Salten (Bambi. Eine Lebensgeschichte aus dem Walde), Astrid Lindgren (Mio, mein Mio), Kurt Held (Die rote Zora und ihre Bande), Otfried Preußler (Krabat), Michael Ende (Jim Knopf und Lukas der Lokomotivführer), Joanne K. Rowling (Harry Potter), James Krüss (Timm Thaler), Lemony Snicket (Eine Reihe betrüblicher Ereignisse), Robert Arthur (Die drei ???), Cornelia Funke (Herr der Diebe und Drachenreiter), Frances Hodgson Burnett (Sara, die kleine Prinzessin), Christopher Paolini (Eragon), Kai Meyer (Merle-Zyklus), Michael Ende (Momo), Jules Verne (Ein Kapitän von fünfzehn Jahren), Eleanor Hodgman Porter (Pollyanna), Jurij Brězan (Die schwarze Mühle), Georgia Byng (Molly Moon), Rudyard Kipling (Das Dschungelbuch)

#### Gedichte
Im Spätmittelalter verfasste der französische Dichter François Villon die beiden Balladen Wir bleiben ewig nur zwei Waisenkinder und Die Sommerballade von der armen Louise. Durch den Schauspieler Klaus Kinski und seine Hörproduktionen Kinski spricht Villon wurden sie in Deutschland einem breiteren Publikum bekannt.
In Frankreich griff Arthur Rimbaud die Thematik der Waisen in seinem Gedicht Die Neujahrsgeschenke der Waisenkinder auf und im deutschsprachigen Raum fanden die Gedichte von Adelbert von Chamisso Die Waise oder von Rainer Maria Rilke Ich bin eine Waise, Das Lied der Waise und Die Waise ihre Verbreitung.

### Musik

#### Klassische Musik

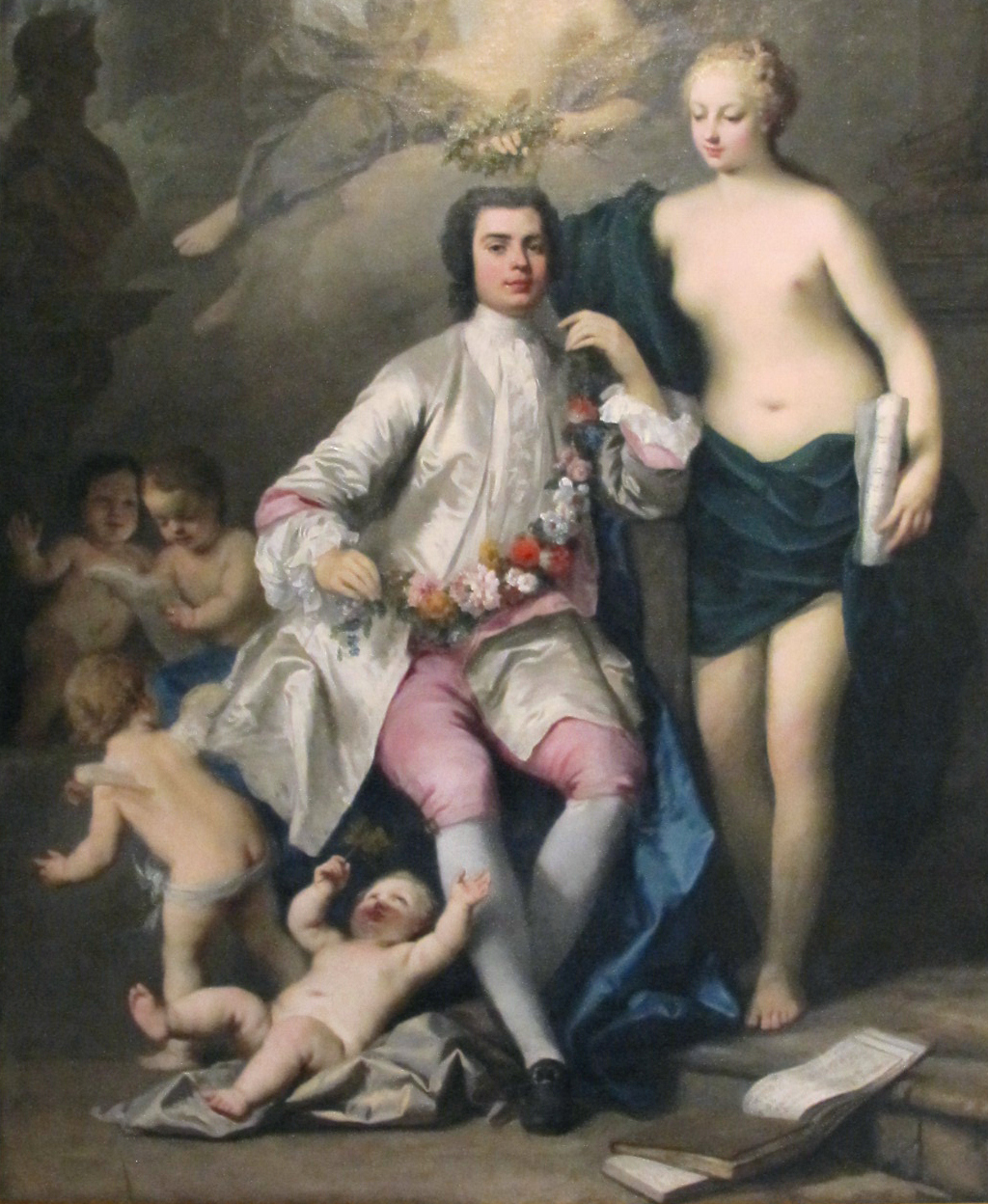
Farinelli, Gemälde von Jacopo Amigoni um 1734

Während dieser Zeit wirkten in den venezianischen Waisenhäusern bedeutende Komponisten, die für ihre Schützlinge sowohl geistliche Musik, wie auch Instrumentalkonzerte schrieben, darunter Antonio Lotti, Francesco Gasparini, Antonio Vivaldi und Johann Adolph Hasse. Manche von den Waisenmädchen waren echte Virtuosinnen und erlangten einen gewissen Grad an Bekanntheit. Die vielleicht berühmteste ist Anna Maria, für die Vivaldi viele besonders exquisite Violinkonzerte komponierte. Die vier Ospedali waren neben dem Chor des Markusdoms Zentren des Musiklebens in Venedig und europaweite Attraktion für Musiker und Reisende. Die ausschließlich aus Musikerinnen bestehenden Cori trugen durch ihre Präsenz an der täglichen Liturgie der Ospedali-Kirchen, durch ihre Sonn- und Feiertagskonzerte und ihre Mitwirkung bei Staatsakten wie den zahlreichen Dogenprozessionen wesentlich zur Selbstinszenierung und Propaganda der Serenissima als einzigartiges und unerreichtes Zentrum von Kultur und Luxus in Europa bei.
In Neapel bildeten die vier Waisenhäuser (conservatori) della Pietà dei turchini, Santa Maria di Loreto, Sant’Onofrio und Poveri di Gesù Cristo die Basis für die Heranbildung der neapolitanischen Schule, aus der im 17. und 18. Jahrhundert zahlreiche Sänger, Instrumentalisten und Komponisten hervorgingen, die allerdings nicht alle Waisenkinder waren, weil die Konservatorien nach einer Weile auch zahlende Schüler aufnahmen.

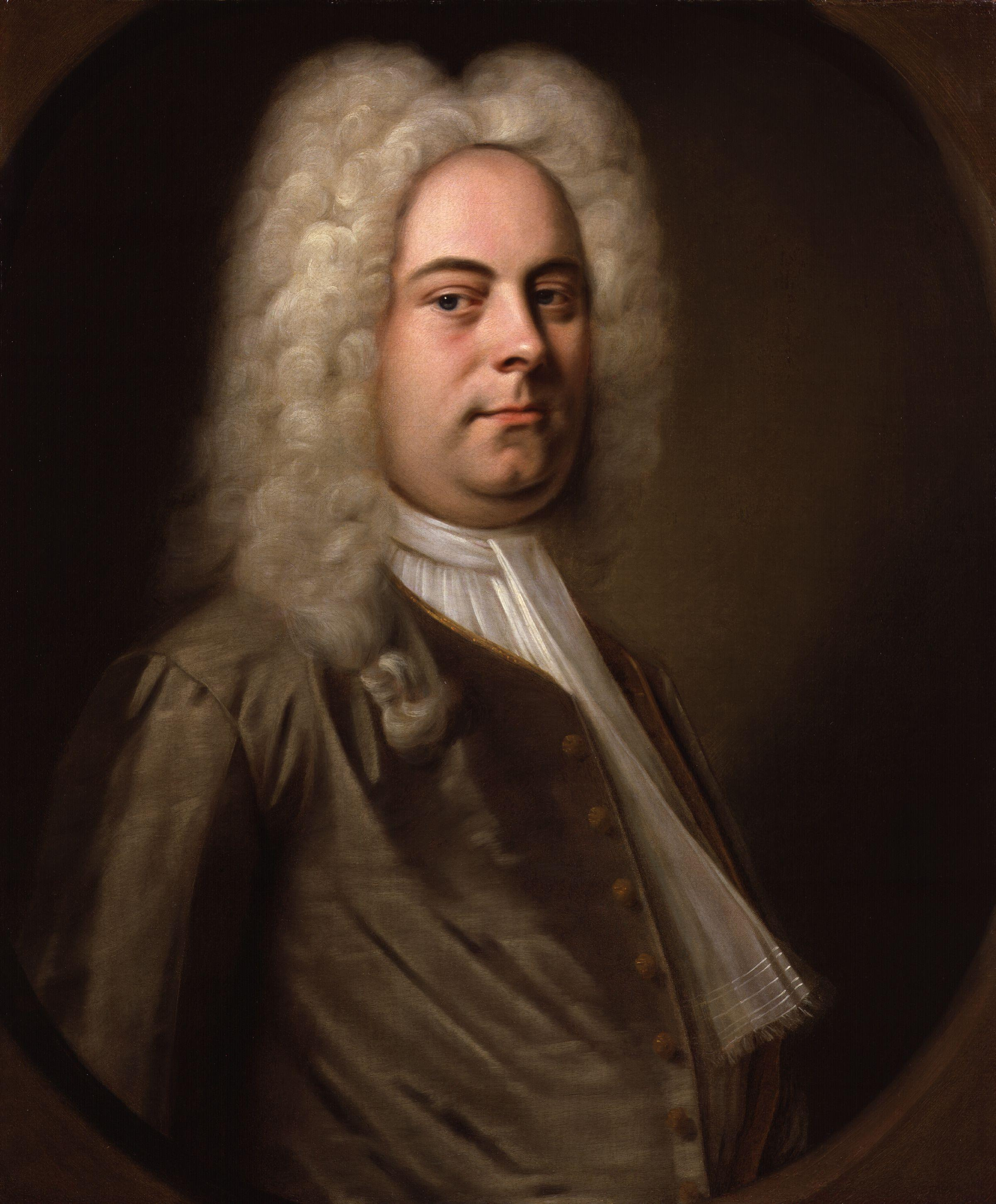
Georg Friedrich Händel um 1726 oder 1728

Zu einem musikalischen Superstar in dieser Zeit avancierte der mit 12 Jahren verwaiste italienische Sänger und Kastrat Farinelli. Sein Vater war begeisterter Musikliebhaber. Um die schöne Gesangsstimme seines Sohnes zu erhalten, wurde er mit Einverständnis (oder auf Wunsch?) seines Vaters vermutlich mit 9 Jahren kastriert. Georg Friedrich Händel, der wie Farinelli mit 12 Jahren verwaiste, schrieb eine Reihe von Arien für Kastraten, darunter die Arie Lascia ch’io pianga als Klagelied für seine Oper Rinaldo.
Einige Komponisten des 18. und 19. Jahrhunderts widmeten ihre Kompositionen oder Einnahmen aus Aufführungen Waisenhäusern. Im Jahr 1749 wurde im Londoner Waisenhaus, dem Foundling Hospital des Thomas Coram (1668–1751), erstmals ein Benefizkonzert aus der Feder Georg Friedrich Händels gespielt. Es erklang ein dreiteiliges Werk, von Händel aus früheren Werken zusammengestellt und durch neue Kompositionen ergänzt – ein einmaliges Konzert, dessen Hymne, das Anthem Blessed are they that considereth the Poor an Needy, in die Musikgeschichte eingehen sollte.
Der Messias sollte bei der Erstaufführung in Dublin 1742 sowie in der Folgezeit ein soziales und nichtkommerzielles Werk bleiben. Seit 1750 führte er den Messias einmal im Jahr in der neuerbauten Kapelle des Foundling Hospitals (Findelhaus) als Benefizkonzert auf. In seinem Testament vermachte er dieser Institution zudem die handschriftliche Partitur des Messias. Wie Charles Burney in seinen Nachrichten von Händels Lebensumständen (1785) schreibt, war der Messias Händels Hinterlassenschaft, die:

„die Hungrigen speiste, die Nackenden kleidete und die Waisen versorgte.“

Die Messe in c-Moll KV 139 (KV3 114a/KV6 47a) von Wolfgang Amadeus Mozart wird „Waisenhausmesse“ genannt, in der Annahme, dass sie zur Einweihung der Waisenhauskirche in Wien am 7. Dezember 1768 komponiert wurde.
Eine der beliebtesten Opern des 19. Jahrhunderts, La Sonnambula (1831) von Vincenzo Bellini und Felice Romani, handelt von dem armen Waisenmädchen Amina, das nachts schlafwandelt, und durch Verwicklungen und Missverständnisse beinahe ihre große Liebe verliert; aber am Ende wird doch noch Alles gut. In Giuseppe Verdis Oper Rigoletto (1851) ist die weibliche Hauptfigur Gilda eine Halbwaise, deren körperlich behinderter Vater Rigoletto als Hofnarr arbeitet und sie versteckt, um sie vor einer verdorbenen Umwelt zu beschützen.
Das Album für die Jugend, op. 68 (entstanden 1848), ist ein aus 43 Klavierstücken bestehender Zyklus von Robert Schumann, der mit 16 Jahren Halbwaise wurde. Die Nr. 6 aus dem Zyklus trägt den Titel Armes Waisenkind und kann von Kindern leicht erlernt werden. Auch Edvard Grieg und Modest Mussorgsky haben das Thema jeweils in ihren Liedern Die Waise musikalisch im 19. Jahrhundert verarbeitet.
Weiteren Anklang findet das Thema in der Kinderoper Cinderella von Peter Maxwell Davies sowie im Ballettstück von Cinderella von Sergei Sergejewitsch Prokofjew ebenso wie in der Oper Dalibor des tschechischen Komponisten Bedřich Smetana. Smetana komponierte die Oper zur Grundsteinlegung des tschechischen Nationaltheaters. Dem Libretto liegt die Geschichte des böhmischen Ritters Dalibor von Kozojedy zugrunde, sie spielt um das Jahr 1498. Die Uraufführung der Oper fand am 16. Mai 1868 in Prag statt.
Die Leichte Kavallerie ist eine Operette in zwei Akten des Komponisten Franz von Suppè und Librettisten Karl Costa. Am 21. März 1866 erlebte dieses Theaterstück seine Uraufführung am Carltheater in Wien. Sie ist heute nur noch durch ihre weltberühmte Ouvertüre bekannt. Im Mittelpunkt steht die hübsche junge Waise Vilma, die allen Männern den Kopf verdreht.
Die Operette Die Piraten von Penzance wurde zur Sicherung des britischen Urheberrechts im Vereinigten Königreich am 30. Dezember 1879 im Royal Bijou Theatre in Paignton (Grafschaft Devon, England), als einmalige Vorstellung uraufgeführt. Die Broadway-Premiere erfolgte einen Tag später, am 31. Dezember 1879 im Fifth Avenue Theatre. Die Londoner Premiere war am 3. April 1880 an der Opera Comique. Sie gehört noch heute zu den meistgespielten Stücken und wird häufig musikalisch zitiert. Von den vielen Wiederaufführungen am Broadway war die 1981er Inszenierung am erfolgreichsten, sie lief für 787 Vorstellungen. Die Musik stammt von Arthur Sullivan und das Libretto von William Schwenck Gilbert.

#### Musical
Das Musical Annie spielt im Jahre 1933 und thematisiert viele Dinge, wie zum Beispiel die elenden Lebensbedingungen in Waisenhäusern, die Weltwirtschaftskrise, herzlose Milliardäre und Präsident Franklin D. Roosevelt, ohne allerdings näher auf sie einzugehen. Das Musical enthält die bekannten Lieder Tomorrow und It’s the Hard Knock Life. Die Premieren fanden am 21. April 1977 im Alvin (heute: Neil Simon) Theatre in New York und am 3. Mai 1978 im Victoria Palace Theatre im Londoner West End statt. 1982 und 2015 wurde der Stoff verfilmt.
Weitere bekannte Musicals sind Der König der Löwen, ein Broadway-Musical von Elton John und Tim Rice, Once on This Island von Rosa Guy sowie Les Misérables von Claude-Michel Schönberg (Musik) und Alain Boublil (Libretto).

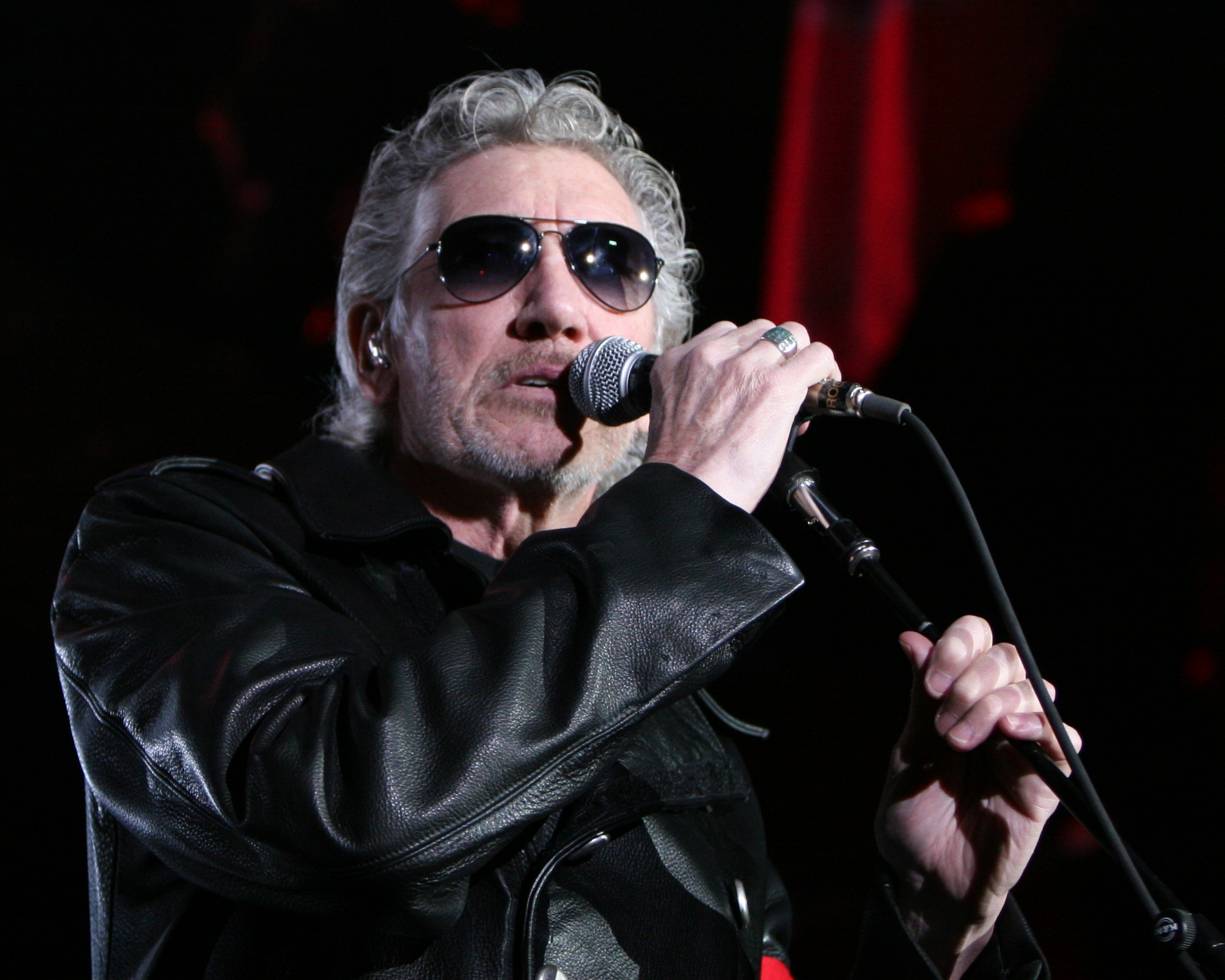
Roger Waters, Barcelona 2011

#### Ballade (Lied)
Die Ballade Es waren zwei Waisenkinder ist vermutlich in der zweiten Hälfte des 19. Jahrhunderts entstanden. Die frühesten Aufzeichnungen stammen aus dem Jahr 1908. Inhaltlich steht das Lied von den beiden Waisen, die das Grab ihrer Mutter aufsuchen und um Brot bitten, der flämischen Waisenballade Ach, Tjanne, zeyde hy, Tjanne nahe; zugleich ist sie durch den Einfluss der damals sehr beliebten Ballade Es waren zwei Königskinder geprägt. Das Lied von den beiden Waisenkindern war in der ersten Hälfte des 20. Jahrhunderts vor allem im Rheinland, in Pommern und Westpreußen verbreitet, nach dem Zweiten Weltkrieg verschwand es zunehmend aus den Liedgedächtnissen.

#### Rock – Pop
Die amerikanische Rockband Rise Against veröffentlichte 2011 ihren Song Satellite. In dem Song von ihrem Liedsänger Tim McIlrath wird der Glaube ausgedrückt, dass die Band zu ihren sozialen und politischen Überzeugungen steht und sich nicht dem Mainstream anpassen wird. Im Refrain ist ein thematischer Anklang zu finden und in der Übersetzung heißt es dazu: „Wir sind die Waisen des amerikanischen Traums – Oh, wirf dein Licht auf mich.“
Der britische Sänger Roger Waters hat seinen Vater mit 5 Monaten verloren. Der Verlust belastet ihn nach eigenen Angaben bis heute. Er hat den Krieg und seine Kindheit als Kriegswaise in vielen seiner Songs thematisiert. Weiteren Anklang findet das Thema bis heute in Songs von Künstlern wie zum Beispiel Bruce Springsteen in Song for Orphans 1972 oder der britischen Pop-Rock-Band Coldplay mit ihrem Titel Orphans 2019.

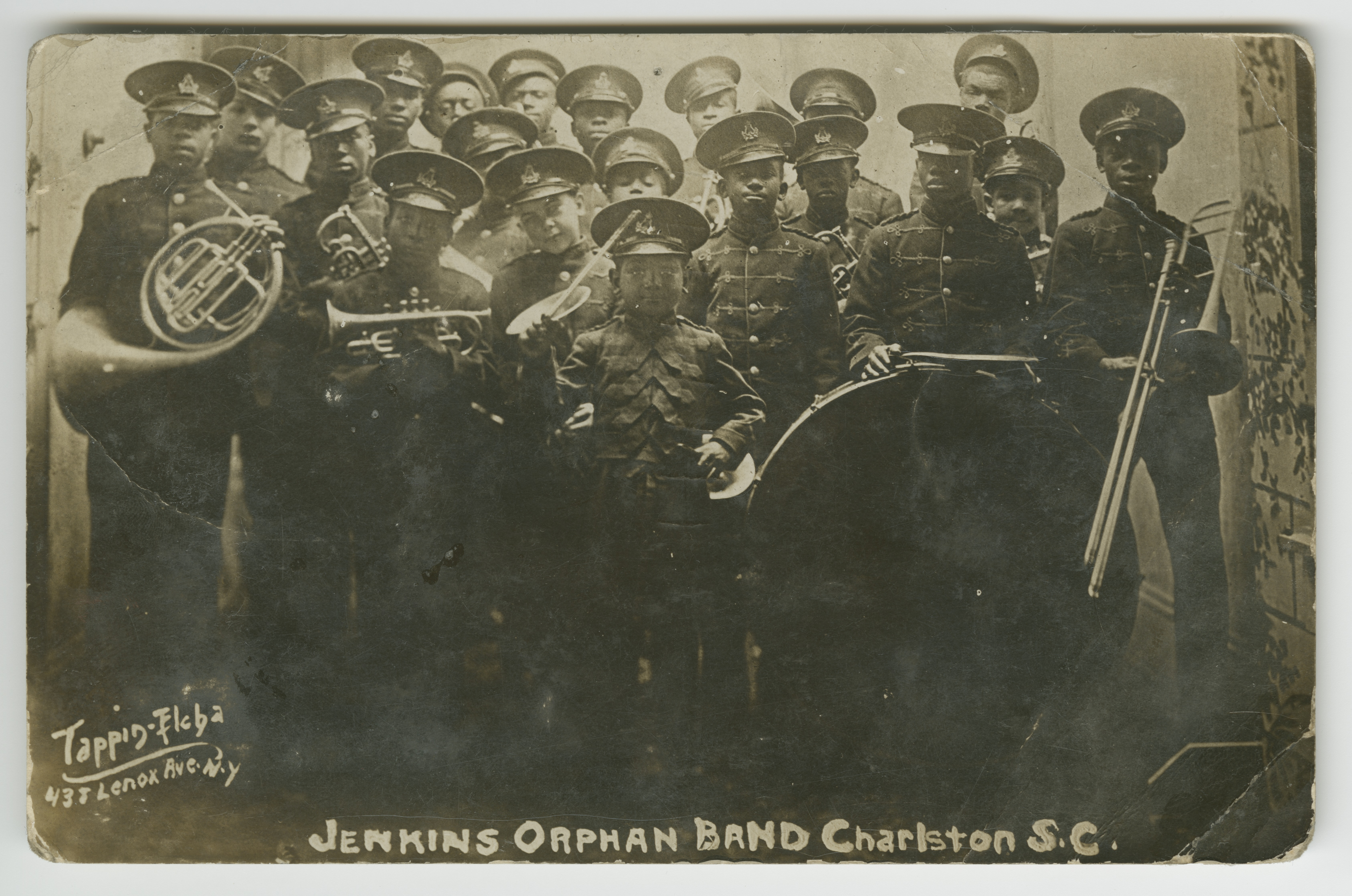
Jenkins Orphanage Band

#### Jazz und Ragtime
Die Jenkins Orphanage Band war eine Musikband aus Mitgliedern des Jenkins-Waisenhauses in Charleston, South Carolina, die ab 1893 bestand und Musikstile des frühen Jazz und Ragtime Anfang des 20. Jahrhunderts auch in Europa bekannt machte.

#### Chinesische Oper
Das Waisenkind von Zhao (auch Die große Rache der Waise von Zhao) ist eine 6-teilige chinesische Opernform aus der Yuan-Zeit. Sie wird dem Dramatiker Ji Junxiang (紀君祥) aus dem 13. Jahrhundert zugeschrieben und als poetisches Musikdrama dem Zaju Genre zugeordnet. Das Stück zeigt das Thema der familiären Rache, das in den Kontext der konfuzianischen Moral einerseits und der sozialen hierarchischen Struktur andererseits gestellt wird. Die Oper war das früheste bekannte chinesische Musikwerk in Europa.

### Bildhauerei
Der Weinende Engel ist eine der bekanntesten Skulpturen in der Kathedrale von Amiens. Sie schmückt das Grabmal des Kanonikers Guilain Lucas († 1628) und ist ein Werk des Bildhauers Nicolas Blasset. Der weinende Engel symbolisiert das Leid der Waisen. Während des Ersten Weltkrieges wurden Hunderttausende von Postkarten, Münzen und andere Gegenstände mit dem Bild des Engels hergestellt und verkauft, insbesondere an britische Soldaten, die sie an ihre Familien in der Heimat schickten.
Eine weitere künstlerische Bearbeitung erfuhr das Thema durch Ernst Barlach in seinem 1931 der Öffentlichkeit übergebenen Hamburger Ehrenmal. Dargestellt ist auf einem Flachrelief eine im Schmerz erstarrte Kriegerwitwe, die ihre Arme tröstend um ihre verwaiste Tochter legt.

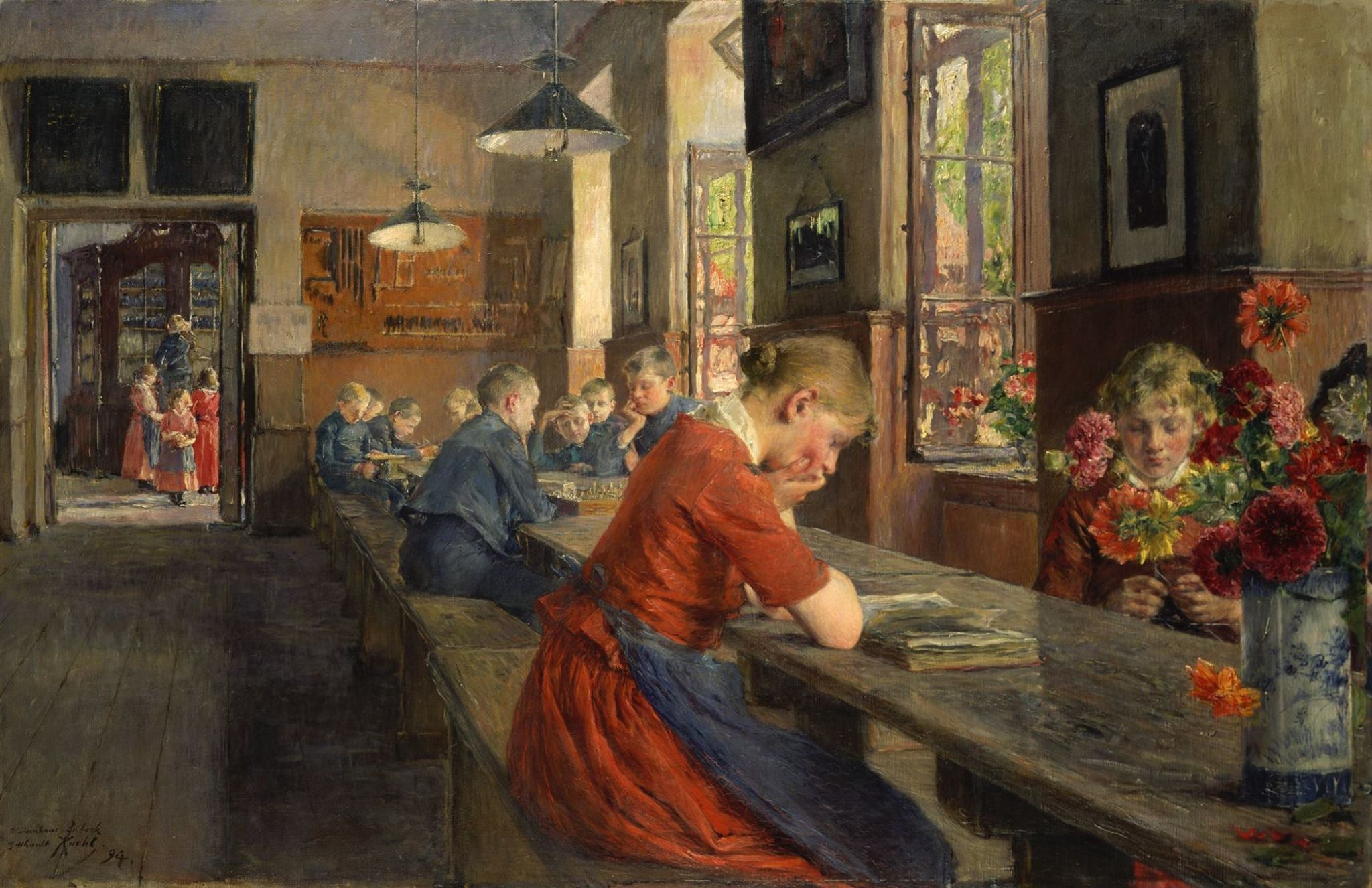
Gotthardt Kuehl Lübecker Waisenhaus 1894

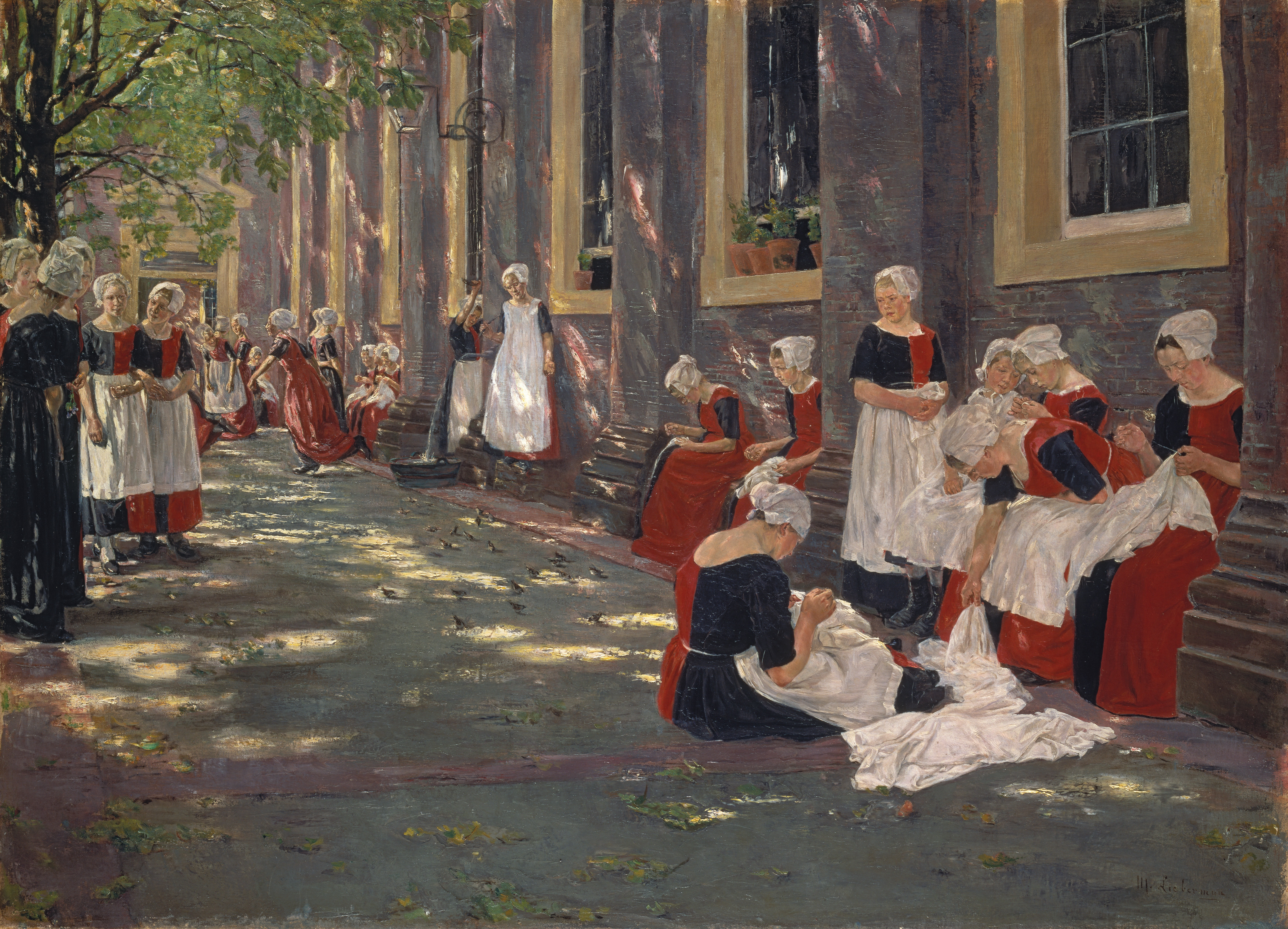
Max Liebermann Freistunde im Amsterdamer Waisenhaus 1881

### Malerei
Frühe Arbeiten wie die Vermählung der Waisen (1440–1444) von Domenico di Bartolo sowie Die Pflege der Waisenkinder (1675) von Jan de Bray stellen in ihrer Zeit eine thematische Ausnahme dar.
Ab dem 19. Jahrhundert erfährt das Thema Waise in der Malerei eine stärkere Rezeption, unter anderem in den Werken von Eugène Delacroix Waisenkind auf dem Friedhof (1823), Jacques Amans Portrait of Margaret with two orphans (1842), Karl Wilhelm Bauerle Die Waisen (1860), Wassili Grigorjewitsch Perow Waisenkinder am Friedhof (1864), Nikolaus Gysis (1871) Die Waisen, Pilip Hermogenes Calderon The Orphans (1870), Hans Makart Das schlafende Schneewittchen (1872), Konrad Grob Pestalozzi und die Waisen von Stans (1879) oder Gotthardt Kuehl Waisenkinder in Lübeck (1884). Waisenhäuser, wie zum Beispiel das Lübecker Waisenhaus oder das Amsterdamer Waisenhaus, werden für die Impressionisten G. Kuehl und Max Liebermann immer wieder Malorte und -motive.
Im 20. Jahrhundert findet das Thema kaum noch Anklang in der Malerei. Eine thematische Bearbeitung wird ab dieser Zeit das bewegte Bild des Films aufnehmen.

### Film
Das Verwaisen oder das Leben von Waisen dient häufig als Vorlage für Verfilmungen, etwa in der französisch-schweizerischen Kinoverfilmung Die Kinder des Monsieur Mathieu aus dem Jahr 2004. Darin spielt der Chorgesang eine wichtige Rolle. Die Musikaufnahmen sang der Kinderchor Les Petits Chanteurs de Saint-Marc (Die kleinen Sänger von Sankt Markus) aus Lyon ein, dem Jean-Baptiste Maunier angehörte, dessen Schauspiel- und Gesangskarriere mit diesem Film begann.
In dem US-amerikanischen Horrorfilm aus dem Jahr 2009 Orphan – Das Waisenkind adoptiert ein Ehepaar eine russische Waise namens Esther. Als die Frau des Ehepaars herausfindet, dass sämtliche Personenunterlagen und früheren Adoptionspapiere gefälscht sind, gerät schließlich die gesamte Familie in Lebensgefahr.
Der chilenisch-französische Autorenfilmer Raúl Ruiz verfilmte 2010 die Erzählung Mistérios de Lisboa (Die Geheimnisse von Lissabon) des portugiesischen Schriftstellers Camilo Castelo Branco (1825–1890), der selbst eine Waise war. Der intensive Film erzählt die Geschichte eines Waisenjungen in Lissabon Anfang des 19. Jahrhunderts und erhielt eine Vielzahl Preise. Das Werk kam 2010 als Die Geheimnisse von Lissabon in die Kinos und wurde danach als sechsteilige Fernsehserie gezeigt, 2011 erstmals auch in deutscher Sprache vom Sender Arte. 2012 erschien das Werk zudem als DVD und BluRay auch in Deutschland.
Der Medicus ist ein deutscher Film aus dem Jahr 2013, der nach dem gleichnamigen Weltbestseller Der Medicus von Noah Gordon gedreht wurde. Der Hauptdarsteller Robert Cole hat eine außergewöhnliche Gabe: Er kann fühlen, wenn jemand unbehandelt eine ungünstige Prognose hat und in Agonie kurz vor dem Sterben ist. Dies bemerkt er das erste Mal, während er als kleiner Junge fühlt, dass seine kranke Mutter an der „Seitenkrankheit“ sterben wird. Er muss hilflos zusehen, wie sich seine Vorahnung erfüllt. Auf sich allein gestellt, schließt sich die junge Waise einem fahrenden Bader an, der ihm neben den üblichen Taschenspielertricks die Grundlagen der mittelalterlichen Heilkunde nahebringt und Dienste wie Aderlass oder Zähne ziehen. Schon als Lehrling erkennt Rob die Grenzen dieser einfachen Praktiken. Er beschließt, die Heilkunde und deren Lehre im damaligen Persien bei dem Arzt, Wissenschaftler und Philosoph Ibn Sina zu erlernen.
2009 kam der Kinderfilm Das Geheimnis der Mondprinzessin von Oliver Parker in die Kinos. Dieser Fantasy-Film basiert auf dem Kinderbuch Das kleine weiße Pferd von Elizabeth Goudge. Die Waise Maria wird durch eine ganze Schar von fantastischen Wesen unterstützt, eine jahrhundertealte Fehde zwischen zwei Familien zu beenden.
Der Kinderfilm Hugo Cabret (Originaltitel: Hugo) ist ein US-amerikanischer 3D-Film aus dem Jahr 2011 nach Brian Selznicks Kinderroman Die Entdeckung des Hugo Cabret. Bei der Oscarverleihung 2012 wurde der Film mit fünf Oscars ausgezeichnet. Die schlaue und erfinderische Waise Hugo entdeckt ein rätselhaftes Vermächtnis seines Vaters. Um es zu entschlüsseln, begibt er sich auf eine außergewöhnliche Suche. Dieses Abenteuer wird alle Menschen in seinem Umfeld verändern und ihm ein neues, liebevolles Zuhause schenken.
In dem Trickfilm Hautfarbe: Honig lernt ein Koreaner als Adoptivkind einer belgischen Familie die Liebe seiner neuen Geschwister und die integrative Kraft eines intakten Familienlebens kennen. Mit zunehmendem Alter stellt er Fragen nach den Wurzeln des Heimatlands, das ihn infolge der kriegerischen Auseinandersetzungen im Korea der 1950er-Jahre – wie 200.000 andere Kinder – elternlos zurückließ.
Bekannte Filme, in denen Voll- oder Halbwaisen Handlungsträger sind, sind unter anderem:
- Kino- und Fernsehproduktionen (Auswahl):

Dreizehn Stühle, Slumdog Millionär, Schöne Venus, die auf Arte ausgestrahlten Serie unter dem Titel Vénus et Apollon, die kanadische Science-Fiction-Serie Orphan Black, Große Erwartungen, Der Tag, als Stalins Hose verschwand, Kama Sutra: Die Kunst der Liebe, Baikonur, Wie im Himmel, Philomena
- Kinder- und Jugendfilme (Auswahl):

Die Geisterinsel (Die drei ???), Herr der Diebe, Das Dschungelbuch, Harry Potter (Filmreihe), Fury, Neverland – Reise in das Land der Abenteuer, Tom Sawyer
- Trickfilme (Auswahl):

Tarzan, Bambi, Der König der Löwen und Simba, der Löwenkönig, Ich – Einfach unverbesserlich, Anastasia, Der Prinz von Ägypten, Findet Nemo, Das Schloss im Himmel, Erinnerungen an Marnie

## Persönlichkeiten mit Waisenhintergrund (Auswahl)

### Afrika

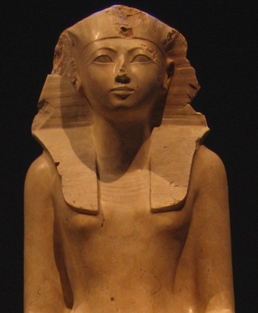
Hatschepsut
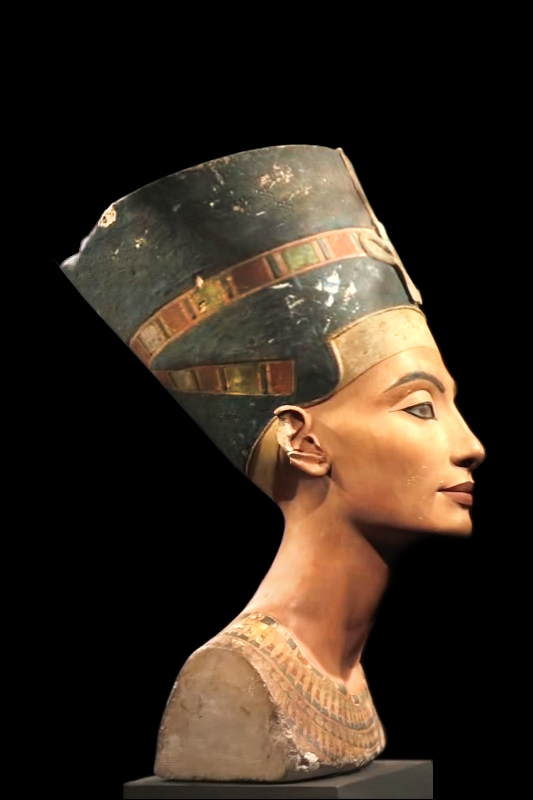
Nofretete
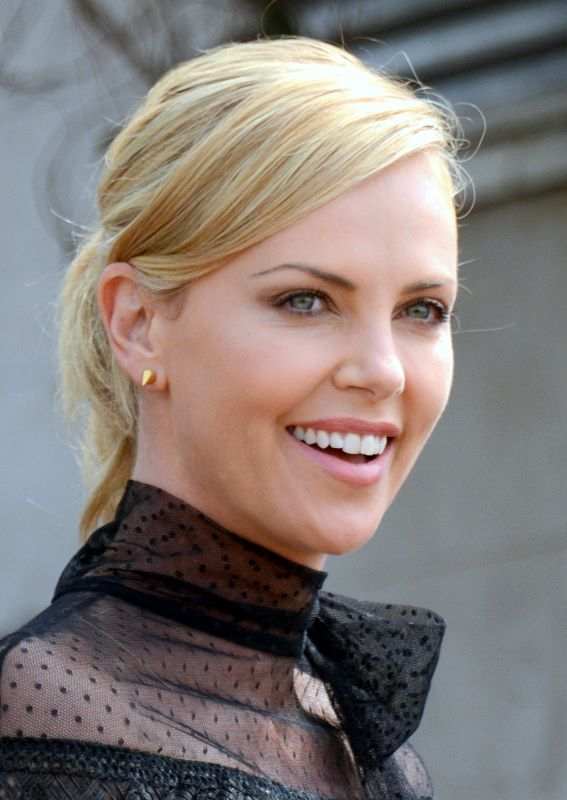
Charlize Theron
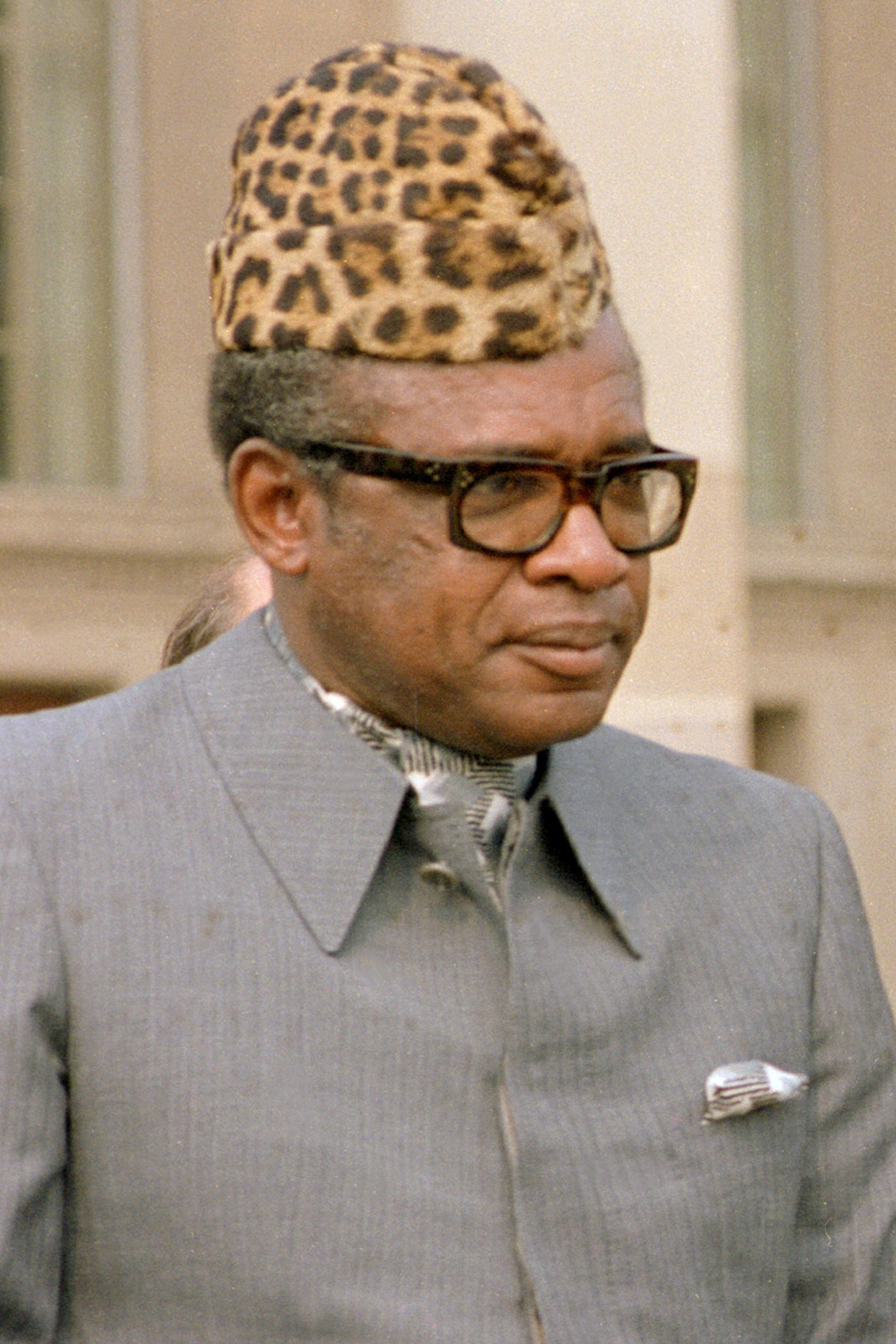
Mobutu Sese Seko
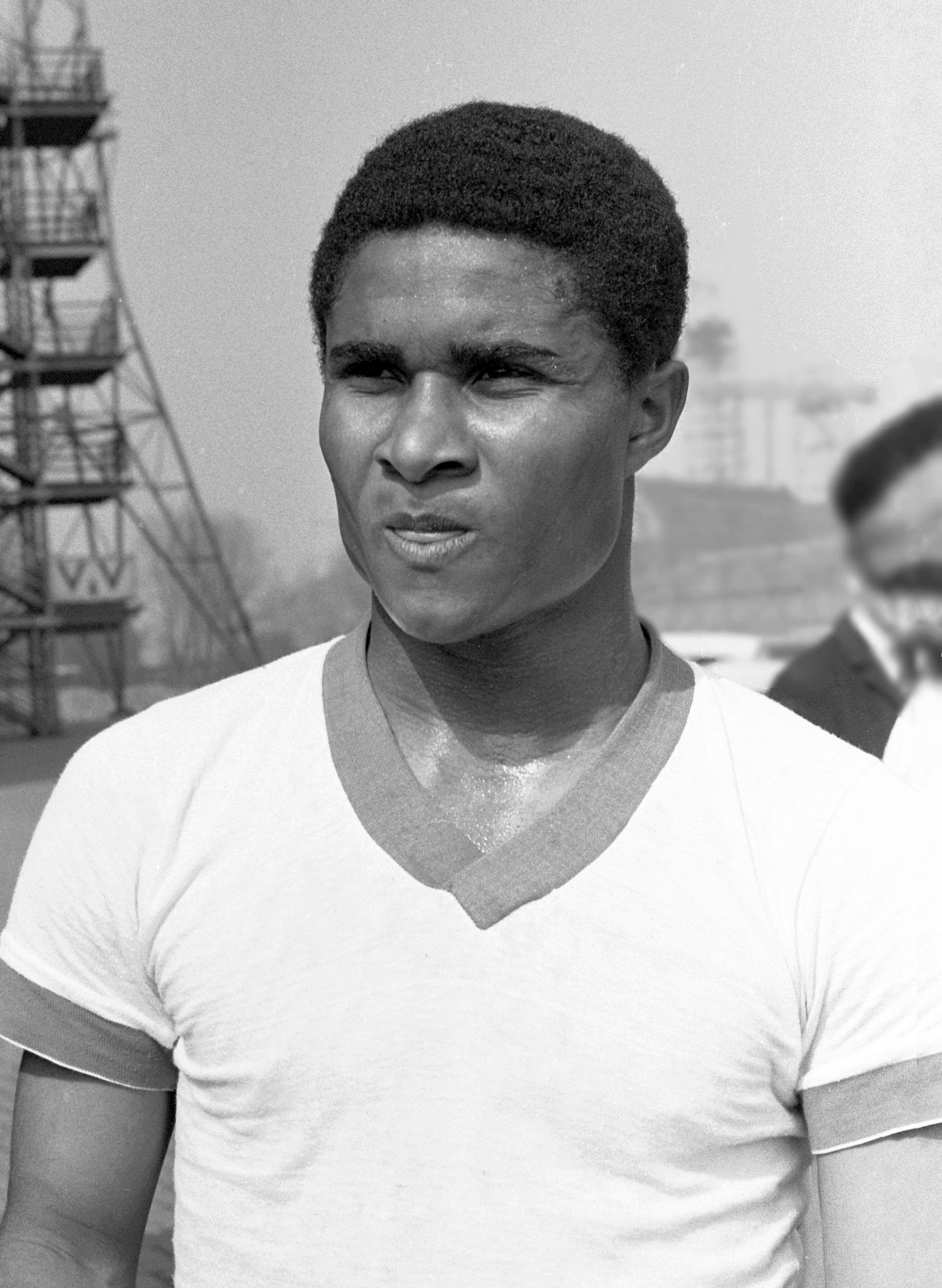
Eusébio
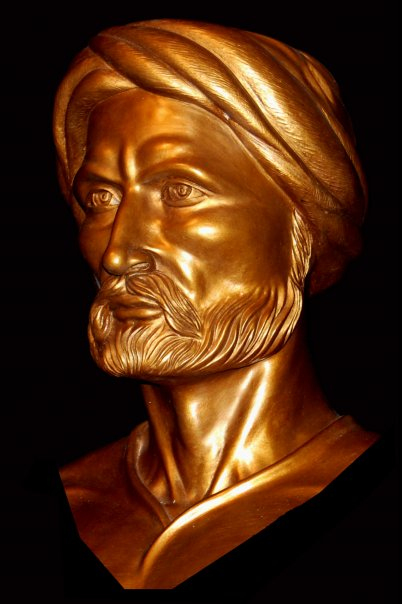
Ibn Chaldūn
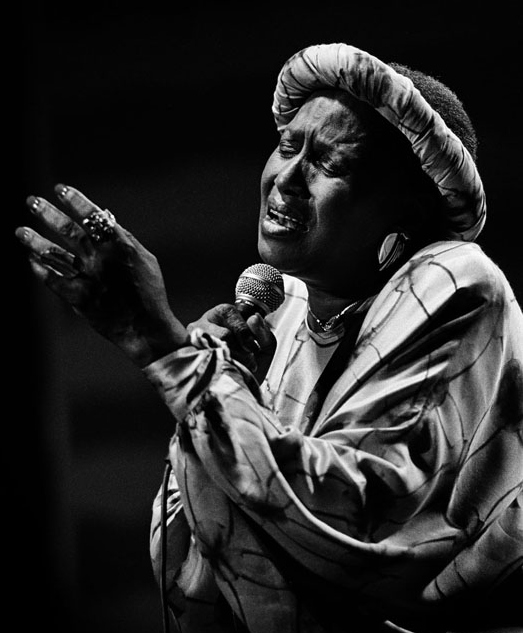
Miriam Makeba
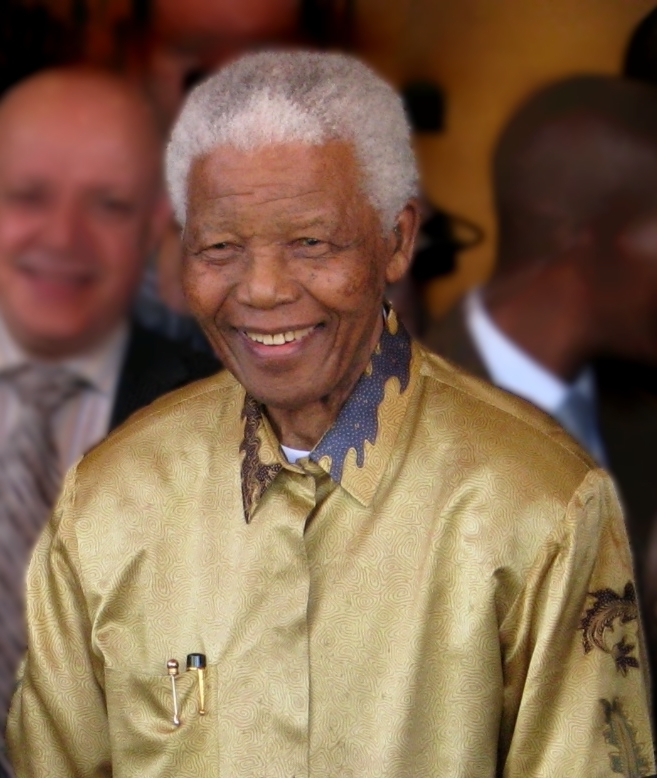
Nelson Mandela
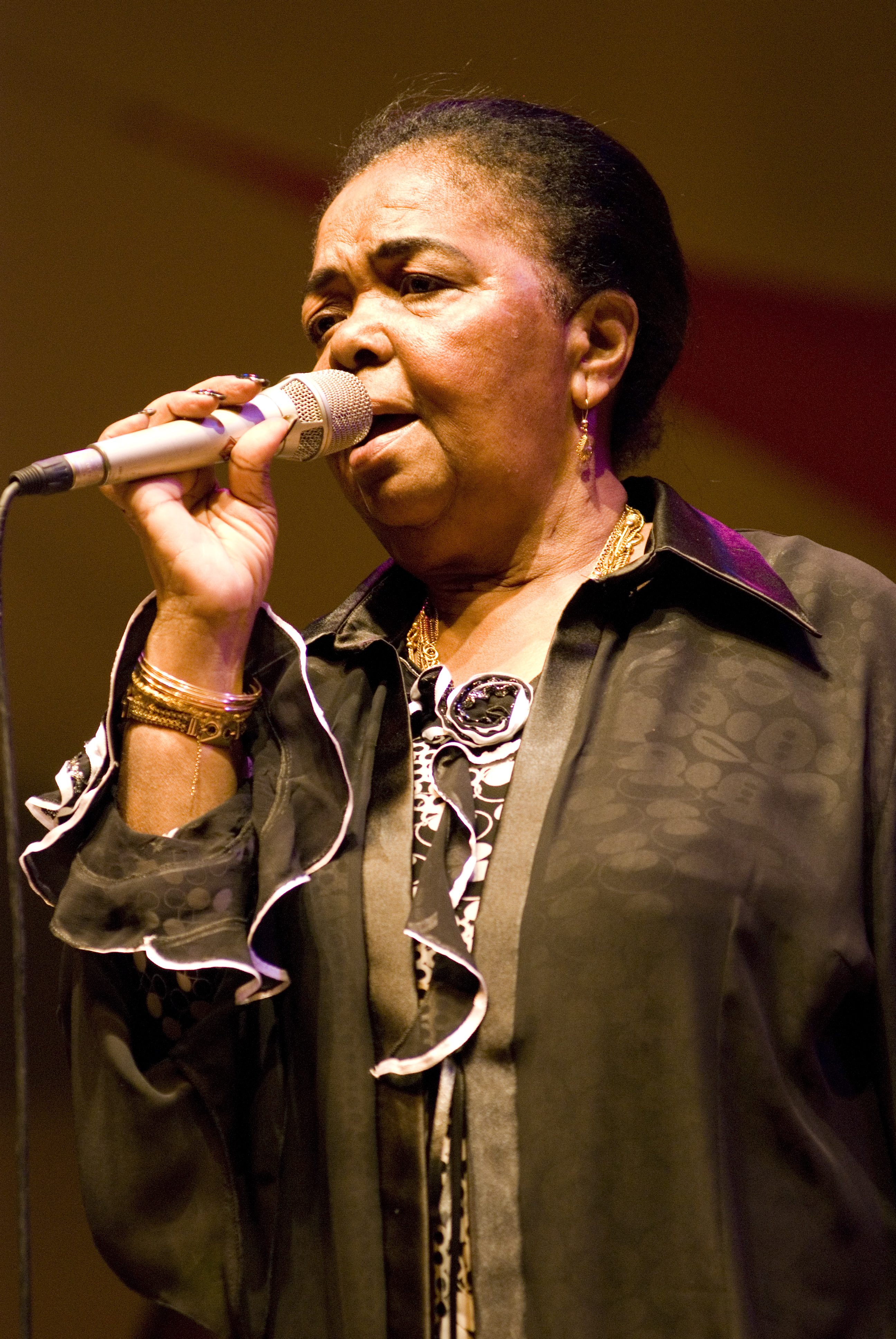
Cesária Évora
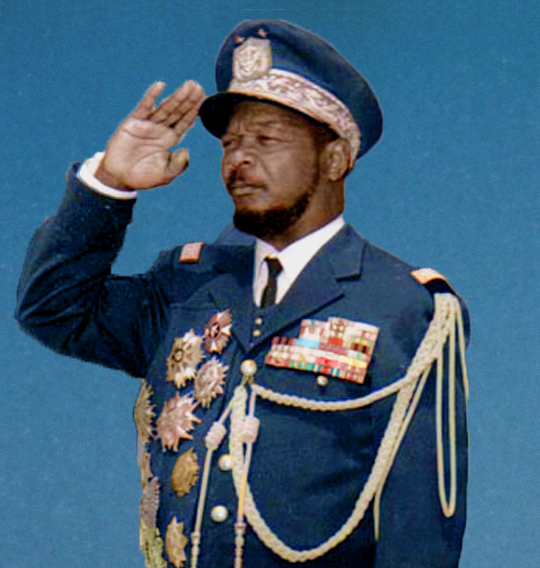
Jean-Bédel Bokassa

### Asien

Dschingis Khan
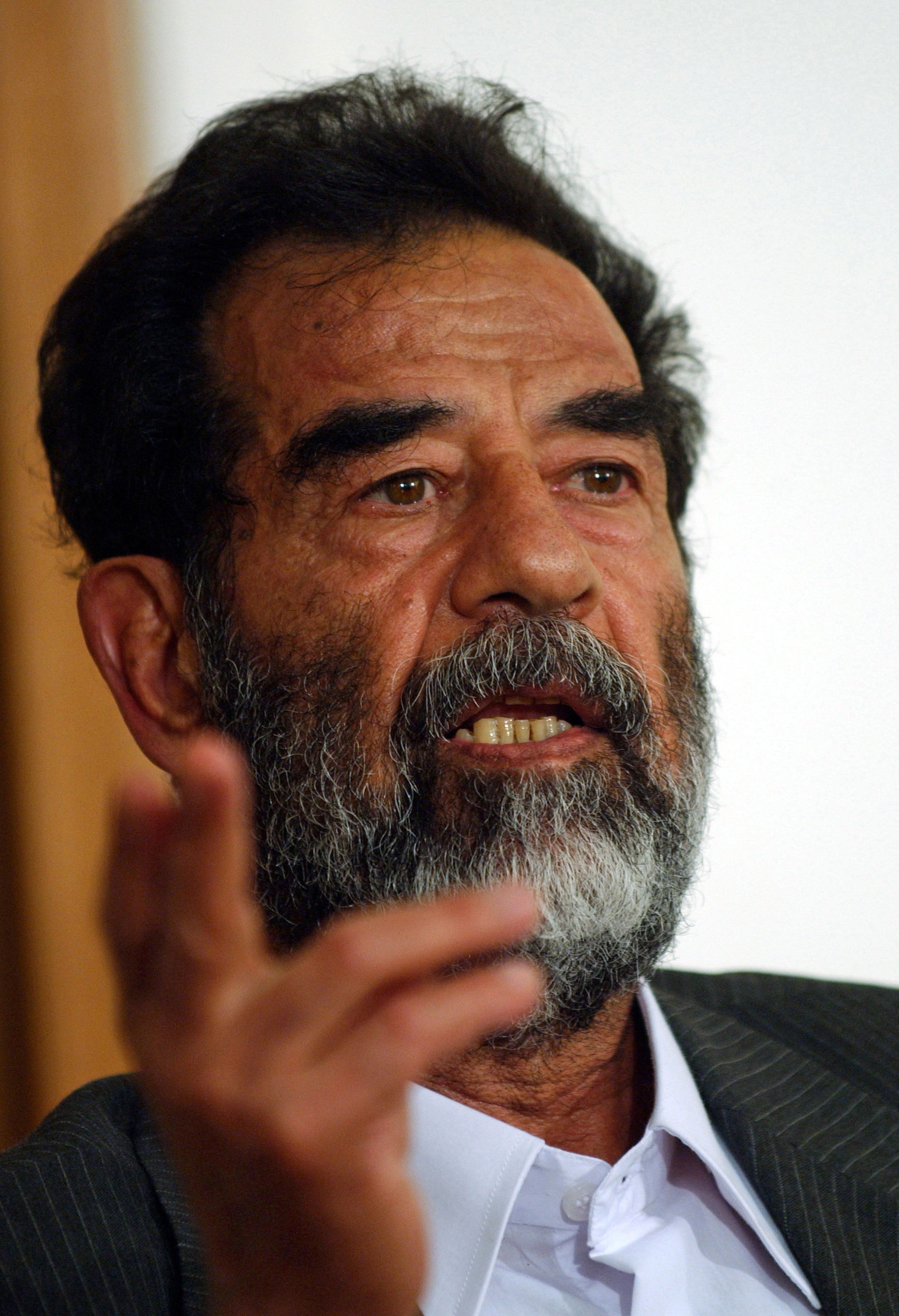
Saddam Hussein
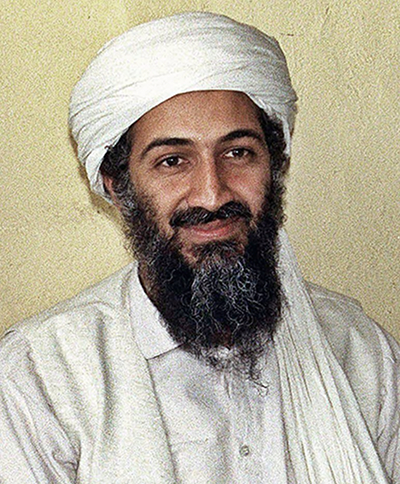
Osama bin Laden
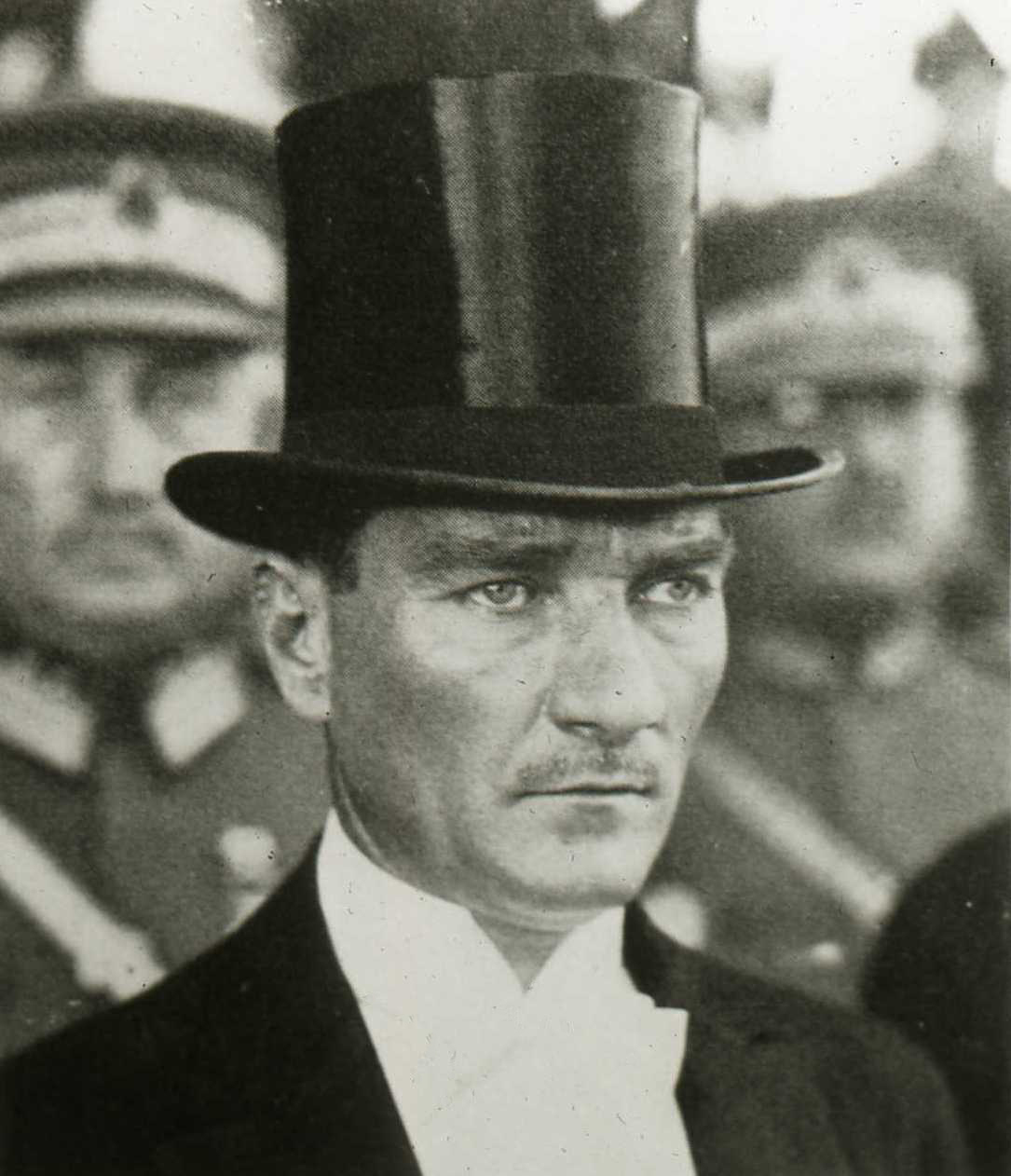
Mustafa Kemal Atatürk
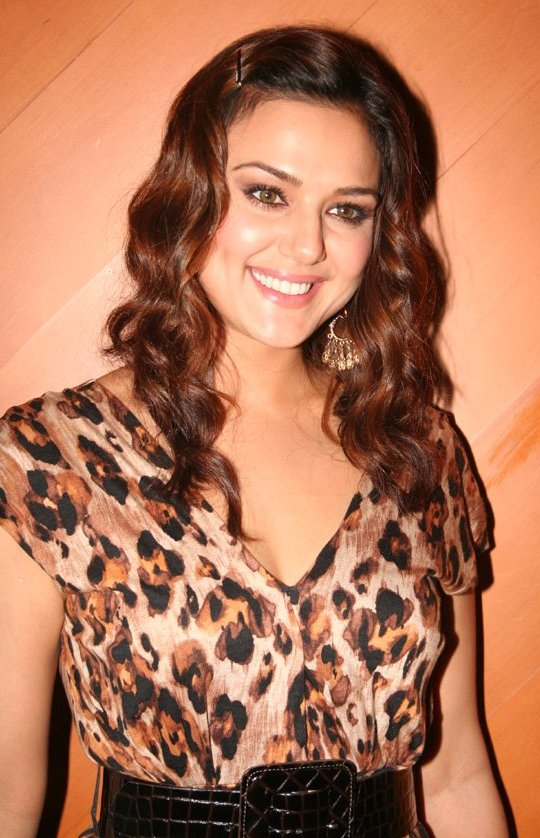
Preity Zinta
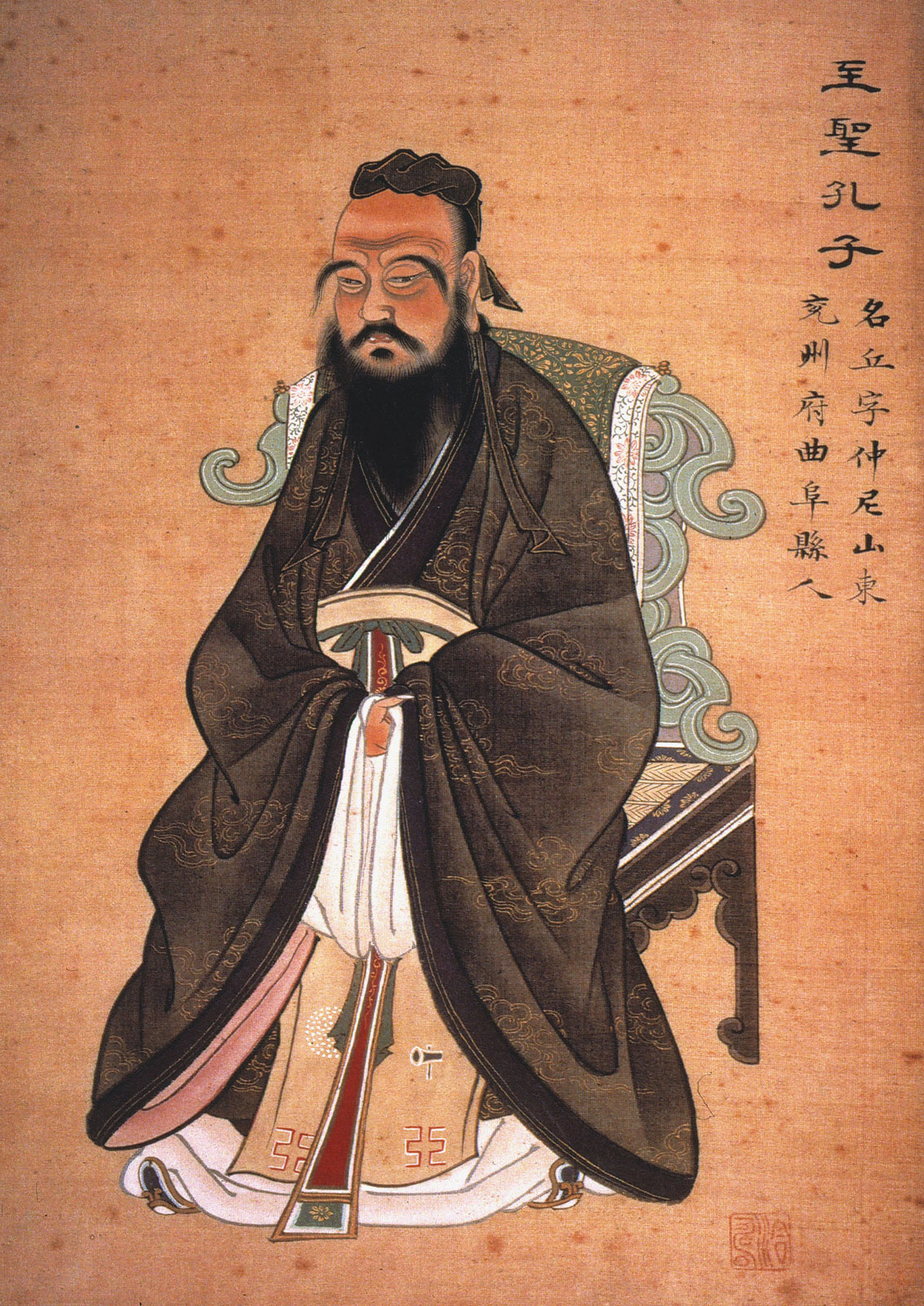
Konfuzius
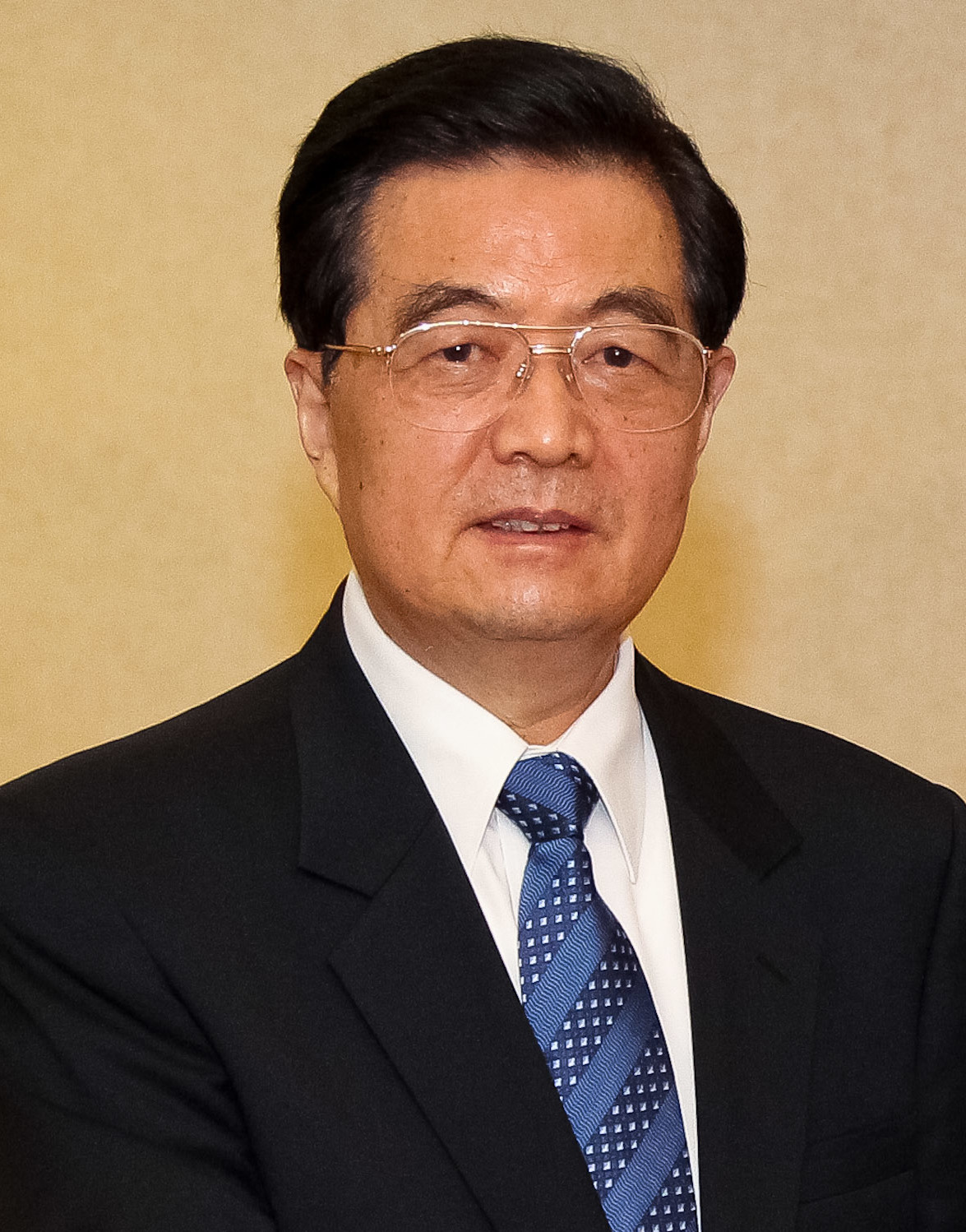
Hu Jintao
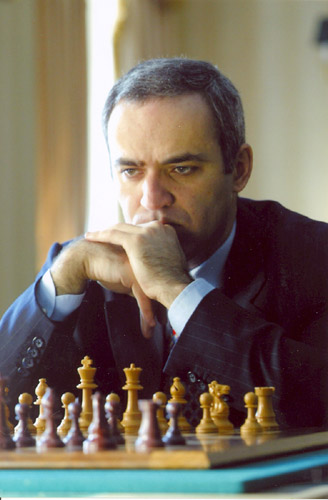
Garri Kimowitsch Kasparow
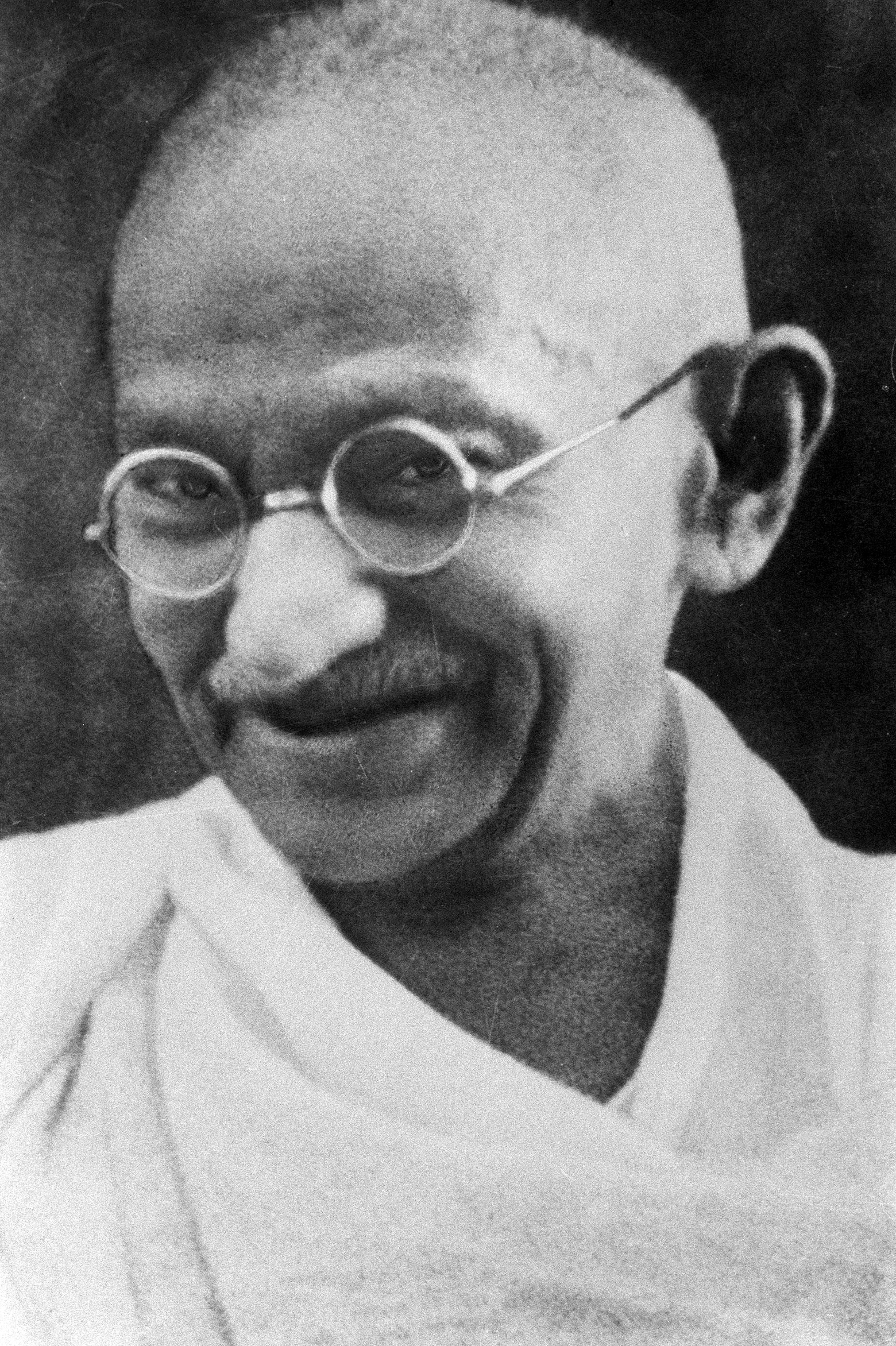
Mohandas Karamchand Gandhi
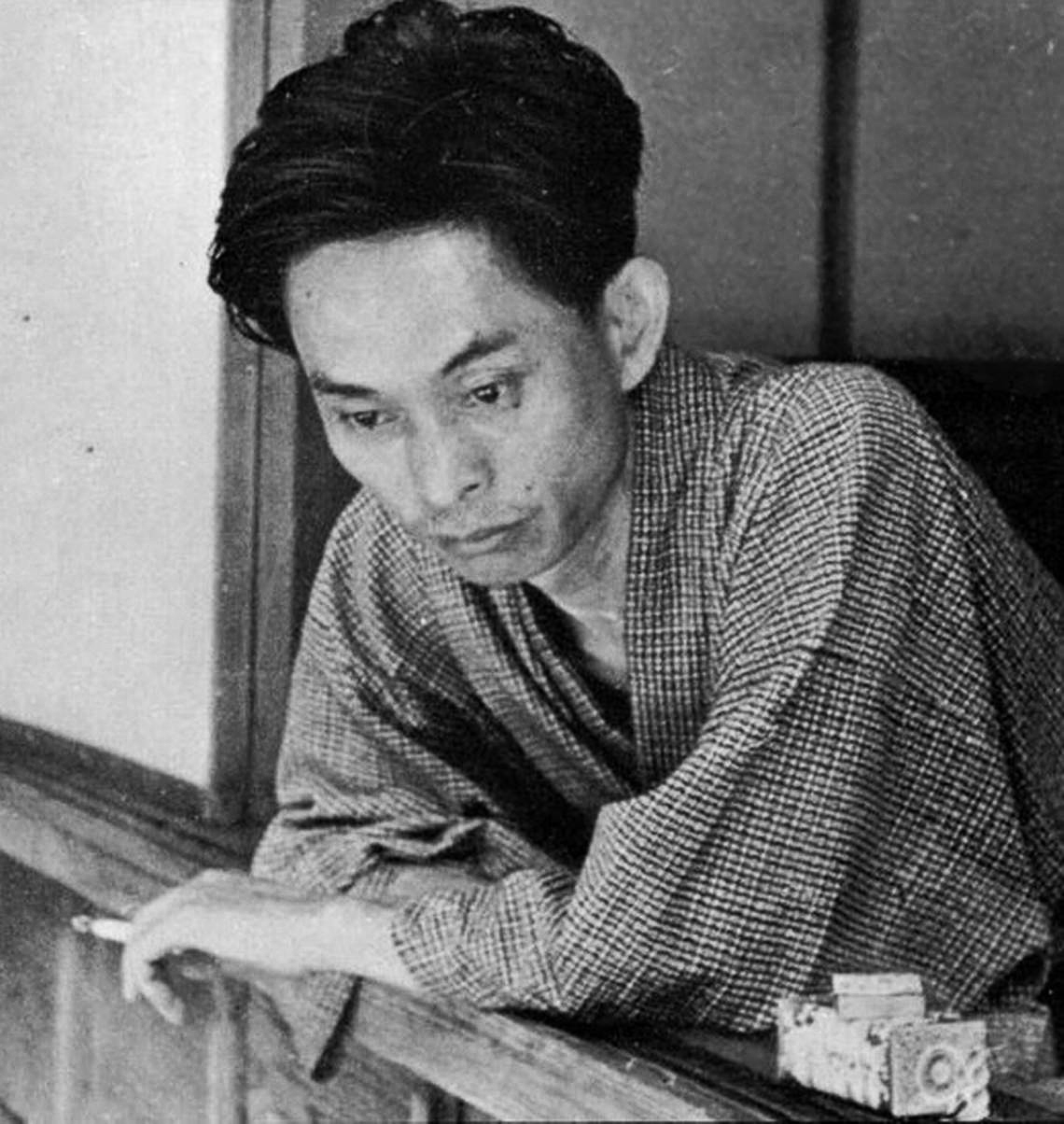
Kawabata Yasunari

### Australien und Ozeanien

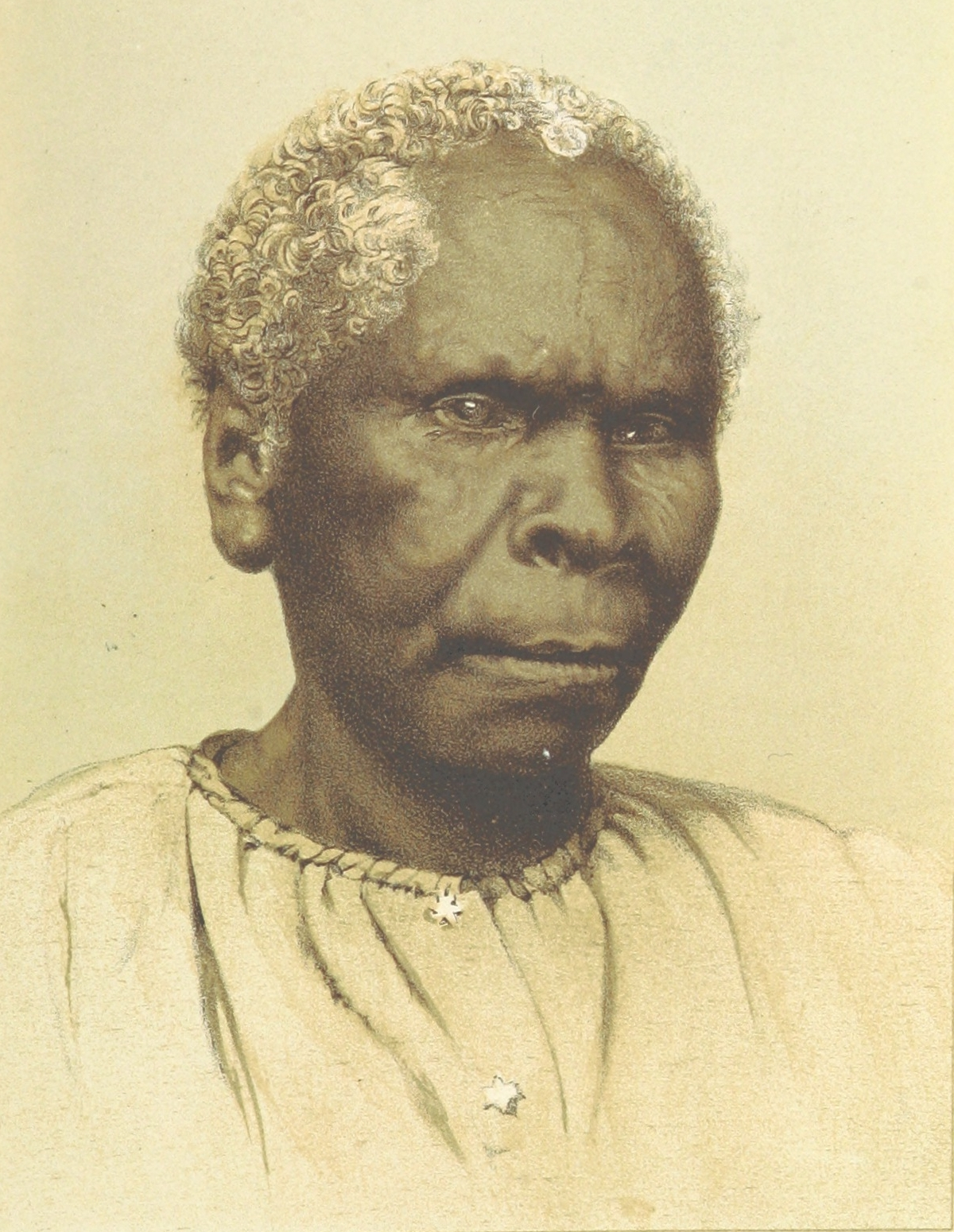
Truganini
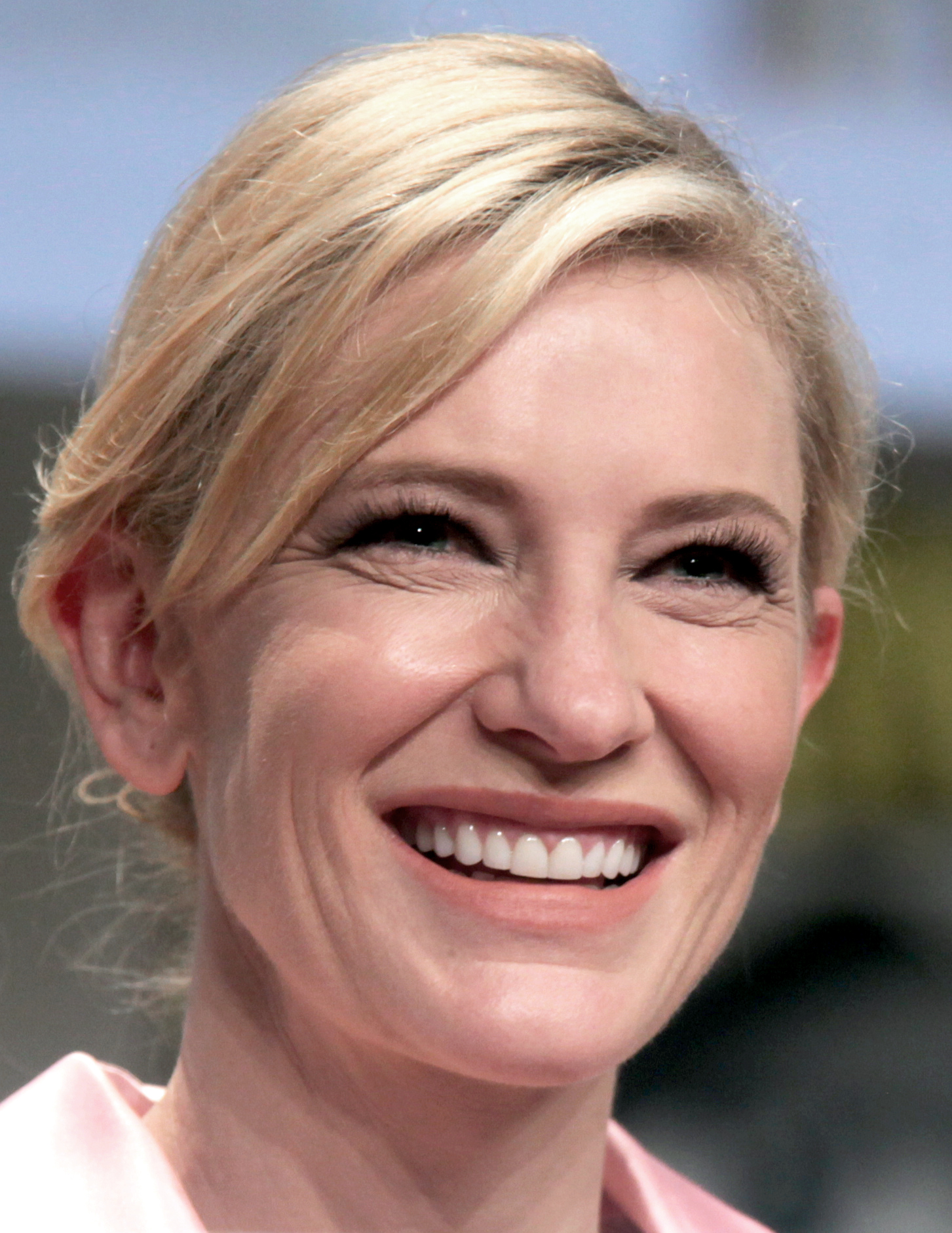
Cate Blanchett
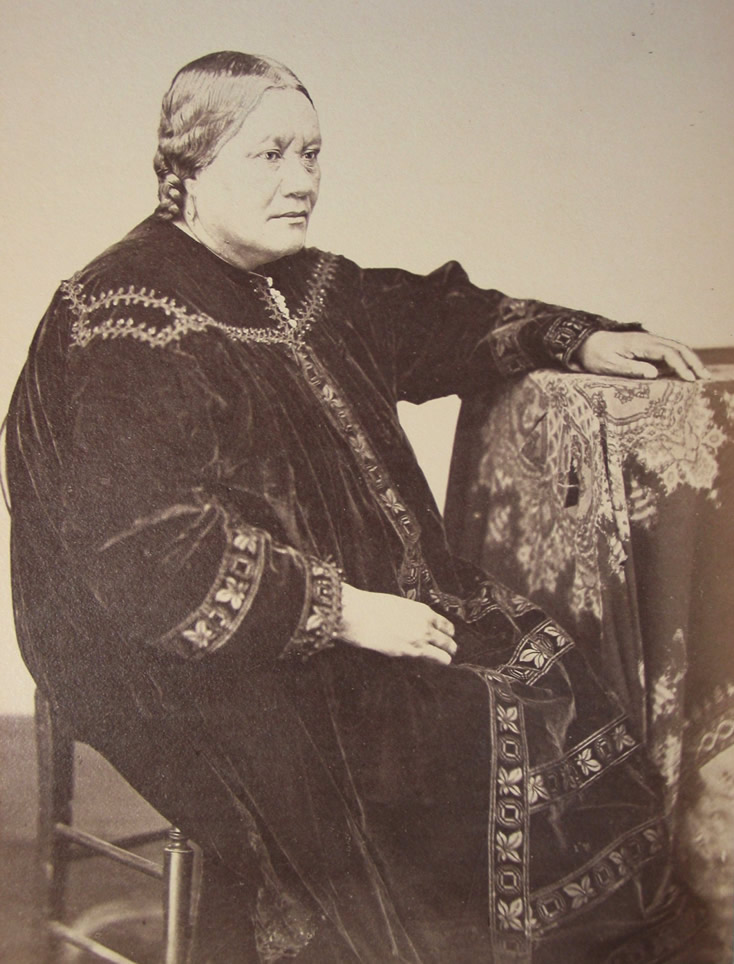
Pomaré IV.
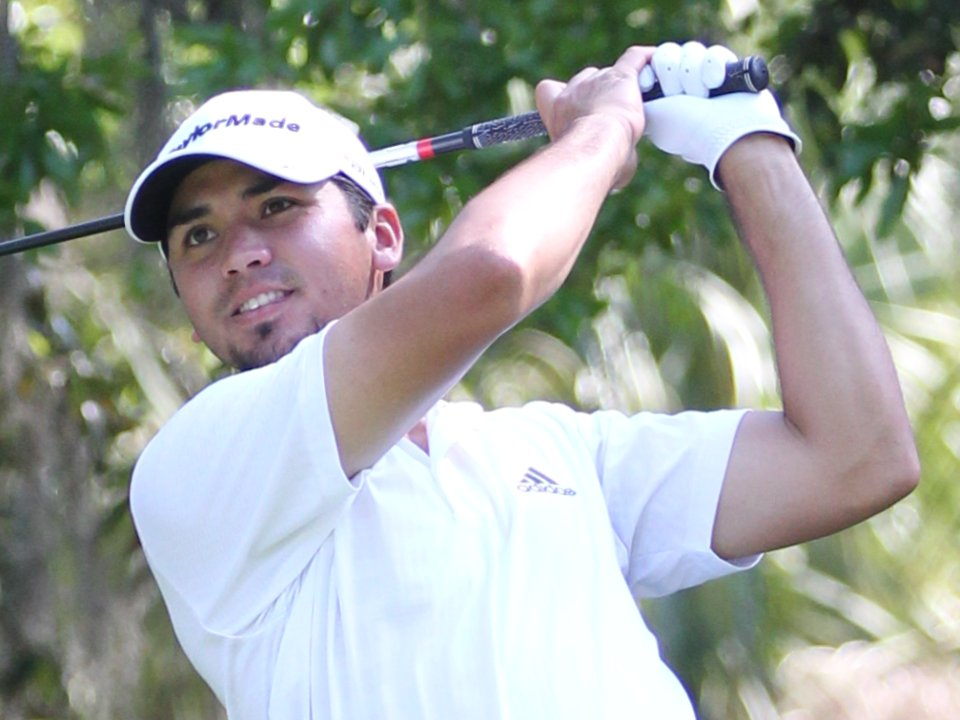
Jason Day
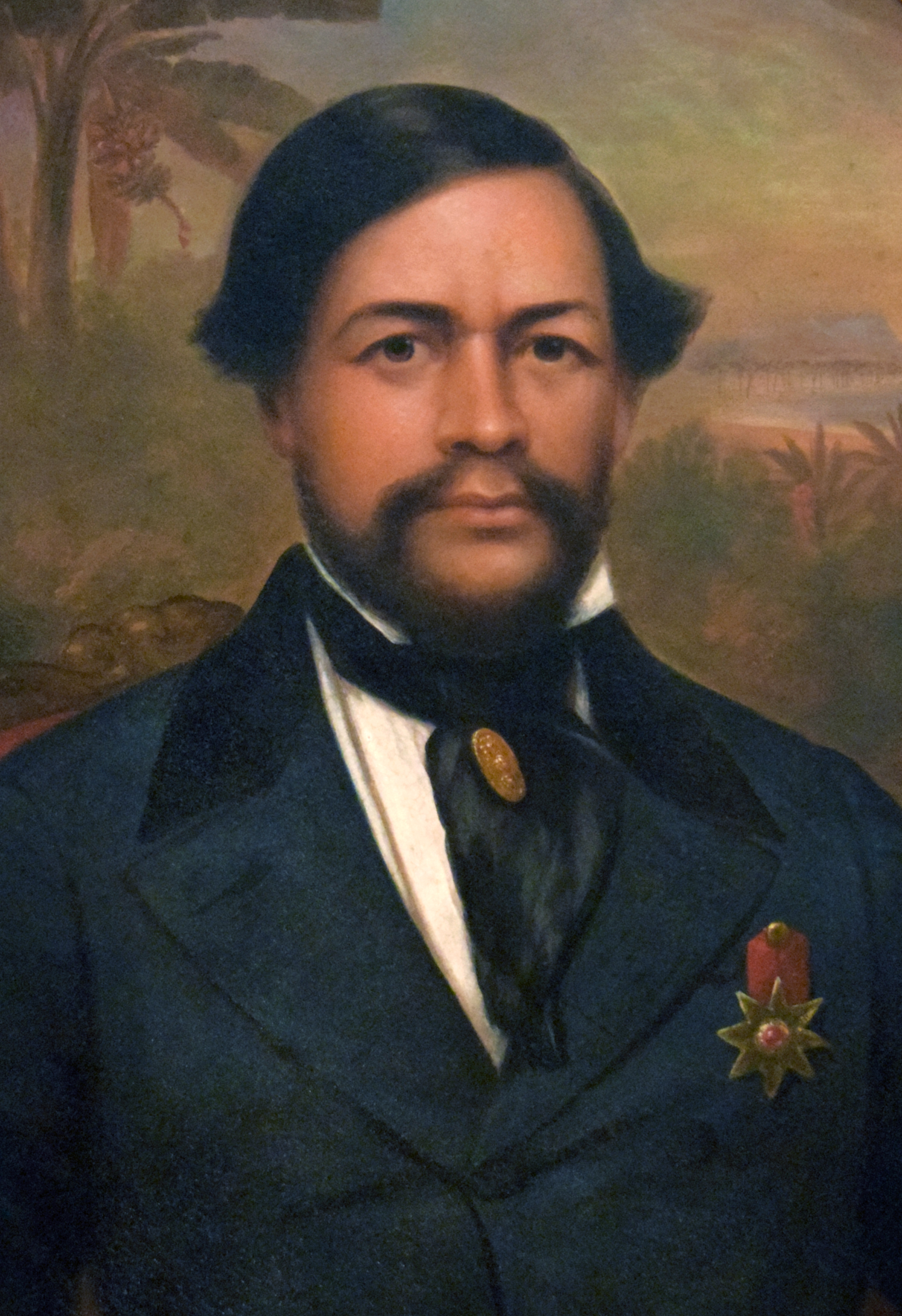
Kamehameha III.
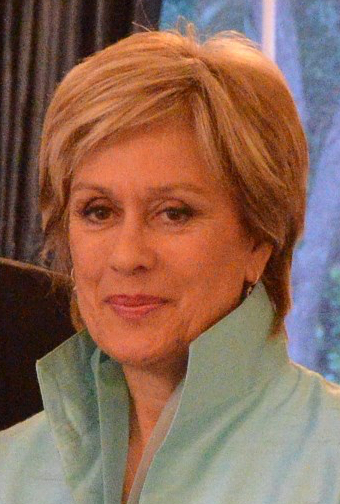
Kiri Te Kanawa
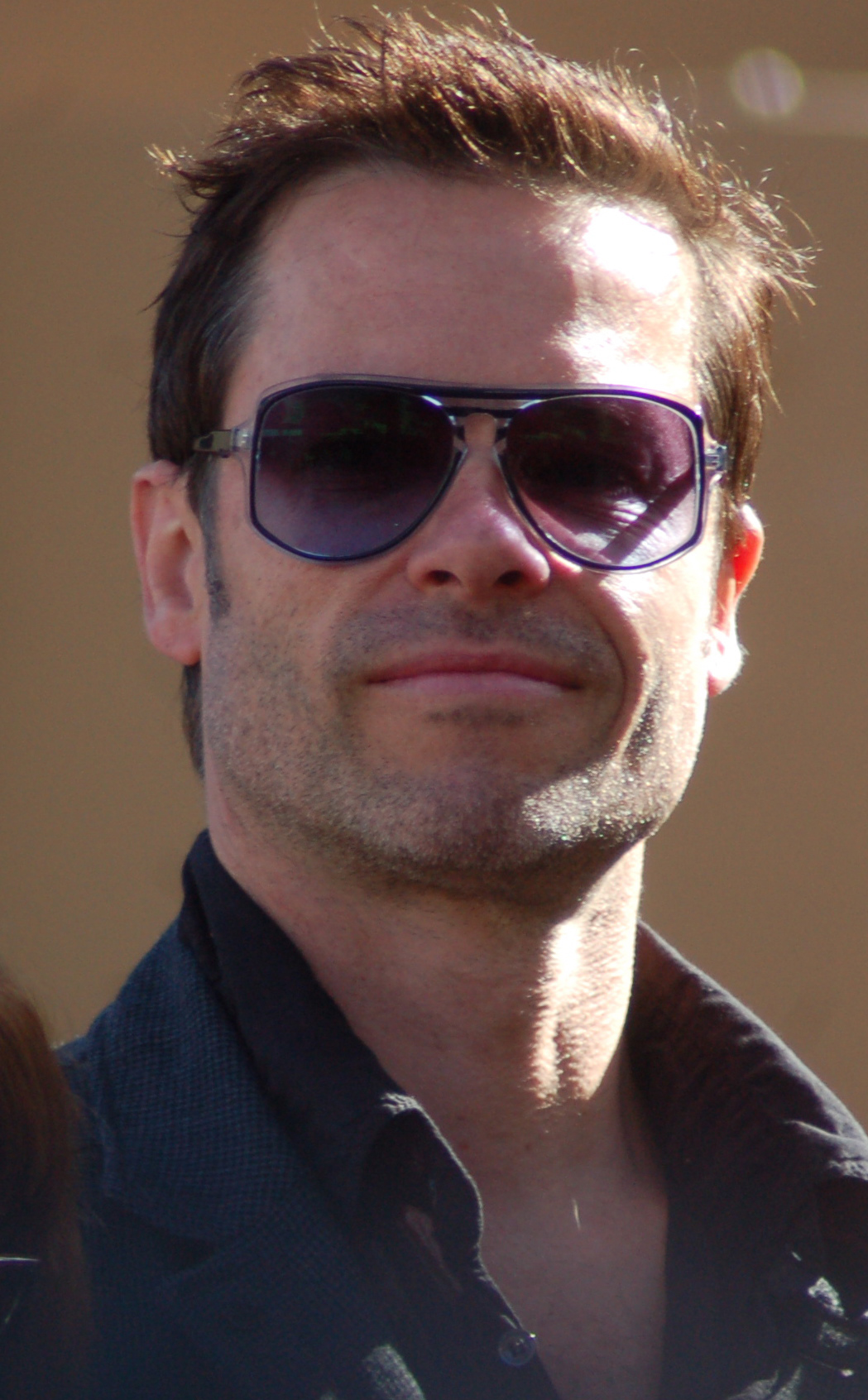
Guy Pearce
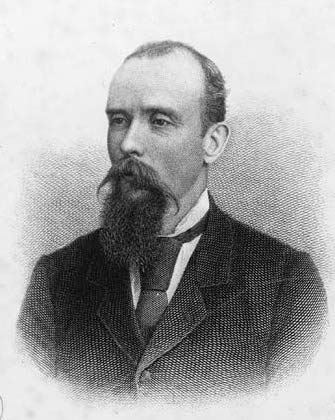
Thomas Bracken
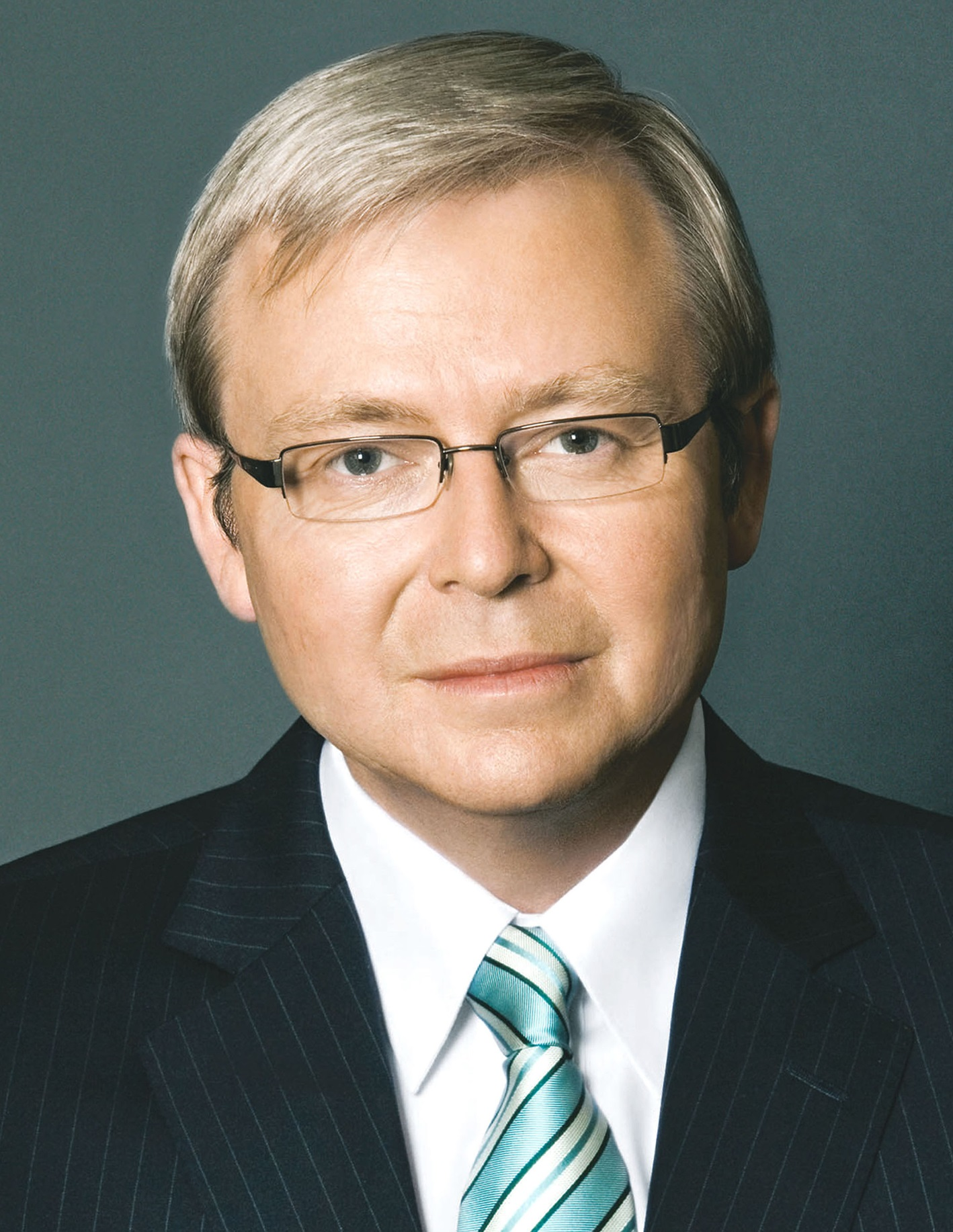
Kevin Rudd
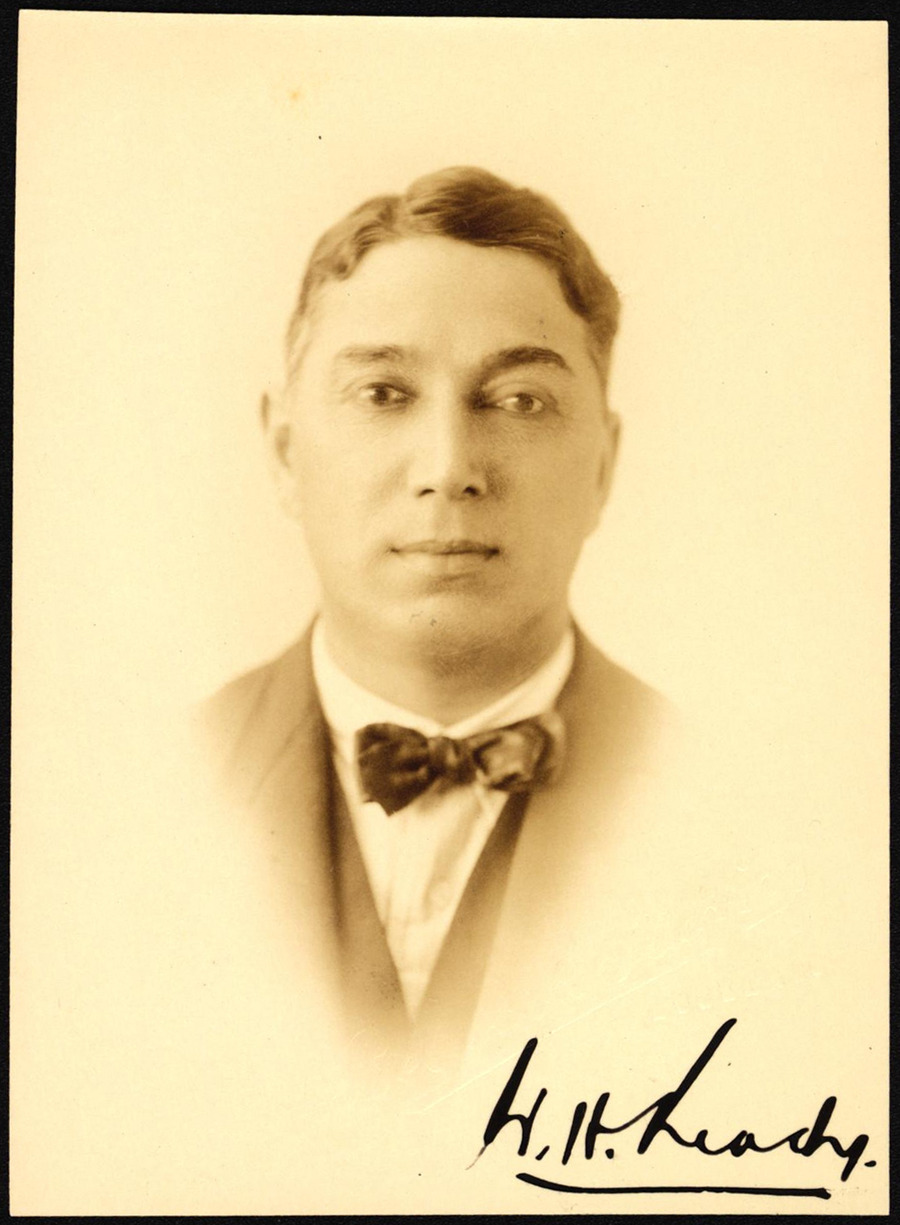
Te Rangi Hīroa

### Europa

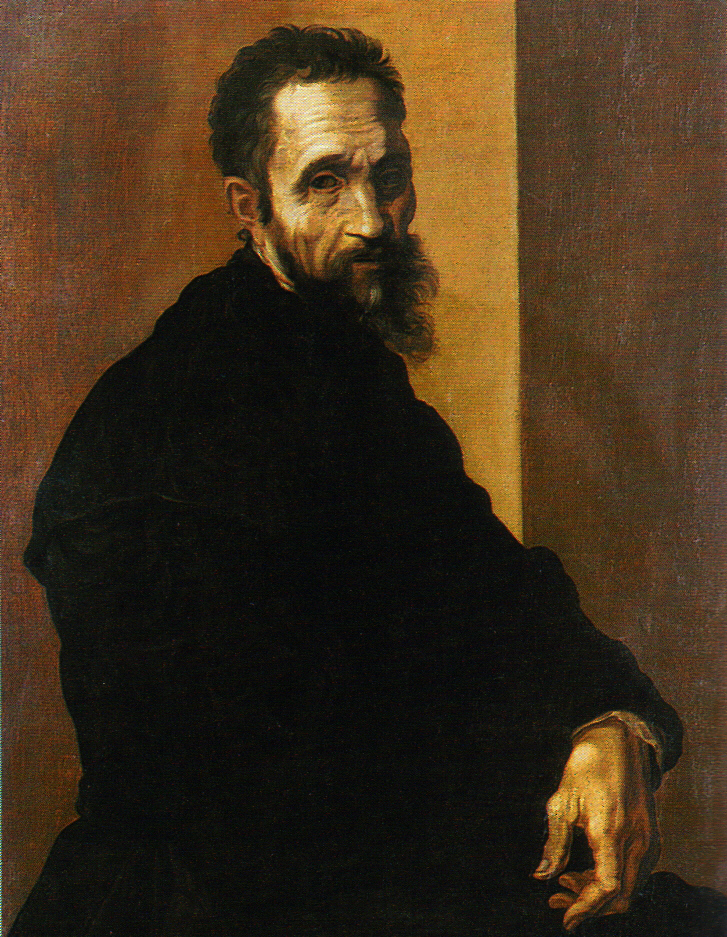
Michelangelo (Halbwaise mit 6 Jahren)
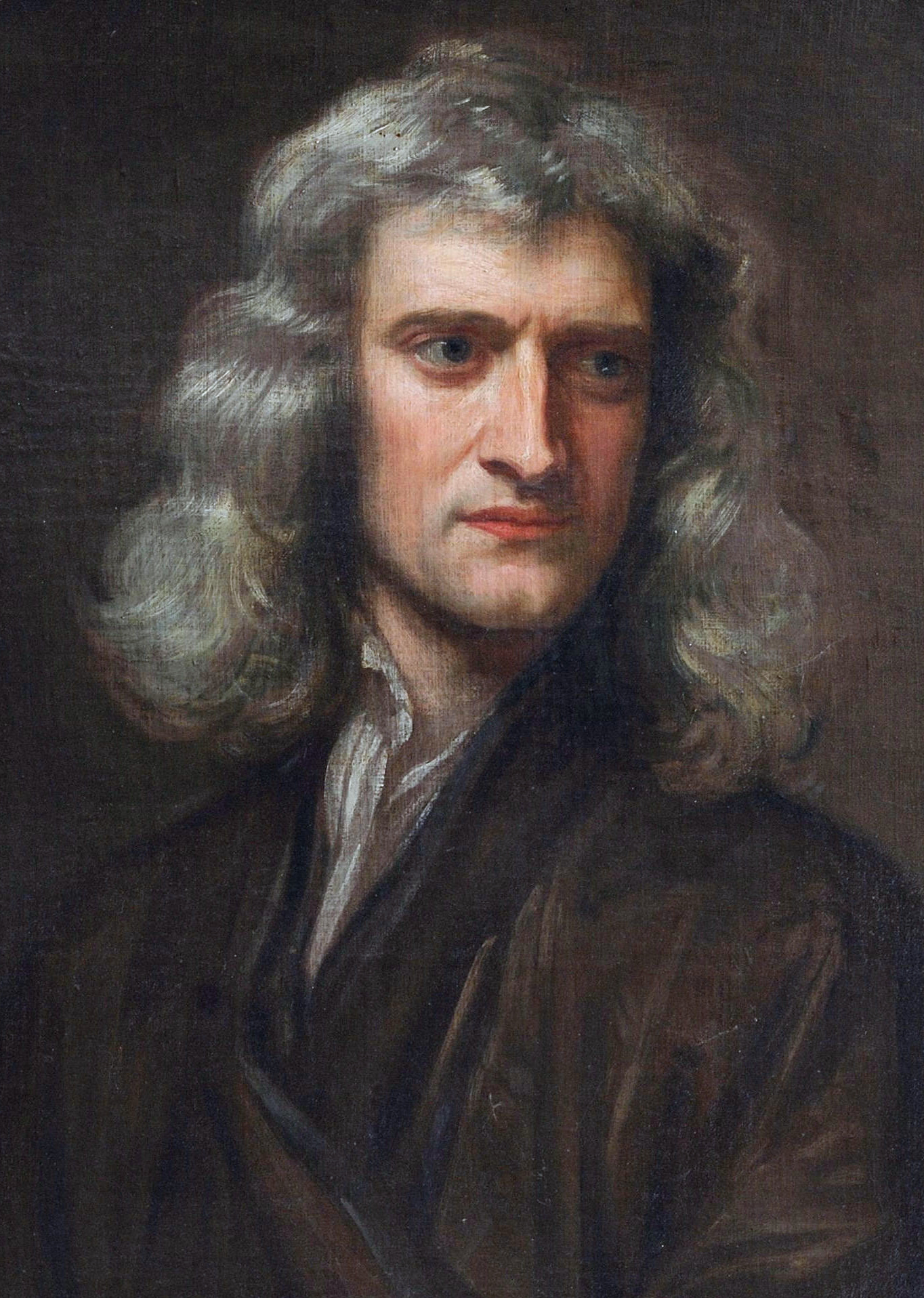
Isaac Newton (Halbwaise mit 3 Monaten)
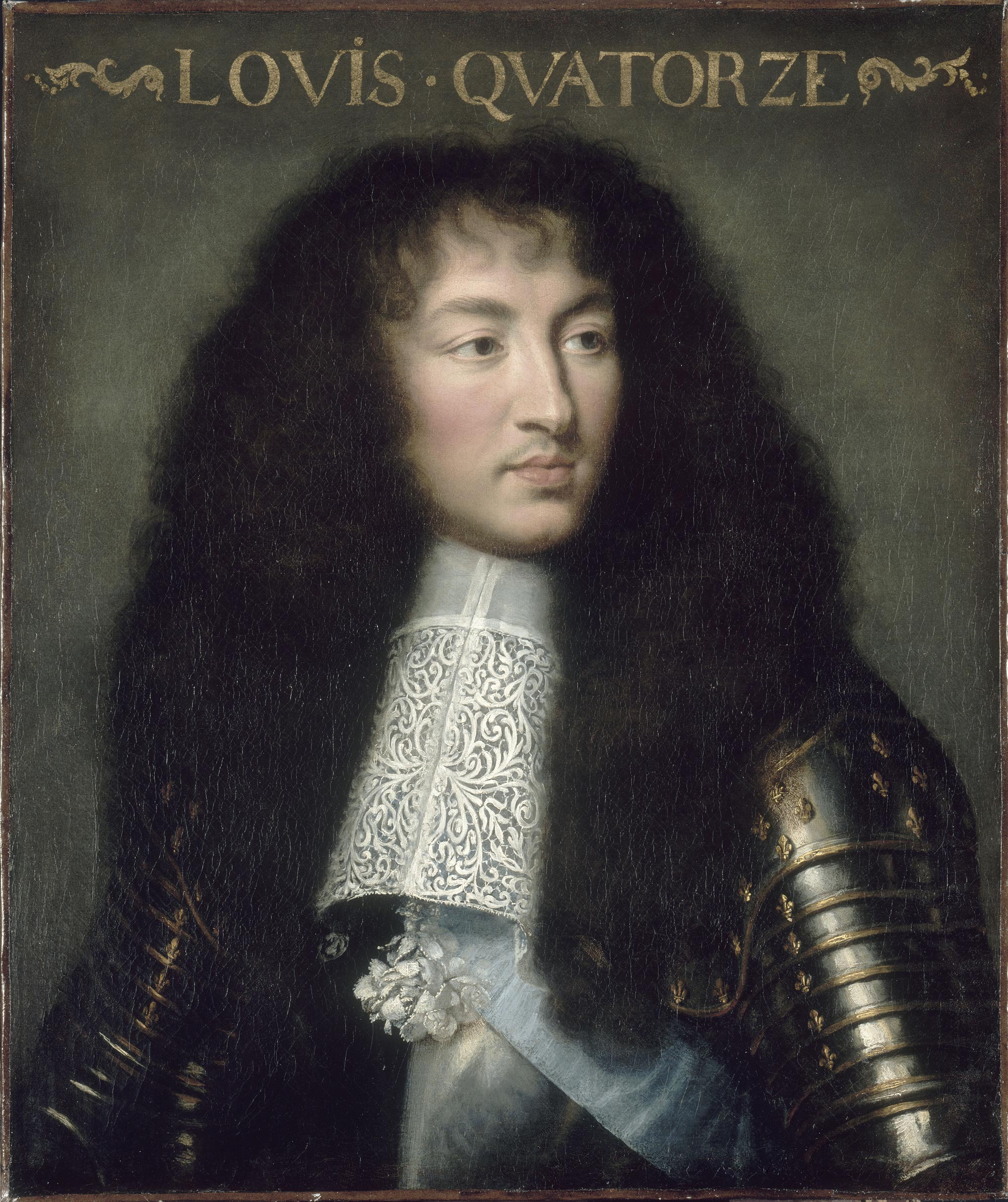
Ludwig XIV. (Halbwaise mit 5 Jahren)
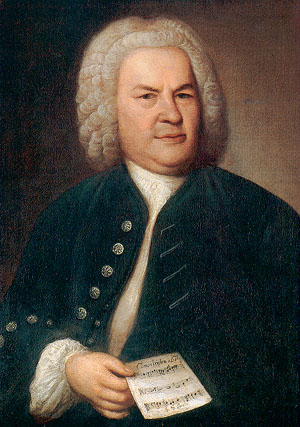
Johann Sebastian Bach (Vollwaise mit 8 bzw. 9 Jahren)
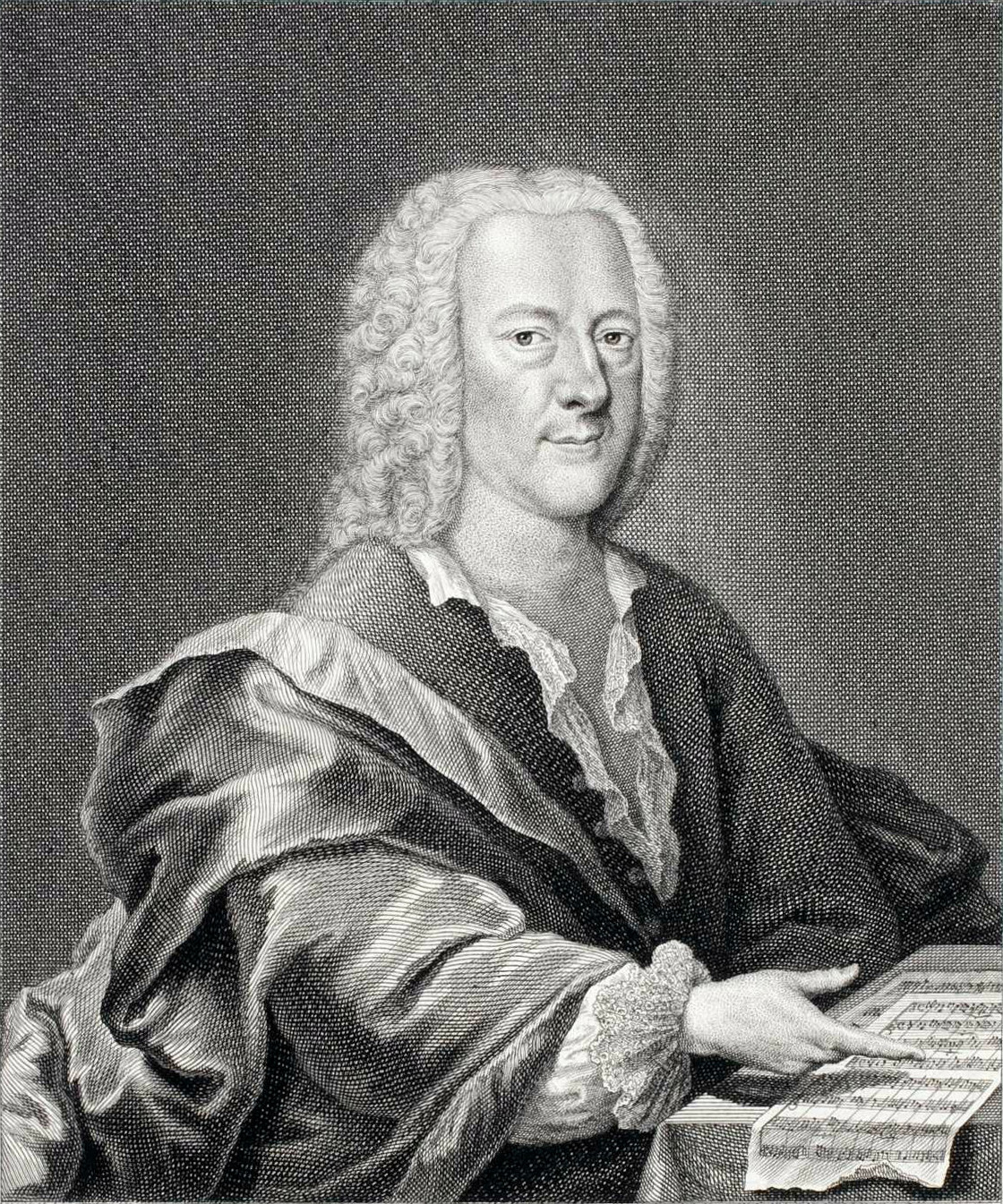
Georg Philipp Telemann (Halbwaise mit 4 Jahren)
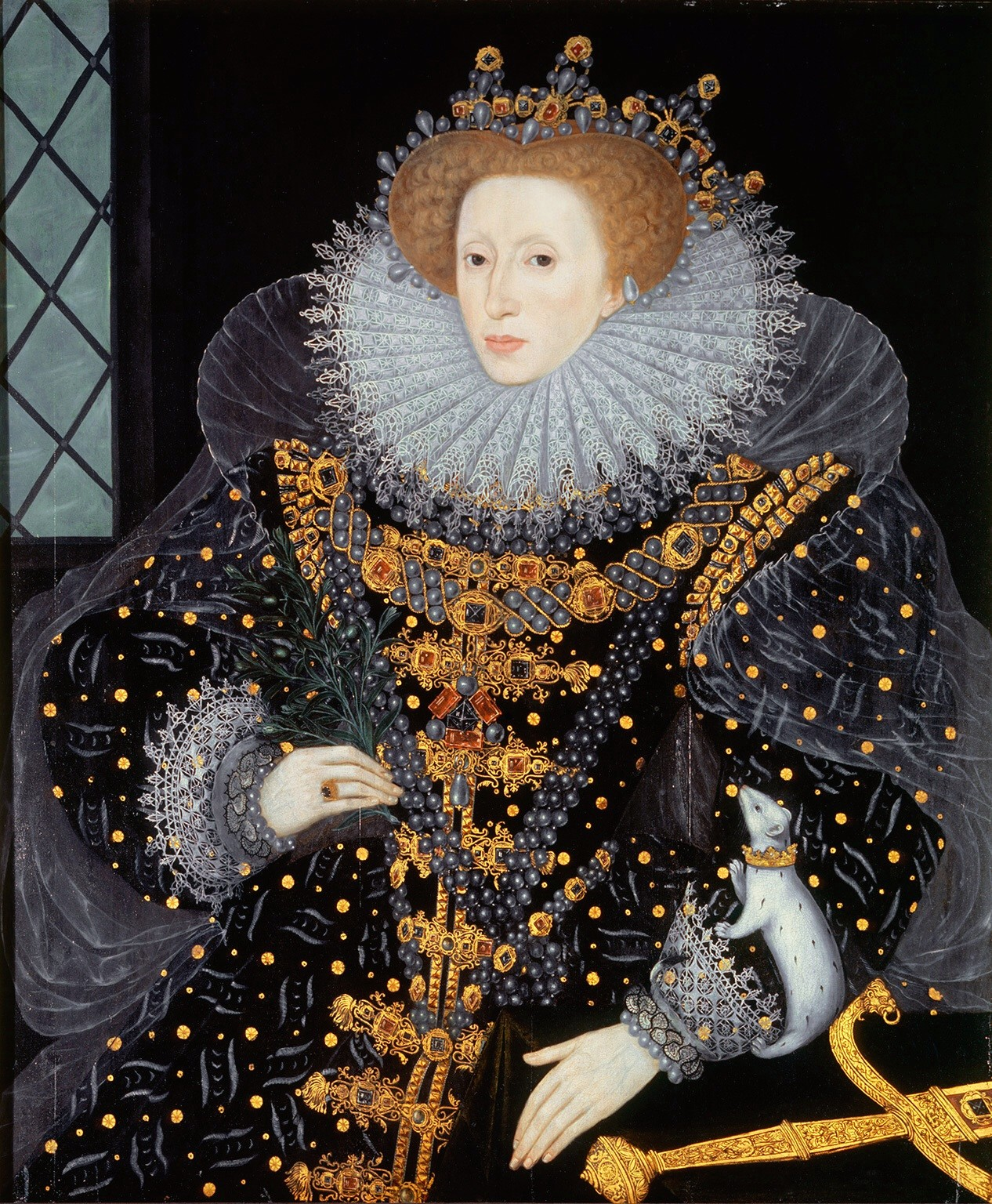
Elisabeth I. von England (Vollwaise mit 2 bzw. 13 Jahren)
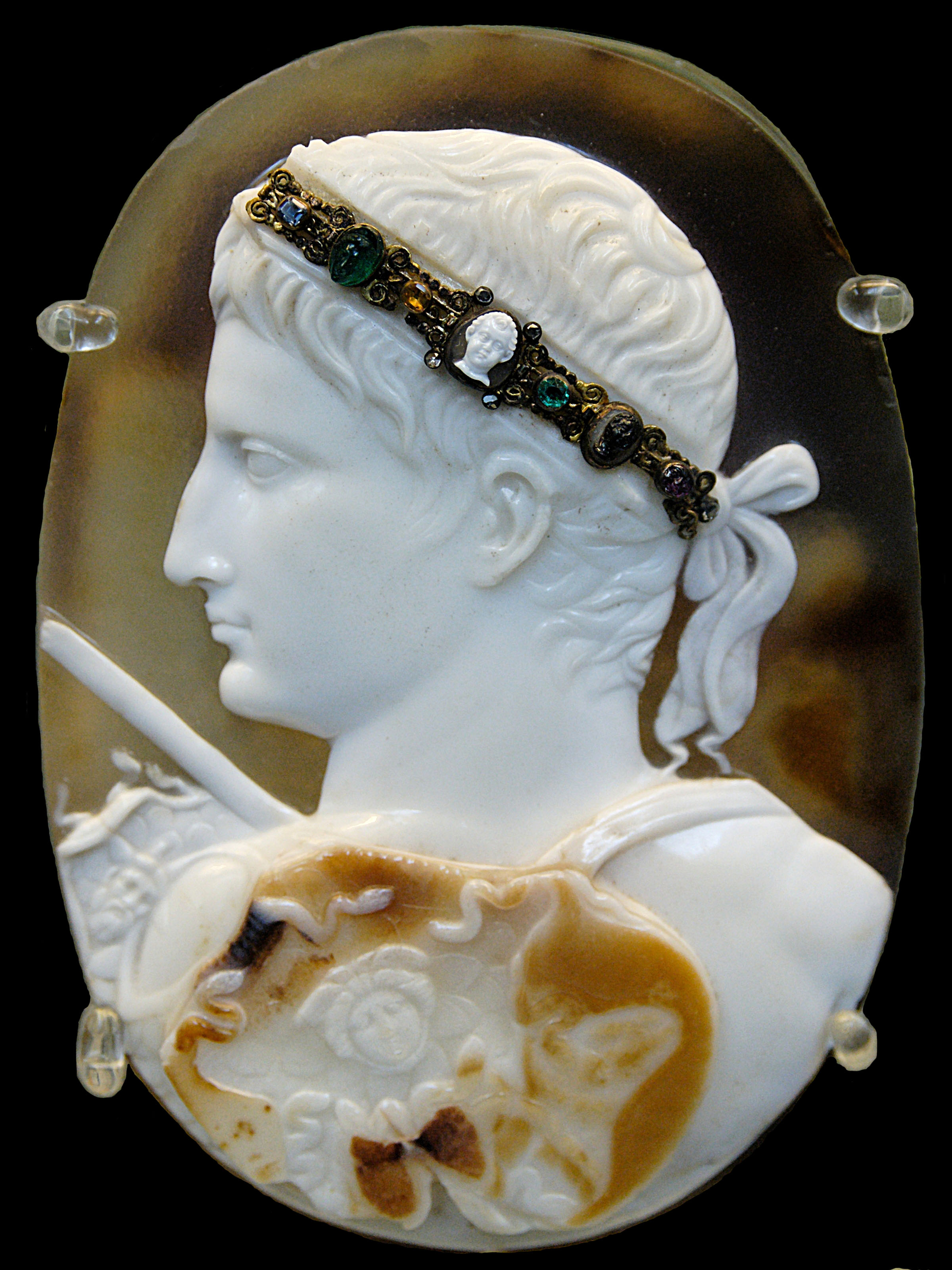
Augustus (Halbwaise mit 4 bzw. 5 Jahren)
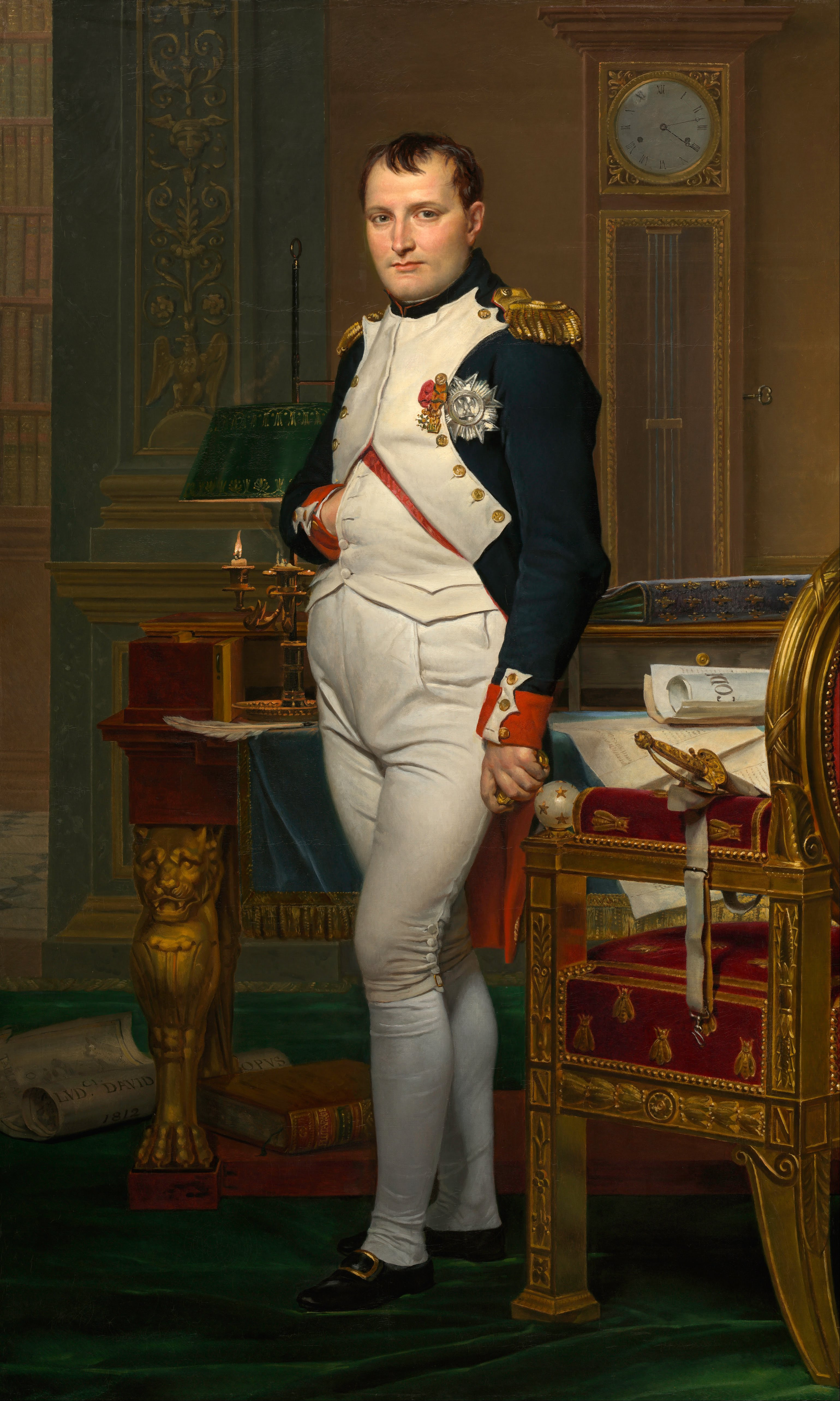
Napoleon Bonaparte (Halbwaise mit 15 Jahren)
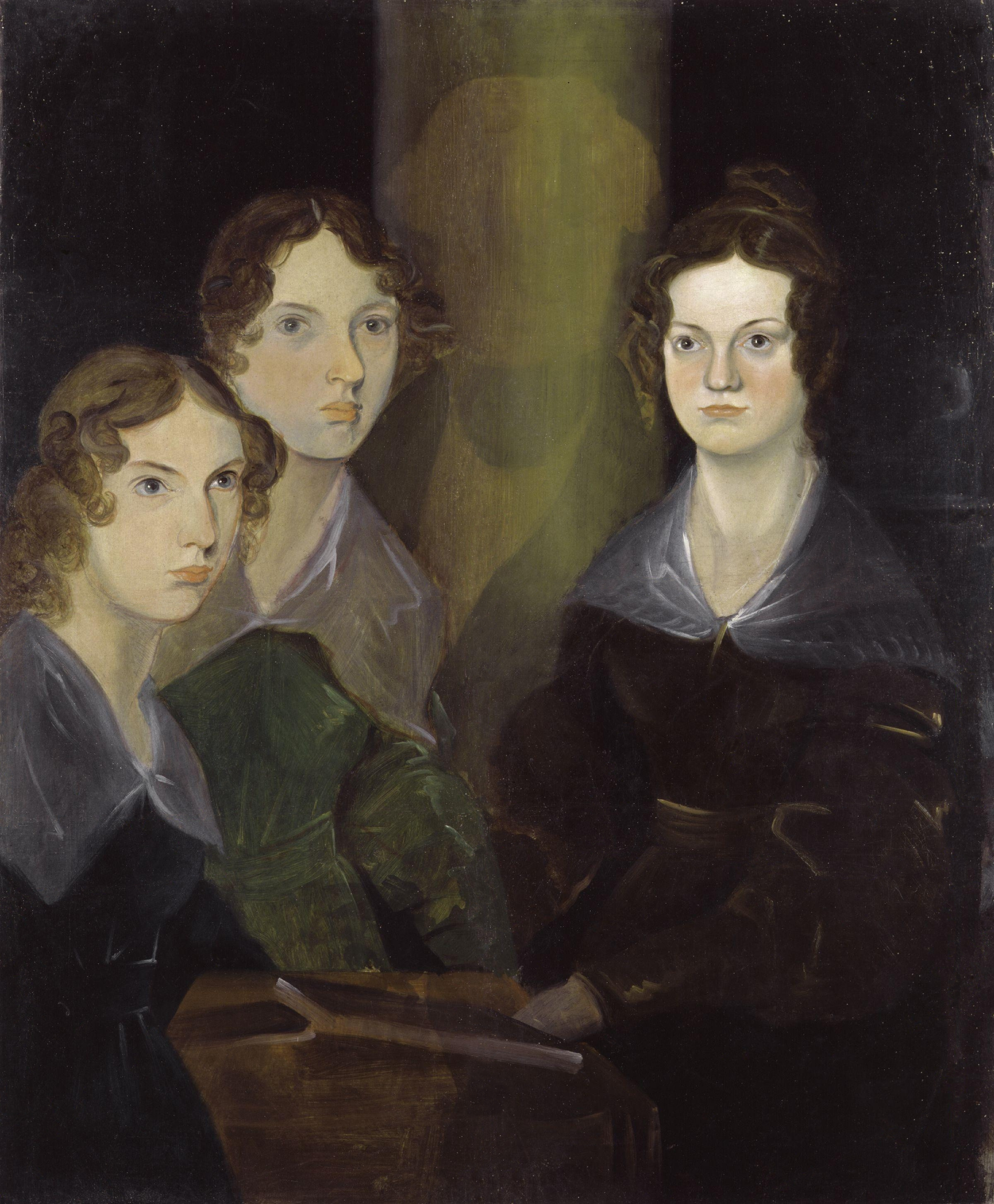
Die Geschwister Brontë (Halbwaisen mit 1 bis 5 Jahren)
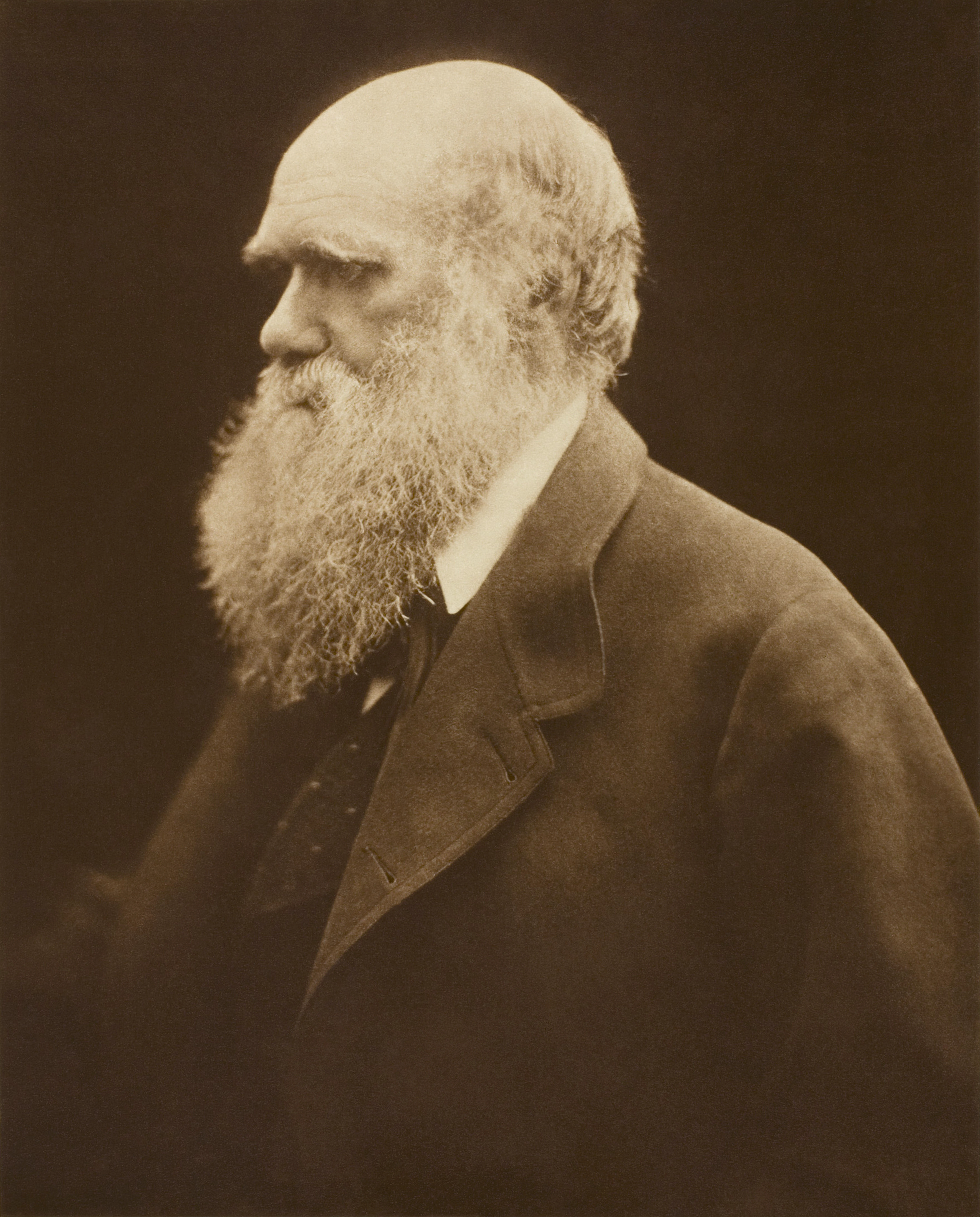
Charles Darwin (Halbwaise mit 8 Jahren)
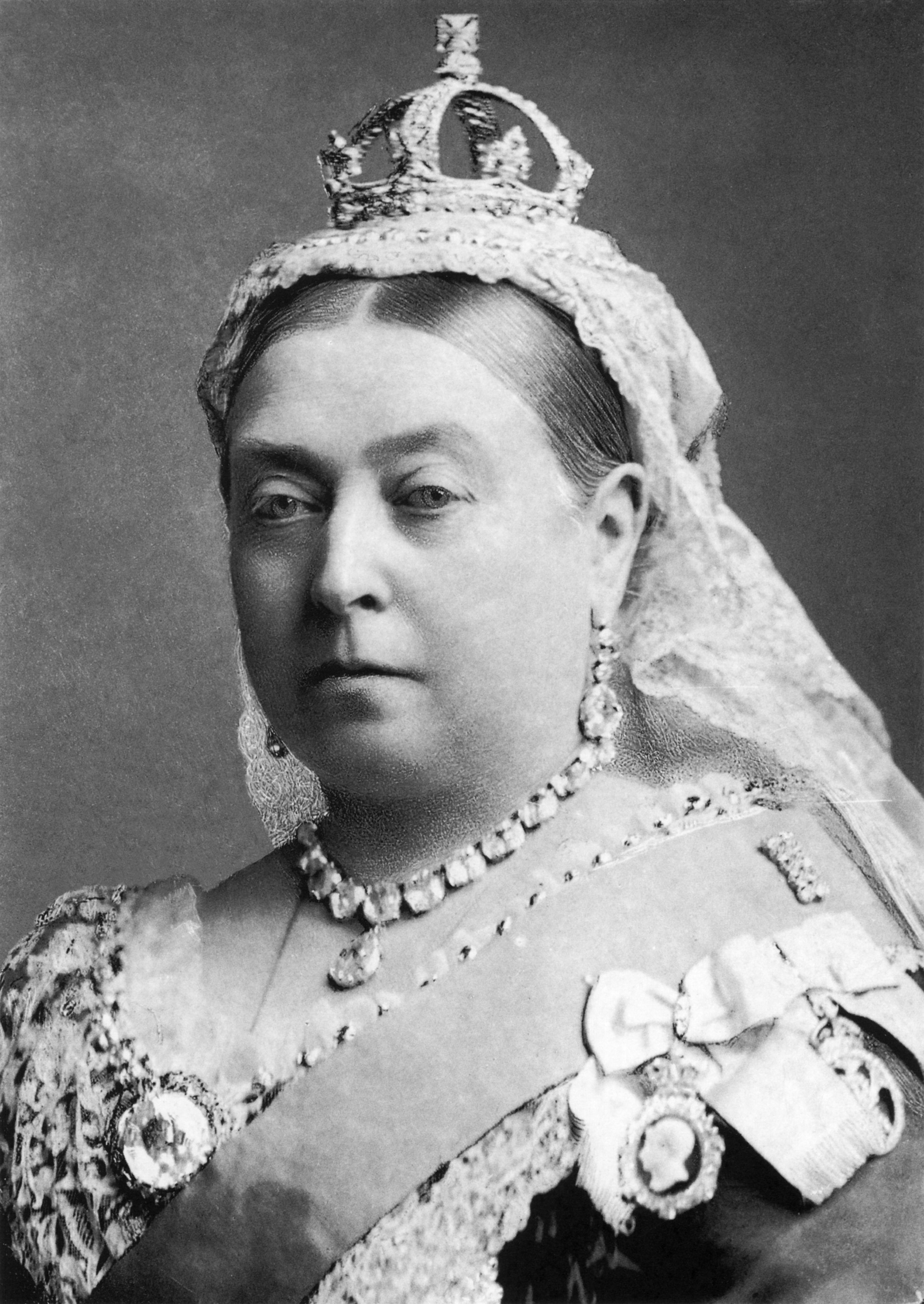
Queen Victoria (Halbwaise mit 8 Monaten)
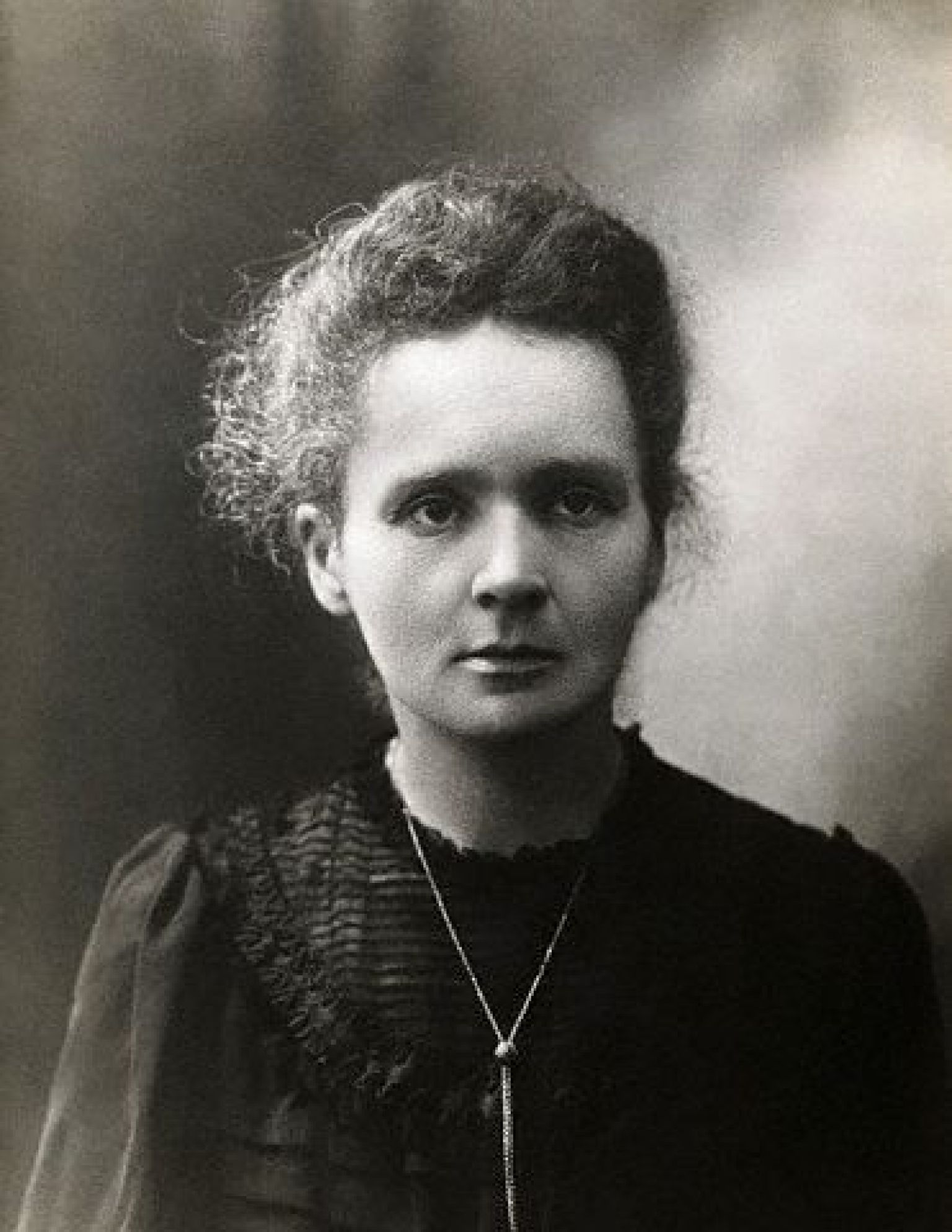
Marie Curie (Halbwaise mit 10 Jahren)
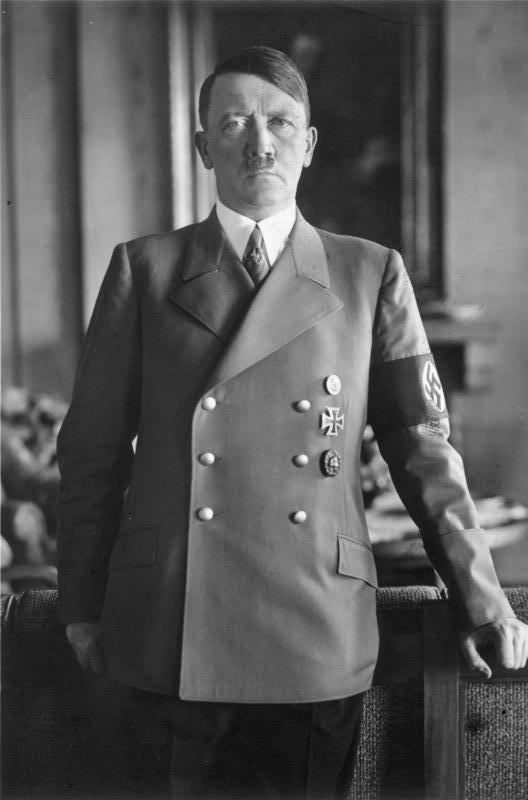
Adolf Hitler (Halbwaise mit 14 Jahren)
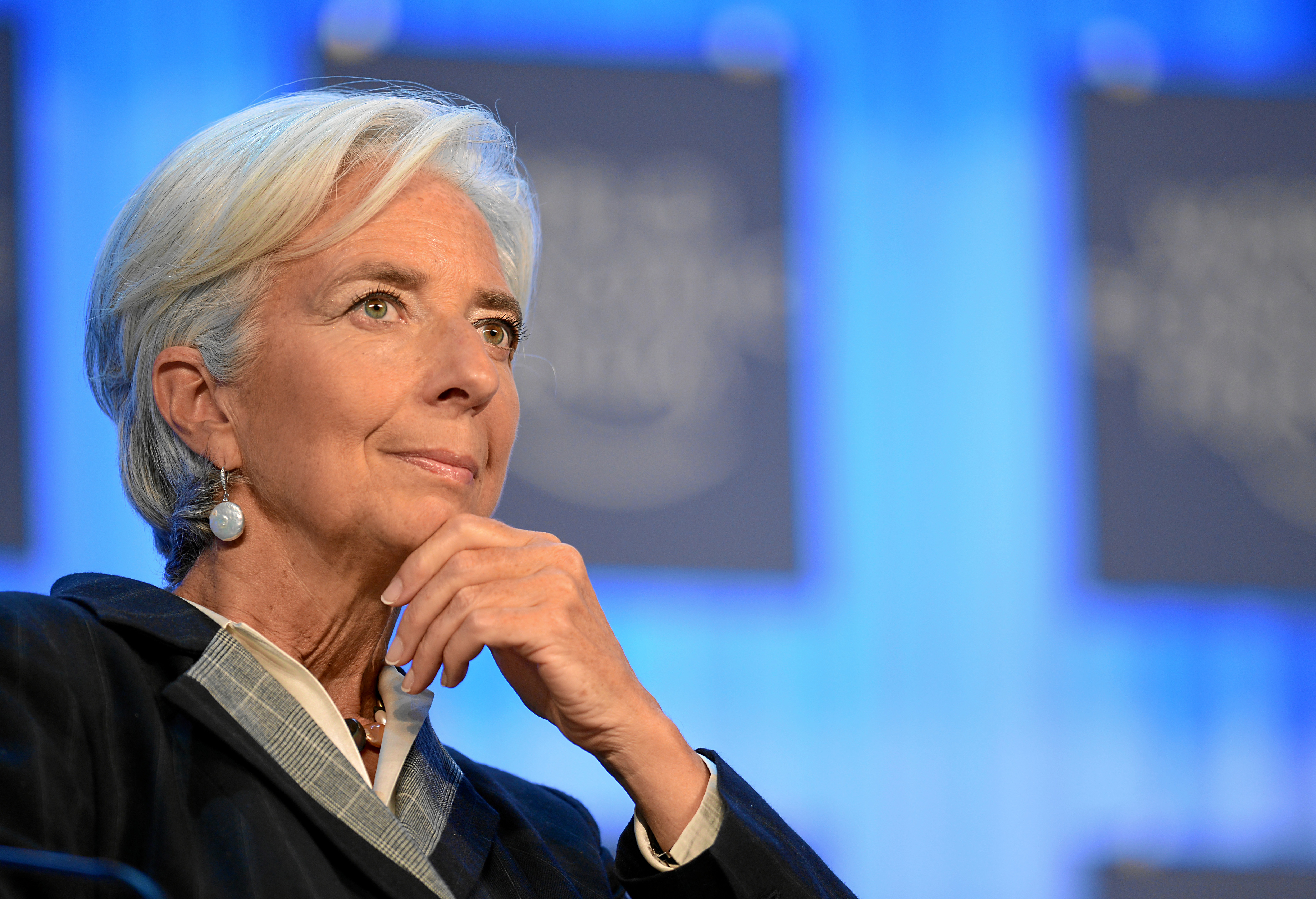
Christine Lagarde (Halbwaise mit 17 Jahren)
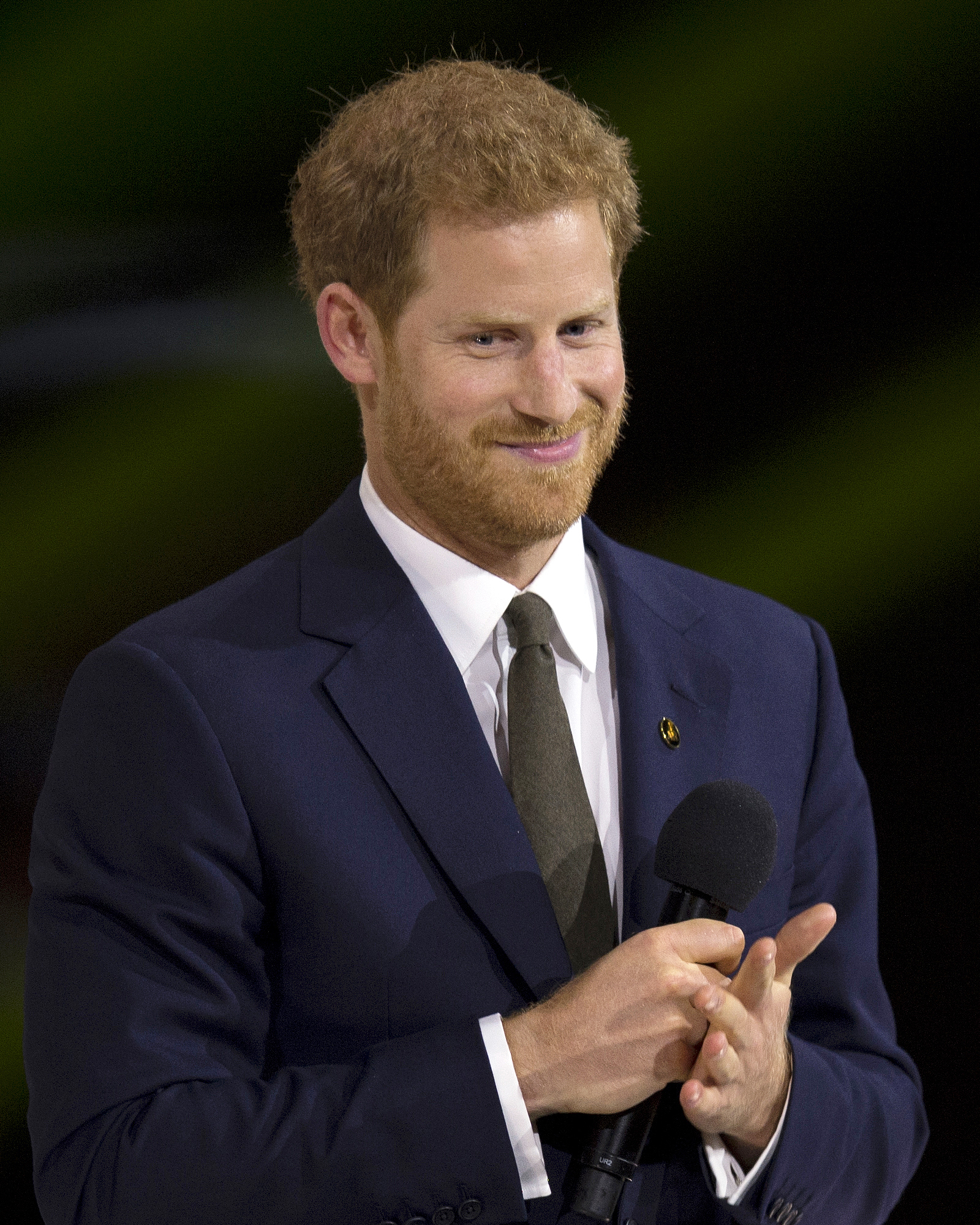
Harry, Duke of Sussex (Halbwaise mit 12 Jahren)
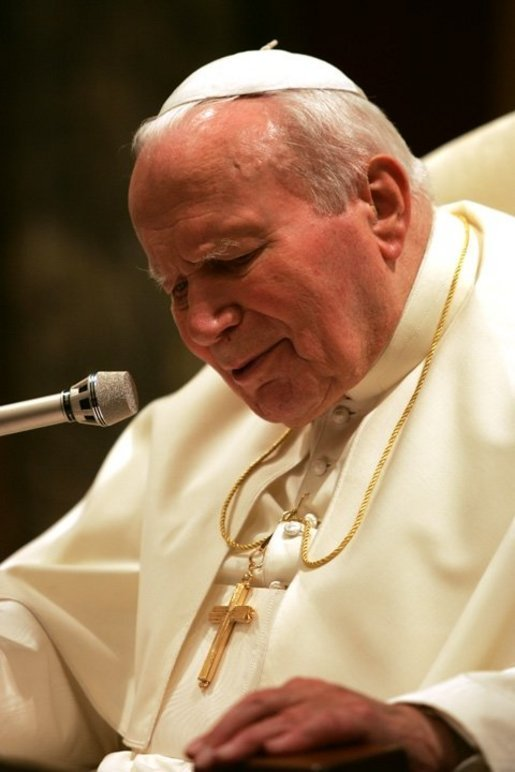
Johannes Paul II. (Halbwaise mit 8 Jahren)
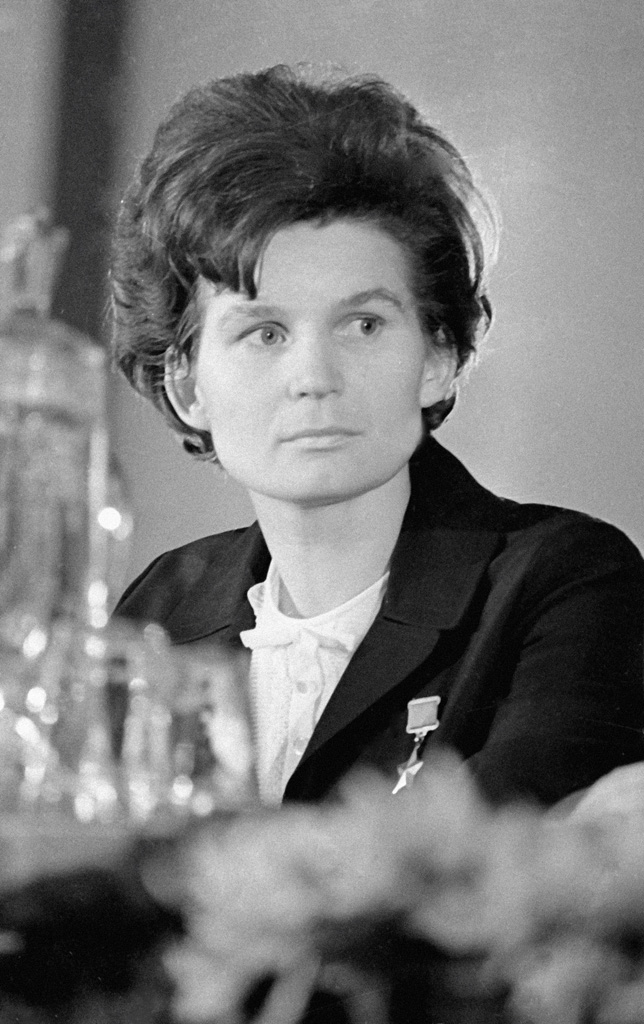
Walentina Wladimirowna Tereschkowa (Halbwaise mit 2 Jahren)
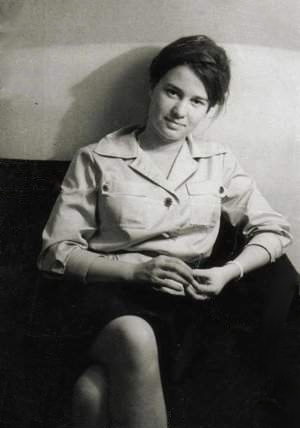
Ulrike Meinhof (Vollwaise mit 15 Jahren)
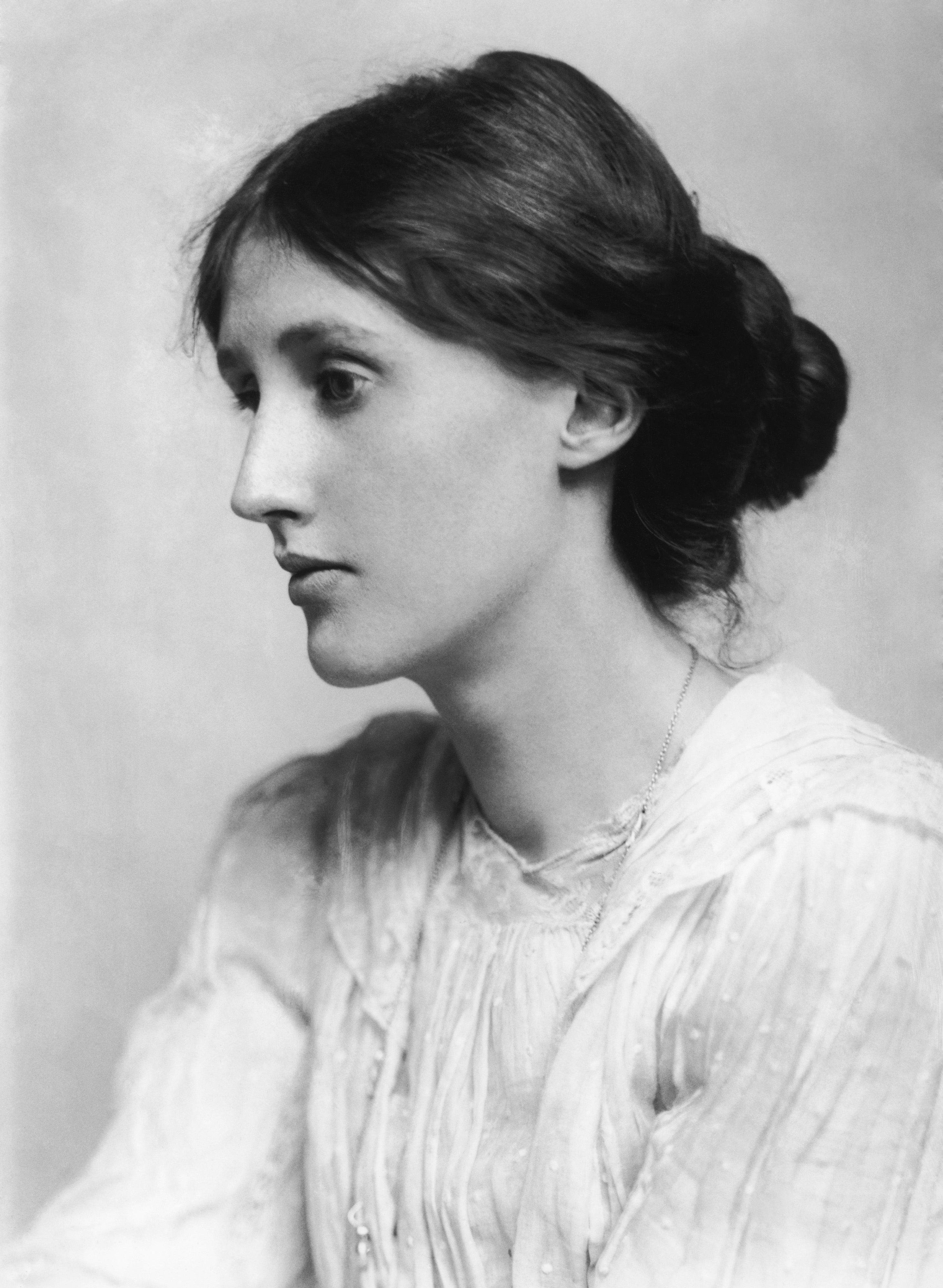
Virginia Woolf (Halbwaise mit 13 Jahren)
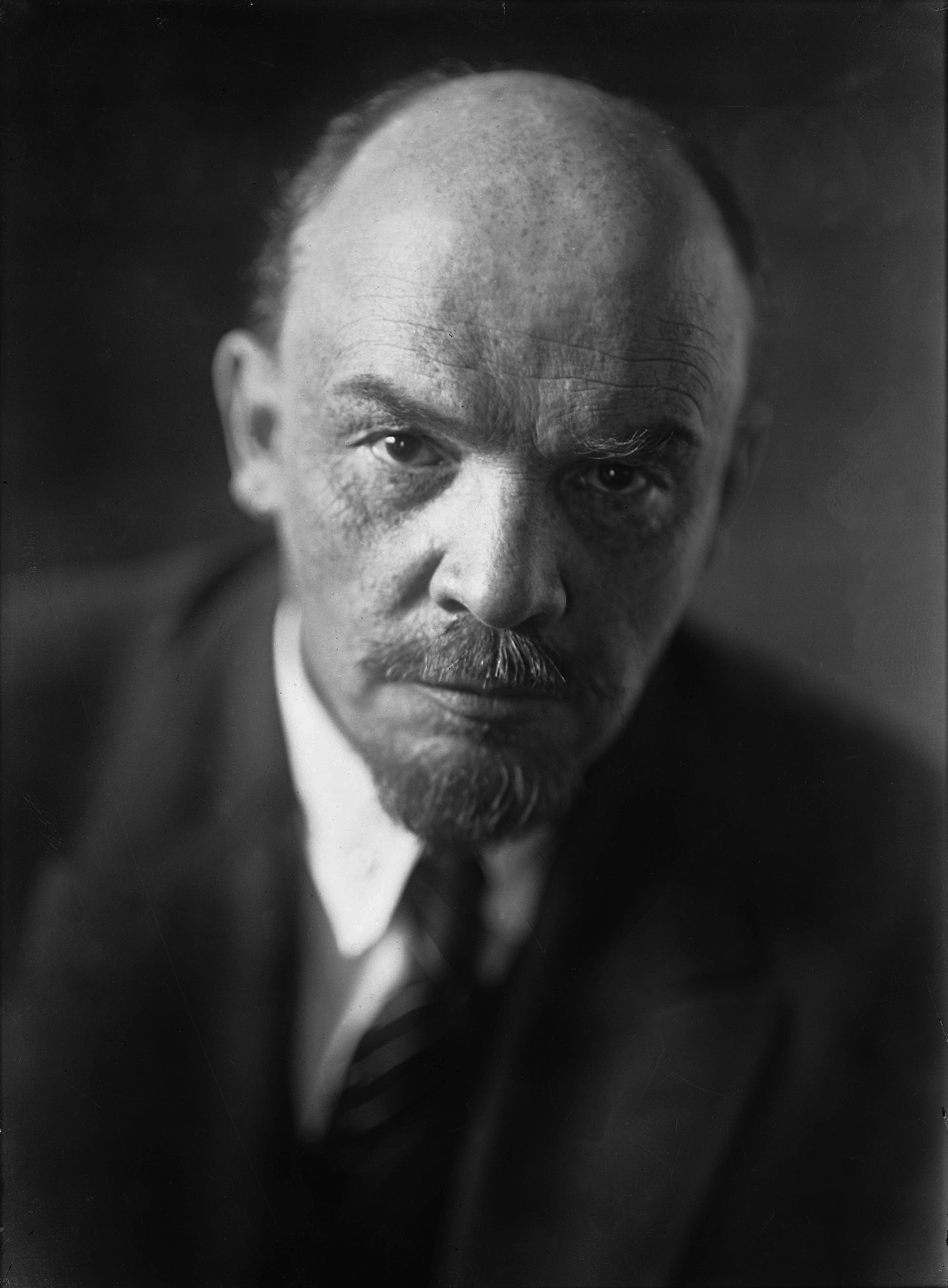
Wladimir Iljitsch Lenin (Halbwaise mit 15 Jahren)

### Nordamerika

Red Cloud
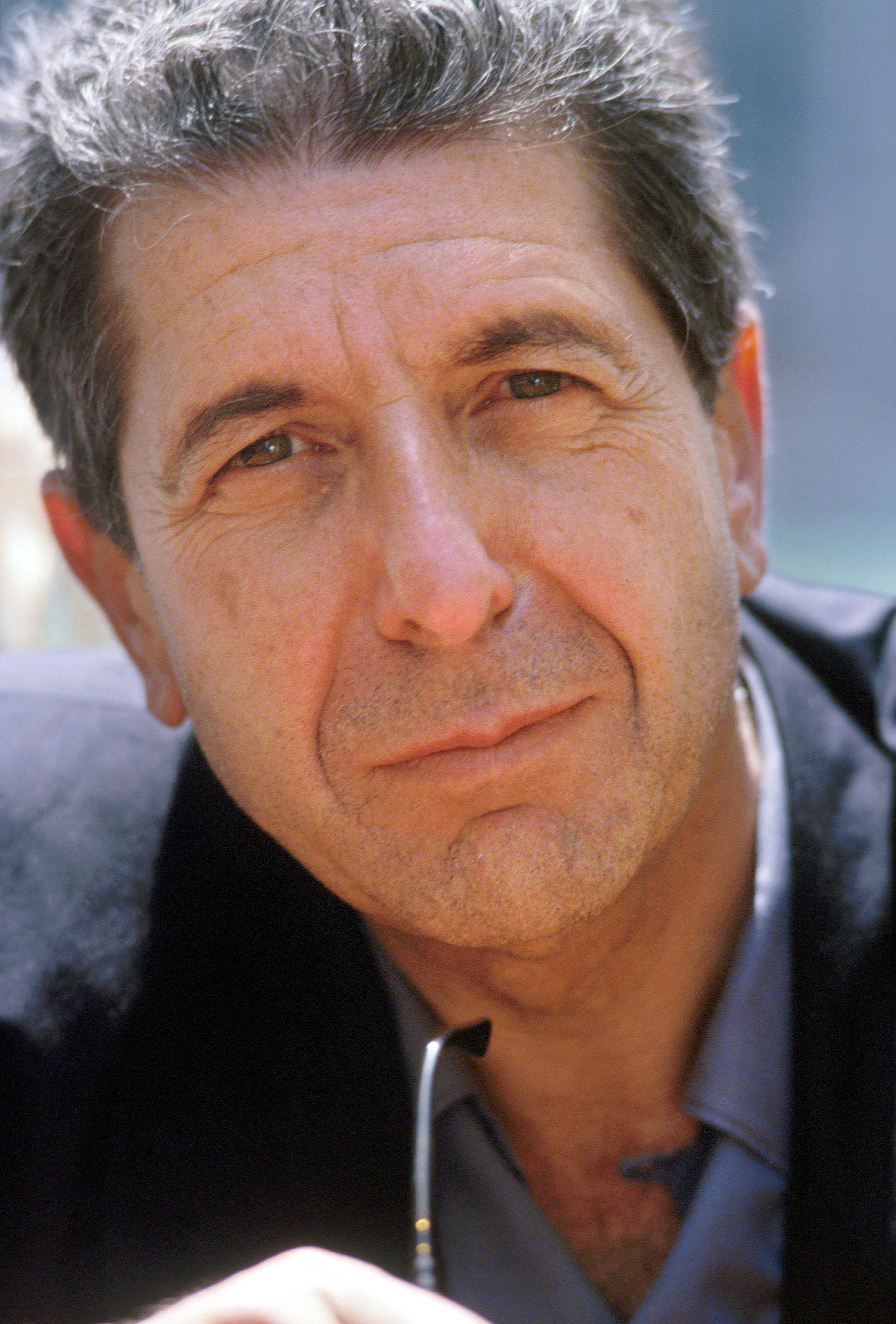
Leonard Cohen
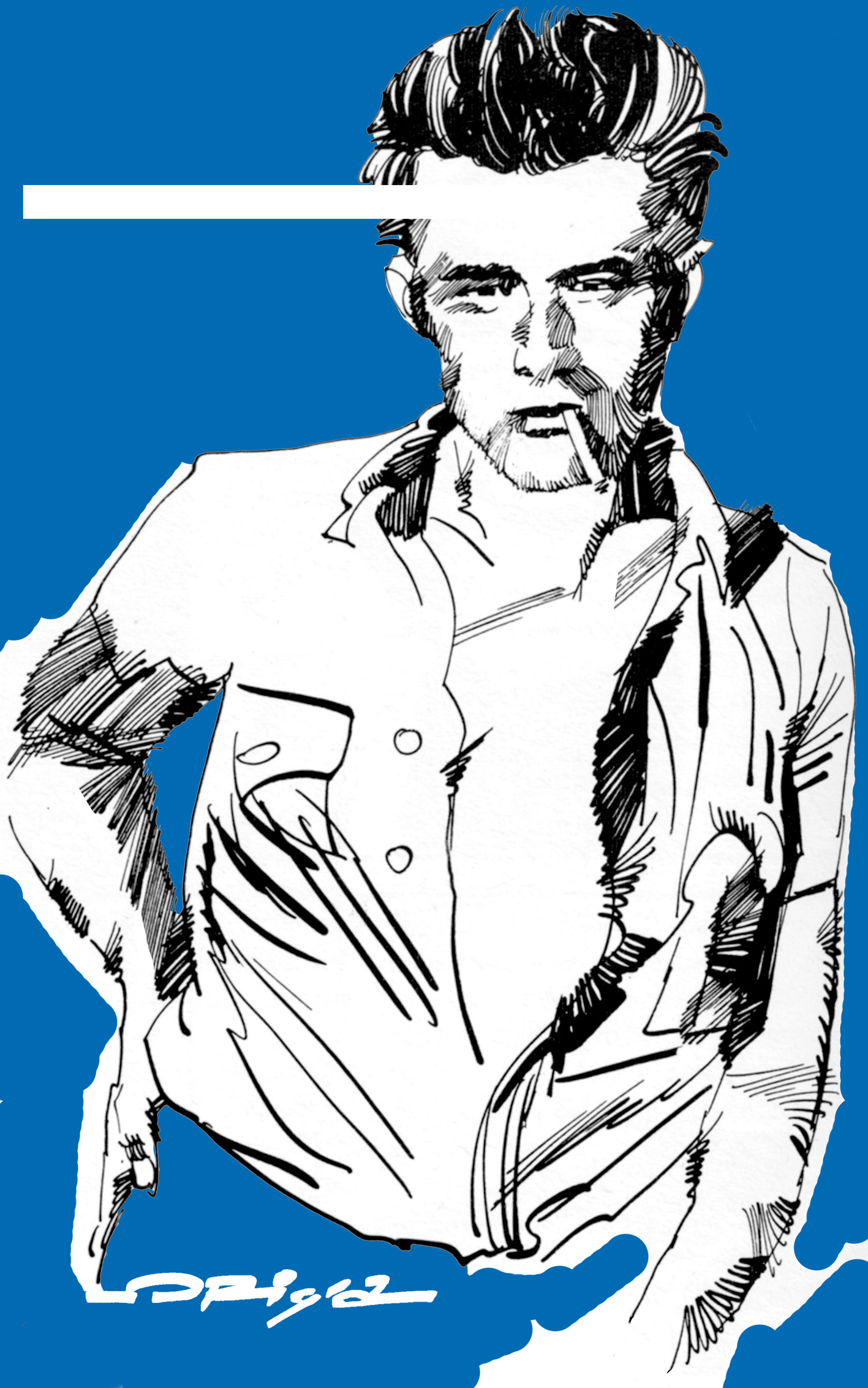
James Dean
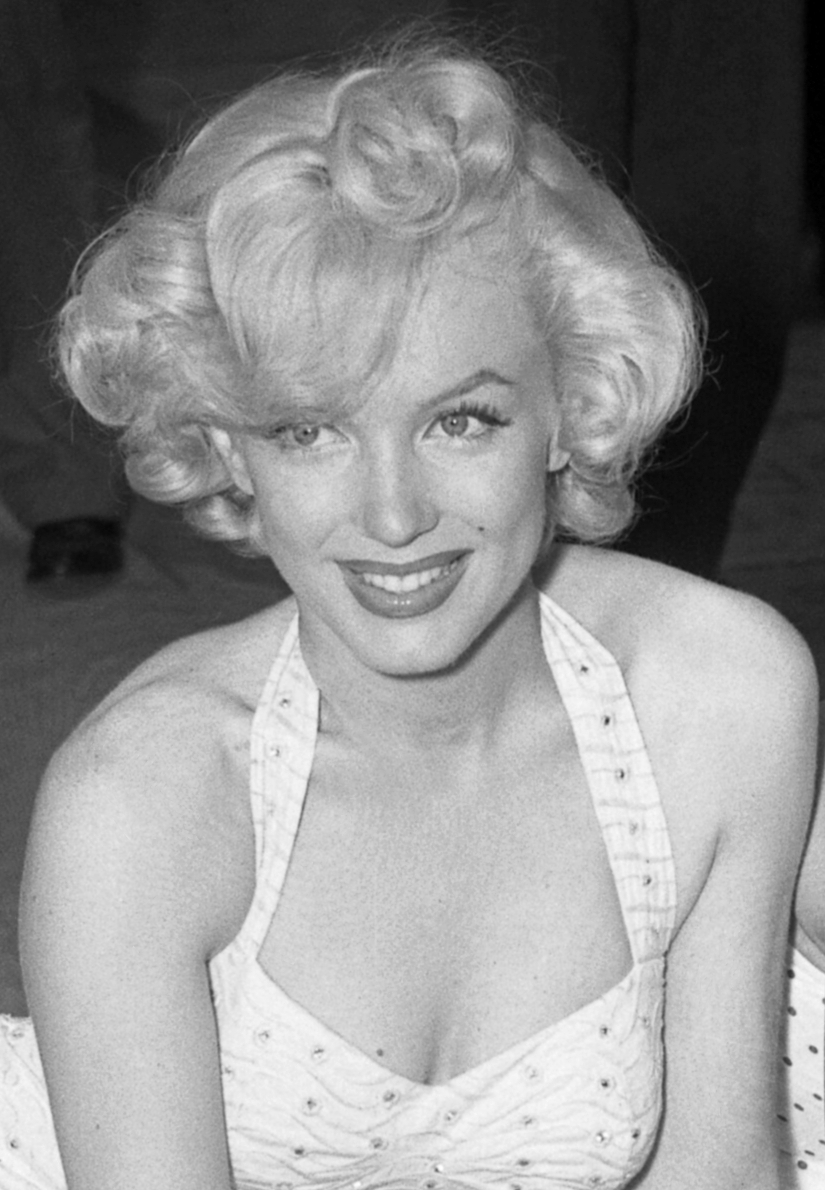
Marilyn Monroe
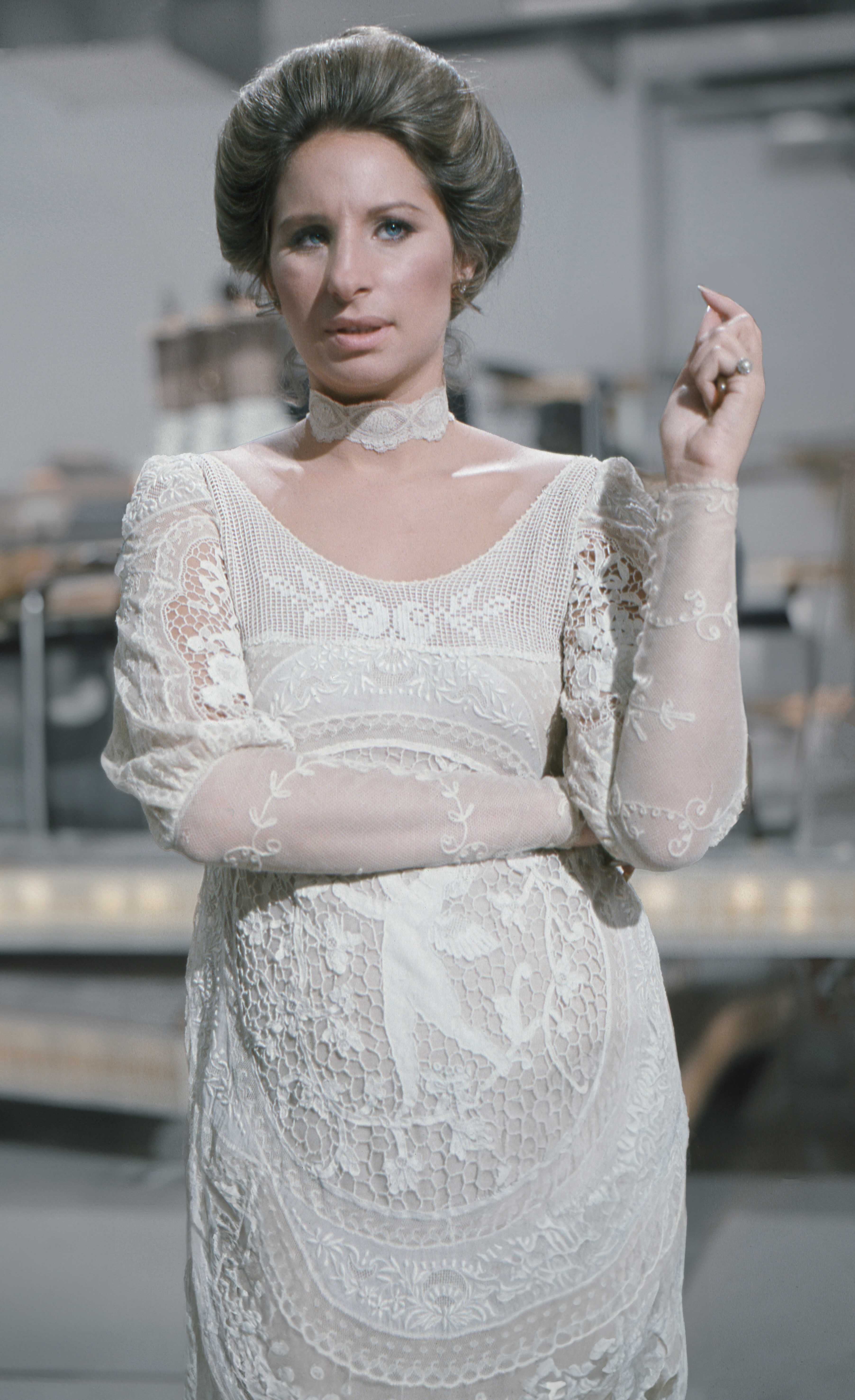
Barbra Streisand
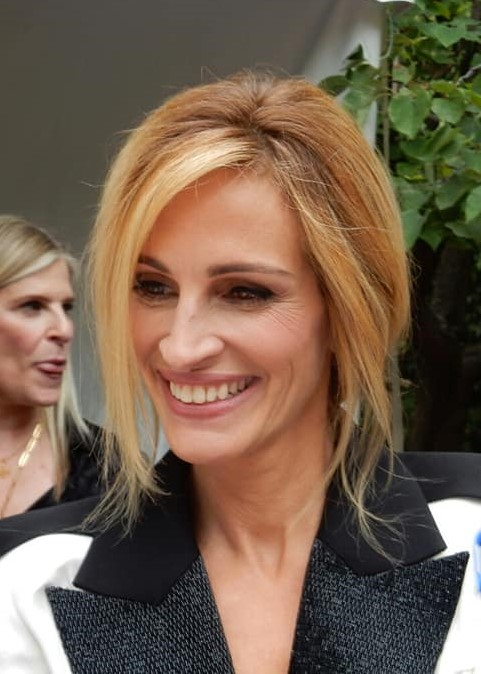
Julia Roberts
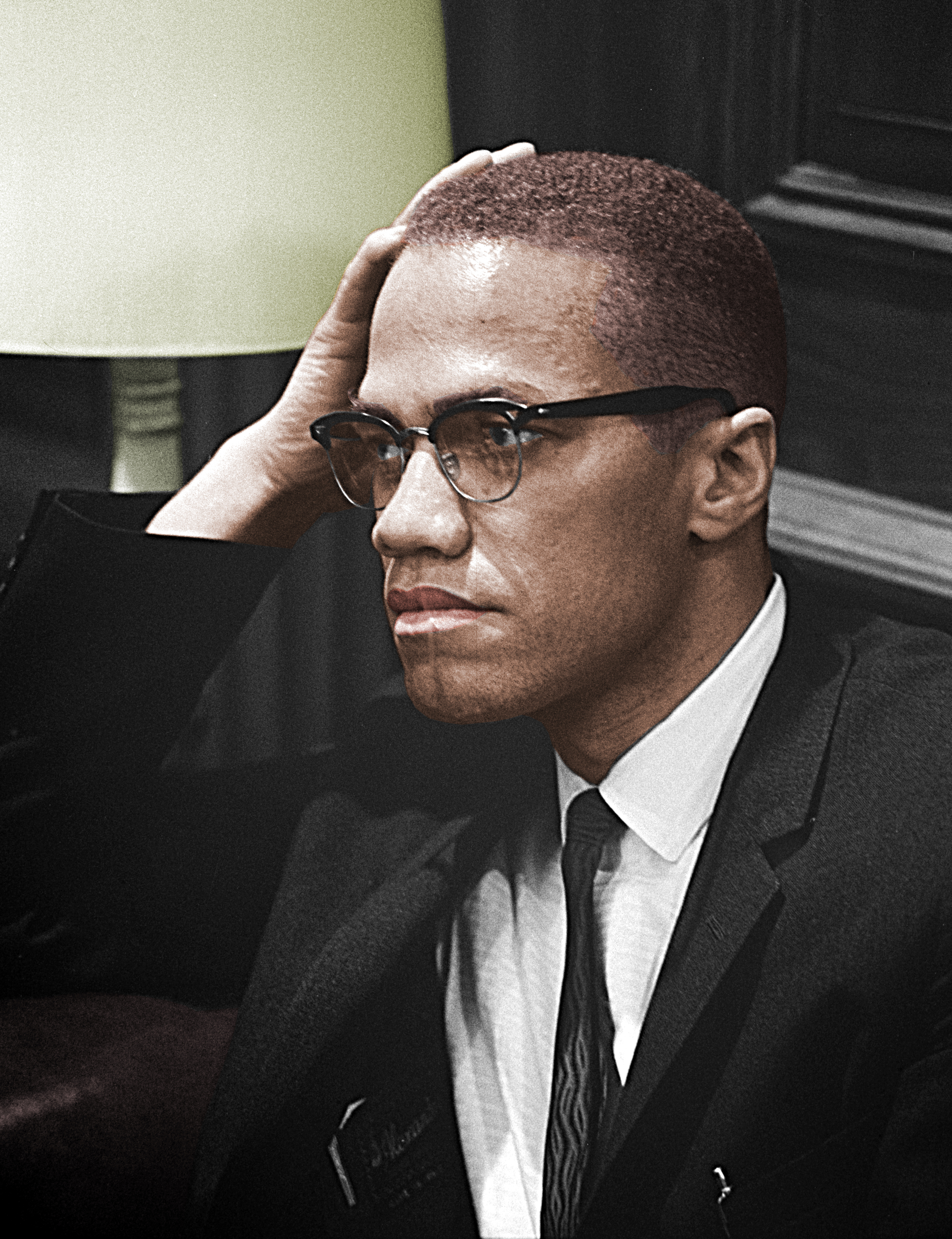
Malcolm X
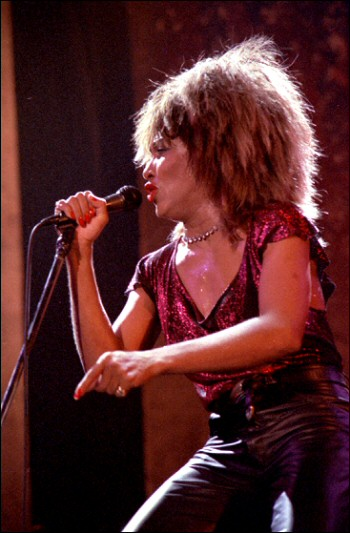
Tina Turner
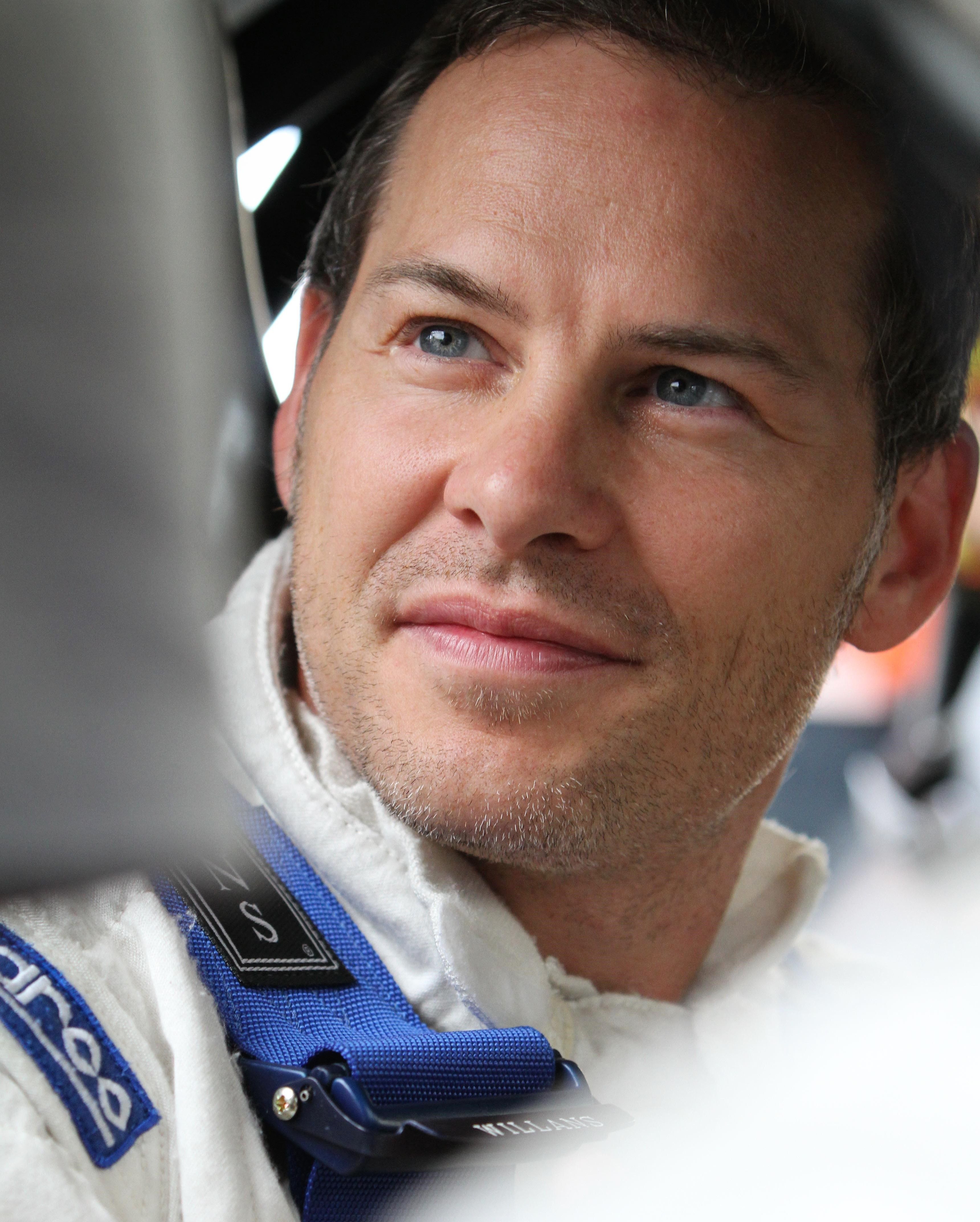
Jacques Villeneuve
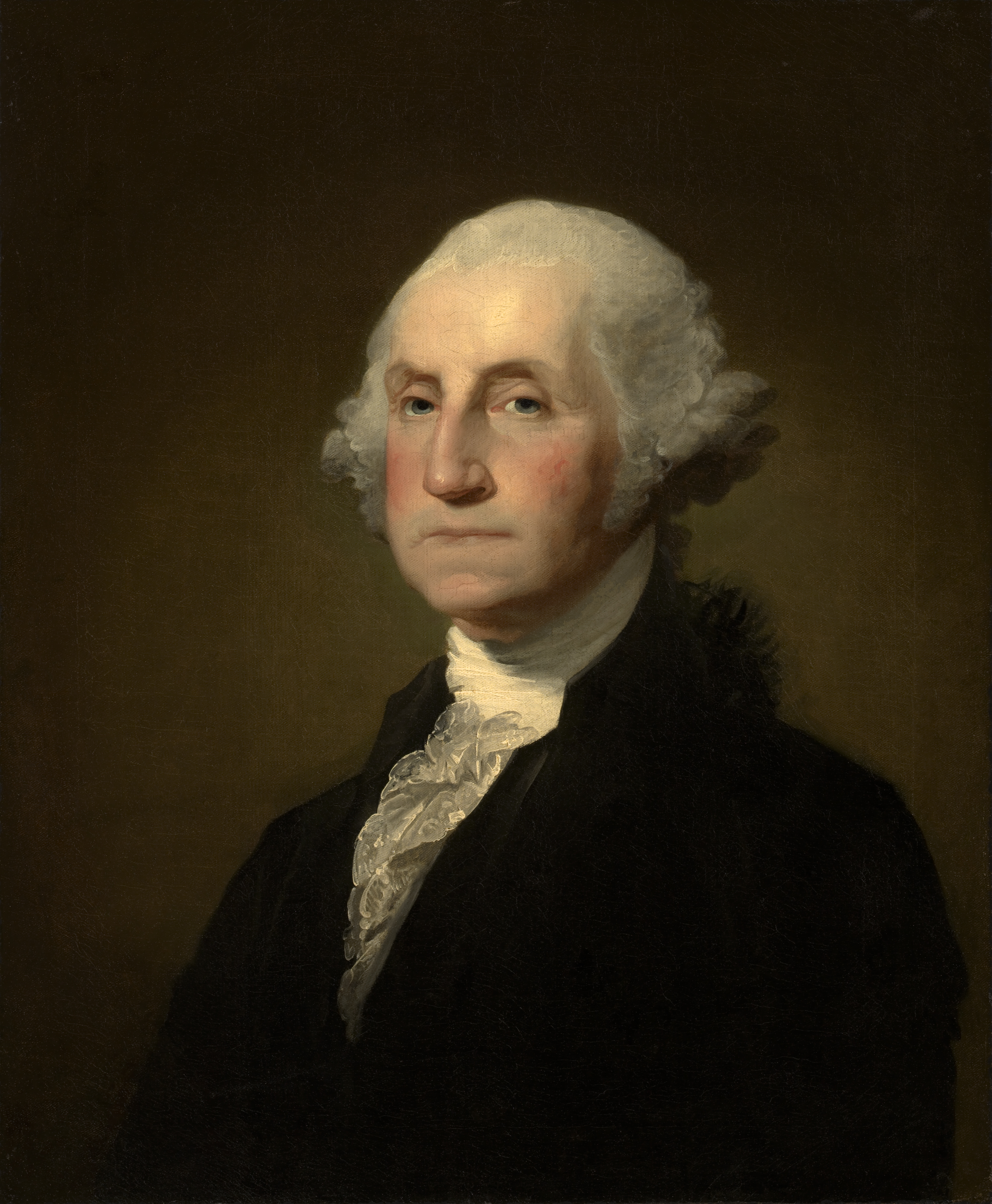
George Washington

### Südamerika

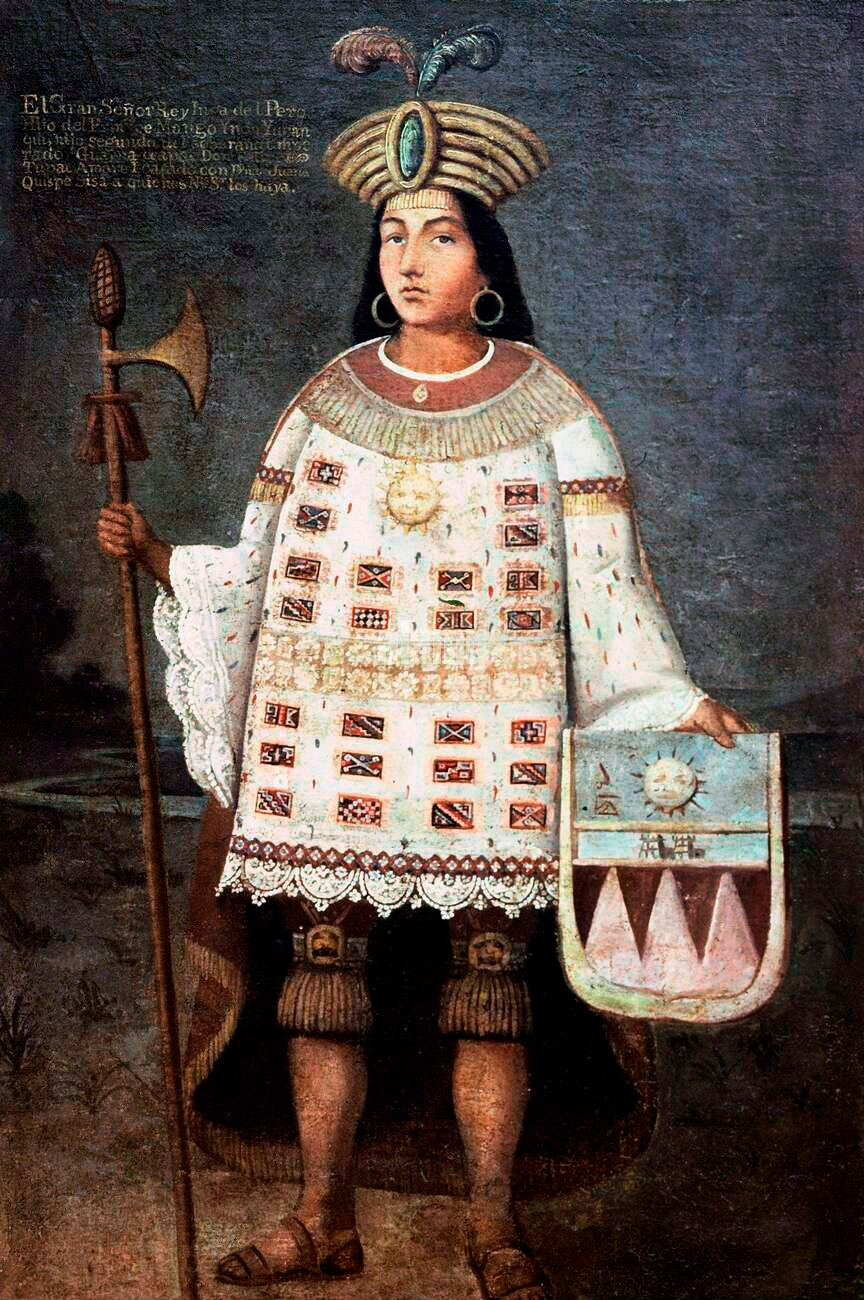
Túpac Amaru
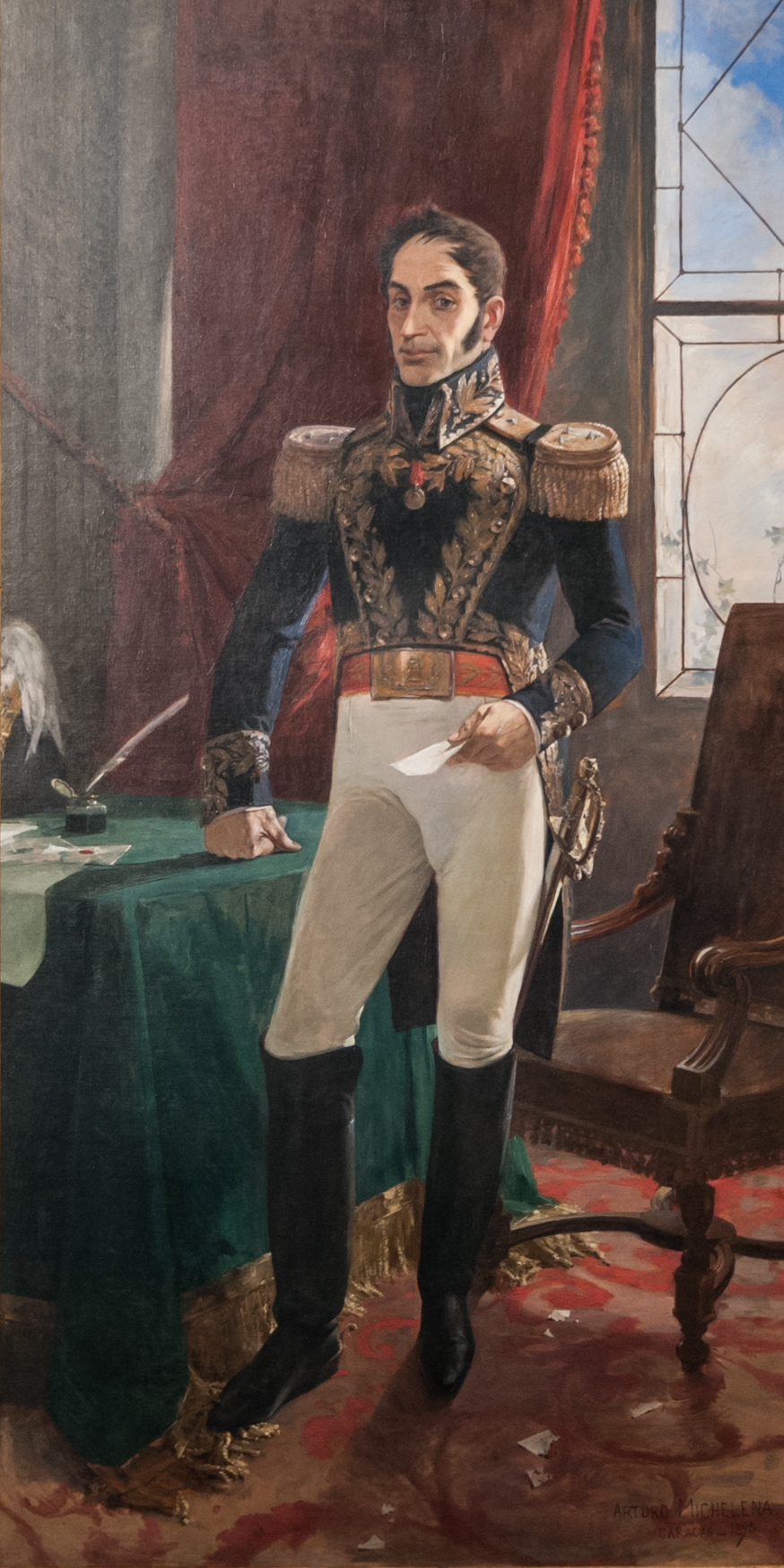
Simón Bolívar
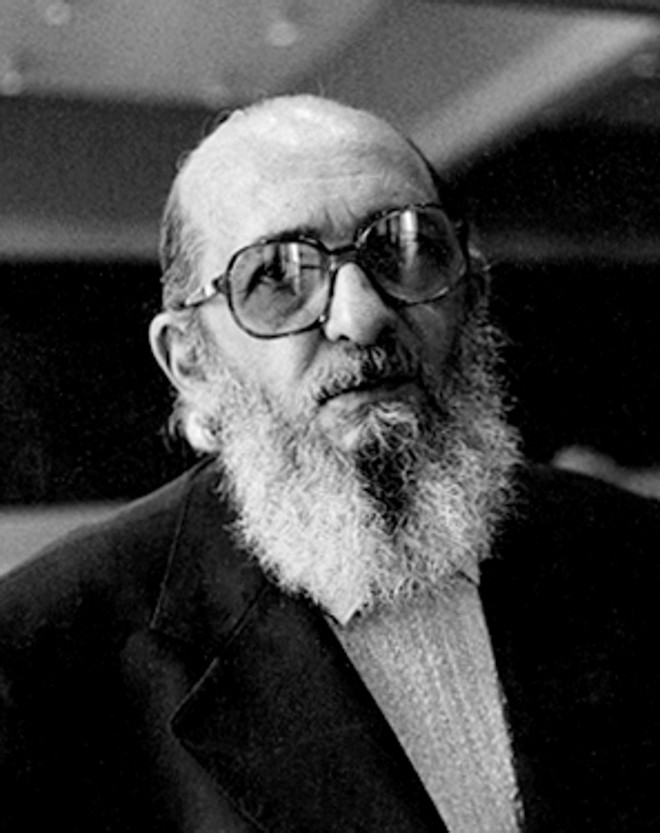
Paulo Freire
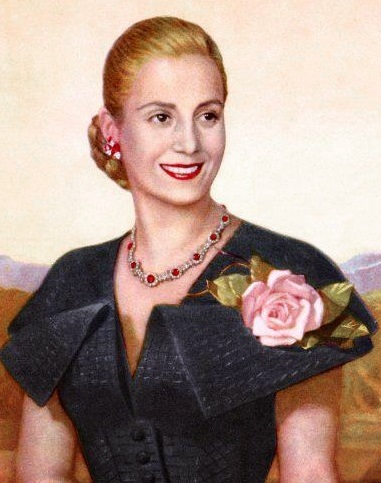
Eva Perón
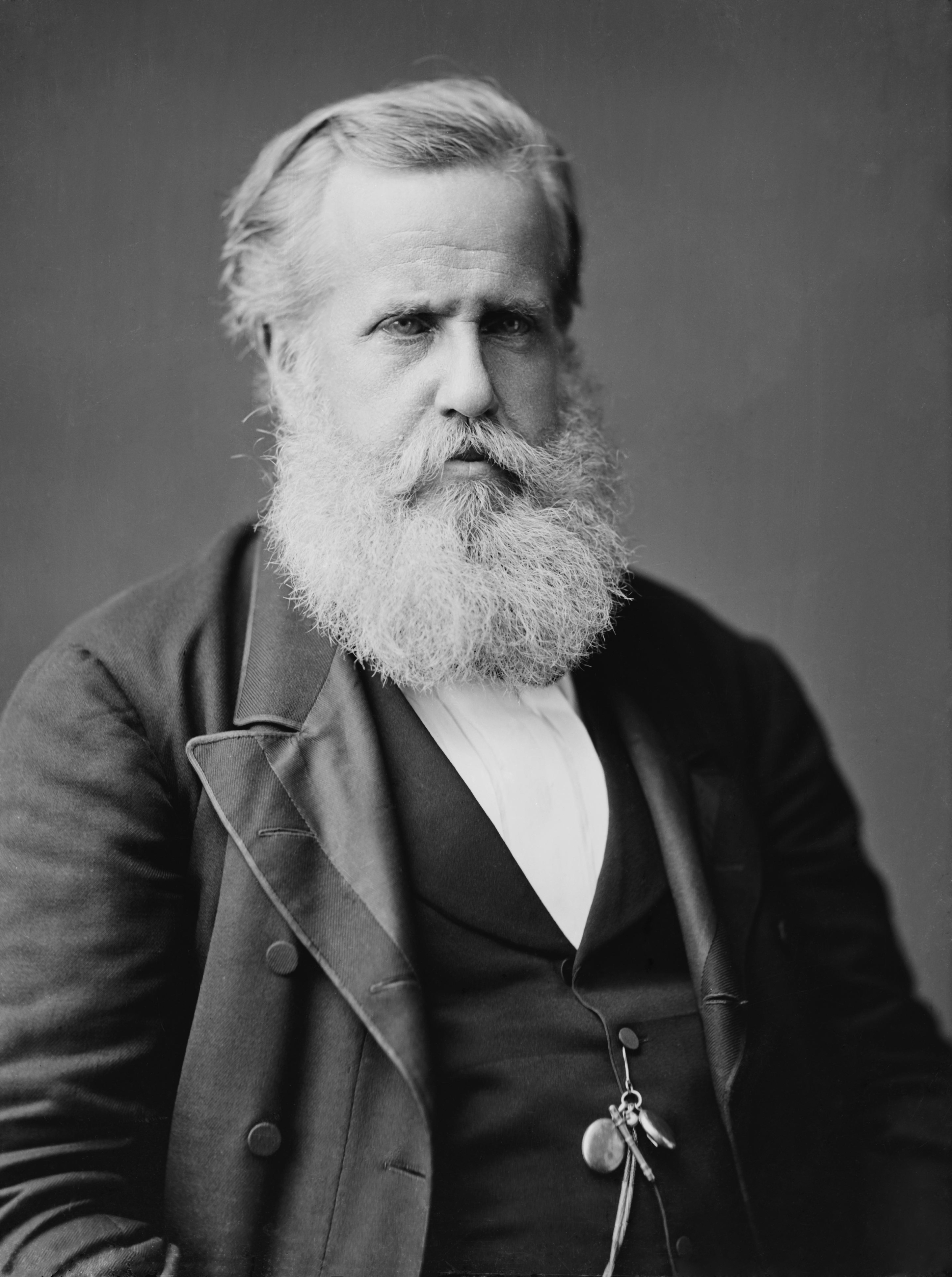
Peter II. (Brasilien)
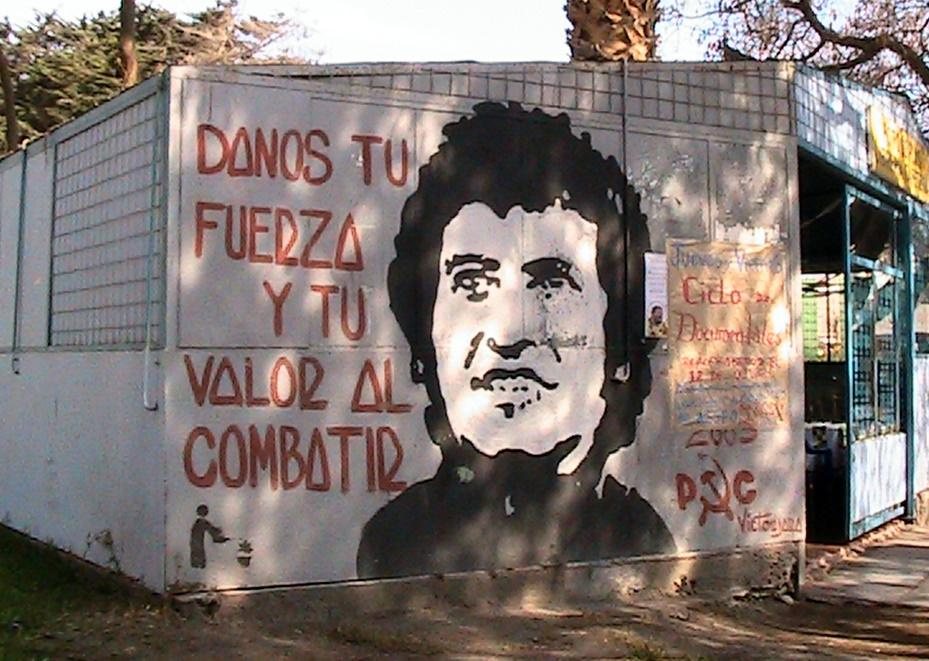
Víctor Jara
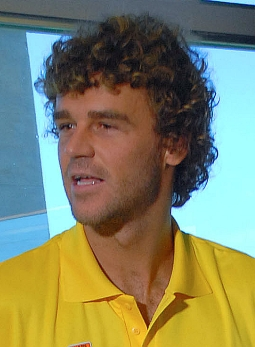
Gustavo Kuerten
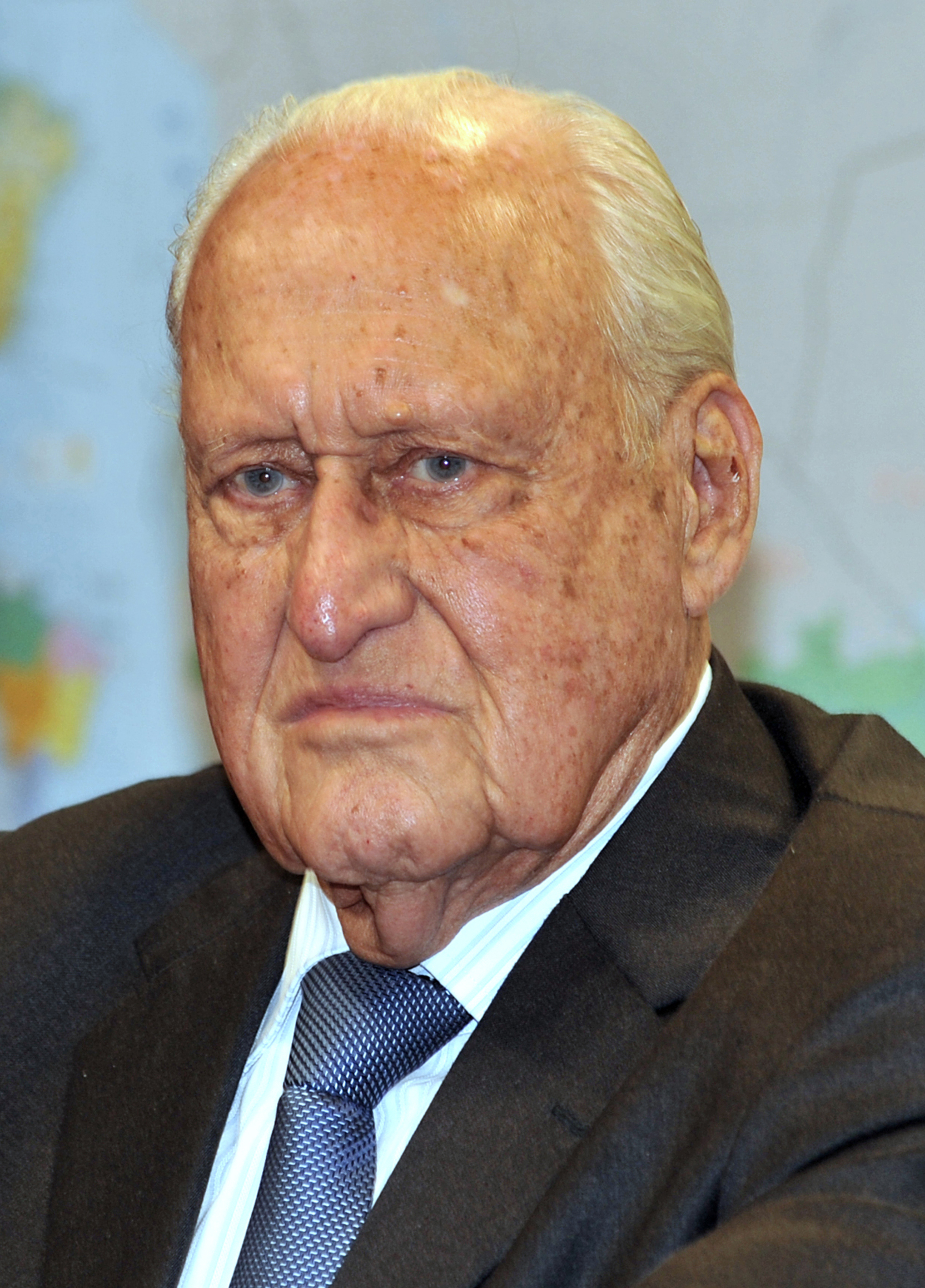
João Havelange
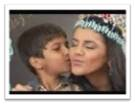
Ivian Sarcos
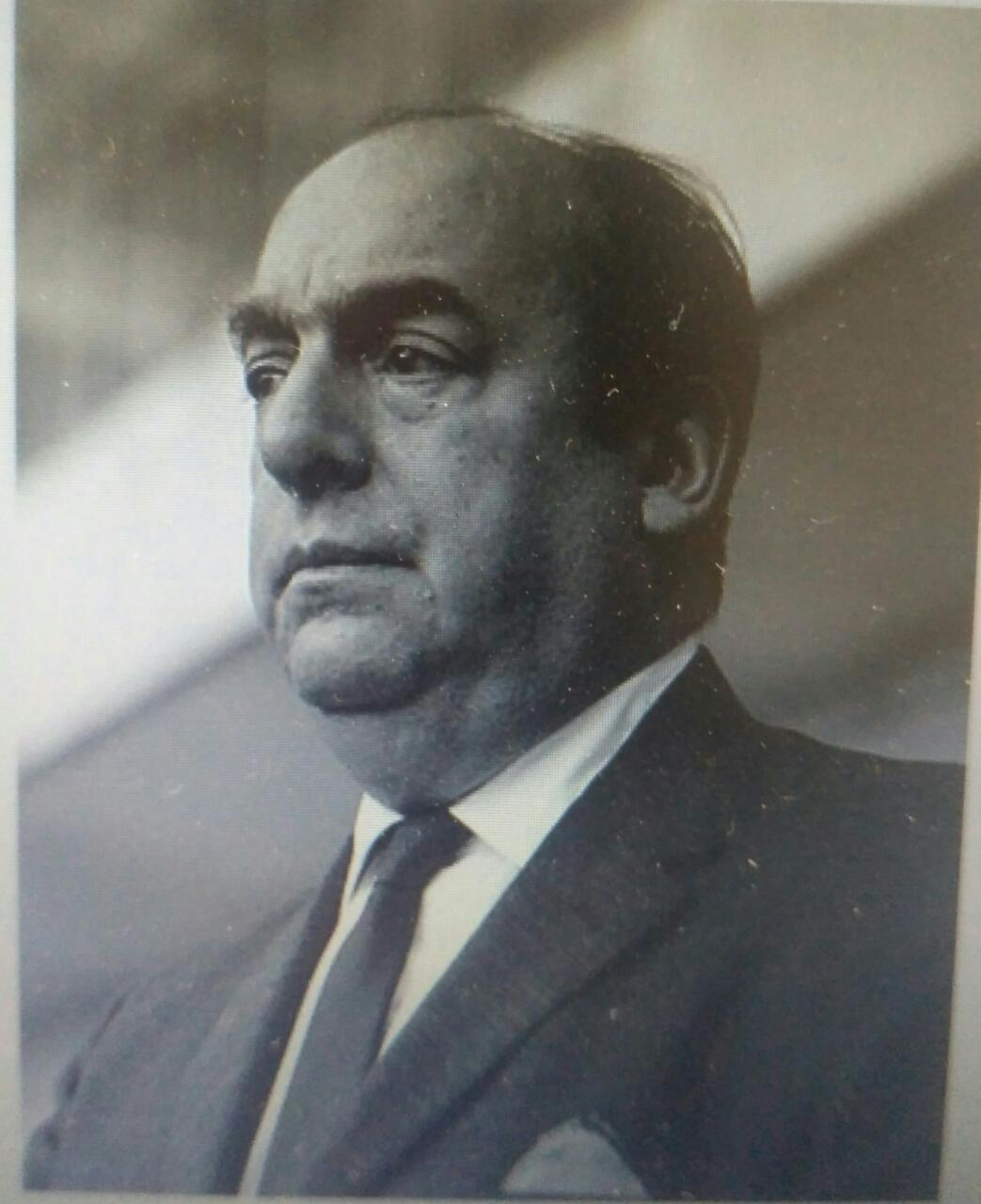
Pablo Neruda

## Verschiedenes

### Waise im Sprichwort
Wanders Deutsches Sprichwörter-Lexikon (Band 4) präsentiert neun Sprichwörter zu Waise bzw. zu Waisengericht; zum Beispiel Die Waisen gleichhalten den Weisen, heisst Gott preisen.

### Waise versus Arbeit
Das Wort Arbeit ist gemeingermanischen Ursprungs (*arbējiðiz, got. arbaiþs); die Etymologie ist unsicher; evtl. verwandt mit indoeurop. *orbh- „verwaist“, Waise, „ein zu schwerer körperlicher Tätigkeit verdungenes Kind“ (vgl. Erbe); evtl. verwandt mit aslaw. robota (Knechtschaft, Sklaverei vgl. Roboter). Im Alt- und Mittelhochdeutschen überwiegt die Wortbedeutung Mühsal, Strapaze, Not; redensartlich noch heute Mühe und Arbeit (vgl. Psalm 90, lateinisch labor et dolor).

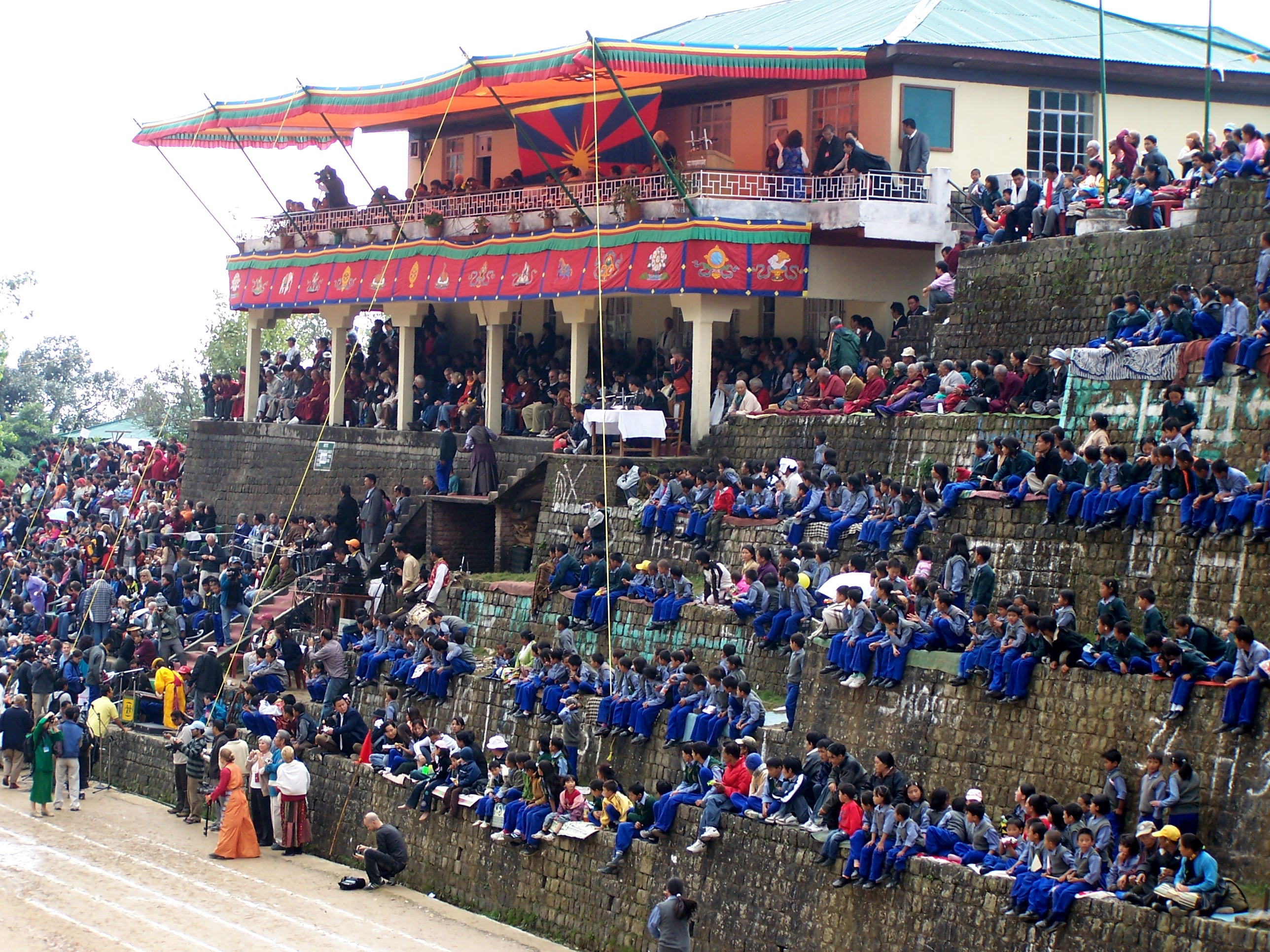
Upper TCV Sports Day

### Waisen als Hoffnungsträger
Die tibetische Schule im nordindischen Masuri zählt 2400 Schüler. Die Kinder, die hier zur Schule gehen, haben eine geborgene Kindheit in ihrer Familie in Tibet hinter sich gelassen, um diese Schule zu besuchen. Hier werden sie als Waisen betrachtet. Die Wanderung von ihrer Heimat nach Nordindien dauert etwa einen Monat und führt quer durch den Himalaya. Schleuser bringen die Schüler heimlich über die Grenze. Nur in dieser Schule können sie tibetisch erzogen und mit der Geschichte ihres Volkes und ihrer Heimat vertraut gemacht werden. Die Kinder werden von ihren Familien ins Ausland geschickt, damit sie später die Kultur ihrer Heimat retten können.

### Sehwaisen
In der Kunst werden verwaiste Gegenstände, denen Künstler mit ihrer spezifischen Sicht einen neuen Seinszustand verschaffen, als Sehwaisen bezeichnet.

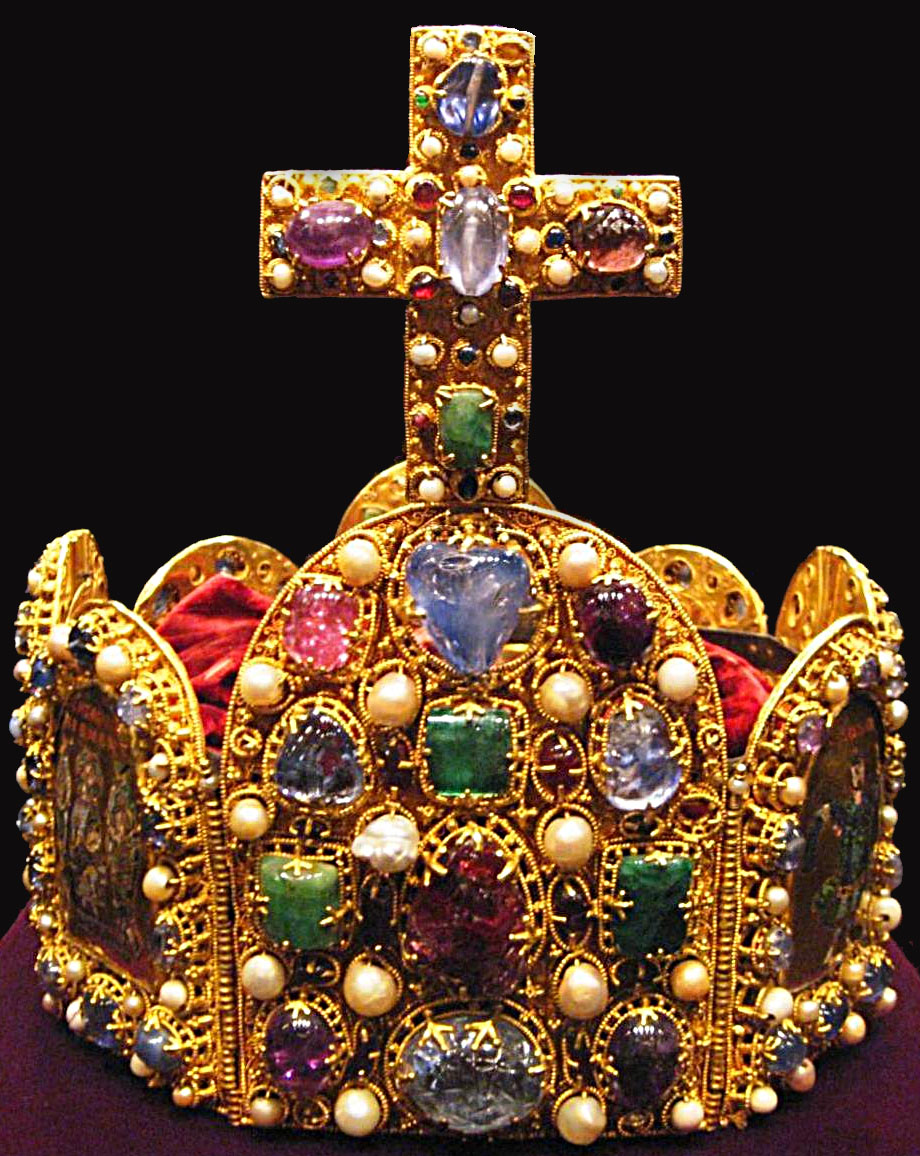
Frontalansicht der Reichskrone – Schatzkammer (Wien)

### Waise als Edelstein
Im Volksmund auch als „Stein der Weisen“ bezeichnet, war der Waise der prominenteste Edelstein von einzigartiger Qualität und Schönheit in der Reichskrone. Der Waise war ein milchweißer Opal, dessen Farbe ins Rote wechseln konnte und nach 1350 verloren ging. In der höfischen Literatur wurde er von Walther von der Vogelweide als „Leitstern aller Fürsten“ beschrieben.

### Welttag der Waisenkinder
Der Welttag der Waisenkinder wurde von der The Stars Foundation initiiert und findet jeweils am zweiten Montag im November statt. Mit dem Aktionstag sollen Waisen in das Bewusstsein der Öffentlichkeit gerückt werden und für deren Unterstützung geworben.

### Waisen-Früchte
Der Begriff Waisen-Früchte bezeichnet Getreidesorten, die für die Ernährung der armen Bevölkerung in Entwicklungsländern besonders wichtig ist.

### Waisenfonds, Witwen- & Waisenpapiere
Bereits in der 1. Hälfte des 19. Jahrhunderts sind Waisenfonds in Deutschland belegt, die Waisen direkt oder deren Angehörige in finanzieller Not unterstützten. Nach dem Ende des Zweiten Weltkrieges wurden risikoarme Anlageformen Witwen- & Waisen-Papiere für die Ersparnisse entsprechender Personen neben klassischen Festgeldern und Sparbüchern aufgelegt. Gesucht waren an Rentenzahlungen erinnernde Erträge in Form stabiler Kupons und Dividenden. Prototypen solcher Finanzanlagen waren unter anderem die fünf- und zehnjährigen deutschen Staatsanleihen, auch Aktien der Energieversorger – wie E.ON oder RWE, der Autobauer Volkswagen sowie auch Finanzinstitute wie die Deutsche Bank und die Commerzbank oder dem Technologie Konzern Microsoft.

### Waisen von Versailles
„Waisen von Versailles“ nannte der britische Historiker Richard Blanke die nach dem verlorenen 1. Weltkrieg und dem Friedensvertrag von Versailles unter polnische Herrschaft geratenen Deutschen – Orphans of Versailles. Dabei bezog er sich auf den Umstand, dass beinah über Nacht sich die Deutschen nicht mehr als Teil der herrschenden Schicht in einem starken und wirtschaftlich hoch entwickelten Nationalstaat wiederfanden, sondern als verletzliche und beargwöhnte Minderheit.

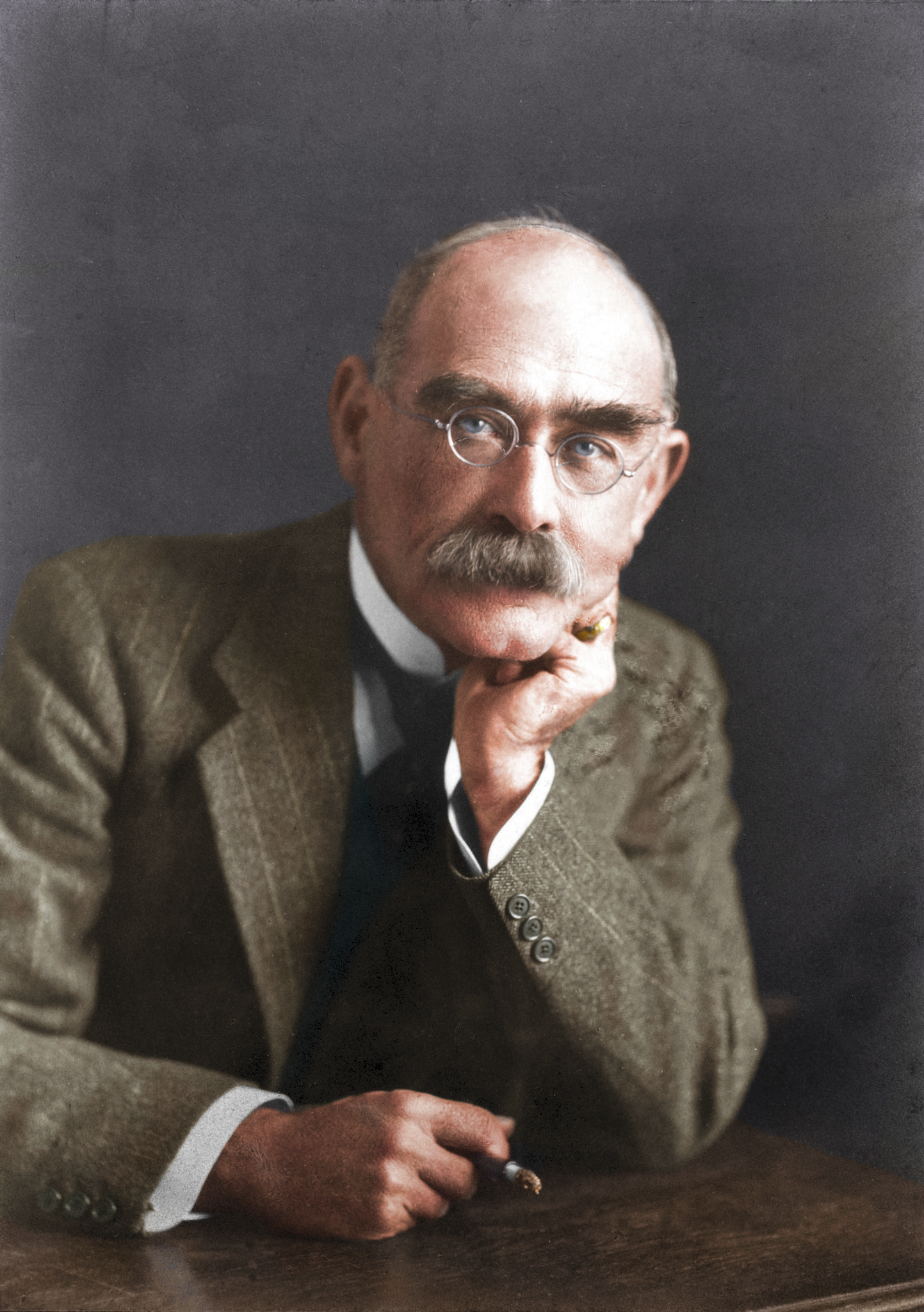
Rudyard Kipling

### Raj-Waisen
Bei Raj-Waisen handelt sich um Kinder, die von ihren in den Kolonien des britischen Empire (im engeren Sinne vom Indischen Subkontinent – Britisch-Indien) lebenden Familien in jungen Jahren alleine nach Großbritannien geschickt wurden und dort getrennt von ihren Eltern in Pflegefamilien oder in Internaten (inklusive Missbrauch) aufwuchsen. Das Empire formte aus Raj-Waisen einen neuen Typus von Kolonialbeamten. Die Kinder entwickelten typische Charaktere. Sie verkörpern einen Nationaltypus, der den britischen Habitus bis heute prägt. Anderseits sind die Kinder von dem Trauma der Trennung gezeichnet. Die britische Autorin Jane Gardam hat in ihrem Roman Ein untadeliger Mann die Auswirkungen des Britischen Empires auf britische Kolonialfamilien und die Raj-Waisen thematisiert.
Dieses Schicksal widerfuhr unter anderem dem britischen Schriftsteller und jüngsten Literaturnobelpreisträger Rudyard Kipling, der in Bombay von einem portugiesischen Kindermädchen aufgezogen wurde. Englisch empfand er als Fremdsprache. Mit fünf Jahren wurden er und seine jüngere Schwester nach England gebracht und dort wie viele anglo-indische Kinder bei Pflegeeltern, den Holloways, aufgezogen. Mit Schrecken erinnerte sich Kipling an deren strenge Aufsicht noch in seiner Autobiographie. Der anschließende Besuch einer Militärschule führte bei ihm nicht zu einer späteren Militär- oder Beamtenlaufbahn.

### Verwaiste Seiten
Es handelt sich dabei um Webseiten, die ihre Verbindung zu ihrer Domain verloren haben und sowohl interne als auch externe Links nicht auf diese Seite verweisen. Diese Seiten werden von den Suchmaschinen-Webcrawlern nicht erfasst.

### Waisen-Gen
Die Genome höherer Organismen enthalten rund 20.000 bis 40.000 Gene. Viele dieser Gene haben einen gemeinsamen evolutionären Ursprung, der sich aus Sequenzähnlichkeiten ablesen lässt. Für ca. ein Drittel der Gene ist das nicht möglich. Sie werden nur in einzelnen evolutionären Linien gefunden. Da ihr genauer Ursprung unklar ist, werden sie meist als Waisen bezeichnet.

### Verwaistes Werk
Ein verwaistes Werk ist urheberrechtlich ein geschütztes Werk, bei dem nach einem angemessenen Aufwand und sorgfältiger Recherche mindestens ein Nutzungsrechteinhaber nicht ausfindig gemacht werden kann. Im weiteren Sinne gelten Werke als verwaist, wenn zwar die Rechtsinhaber bekannt sind, aber nicht kontaktiert werden können.

### Orphan Brigade
Im Amerikanischen Bürgerkrieg war der Spitzname der „Ersten Kentucky-Brigade“ Orphan Brigade. Die Brigade kämpfte auf Seiten der konföderierten Armee während des Bürgerkrieges. Der Name hat möglicherweise mit dem besonderen Status von Kentucky, während des Amerikanischen Bürgerkriegs zu tun. Während sich das offizielle Kentucky niemals von den Nordstaaten löste, gab es in der Bevölkerung große Sympathien für die Konföderierten. Da die Südstaaten während des Krieges niemals die Kontrolle über Kentucky errangen, konnten die Mitglieder der Brigade während des Krieges ihre Familien nicht besuchen, da ihnen die Gefangenschaft drohte. Der Brigadenhistoriker Ed Porter Thompson vermerkte 1868 in seinen Aufzeichnungen zur Geschichte der Brigade, dass nach der Schlacht am Stones River John C. Breckinridge, General der Konföderierten, unter den überlebenden Anhängern wiederholt rief:

„Meine armen Waisen! Meine armen Waisen.“

Im Krieg war der Name wenig gebräuchlich und wurde erst nach Kriegsende bei den Veteranen populär.